# Tours
Pour les articles homonymes, voir Tours (homonymie).
Tours (prononcé : /tuʁ/ ) est une ville située dans l'Ouest de la France, sur les rives de la Loire et du Cher, dans le département d'Indre-et-Loire, dont elle est le chef-lieu, en région Centre-Val de Loire. La commune est le chef-lieu de la métropole Tours Val de Loire et constitutive, avec son intercommunalité, de l’une des 22 métropoles françaises officielles.
La commune, comptant 138 668 habitants en 2022, est au centre d'une unité urbaine de 367 484 habitants (en 2022), elle-même pôle d'une aire d'attraction de 526 370 habitants. Elle est la plus grande commune, la plus grande unité urbaine et la plus grande aire d’attraction de la région Centre-Val de Loire, ainsi que la 15e aire d’attraction de France. Son intercommunalité est, quant à elle, peuplée de 299 019 habitants en 2022, ce qui en fait également la première de la région Centre-Val de Loire par sa population.
Ancienne Caesarodunum cité des Turones, capitale de la IIIe Lyonnaise avec un des plus grands amphithéâtres de l'empire romain, elle devient sanctuaire national avec saint Martin, Grégoire de Tours et Alcuin sous les Mérovingiens et les Carolingiens, et les Capétiens font de la monnaie locale la monnaie du royaume, la livre tournois. Capitale du comté de Tours qui deviendra la Touraine, le « jardin de France »,. Première ville de l'industrie de la soie, voulue par Louis XI, capitale royale sous les Valois avec ses châteaux de la Loire et ville d'art avec l'École de Tours. Capitale de loyauté pour Henri III et Henri IV pendant les guerres de Religion et ville de repli en juin 1940, ce qui lui vaudra d'être en partie détruite.
La ville blanche et bleue est ville d'art et d'histoire avec son quartier du Vieux-Tours, site patrimonial remarquable. La cité jardin concentre un patrimoine vert et un paysage urbain fortement influencé par son espace naturel. La ville historique que l'on surnomme Le Petit Paris et sa région par son histoire et sa culture, ont toujours été une terre de naissance ou d'accueil de nombreuses personnalités, de rencontres sportives internationales, ville universitaire avec plus de 30 000 étudiants en 2019. Ville culinaire avec ses spécialités les rillettes, les rillons, les vignobles tourangeaux, ses fromages AOC Sainte-Maure-de-Touraine et ses nougats.
Aire urbaine du Grand Ouest, la ville fait partie de l'espace métropolitain Val de Loire-Maine. Elle accueille le 1er employeur de la région, le CHRU et de nombreux établissements de direction de vaste échelle. Elle est ceinturée par son périphérique, au centre d'une étoile autoroutière à cinq branches avec les A10, A28 et A85. L'agglomération de Tours est reliée au réseau national par deux gares, à Tours et Saint-Pierre-des-Corps pour les relations TER et TGV. Toutes les régions de France sont accessibles par le train et l'aéroport Tours-Val de Loire est un aéroport régional important et avec quelques destinations internationales. Le journal régional La Nouvelle République qui a son siège à Tours et est diffusé dans la région Centre-Val de Loire et une partie de la Nouvelle-Aquitaine renforce sa position centrale.

## Géographie

### Communes limitrophes
Les communes limitrophes sont Chambray-lès-Tours, Joué-lès-Tours, Mettray, Notre-Dame-d'Oé, Parçay-Meslay, La Riche, Rochecorbon, Saint-Avertin, Saint-Cyr-sur-Loire et Saint-Pierre-des-Corps.
| Saint-Cyr-sur-Loire | Mettray Notre-Dame-d'Oé | Parçay-Meslay Rochecorbon |
| La Riche            | Tours                   | Saint-Pierre-des-Corps    |
| Joué-lès-Tours      | Chambray-lès-Tours      | Saint-Avertin             |

### Géologie et relief
Tours fait partie du Sud-Ouest du Bassin parisien. Elle est constituée entre autres de craies et de sables, caractéristiques du Crétacé, et située dans une zone de sismicité 2 (faible).
C'est un bassin sédimentaire bâti de couches empilées qui sont de provenances marine ou continentale, reposant sur des terrains datant du Précambrien et de l’Ère primaire.
Tours a une altitude minimale de 44 m et une maximale de 109 m, son altitude moyenne est de 77 m tandis que celle de sa mairie est de 52 m environ.

### Climat
Pour des articles plus généraux, voir Climat du Centre-Val de Loire et Climat d'Indre-et-Loire.
En 2010, le climat de la commune est de type climat océanique altéré, selon une étude du CNRS s'appuyant sur une série de données couvrant la période 1971-2000. En 2020, Météo-France publie une typologie des climats de la France métropolitaine dans laquelle la commune est toujours exposée à un climat océanique altéré et est dans la région climatique Moyenne vallée de la Loire, caractérisée par une bonne insolation (1 850 h/an) et un été peu pluvieux.
Pour la période 1971-2000, la température annuelle moyenne est de 11,5 °C, avec une amplitude thermique annuelle de 14,9 °C. Le cumul annuel moyen de précipitations est de 669 mm, avec 11,3 jours de précipitations en janvier et 6,7 jours en juillet. Pour la période 1991-2020, la température moyenne annuelle observée sur la station météorologique de Météo-France la plus proche, sur la commune de Fondettes à 7 km à vol d'oiseau, est de 11,9 °C et le cumul annuel moyen de précipitations est de 725,7 mm,. Pour l'avenir, les paramètres climatiques de la commune estimés pour 2050 selon différents scénarios d'émission de gaz à effet de serre sont consultables sur un site dédié publié par Météo-France en novembre 2022.
| Mois                                  | jan.            | fév.           | mars          | avril         | mai           | juin          | jui.          | août          | sep.          | oct.          | nov.          | déc.           | année      |
| ------------------------------------- | --------------- | -------------- | ------------- | ------------- | ------------- | ------------- | ------------- | ------------- | ------------- | ------------- | ------------- | -------------- | ---------- |
| Température minimale moyenne (°C)     | 2               | 1,8            | 3,4           | 5,3           | 8,8           | 12            | 13,5          | 13,3          | 10,3          | 8,3           | 4,7           | 2,4            | 7,2        |
| Température moyenne (°C)              | 4,9             | 5,5            | 8,2           | 10,7          | 14,4          | 17,8          | 19,7          | 19,6          | 16,2          | 12,7          | 8,1           | 5,3            | 11,9       |
| Température maximale moyenne (°C)     | 7,8             | 9,2            | 12,9          | 16,2          | 19,9          | 23,6          | 25,9          | 25,9          | 22,1          | 17            | 11,5          | 8,3            | 16,7       |
| Record de froid (°C) date du record   | −14,8 07.01.09  | −13,5 12.02.12 | −12 01.03.05  | −4,1 06.04.21 | −1,1 02.05.21 | 2,3 01.06.06  | 5,5 15.07.16  | 4 30.08.1993  | 1 25.09.02    | −3,4 21.10.10 | −9 24.11.1998 | −11,5 19.12.09 | −14,8 2009 |
| Record de chaleur (°C) date du record | 16,1 11.01.1998 | 22,6 27.02.19  | 25,5 31.03.21 | 29,6 30.04.05 | 32,6 27.05.05 | 39,2 29.06.19 | 40,5 25.07.19 | 39,9 10.08.03 | 35,3 14.09.20 | 29,6 02.10.11 | 23,2 07.11.15 | 17,9 07.12.00  | 40,5 2019  |
| Précipitations (mm)                   | 68,2            | 57,9           | 53,8          | 56,6          | 62,4          | 53,3          | 46,7          | 47,1          | 53,4          | 69,9          | 76,1          | 80,3           | 725,7      |

### Paysages
Au sein de la vallée de la Loire, le site de Tours est quelque peu atypique. À quelque six kilomètres à l'est de la ville, au lieu-dit Rochepinard sur la commune de Montlouis-sur-Loire, le plateau calcaire séparant la vallée de la Loire au nord, et celle du Cher au sud, s'efface pour laisser place à une vaste plaine alluviale commune (qui court sur une vingtaine de kilomètres jusqu'à la confluence effective à Villandry). La largeur du lit majeur passe de 2,5 km face au bourg de Montlouis-sur-Loire, à plus de 4 km à la Ville-aux-Dames. Autant dans une perspective de mise en valeur agricole de ce vaste espace fertile (terres alluviales), que du point de vue du transit nord sud (possibilité de traverser 2 rivières importantes à la suite), le site se démarque.
Jusqu'à très récemment (XXe siècle), Tours, dont le développement initial a lieu sur une butte de la rive sud de la Loire (actuel secteur autour de la cathédrale) et également, dès le Ve siècle, autour de la basilique Saint-Martin (protégée à partir du Xe siècle par l'enceinte de Châteauneuf), était restée cantonnée « entre coteaux », au cœur de cette plaine alluviale commune (dit aussi lit majeur, ou encore « varenne », et dont l'altitude ne s'écarte jamais beaucoup de 50 mètres). Désormais, depuis les annexions dans les années 1960, au nord de la Loire, des communes de Saint-Symphorien et Sainte-Radegonde, et, au sud du Cher, du parc de Grandmont qui appartenait à la commune de Joué-lès-Tours, la ville s'étale également au-delà des coteaux, sur les plateaux (entre 80 et 100 mètres d'altitude).
Au cœur de l'environnement urbain, la Loire et son lit mineur offrent de vastes espaces naturels, hôtes notamment avec leurs nombreuses îles d'une riche faune. Souvent surnommée « dernier fleuve sauvage de France »,,, elle est, comme la quasi-intégralité du territoire français, un espace que les humains n'ont cessé de modifier afin de tenter de s'affranchir de contraintes. L'endiguement de son lit mineur visant à se prémunir des risques liés aux crues constitue un des nombreux exemples d'incidence humaine sur cet espace.

## Urbanisme

### Typologie
Au 1er janvier 2024, Tours est catégorisée grand centre urbain, selon la nouvelle grille communale de densité à sept niveaux définie par l'Insee en 2022.
Elle appartient à l'unité urbaine de Tours, une agglomération intra-départementale regroupant 38  communes, dont elle est ville-centre,,. Par ailleurs la commune fait partie de l'aire d'attraction de Tours, dont elle est la commune-centre,. Cette aire, qui regroupe 162 communes, est catégorisée dans les aires de 200 000 à moins de 700 000 habitants,.

### Morphologie urbaine

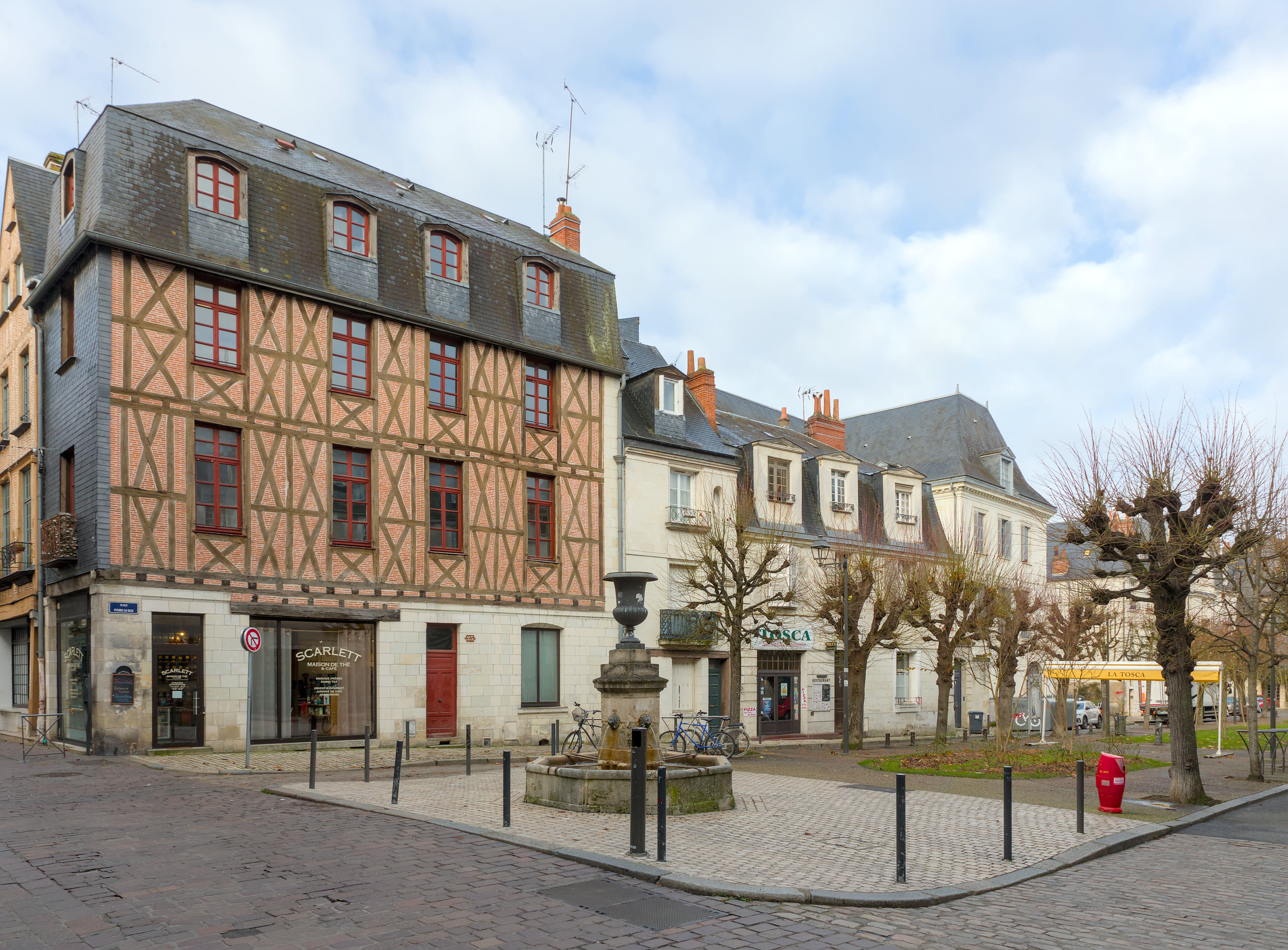
La place Foire-le-Roi, où se tenaient des foires à partir du XIIIe siècle.

L'habitat ancien pré-XIXe est regroupé au sein de deux noyaux, symétriques par rapport à la rue nationale, et constituant le "Vieux Tours" :
- le quartier de la cathédrale Saint-Gatien, bâti sur les ruines de la cité originelle gallo-romaine, elle-même érigée sur une butte insubmersible de la varenne (plaine alluviale).
- le quartier de Châteauneuf, né des fortifications protégeant le prestigieux lieu de pèlerinage chrétien au Moyen Âge, probablement entre 1050 et 1150. L'ensemble religieux autrefois appelé martinopole avait été édifié autour du tombeau de saint Martin, initialement posé sur un tertre rivé au fleuve. Dénaturé après la Révolution, l'ensemble collégial correspond approximativement à la basilique Saint-Martin et l'actuelle place Plumereau.

Vers l'est, jusqu'à la limite actuelle avec la ville de Saint-Pierre-des-Corps, et vers l'ouest jusqu'à la place Sainte-Anne à la Riche, on peut distinguer d'ancien faubourgs constitués parallèlement à la Loire, dans le prolongement de la ville.
On pourra également noter un troisième noyau pré-XIXe à l'endroit du quartier Paul-Bert, sur la rive nord de la Loire, au pied du coteau, entre le pont Wilson et le pont de fil. Ce quartier faisait face à la cité originelle de l'est, et était située au débouché nord du premier pont (près de l'emplacement du pont de fil).
D'importants secteurs de la ville furent détruits lors de la Seconde Guerre mondiale : par les frappes allemandes de 1940, ainsi que par les bombardements alliés annonçant la libération terrestre en 1944. Les incendies successeurs de ces pilonnages furent également dévastateurs. Elle ne fut pas reconstruite à l'identique, mais selon l'architecture typique de l'après guerre. Sur les secteurs plus symboliques que sont la rue Nationale et la place Anatole-France notamment, le style tourangeau traditionnel (toits d'ardoises, murs de tuffeau, cheminée en briques) inspira une adaptation moderne. Les architectes Jean Dorian et Pierre Patout conçurent le nouveau plan en damier (entre les rues de Jérusalem et président-Merville à l'ouest, et la rue Voltaire à l'est) mis en chantier de 1950 à la fin de la décennie.
Un axe rectiligne nord-sud (ancienne RN 10, originellement route royale d'Espagne) traverse le centre-ville de part en part. Il offre une perspective de 7 kilomètres depuis le haut de la Tranchée en direction du sud : l'avenue de la Tranchée, le pont Wilson, la rue Nationale et l'avenue de Grammont s’enchaînent pour rejoindre l'autre coteau, jusqu'au pied du parc Grandmont.

#### Limites et découpage communal

##### Annexions territoriales

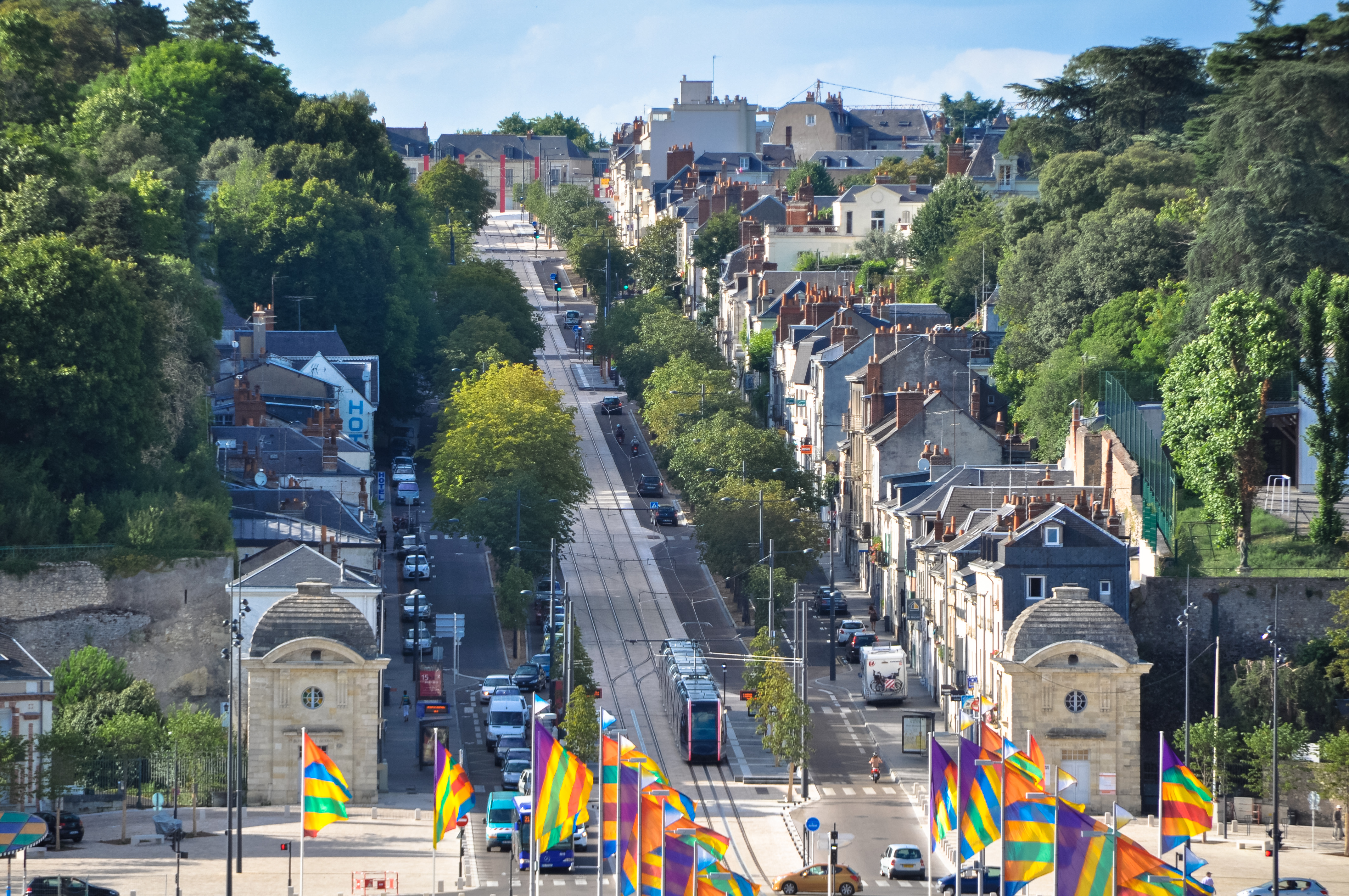
L'avenue de la Tranchée marque l'entrée sud de l'ancienne commune de Saint-Symphorien.

Le territoire actuel de la ville de Tours résulte de nombreuses opérations depuis le XIIIe siècle.
Avant la Révolution il n’existait pas d’entité comparable à la commune. Le plus petit niveau d’administration était la paroisse.
Ainsi entre le XIIIe et le XVIIIe siècle, seize paroisses ont leur chef-lieu dans la ville de Tours. Parmi elles quatre s’étendent hors de la ville : La Riche-Extra, Saint-Étienne-Extra, Saint-Pierre-des-Corps et Saint-Symphorien-Extra.
Au cours du XVIIIe siècle, trois décrets successifs signés par l'archevêque de Tours suppriment cinq paroisses : d'abord le 14 avril 1773 Saint-Pierre du Chardonnet et Saint-Simple sont supprimées, puis le 5 mai 1773 Notre-Dame de l’Écrignole, Sainte-Croix disparaissent ; enfin, le 22 janvier 1781, Saint-Denis n'est plus une paroisse.
Dix ans plus tard, le 9 avril 1791, un décret de l’Assemblée nationale établit une nouvelle circonscription des paroisses de la ville de Tours. Il en reste alors quatre :
- Saint-Gatien (la paroisse épiscopale) qui comprend la partie est de la ville, limitée par la rue Nationale et l’avenue de Grammont, la commune de Saint-Pierre-des-Corps et la partie de la commune Saint-Étienne-Extra à l’est de l’avenue de Grammont jusqu’au Cher ;
- Saint-Martin dont le territoire s'étend de la rue Nationale à la paroisse Notre-Dame-la-Riche ;
- Notre-Dame-la-Riche pour le reste de la partie ouest de Tours jusqu’à la commune de La Riche ;
- Saint-Symphorien au nord de la Loire.

Après la Révolution française, les communes proches de ce qu'on connait aujourd'hui sont créées. Le découpage est alors communal.
Un décret impérial du 29 mai 1808 change les frontières de la ville de Tours qui est délimitée d’avec Beaumont, La Riche, Saint-Cyr-sur-Loire, Saint-Étienne, Saint-Pierre-des-Corps et Saint-Symphorien. Tours cède ainsi à Saint-Symphorien la partie ouest de l’Île-Aucard, qui est à l'époque constituée de terrains sans habitation. De son côté, La Riche cède à Tours près de trois hectares.
Le 14 juin 1845, une loi fixe la fusion de Saint-Étienne-Extra d'avec la commune de Tours. Puis, le 5 mai 1855, une loi délimite désormais les communes de Saint-Avertin, Saint-Pierre-des-Corps et Tours. Tours cède alors à Saint-Avertin le Parc-de-Grandmont et son château. Cette même partie reviendra à Tours en 1961 (par décret) avec deux nouveaux territoires de Saint-Avertin : le Parc des Expositions et le stade d’Honneur et ses annexes.
La dernière évolution date du 21 mai 1964 lorsque, sous l'impulsion du maire de Tours (Jean Royer), les communes de Saint-Symphorien et de Sainte-Radegonde-en-Touraine sont rattachées à celle de Tours (arrêté préfectoral).

##### Quartiers

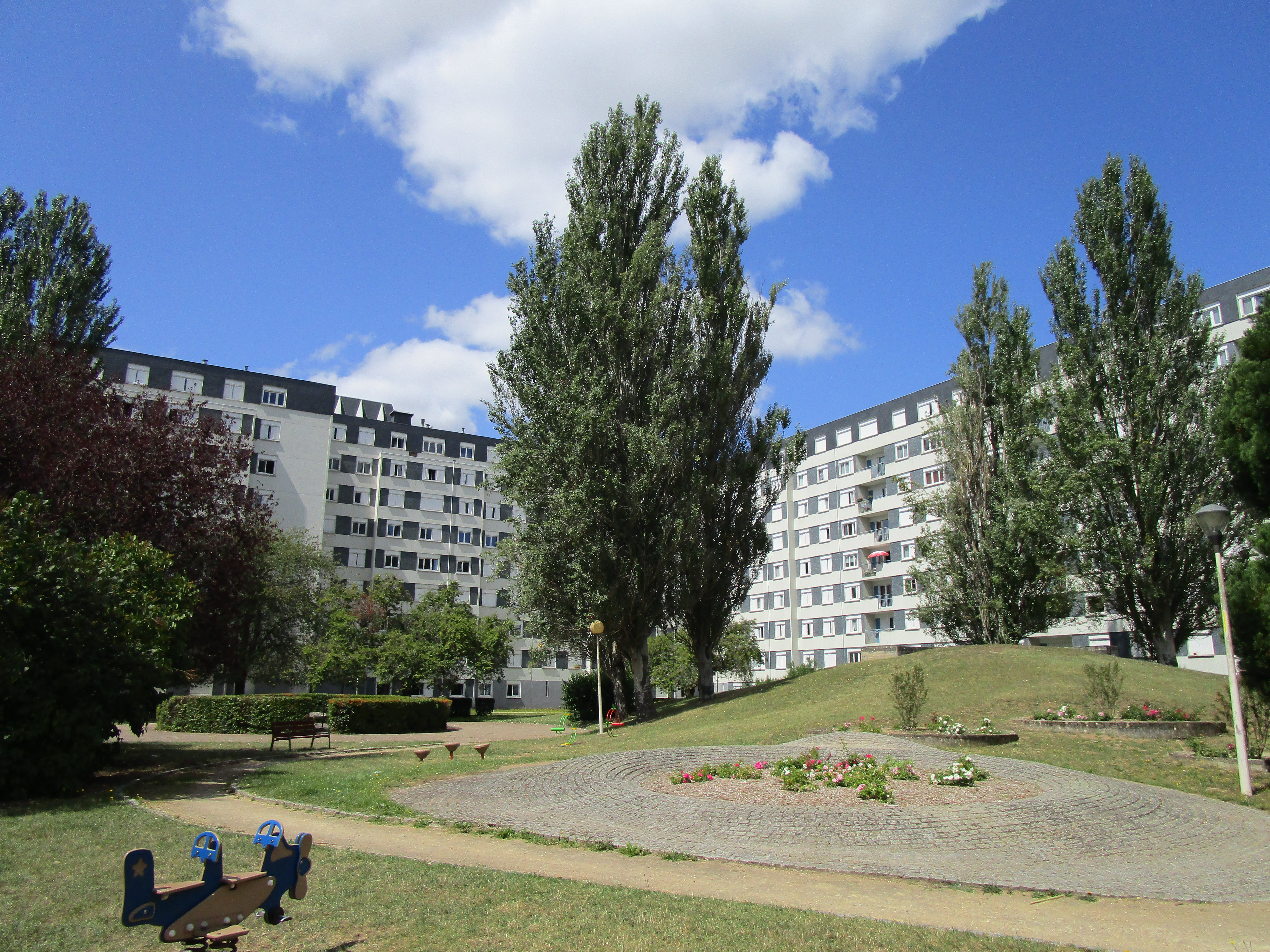
Le quartier des Fontaines de Tours.

Le plan de zonage 2010 de la ville de Tours définit trois grands secteurs de la ville : le nord de la Loire, le centre entre la Loire et le Cher et le sud du Cher. Toutefois, les Conseils de la vie locale de Tours (les CVL sont des instances infra-communales qui sont une expression de démocratie participative) sont séparés en quatre territoires et prévoient un découpage différent entre le nord et le sud notamment. Ainsi, Tours-Nord est délimité au sud par la Loire alors que Tours-Sud s’étend au sud des boulevards Richard-Wagner, Winston-Churchill et Louis-XI. On trouve aussi Tours-Ouest, qui comprend les parties situées entre la Loire, la rue Nationale et l’avenue de Grammont ainsi que les boulevards Winston-Churchill et Louis-XI. Pour sa part, Tours-Est est délimité au nord par la Loire, à l’ouest par la rue Nationale et l’avenue de Grammont et au sud par le boulevard Richard-Wagner.
L'Insee partage la commune de Tours en 22 zones dans le cadre de son découpage du territoire le plus fin en IRIS :
1. Centre (Vieux-Tours ouest)
2. Grammont
3. Cathédrale (Vieux-Tours est)
4. Lamartine
5. Rabelais-Tonnellé
6. Giraudeau
7. Lakanal-Strasbourg
8. Febvotte-Marat
9. Rives du Cher
10. La Fuye-Velpeau
11. Sanitas-Rotonde
12. Beaujardin
13. Rochepinard
14. Saint-Symphorien
15. Sainte Radegonde
16. Paul-Bert
17. Europe
18. Douets Milletière
19. Montjoyeux
20. La Bergeonnerie
21. Les Fontaines
22. Deux Lions Gloriette

##### Les cours d'eau dans la morphologie urbaine
- La Loire : bien que de nombreux noms de rues et quartiers fassent référence à une batellerie passée active, le « fleuve royal » n'est aujourd'hui plus adapté pour une navigation commerciale. Comme dans le reste du pays, la batellerie, le transport fluvial des marchandises s'est vu supplanté au cours du XIXe siècle par le chemin de fer.
- Le Cher : affluent de la Loire, il était navigable entre la confluence (à une vingtaine de kilomètres à l'ouest) et le canal du Berry jusqu'à ce que son cours soit modifié dans les années 1960 à l'occasion du chantier pharaonique qui verra sortir de terre les quartiers des rives du Cher et des Fontaines.
- Le ruau Sainte-Anne : ancêtre occidental du canal des ducs de Berry, il reliait le Cher à la Loire selon l'axe qui délimite aujourd'hui Tours de sa voisine La Riche. Un unique pont au niveau de l'actuelle place Sainte-Anne permettait la jonction entre Tours et la presqu'île de Berthenay. Après fermeture plusieurs dizaines d'années auparavant et de longues tentatives d'assainissement, son remblaiement est entrepris en 1837. Les terrains vierges laissent place à la création à son ancien emplacement par le pharmacien Margueron dès 1843, d'un jardin des plantes, prélude au jardin Botanique. Le manque de financement et surtout l'avis d'ingénieurs jugeant préférable une liaison Cher/Loire en amont de Tours auront eu raison de lui.
- Le canal du Duc de Berry : portion inaugurée en 1828 pour remplacer son cousin de l'ouest le ruau Sainte-Anne, il faisait la jonction entre la Loire et le Cher (la branche « centrale » du canal se termine à plus de 40 kilomètres en amont de Tours à Noyers-sur-Cher, laissant les bateaux naviguer ensuite directement sur le Cher). L'ingénieur Cormier dirige le projet. Un pont, dit « Pont du Milieu » permettait le passage entre Tours et Saint-Pierre-des-Corps, doublé au milieu du siècle d'un pont ferroviaire. Le chemin de fer à partir du milieu du XIXe supplantant rapidement la batellerie, le canal est fermé et asséché. Dans les années 1950-1960, s'y tient deux fois l'an la fête foraine. Puis le canal disparaît, en 1971, lors des aménagements liés au passage de l'A10 dans la ville : celle-ci en reprend le tracé et le recouvre de ses voies. Toutefois, quelques traces de ce passé subsistent aujourd'hui : par endroits, sous les travées autoroutières, des petites portions de l'ancienne berge pavée oblique du canal sont visibles.

### Projets d'aménagement
Plusieurs projets d'aménagement ont récemment vu le jour :
- l'installation d'un pôle « arts graphiques » (regroupant l'école Brassart, l'école supérieure des beaux-arts et le département d'histoire de l'art de l’université de Tours sur le site Mame boulevard Preuilly, inauguré en 2016 ;
- l'accomplissement de la LGV entre Bordeaux et Tours, inaugurée le 2 juillet 2017 ;
- l'installation du Centre de création contemporaine Olivier Debré[32] en centre-ville (à l'emplacement de l'ancienne école des beaux-arts), inauguré en mars 2017 ;
- l'achèvement de l'écoquartier Monconseil ;
- la réfection de l'entrée de ville place Anatole-France avec la construction de deux hôtels de luxe[33].

D'autres sont en cours d'études ou de réalisation :
- la poursuite du développement du quartier des Deux-Lions ;
- l'aménagement d'un quartier sur le site des casernes Beaumont-Chauveau ;
- la création d'une seconde ligne de tramway.

D'autres projets sont plus hypothétiques, en phase d'étude primaire, ou furent évoqués un temps mais n'ont été cités plus sérieusement depuis : la mise en place d'une École d'architecture (à la suite du moratoire du ministère de la Culture en 1998), la densification du bâti le long de l'axe ferré entre Saint-Pierre-des-Corps et Tours, l’achèvement du périphérique et la construction de l'A10 bis contournant l'agglomération sont, pour l'instant au moins, abandonnés. Avec le changement de municipalité en 2014 d'autres projets ont pour l'instant disparu : notamment le réaménagement de la place de la Tranchée à Tours-Nord, la destruction et le réaménagement de l’îlot Vinci près de la Gare (où la construction d'une tour fut évoquée par la municipalité de Jean Germain). L'agrandissement du Stade de la Vallée du Cher est quant à lui pour l'instant abandonné.

### Voies de communication et transports

#### Accès routiers

Connexions autoroutières.

Ceinturé aux 3/4 par l'A10 et son périphérique, dont l'achèvement demeure en suspens, la ville de Tours se situe par ailleurs au centre d'une étoile autoroutière à cinq branches :
- l'A10 nord vers Orléans et Paris (à 240 km au nord-est) ;
- l'A10 sud vers Poitiers et Bordeaux (347 km au sud-ouest) ;
- l'A28 vers Le Mans et Rouen (ouverte en décembre 2005) ;
- l'A85 ouest vers Angers (achevée en décembre 2007) ;
- l'A85 est vers Vierzon, début de la jonction avec la vallée du Rhône.

De nombreuses liaisons transversales d'intérêt national complètent ce maillage (RN 76, RN 138, etc.), permettant notamment de relier la ville aux capitales régionales voisines : Limoges (RN 147).
Maintes fois annoncé, le doublement de l'A10 à l'est de l'agglomération visant le report hors de la ville du transit national nord-sud (A10 Bis ou A110) ne semble plus d'actualité.

##### Connexions au réseau de transport en commun interurbain routier
Deux gares routières sont présentes à Tours :
- La gare routière du centre-ville, face à la gare SNCF (place du Général-Leclerc), est desservie par :
  - Le réseau régional TER Centre-Val de Loire,
  - Le Réseau de mobilité interurbaine (Rémi) (géré par Transdev Touraine),
  - Un service de navette pour l'aéroport de Tours Val de Loire,
  - Des dessertes scolaires gérées par le CFA, des Communautés de communes ou des syndicats intercommunaux des transports scolaires (SITS) des communes voisines[34] ;
- Le parking bus des Peupliers, à 800 mètres de la gare SNCF, (170 rue Edouard-Vaillant, rue longeant la gare SNCF), est desservi par le réseau international Eurolines, et sa filiale nationale Isilines, le réseau international FlixBus, et le réseau national OUIBUS.

#### Réseau de transports en commun

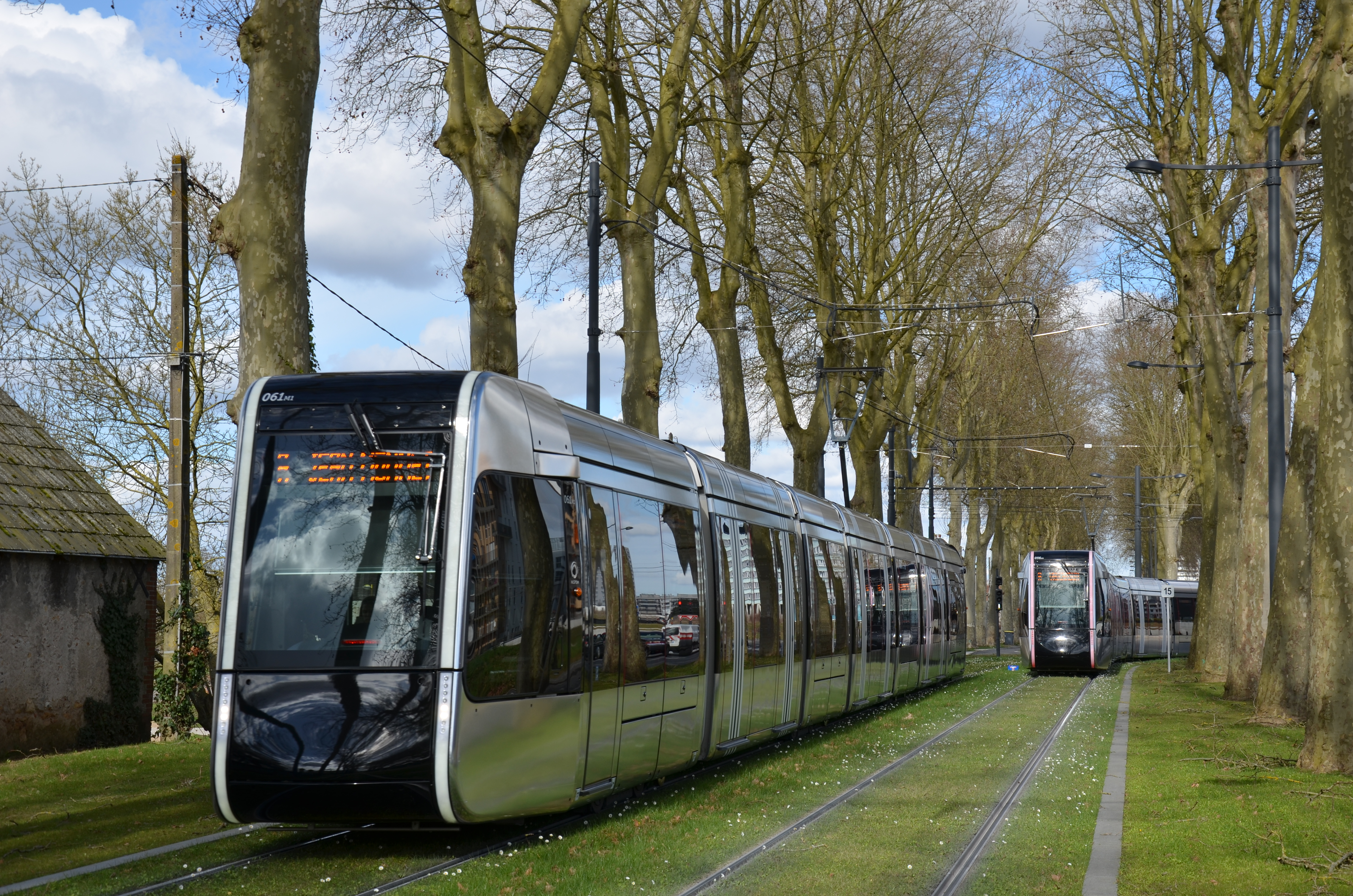
L'agglomération est desservie par les bus et tramway du réseau Fil bleu.

L'agglomération tourangelle est desservie par le réseau de bus et tramway Fil bleu (géré par groupe Kéolis) : 46 lignes sont parcourues notamment par une flotte de 236 bus. Le service fonctionne sept jours sur sept, de 5 h 30 à 1 h 0 du matin (service allégé le soir et le dimanche). Le 31 août 2013, la première ligne de tramway de Tours a été mise en service sur un parcours d'une quinzaine de kilomètres du nord au sud de l'agglomération entre les lycées Jean-Monnet à Joué-lès-Tours, et Vaucanson à Tours-Nord.

##### Connexions ferroviaires

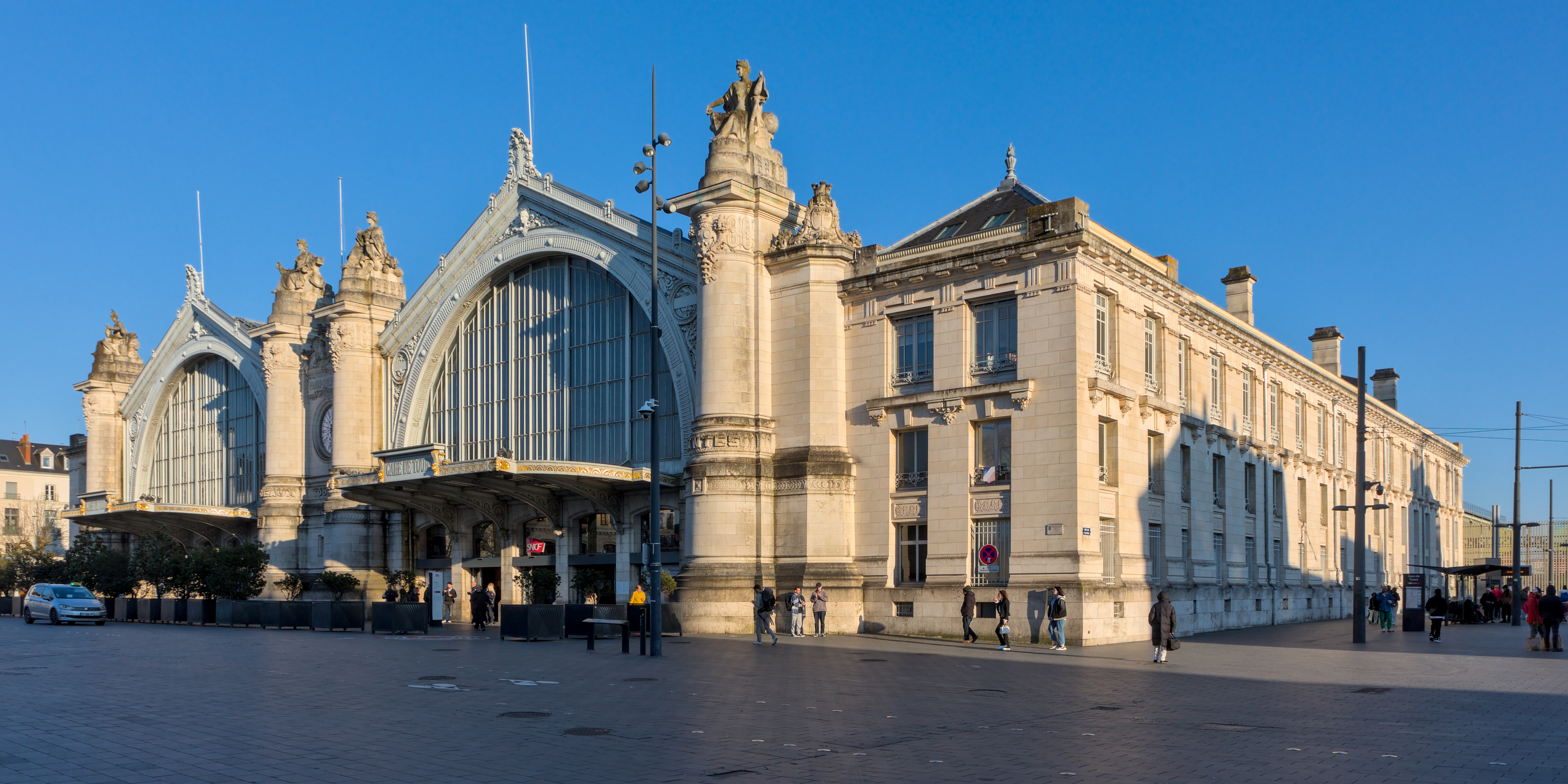
Le bâtiment voyageurs de la gare de Tours a été construit à la fin du XIXe siècle sous la direction ded l'architecte tourangeau Victor Laloux.

Tours a toujours été bien située sur le réseau ferroviaire français. Si aujourd'hui quelques lignes d'intérêt local ont été fermées, le réseau régional TER Centre-Val de Loire est, depuis les années 1990 en constant développement. Des liaisons régionales sont assurées au départ de Tours vers Château-du-Loir, Le Mans, Caen, Alençon… ; Saumur, Bressuire, Angers… ; Azay-le-Rideau, Chinon… ; Loches, Limoges… ; Vierzon, Bourges et Nevers… ; Amboise, Blois et Orléans, Paris via Orléans… ; Vendôme, Châteaudun…
Sous l'appellation Interloire circulent des TER rapides le long du Val de Loire entre Orléans, Blois, Tours, Angers et Nantes. Les liaisons Paris-Austerlitz - Blois - Tours, les liaisons interrégionales Nantes - Angers -Tours - Bourges - Lyon et Tours - Le Mans - Caen sont assurées par des trains Intercités. La révolution a eu lieu avec la mise en service du TGV Atlantique qui a, depuis 1990, renforcé la position de la ville en la reliant à Paris en environ 1 heure. Toutes les régions de France sont accessibles directement depuis Tours par le train, la plupart par le TGV.
Le cœur de l'agglomération est relié au réseau national par deux gares importantes : la gare de Tours, principalement pour les relations TER, et la gare de Saint-Pierre-des-Corps principalement pour les relations TGV, cette dernière étant par ailleurs un des principaux centres de triage et de maintenance ferroviaire de France. Ces deux gares, dont le trafic total place le complexe ferroviaire Tours/Saint-Pierre parmi les 10 plus importants de la SNCF, sont reliées très fréquemment.
Les travaux de la LGV Sud Europe Atlantique (tronçon de Tours à Bordeaux) ont démarré en 2013. La ligne a été mise en service le 2 juillet 2017, Poitiers est désormais à 30 min et Bordeaux est maintenant à 2 heures de Tours.
Dans l'aire urbaine, une quinzaine de gares sont desservies, assez inégalement connectées aux réseaux de bus ou car.

##### Connexions aériennes

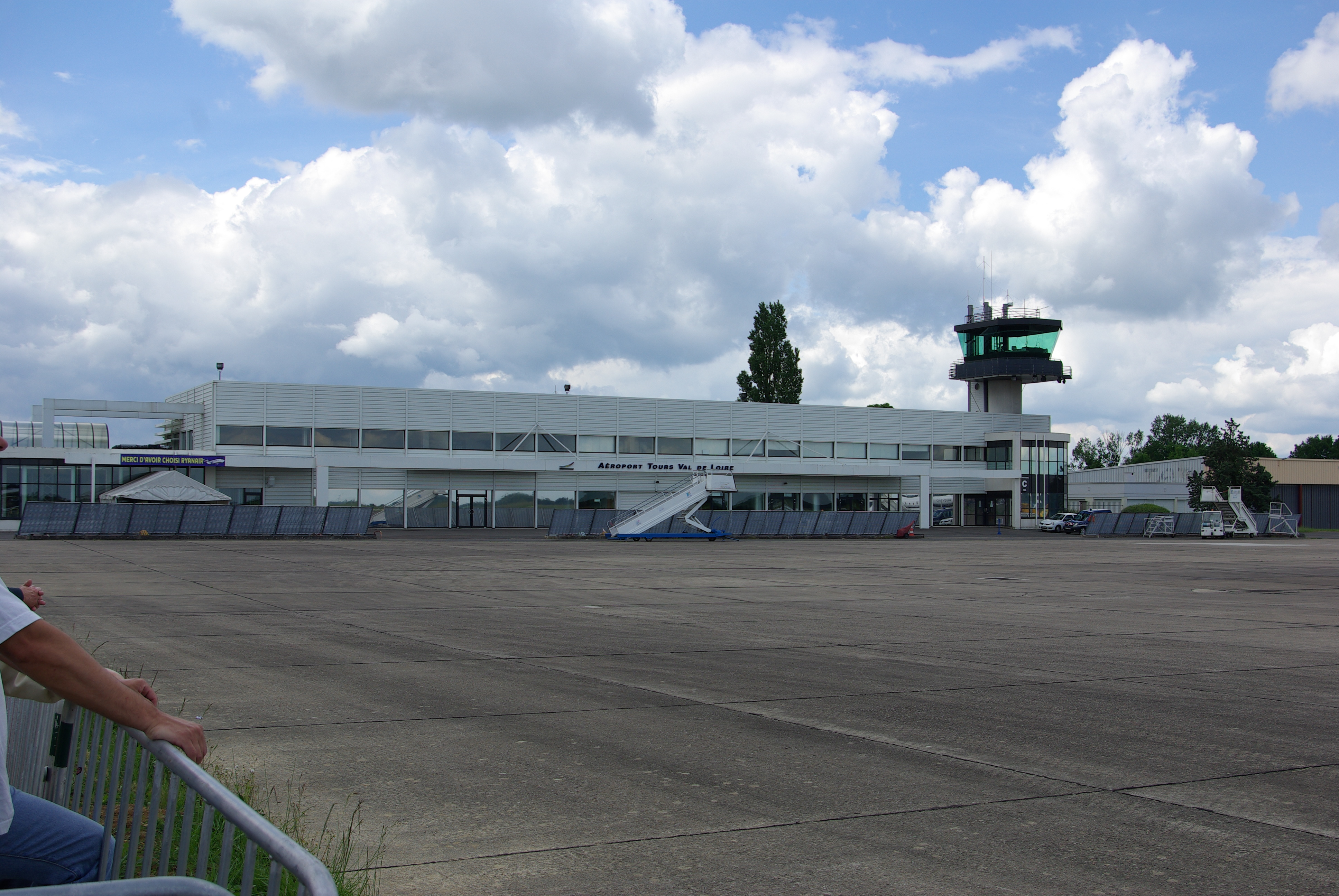
Aéroport de Tours Val de Loire.

Siège d'une compagnie aérienne autrefois prospère (la TAT), Tours n'a jamais été une place aéroportuaire de première importance puisque de toute son histoire, les 200 000 passagers annuels n'ont jamais été dépassés mais pourront l'être en 2017 vu qu'en 2016 le trafic a été de 198 897 passagers et il ne cesse de progresser au fil des années. La proximité des aéroports parisiens (Roissy CDG est aujourd'hui accessible directement par TGV depuis Tours en 1 h 35) est un atout pour faciliter l'accès aux réseau aérien international. Depuis 2001 pourtant, plusieurs liaisons régulières vers Londres, Dublin, Marseille, Porto, Marrakech à partir d'avril 2013, la Corse (Figari et Ajaccio) et de nombreux « vols vacances » ont relancé l'activité de la plateforme et propulsé l'aéroport Tours-Val de Loire parmi les aéroports régionaux importants avec un trafic avoisinant en 2016 les 199 000 passagers annuels. Les mouvements d'avions sont néanmoins très importants, du fait de la présence de la base aérienne 705 sur l'aéroport. Elle y faisait vivre l'école de chasse de l'Armée de l'air qui s'entraînait sur Alpha Jet (et où le pilote américain Marshall Headle a été instructeur après l'entrée des États-Unis dans le conflit de la Seconde Guerre mondiale).

#### Réseau cyclable
La Métropole et la Ville de Tours souhaitent déployer un schéma cyclable de 1 000 km de pistes structurantes à l’horizon 2030. La ville est déjà dotée d’environ 150 km d’aménagements cyclables, d’une capacité de 10 000 stationnements vélo (dont la vélostation de la gare dotée de 120 places), d’un service vélos disponibles à la location longue durée (Vélociti géré par l’Accueil Vélo Rando) et d’une vingtaine de boutiques vélocistes.
Les 13 itinéraires prévus du schéma cyclable sont :
- Itinéraire 1 : Monnaie / Esvres-sur-Indre
- Itinéraire 2 : Saint-Antoine-du-Rocher / Montbazon
- Itinéraire 3 : Cerelles, Langennerie / Veigné
- Itinéraire 4 : Larçay / Druye, Saché, Savonnières
- Itinéraire 5 : Tours, Petite Arche / Saint-Cyr-sur-Loire, Equatop
- Itinéraire 6 : La Ville-aux-Dames sud / La Riche, La Grange David
- Itinéraire 7 : Saint-Pierre-des-Corps, gare TGV / Berthenay, Saint-Cyr-sur-Loire
- Itinéraire 8 : La Ville-aux-Dames nord / La Riche, Fac de médecine
- Itinéraire 9 : Vouvray / Saint-Etienne-de-Chigny, Luynes, Pernay, Saint-Roch
- Itinéraire 10 : La Membolle-sur-Choisille / Monts
- Itinéraire 11 : Rochecorbon / Luynes
- Itinéraire 12 : Rochecorbon / Saint-Cyr-sur-Loire, l’Escale
- Itinéraire 13 : Parc Grandmont / Joué-lès-Tours, Espace Malraux

En outre, en partenariat avec le Collectif Cycliste 37, le Syndicat des Mobilités de Touraine réalise régulièrement des actions de sensibilisation auprès des habitants afin d’encourager la pratique du vélo au quotidien dans de bonnes conditions.
En octobre 2023, le Syndicat des Mobilités de Touraine a annoncé avoir choisi la société Pony pour lancer une nouvelle offre de location de vélos en libre-service. Ce nouveau service arrivera au printemps 2024 et sera composé de 500 vélos classiques et 1 100 vélos deux places à assistance électrique.
Créée en 2010 à Tours, Geovelo est une application spécialisée dans le calcul d’itinéraires à vélo et l’analyse des trajets.

##### Connexions cyclables, au réseau de vaste échelle

Tracé de l'EV6.

L'EuroVelo 6 ou EV6, également connue sous le nom d' « Eurovéloroute des Fleuves », est une véloroute de type EuroVelo qui traverse Tours en reliant Saint-Nazaire à Constanţa. C'est la plus célèbre des véloroutes européennes, longue de 3 653 km, elle traverse l'Europe d'ouest en est, de l'océan Atlantique à la mer Noire en passant par dix pays. Elle suit l'itinéraire de trois des plus grands fleuves européens : la Loire, le Rhin et le Danube. Sa portion longeant la Loire, entre le département du Cher et la Loire-Atlantique, s'appelle la Loire à Vélo et bénéficie d'une grande publicité à destination des touristes, notamment de la part des pouvoirs publics (conseils généraux…).

### Risques naturels et technologiques
Par sa situation dans le lit majeur de la Loire et du Cher (décrite ci-dessus), et malgré les aménagements préventifs bâtis (digues sud à la Loire, nord au Cher ; digue nord-sud entre Tours et Saint-Pierre-des-Corps à l'emplacement de l'ancien canal de raccordement du Cher à la Loire, et de l'actuelle A10), la très grande majorité du secteur interfluve de la ville (tout sauf les quartiers pré-XIXe siècle, correspondant à « l'hypercentre historique ») est exposée au risque d'inondation en cas de crue extrême de la Loire et du Cher. Ces crues menaçantes sont de probabilité centennale, soit une occurrence statistique moyenne de une pour cent années, sur l'ensemble de la période statistique étudiée.
Une crue moins extrême de la Loire a cependant lieu tous les ans en période hivernale.

## Toponymie
Le nom de la localité est attesté sous les formes Caesarodunum au IIe siècle; Turones au IVe siècle; Tors en 1266.
Dans l'Antiquité, le nom gallo-romain de Tours était Caesarodunum (voir ce nom). Selon un processus usuel en Gaule, lors du Bas Empire, le nom du peuple (ethnonyme) s'est substitué au nom antique originel (cf. Paris, Limoges, Périgueux, Nantes, etc.).
Le nom de Tours dérive de celui des Turones, un peuple gaulois qui vivait sur le site il y a plus de 2 000 ans,.
Remarque : les formes médiévales Turs et Tors ont donné l'actuel Tours et s'expliquent par la chute du suffixe -on-, sans doute compris comme étant la désinence de la déclinaison des substantifs masculins en ancien français, à savoir les cas sujet / cas régime du type ber / baron ou gars / garçon ou alors directement comme étant le suffixe -on de signification vague en français; chute de -on motivée également par le besoin de distinguer le nom de la ville du nom de ses habitants, les Turons : la forme en -on est devenue spécifique pour qualifier les habitants de Tours. Cependant, l'ancien gentilé Turons et Turonnes est aujourd'hui désuet et peu usité. Il est remplacé dans l'usage par Tourangeaux / Tourangelles qui est la dénomination désormais officielle.

## Histoire

### Préhistoire et Antiquité

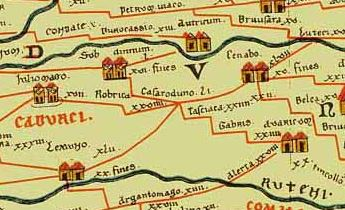
Table de Peutinger : au centre, Caesarodunum.

Des fouilles réalisées dans le secteur de l'hôpital Clocheville et près des Halles ont révélé l'existence d'habitats préromains dispersés, qui semblent abandonnés pendant le Ier siècle av. J.-C.
Au début de notre ère, une importante ville est fondée selon le modèle romain et dédiée par ses habitants à César ; d'une superficie estimée d'au moins 80 ha, elle prend le nom de Caesarodunum. Elle est pourvue d'un vaste amphithéâtre, d'au moins un temple et deux établissements thermaux ; un pont permet de franchir la Loire.

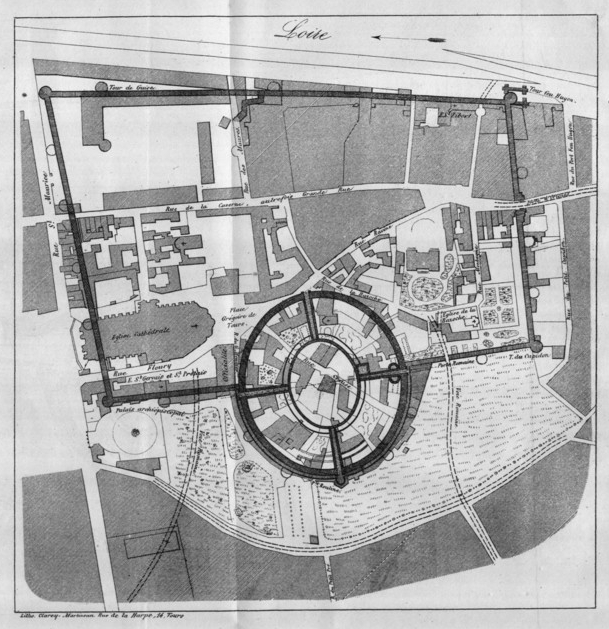
Castrum gallo-romain.

La cité est élevée au rang de capitale de la Gaule lyonnaise au début du IVe siècle. C'est également à cette époque que, dans une superficie très resserrée de 9 ha, la ville s'entoure d'une muraille défensive, communément appelée castrum, appuyée sur l'amphithéâtre. Le dernier quart du IVe siècle de l'histoire de Tours est marqué par l'émergence du christianisme, solidement implanté localement grâce à saint Martin, évêque de la ville du début des années 370 jusqu'à sa mort en 397.

### Moyen Âge

#### Un sanctuaire national de pèlerinage et de culture

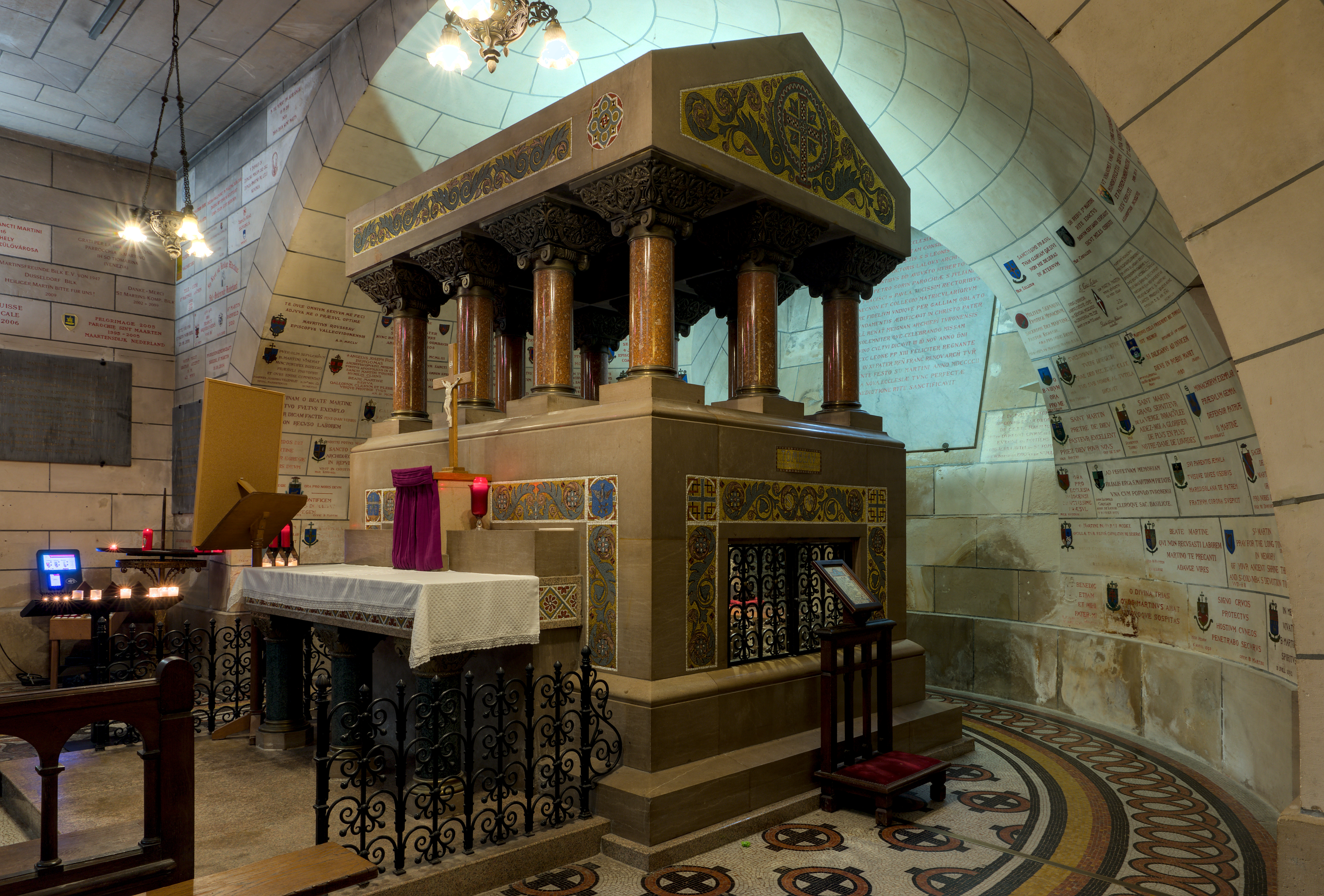
Le tombeau de saint Martin de Tours, dans la basilique qui lui est dédiée.

##### Du royaume de Syagrius aux Mérovingiens (475-752)

###### L'arrivée des Francs
Une des figures marquantes de l'histoire de la ville est saint Martin de Tours, troisième évêque de la ville après le mythique Gatien et Lidoire. Martin est un ancien militaire devenu officier romain. Épris du message chrétien, il partage son manteau avec un démuni à Amiens, puis se fait moine. Inlassable prédicateur d'une foi modèle dans les assemblées chrétiennes, il y épouse la condition des plus modestes et acquiert une renommée légendaire en Occident. Il crée des communautés dont le monastère de Marmoutier, dans les trois Gaules et sera aussi patron de la France.
Cette histoire et l'importance post-mortem de Martin encore plus grande dans l'Occident chrétien médiéval firent de Tours une ville de pèlerinage majeure au haut Moyen Âge, au point qu'en 813 le concile de Chalon donna à ce pèlerinage la même importance qu'à celui de Rome ; c'était inciter les pèlerins cheminant vers Rome à détourner leurs pas et faire étape à Tours.
En 461 a lieu le premier concile dans la ville de Tours, auquel participa le premier évêque de Rennes, Anthemius.
Le monastère Saint-Martin a bénéficié très tôt, dès le début du VIe siècle, de libéralités et de soutien des rois francs, Clovis le premier a attribué la victoire des Francs sur les Wisigoths à l'intercession du vénérable saint ancien soldat, et accru considérablement l'influence du monastère et de la ville en Gaule, en lui donnant notamment le droit de battre monnaie, le denier tournois, qui deviendra plus tard la livre tournois.

###### L'époque de l'historien Grégoire de Tours
Au VIe siècle, Grégoire de Tours, jeune lettré, vient s'y faire soigner d'un mal présumé incurable. Guéri, il y reste et parvient à s'y faire nommer évêque. Cet écrivain mérovingien, auteur des Dix Livres d'histoire des Francs , marque la ville de son empreinte, notamment en restaurant la cathédrale détruite par un incendie en 561.
En 567, le concile de Tours donne aux évêques le droit à l'excommunication pour les juges oppresseurs et instaure la dîme au profit de l'Église.
La bataille de Tours ou de Poitiers, est une victoire remportée en 732 ou 733 par une armée franque conduite par Charles Martel, sur des combattants sarrasins conduits par l'émir de Cordoue Abd al-Rahman. Selon quelques auteurs contemporains, la bataille ne s'est pas déroulée à Poitiers, mais à mi chemin entre Poitiers et Tours, elle devrait de ce fait s'appeler la bataille de Tours, l'historien André-Roger Voisin préfère la situer dans la banlieue sud-ouest de Tours, sur un lieu-dit qui porte le même nom depuis des siècles et qui semble fortement révélateur les landes de Charlemagne. Pour tous les historiens, Charles Martel entre en guerre seulement pour défendre le monastère de saint Martin de Tours le sanctuaire national des Francs, et pour plus tard, bien sûr, en avoir le contrôle. Cette bataille, pour Charles Martel et les Carolingiens, n'est pas un mythe, mais un symbole historique. Dans la réalité les troupes musulmanes souhaitaient toucher le royaume au cœur en détruisant les reliques du saint patron de la Gaule, considérées comme protectrices (comme l'étaient toutes les reliques : sans elles une église, et à plus forte raison le pays rassemblé autour d'elle, n'était plus rien). Tel était leur objectif.

##### La renaissance carolingienne (752-843)
Au IXe siècle, Tours est l'un des foyers privilégiés de la Renaissance carolingienne, notamment du fait de l'élévation de l'abbatiat à saint Martin d'Alcuin, ancien prieur anglo-saxon du monastère de Cormery.
Le manteau de saint Martin (cappa) serait aussi à l'origine du nom « Capet », qui est celui de la dynastie des rois de France, les capétiens car Hugues Capet était l'abbé laïc du chapitre de Saint-Martin de Tours et, à sa suite, les rois de France conservent ce titre. Par la même étymologie, l'édifice contenant ce palladium des Francs est appelé chapelle (capella), même antérieurement au déplacement de la relique par Charlemagne dans la fameuse chapelle palatine d'Aix-la-Chapelle. À la fin de l'ancien régime, saint Martin de Tours reste le symbole de l'unité franque et française.
En 813, un concile de grande importance à l'initiative de Charlemagne impose l'usage de la langue romana rustica — qui s'oppose à la theostica —, ce qui peut être considéré comme la naissance du français.

#### Deux villes fortifiées

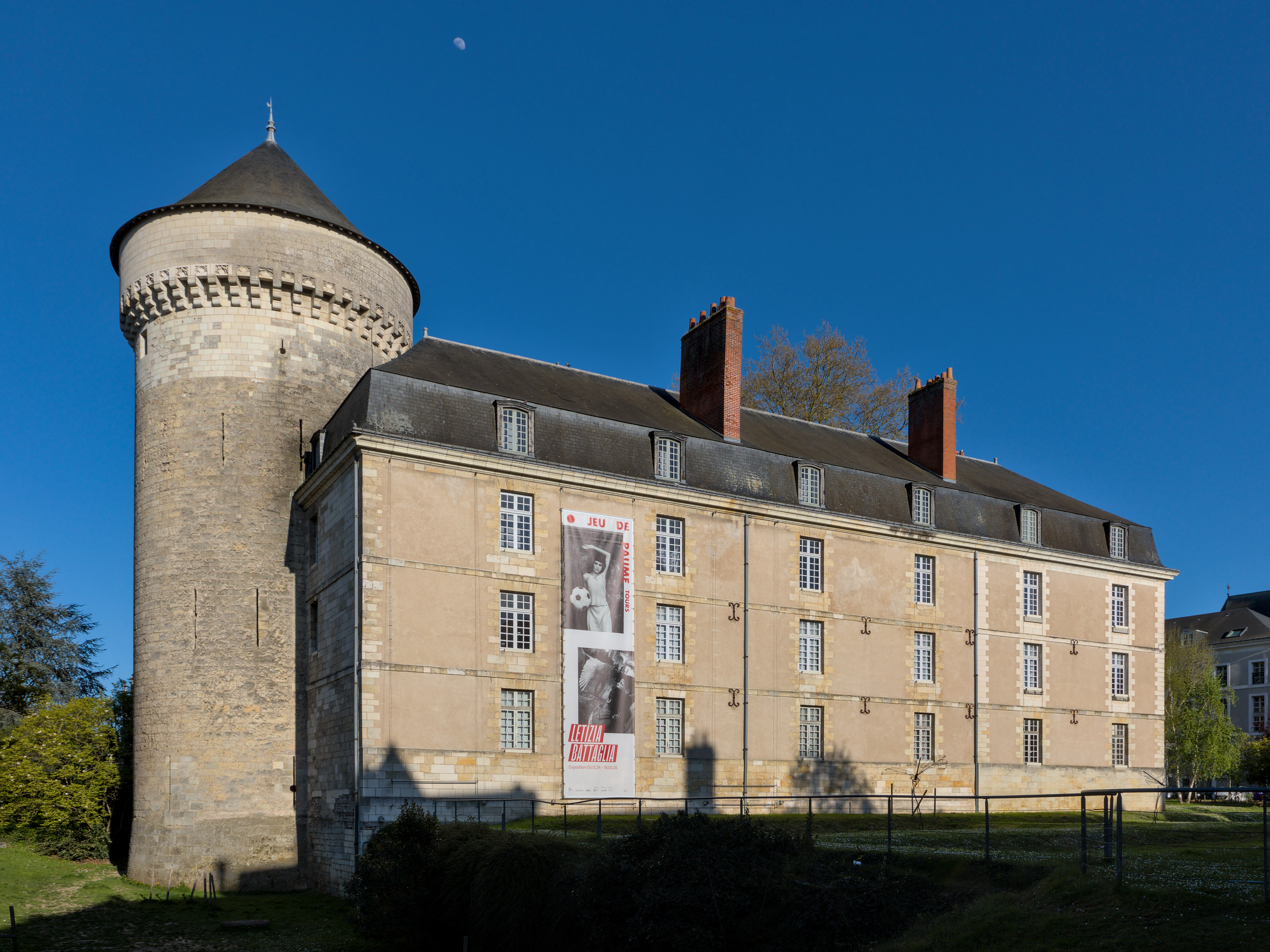
Le château de Tours.

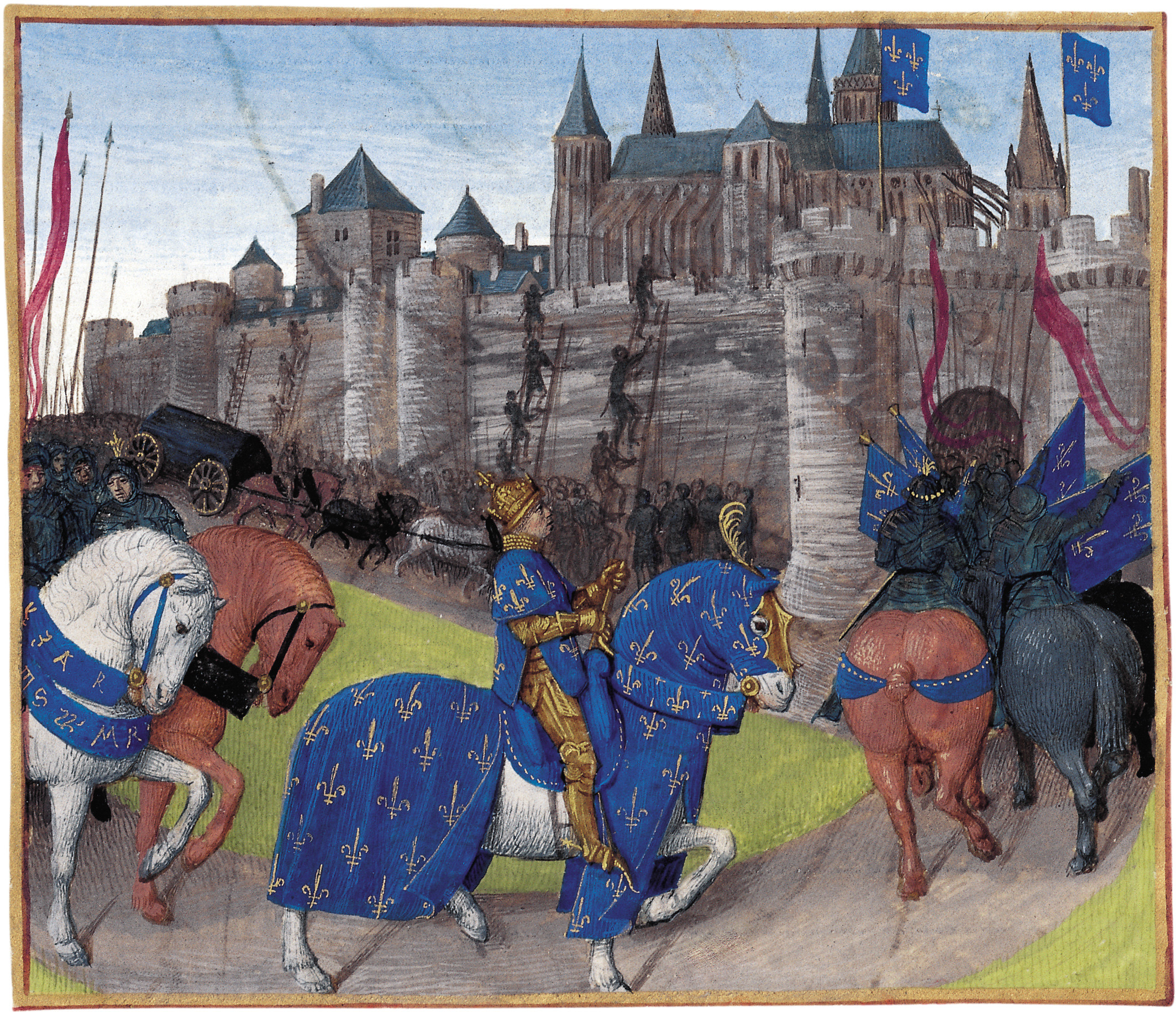
Prise de Tours par Philippe Auguste, miniature de Jean Fouquet, XVe siècle.

Depuis le IVe siècle, Tours est une ville fortifiée. Mais parfois, elle doit son salut à des catastrophes naturelles : ainsi, pendant l'hiver 575-576, c'est une forte crue de la Loire qui empêche l'entrée des Wisigoths dans la ville.
En 845, Tours repousse une première attaque du chef viking Hasting. En 850, les Vikings s’installent aux embouchures de la Seine et de la Loire qu'ils empruntent et contrôlent. Toujours menés par Hasting, ils remontent à nouveau la Loire en 852 et mettent à sac Angers et le Maine mais la crue de la Loire, le 30 juin, les bloque et sauve la ville. Tours et l’abbaye de Marmoutier tombent dans les mains des pillards en 853.
Durant le Moyen Âge, Tours est constituée de deux bourgs principaux juxtaposés, parfois concurrents. La « Cité » à l'est, héritière du premier castrum, remodelée après 265, est composée de l'ensemble archiépiscopal (cathédrale et résidence des archevêques) et du château de Tours, siège de l'autorité comtale (tourangelle puis angevine) et royale.
À l'ouest, la « ville nouvelle » ou Martinopole structurée autour de l'abbaye Saint-Martin qui bénéficie du prestigieux pèlerinage s'émancipe de la cité au cours du Xe siècle, érigeant une première enceinte vers 918, et devient le « Châteauneuf » (castrum novum) ; cet espace, organisé entre Saint-Martin et la Loire, devient le centre économique de Tours. Son rayonnement lui valut même le droit de « battre la monnaie ». Cette monnaie, le denier tournois, devient la livre tournois, monnaie de compte de l'Ancien Régime, avant d'être remplacée par le franc après la Révolution.

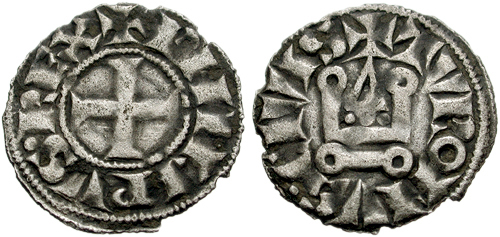
Des deniers tournois frappés vers 1270.

Entre ces deux entités subsistaient des espaces de garenne, de vignes et de champs peu densément occupés, à l'exception du bourg de l'abbaye Saint-Julien installée en bord de Loire. Ces bourgs seront unis par une enceinte au cours du XIVe siècle. Tours est un modèle de la ville double médiévale avec ses deux bourgs principaux.
Tours est la capitale de la Touraine, ce territoire sous le nom de comté de Tours est âprement disputé (cette guerre est l'origine des châteaux de la Loire) entre la maison féodale blèsoise et la maison d'Anjou, qui emporte la mise en 1044 sous forme d'un fief. En 1050 a lieu le concile de Tours, où le pape Léon IX condamne et dénonce comme hérétique le théologien Bérenger de Tours. Le 10 mars 1096, le pape Urbain II préside les cérémonies de dédicace de la grande église abbatiale de Marmoutier-lès-Tours et tient concile à Tours où l'évêque Otton fut réadmis dans l'église, à condition de faire pénitence en participant à la croisade.
En 1120 les bourgeois de Châteauneuf cherchent à constituer une commune, les chanoines de l'abbaye Saint-Martin s'y opposent et le différend se termine par l'incendie de la basilique et du bourg de Châteauneuf en 1122. Les bourgeois obtiennent une charte communale du roi de France Louis VII en 1143.

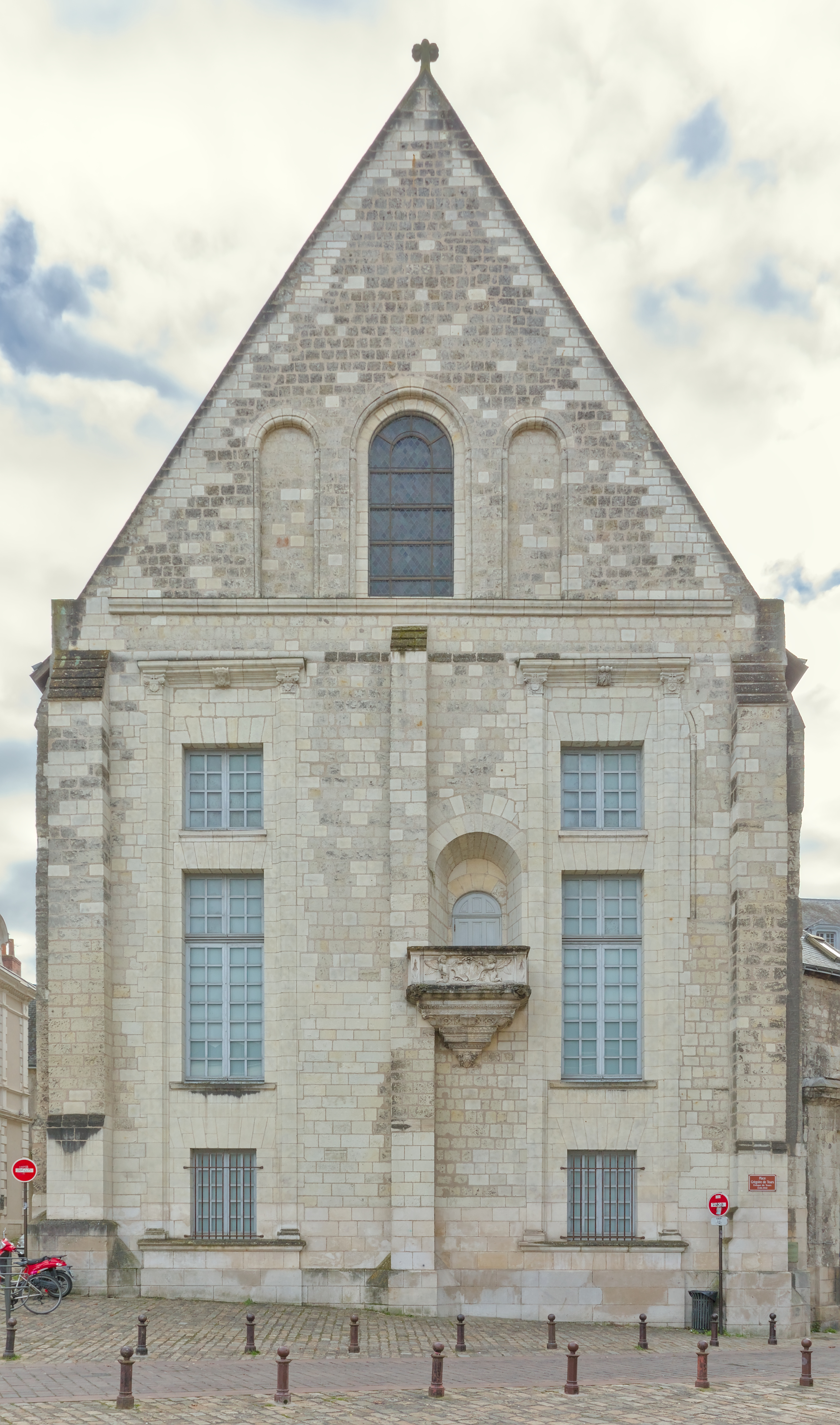
Salle du concile de Tours, dite aussi des États généraux.

En décembre 1162, le pape Alexandre III, réfugié à Tours, consacre la nouvelle chapelle de Marmoutier-lès-Tours, sous l'invocation des saints Benoit et Vincent. Ce souverain pontife, élu en 1159, abandonna précipitamment le Saint-Siège, car l'empereur d'Allemagne, Frédéric Barberousse, avait fait élire un autre pape dévoué à ses intérêts. Le pape décide et convoque un concile extraordinaire en la ville de Tours, où se réunirent, pendant un an, un nombre impressionnant de dignitaires ecclésiastiques : 17 cardinaux, 124 évêques et 414 abbés. La ville apparut même comme une « seconde Rome ». Alexandre III reçut le soutien de toutes les Églises françaises et anglaises. Cette docte assemblée condamna l'empereur d'Allemagne et réaffirma le pouvoir premier du spirituel des papes sur le pouvoir temporel des empereurs. Alexandre III ne regagnera Rome qu'en 1178.
La charte communale du bourg de Châteauneuf est confirmée en 1181 par Philippe Auguste, qui par la même occasion se substitue aux chanoines de l'abbaye Saint-Martin pour rendre la justice. En 1184 le pape Lucius III casse la commune et ce n'est qu'en 1212, à l'issue de la lutte entre Plantagenêt et Capétiens, lorsque la Touraine est réunie à la France, que les libertés communales deviennent concrètes. Prenant acte de la déchéance continentale des Plantagenêts, Philippe Auguste récupère la Touraine. Avec ce rattachement à la couronne, la livre tournois, qui tire son nom de l'abbaye Saint-Martin de Tours où l'on frappait des deniers dits « tournois », remplace la livre parisis comme monnaie de compte du domaine royal. Entre-temps, alors qu'Henri II a rejoint Chinon, Richard Cœur de Lion et Philippe Auguste dévastent la Touraine et s'emparent de la ville de Tours d'un seul assaut. Après la mort d'Henri II Plantagenêt (1133-1189), seigneur d'Anjou et roi d'Angleterre, et profitant que Richard Cœur de Lion soit retenu prisonnier par l'empereur du Saint-Empire germanique Henri VI capturé lors de son retour de la troisième croisade, Philippe Auguste intrigue avec Jean sans Terre, le frère de Richard Cœur de Lion, et se fait donner Tours.
En 1232, les chanoines de l'abbaye Saint-Martin reconnaissent enfin les droits des habitants de Châteauneuf, cet état est confirmé par Louis IX en 1258.
Le 5 mai 1308, Philippe le Bel convoque à Tours les États généraux du royaume. Cette assemblée est chargée de chasser les hérétiques et plus particulièrement les Templiers. En obtenant un large appui populaire, ce n'est pas le roi qui se dresse contre les templiers mais le peuple entier qui réclame justice. Une délégation portera au pape une demande de condamnation du Temple et de ses membres. L'ordre sera finalement dissous en 1312 et certains de ses membres périront sur le bûcher. Ceci constitue l'épilogue d'un conflit opposant deux pouvoirs, le pouvoir spirituel et le pouvoir d'un roi, Philippe le Bel, qui veut rester maître dans son royaume.
Le 30 mars 1356, par lettres patentes, le roi Jean II le Bon, « Jean, par la grâce de Dieu, au bailli de Tours, par le péril de la guerre, ordonne de fortifier murs et maisons, et organiser le guet pour la défense de la ville ». Par cette nouvelle enceinte, la ville unie de Tours vient de naître. Boucicaut, futur maréchal de France, y naît en 1364.

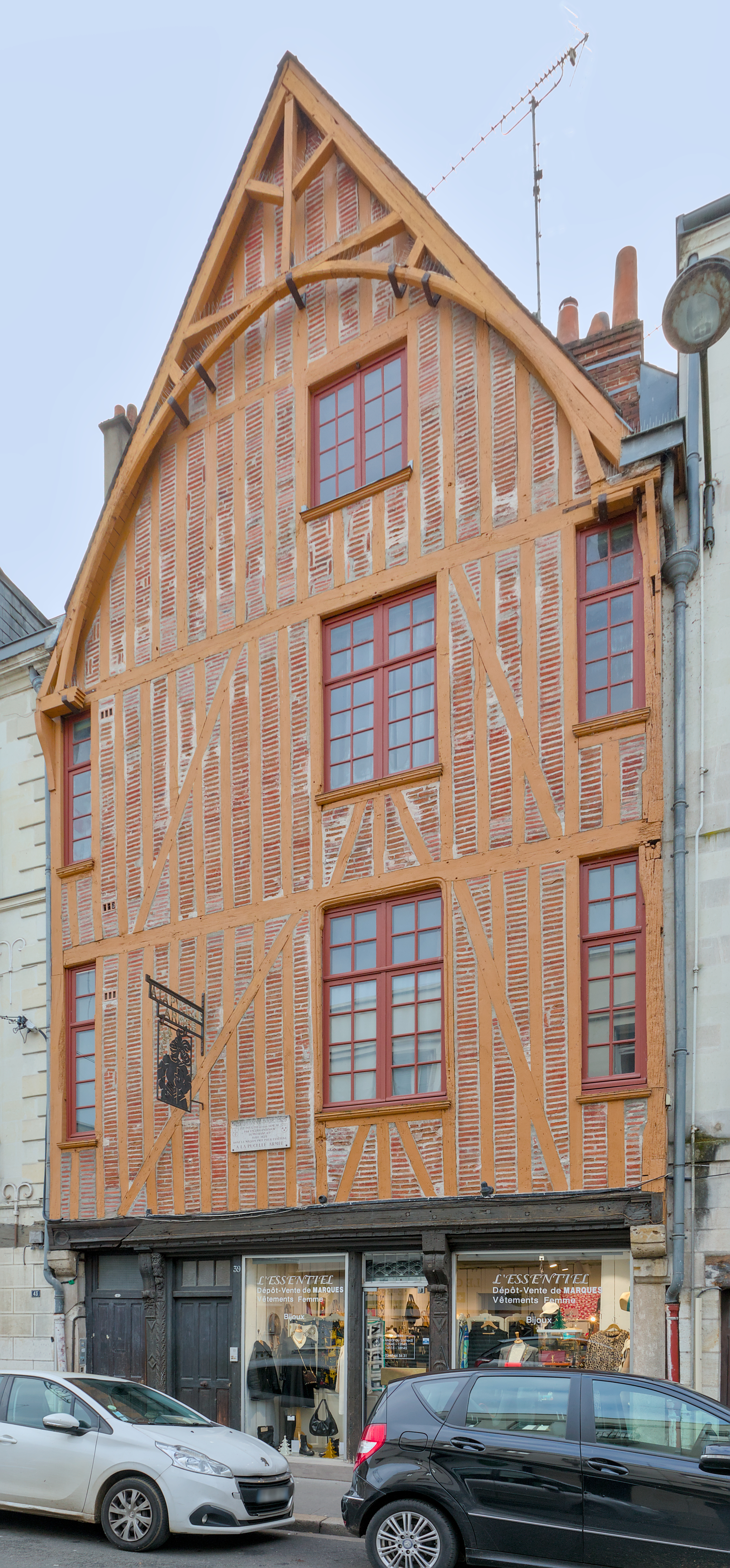
Maison dite « de la pucelle armée ».

La fin du Moyen Âge est marqué par la dégradation du climat, qui provoque plusieurs fortes crues de la Loire : on note celles de 1405, 1421, janvier 1424 aggravée par la crue du Cher, et juin 1426 mais ce n'est qu'en 1593 qu'on envisage de construire une digue pour protéger la ville.
Le roi Charles VI et le dauphin Charles viennent se réfugier à Tours de novembre 1408 à juin 1409. La ville ouvrit ses portes au duc de Bourgogne en novembre 1417, et le dauphin Charles la reprit en décembre 1418.
Au printemps 1429, une jeune Lorraine, Jeanne d'Arc, est hébergée chez Jean Dupuy (dans une maison disparue, à l'emplacement d'un hôtel particulier du début du XVIIe siècle, à l'actuel no 15, rue Paul-Louis-Courier) ; elle se rend souvent au couvent des Augustins, pour voir son confesseur, Jean Pasquerel.
À Tours, Jeanne prépare l'expédition d'Orléans. Le roi lui fait faire une armure qui a coûté cent livres tournois et un étendard de 25 livres tournois payé à Hauves Poulnoir, peintre demeurant à Tours. Mais le fait le plus surprenant est la demande de Jeanne d'envoyer un marchand d'armes pour retrouver son épée dans la chapelle de Sainte-Catherine-de-Fierbois et de lui rapporter, ce qu'il fait. Jeanne d'Arc quitte la ville le 21 avril 1429, pour son destin.

#### «Capitale du royaume»

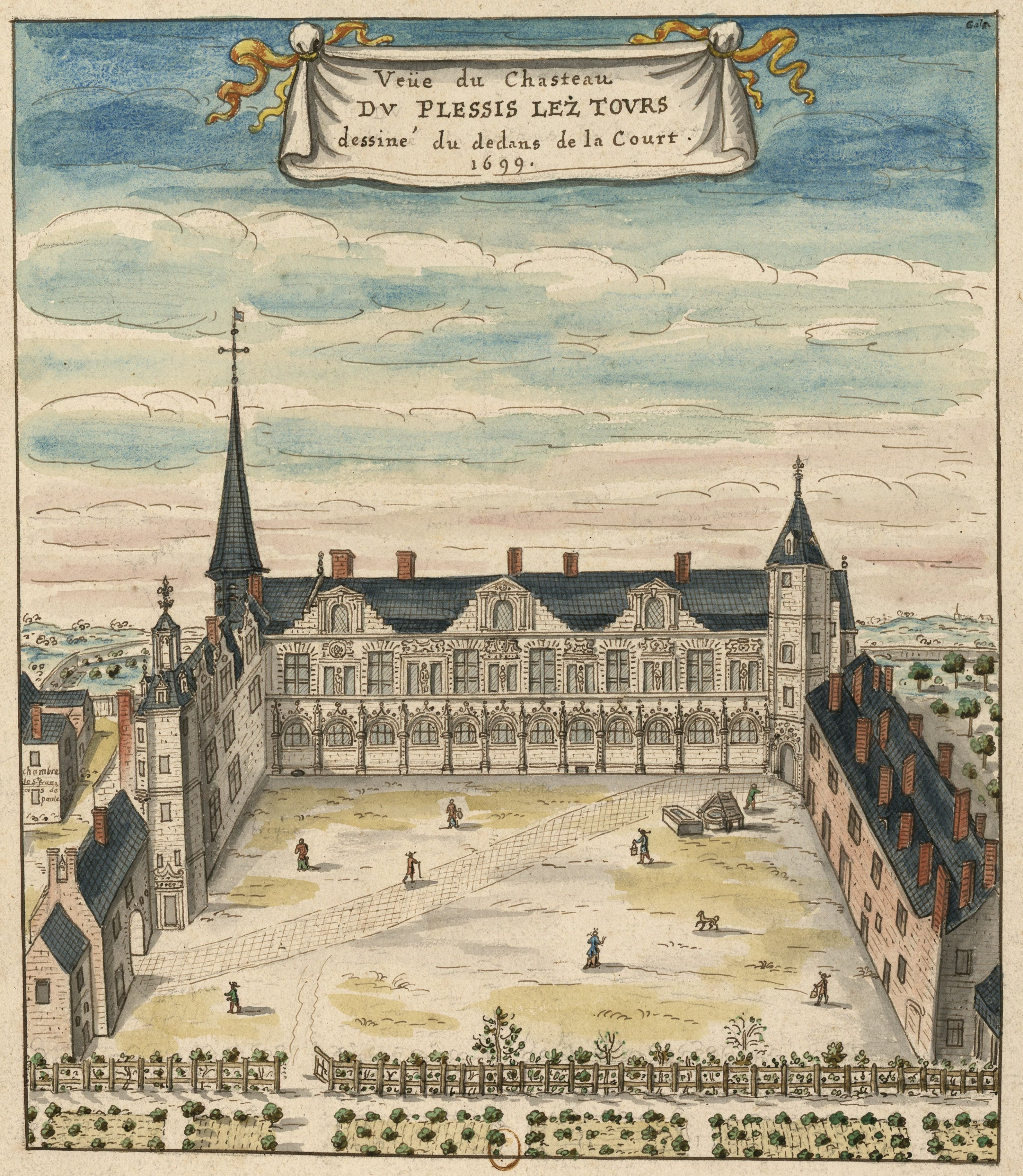
Le château royal de Plessis-lèz-Tours, en 1699.

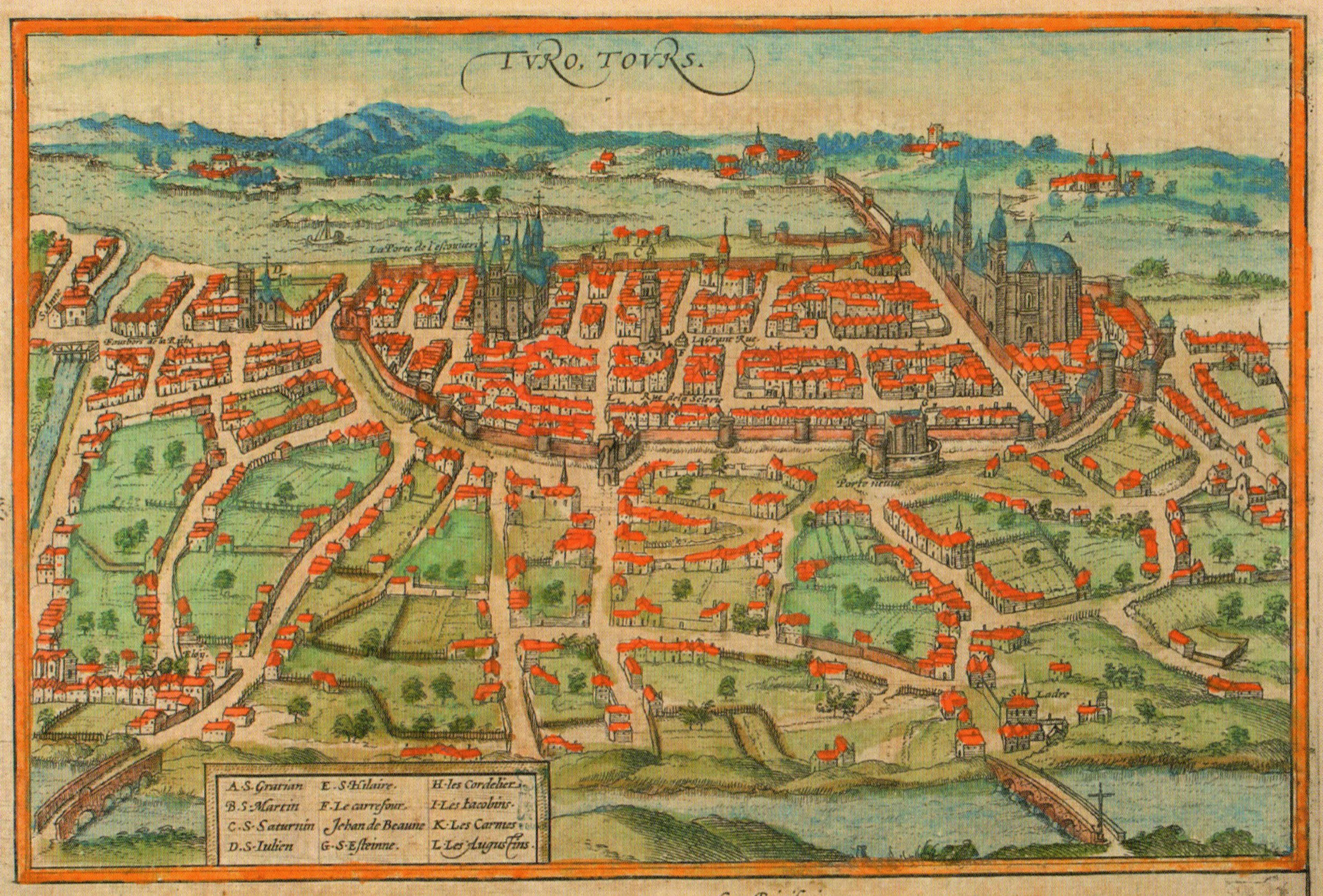
Un plan de Tours au XVIe siècle.

La ville de Tours devient de fait une véritable capitale de la France entre 1430 et 1530, séjour continuel des rois en Touraine avec sa couronne de châteaux, et lieu des fastes de la cour. Les États généraux du royaume sont convoqués à Tours en 1435 dans la salle du grand Concile, qui devient Grande Salle des États généraux, pour approuver et ratifier le traité de paix d'Arras et rétablir les impôts sur les marchandises. Dès 1439, Marie d'Anjou restaure et aménage la résidence royale du château de Tours, mais délaissant avec le temps cette inconfortable et très ancienne résidence en bord de Loire, Charles VII préfère s'installer au château de Montils-lèz-Tours et y séjourne, pour y signer, en 1444, dans le cadre de la guerre de Cent Ans, la trêve de Tours avec les Anglais, conduits par William de la Pole, trêve qui se prolongera cinq ans.
En 1454, Charles VII signe l'ordonnance de Montils-lès-Tours qui définit la rédaction des coutumes de France qui s'inscrit pour une vision plus moderne de la société, vaste entreprise dont la réalisation devait encore se faire longtemps attendre. Tours confirme alors son important rôle administratif en devenant le siège de la charge de Languedoïl, charge confiée à un général des finances qui a pour mission de lever les impôts extraordinaires (c'est-à-dire provenant de l'ensemble du royaume et non du seul domaine royal, principalement la taille, les aides et la gabelle). La généralité de Tours comprend alors tout le Centre et le Sud-Ouest de la France (la Guyenne sera détachée en 1523), c'est la charge la plus importante, la grand'charge, des quatre charges du royaume.
La deuxième partie du XVe siècle est un moment où l'on voit émerger une certaine indépendance et une affirmation du pouvoir municipal. Ainsi, lorsque le roi Louis XI accède au trône, en 1461, il accorde à la ville certains privilèges. Notamment il donne, par ses lettres patentes, la possibilité de former son propre corps de ville à Tours. Le corps de ville dirige la cité et il est l'intermédiaire entre le roi et la population. Il est composé de 24 échevins et il est dirigé par le maire. Ce dernier est élu la plupart du temps pour un an alors que, les échevins sont élus à vie. Ils ne sont pas nommés par l'ensemble de la ville mais juste par un collège électoral. Ce collège est composé de trois membres de l'Église, de 32 bourgeois de la ville qui sont répartis dans l'ensemble des différentes paroisses et du corps de ville lui-même. Le premier maire de la ville à être élu, est Jean Briçonnet.
L'accès au corps de ville donne certains privilèges. Lorsqu'un roturier accède à l’échevinage il obtient, après un certain nombre d'années, le droit à la noblesse de cloche. Le maire, quant à lui, a un privilège propre à lui seul, il ne paye pas l'impôt de la taille. Jusqu'au XVIIIe siècle, le corps de ville se réunit dans une petite maison de la Grande Rue (actuelle rue du commerce). Cette maison n'a aucun élément qui la différencie du reste des maisons de la rue.
Le 15 février 1464, Louis XI acquit pour 5 300 écus le château de Montils-lèz-Tours nommé encore Plessis-du-Parc-lès-Tours et s'y installe. En 1468, du 6 avril au 14 avril, eurent lieu les États généraux convoqués par le roi, les députés de Tours redoutant une nouvelle guerre de cent ans, « la royauté filant vers l'absolutisme ».
Louis XI, épris de Tours et de sa contrée, la développe. « L'universelle aragne », qui est resté dans l'histoire comme le fondateur de la poste en France, dote les routes de relais de poste à chevaux. Les premiers itinéraires de la poste royale partent de Tours et rejoignent Paris via Orléans ou encore Bordeaux, ils fonctionnent de jour comme de nuit. Il introduit maintes activités, parmi lesquelles en 1470 l'industrie de la soie, du mûrier au défilage des cocons. Lorsqu'on s'enquiert des origines de la fabrication de la soie en France, il est souhaitable de reconnaître que la manufacture tourangelle a commencé d'exister un demi-siècle avant que ne se créassent, à Lyon, les premiers ateliers de fabrication de la soie. Tours a dû son essor au refus de Lyon de pratiquer une industrie qui risquait de nuire au commerce de la soierie italienne ; Lyon a dû le sien à l'exemple de Tours qui avait offert, par sa manufacture bien établie, un débouché assuré et plus étendu à la soie qui venait d'Italie. L'une et l'autre restent inséparables dans l'histoire de l'économie française.

« À grands coups et despens des deniers de ses finances, auxquelles personnes donna de gros gaiges et de beaulx privilèges, et à l'intention de planter et édiffier l'art, science et fabrication de ses beaulx draps de soye, et pour faire, choisit sa ville de Tours comme la plus propre entre toutes les aultres villes de son royaulme et a telle fin de l'enrichir, et pour avoir l'usaige des beaulx draps qui s'y fabriquèrent et aussi, pour se passer de l'estrangier qui en faisoit venir en cedit royaulme, qui tiroit et emportait beaucoup de finances et diminuoit la richesse du pais. Et que, depuis que l'on a faict desditctz beaulx draps, ne s'est transporté si grand somme de deniers, comme il se faisoit auparavant, qui est maintenant la richesse de ceste ville. »

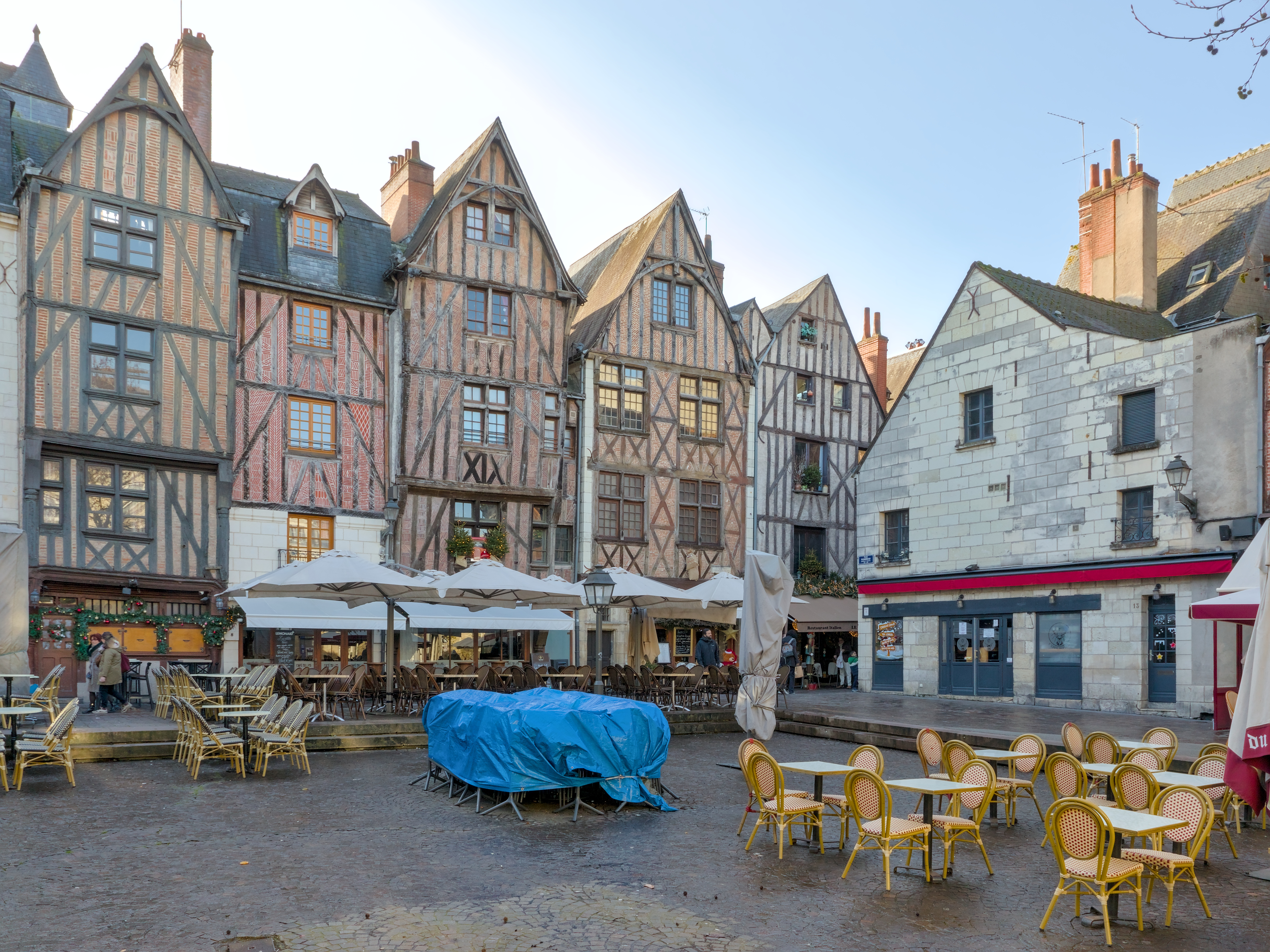
Maisons à pans de bois place Plumereau, construites sous Louis XI.

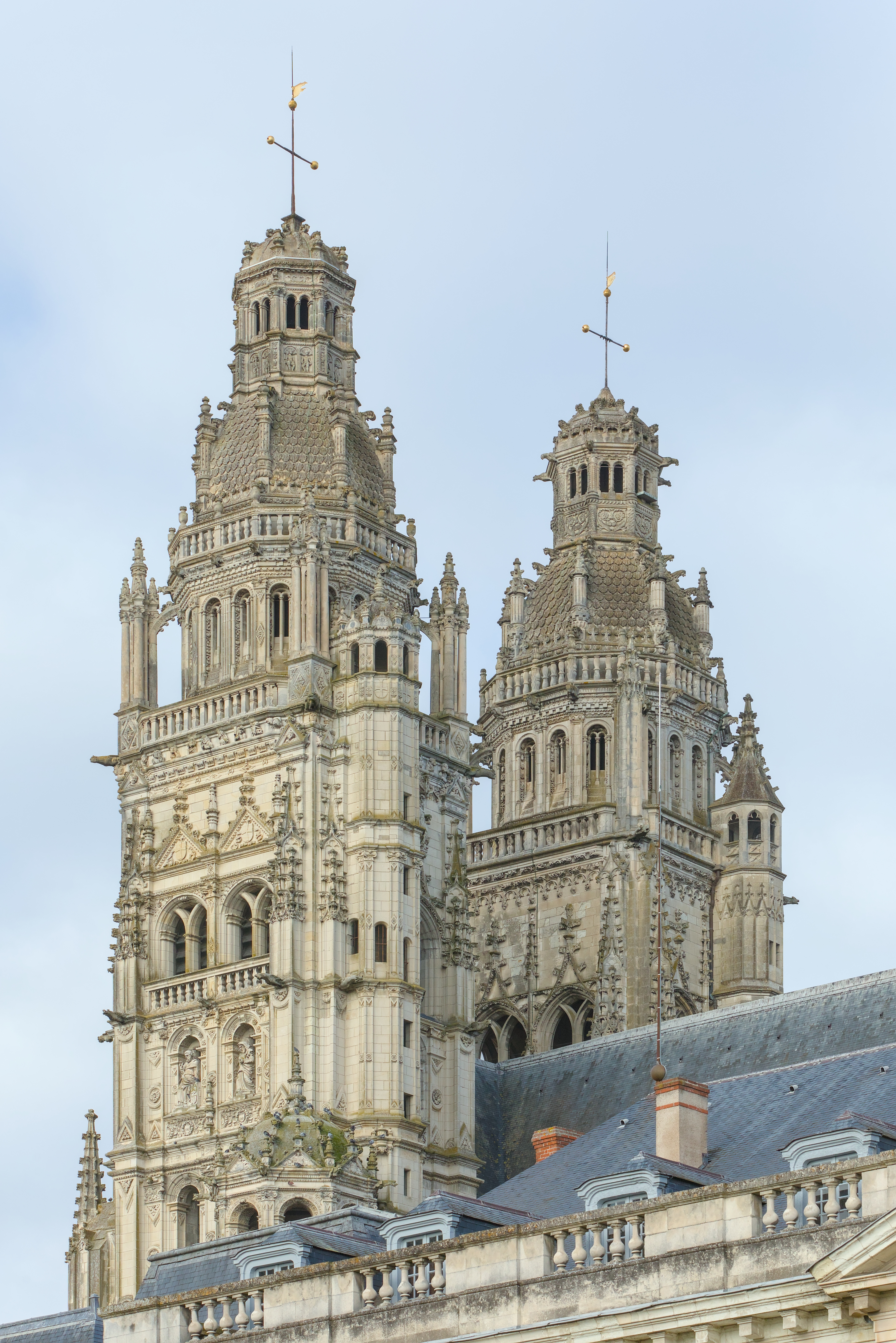
Les tours de la cathédrale Saint-Gatien, considérées comme l'une des premières constructions Renaissance en France (1489-1507).

À la mort de Louis XI, les États généraux sont rassemblés à Tours en 1484, dans la Grande Salle des États généraux. On y dénombre 285 délégués ; les séances débutent le 15 janvier pour accorder un renouvellement des impositions qui doit financer le fonctionnement du gouvernement royal. Les délégués demandent le 20 février un état des dépenses et des recettes : celui qui leur sera fourni sera manifestement faux, pourtant, une prolongation de la levée de la taille sera accordée pour deux ans, mais réduisant son montant de 4 millions à 1,5 million de livres tournois, manifestement « quand les comptes sont faux il faut réduire les impôts ».
Les décisions du pouvoir royal en faveur de la Touraine continuent une longue tradition d'implantation d'activités, dans un contexte exceptionnel pour la création artistique au point que l'on peut dire « Tours, capitale des arts » et qui sera encore favorisé par le passage des compagnons du tour de France, ateliers d'art École de Tours et imprimerie sous Charles VIII et Louis XII, qui se perpétuent avec la passementerie sous François Ier.

### Temps modernes

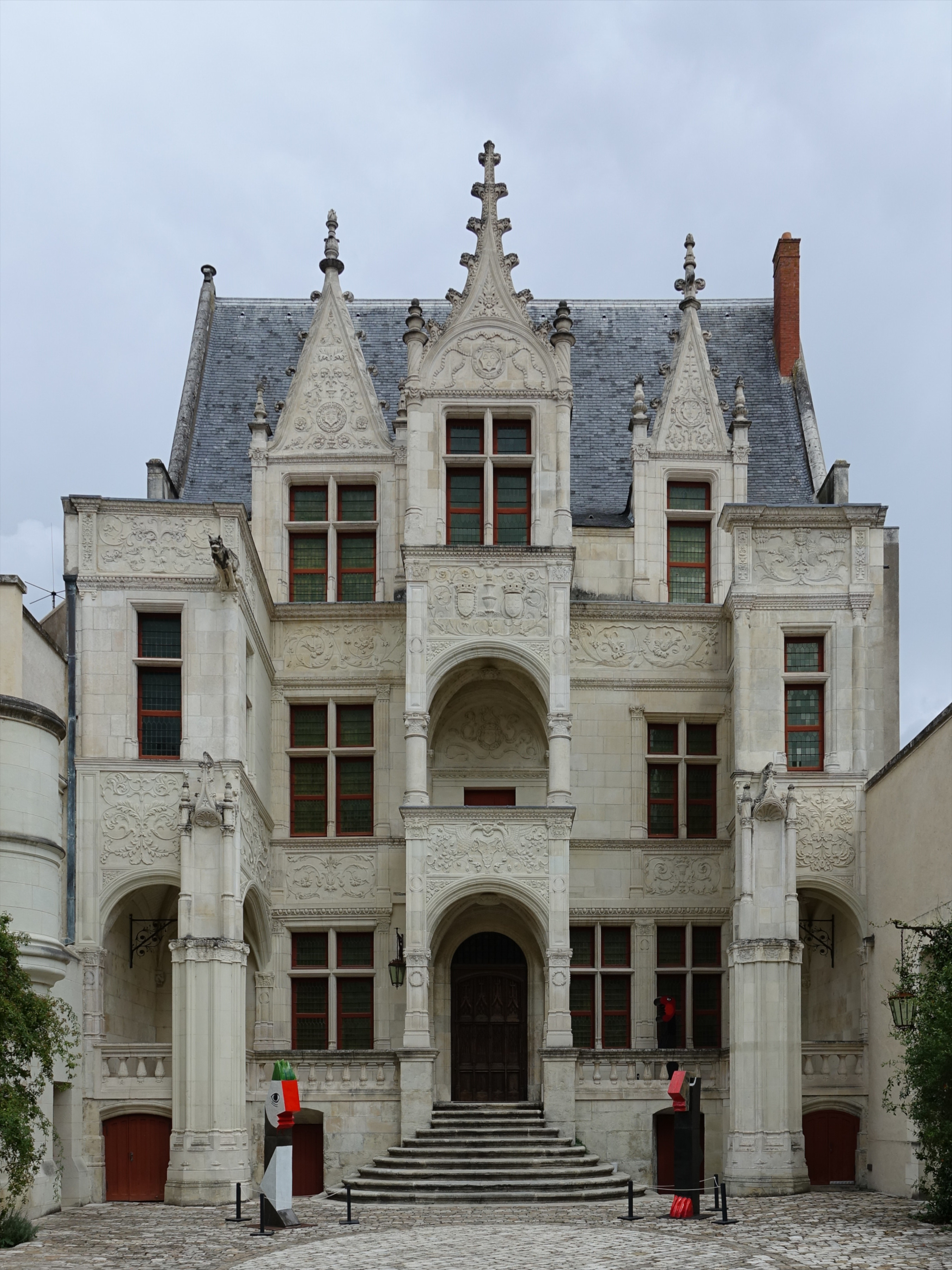
L'Hôtel Goüin, XVe siècle, appartenant à une famille de banquiers.

L'assemblée de notables est, de nouveau, réunie à Tours, à la demande de Louis XII. Les séances commencent en mai 1506 et proclament Louis XII « père du peuple ». Il demande l'annulation du traité de Blois, qui fiance sa fille Claude de France (héritière du duché de Bretagne) avec Charles de Luxembourg (futur Charles Quint) et propose plutôt François d'Angoulême, héritier du royaume. Ce mariage sera décisif dans l'union de la Bretagne à la France.
La Renaissance a offert à Tours et à la Touraine maints hôtels particuliers et châteaux, réunis pour partie sous l'appellation générique de « châteaux de la Loire », les contemporains ont conscience de cet âge d'or artistique ; l'avocat Jean Brèche écrit ainsi au milieu du XVIe siècle : « notre ville de Tours abonde en célébrités artistique de tout genre, Michel Colombe, Jean Fouquet et ses fils, Jean Poyet, Jean Bourdichon puis Jean d'Amboise, Bernard et Jean de Posay et Jean Clouet et tant d'autres sont et seront toujours nos plus dignes représentants. »
À l'ombre des rois, non contentes de posséder à Tours de somptueux hôtels, quelques familles tourangelles vont se hisser aux plus hautes charges du royaume : les Gardette, Briçonnet, Bohier, Berthelot, et les Beaune-Semblançay seront les financiers du royaume et, pour afficher leurs réussites, se feront bâtir, à la mode nouvelle, des châteaux (Chenonceau, La Bourdaisière, Azay-le-Rideau, etc.) qui contribuent largement à la réputation actuelle du val de Loire, mais, le 15 mars 1528, François Ier décide de revenir de façon définitive à Paris. Le « règne » des grands financiers tourangeaux va se terminer au gibet de Montfaucon, Tours et la Touraine seront des résidences secondaires royales, pour d'autres périodes plus heureuses.
À l'issue du redécoupage des généralités par François Ier en 1542, la généralité de Tours contrôle seize élections sur la Touraine, l'Anjou et le Maine. La province ecclésiastique de Tours couvre un territoire plus vaste puisqu'elle inclut en plus la Bretagne, y compris le diocèse de Nantes.
Mais l'intolérance religieuse et de subites guerres marquées de spectaculaires massacres closent ces périodes heureuses. Le pouvoir royal est impuissant à rétablir l'ordre. Charles IX passe dans la ville lors de son tour de France royal (1564-1566), accompagné de la cour et des Grands du royaume : son frère le duc d’Anjou, Henri de Navarre, les cardinaux de Bourbon et de Lorraine. À ce moment, les catholiques ont repris la main à Tours : l’intendant s’est arrogé le droit de nommer les échevins.

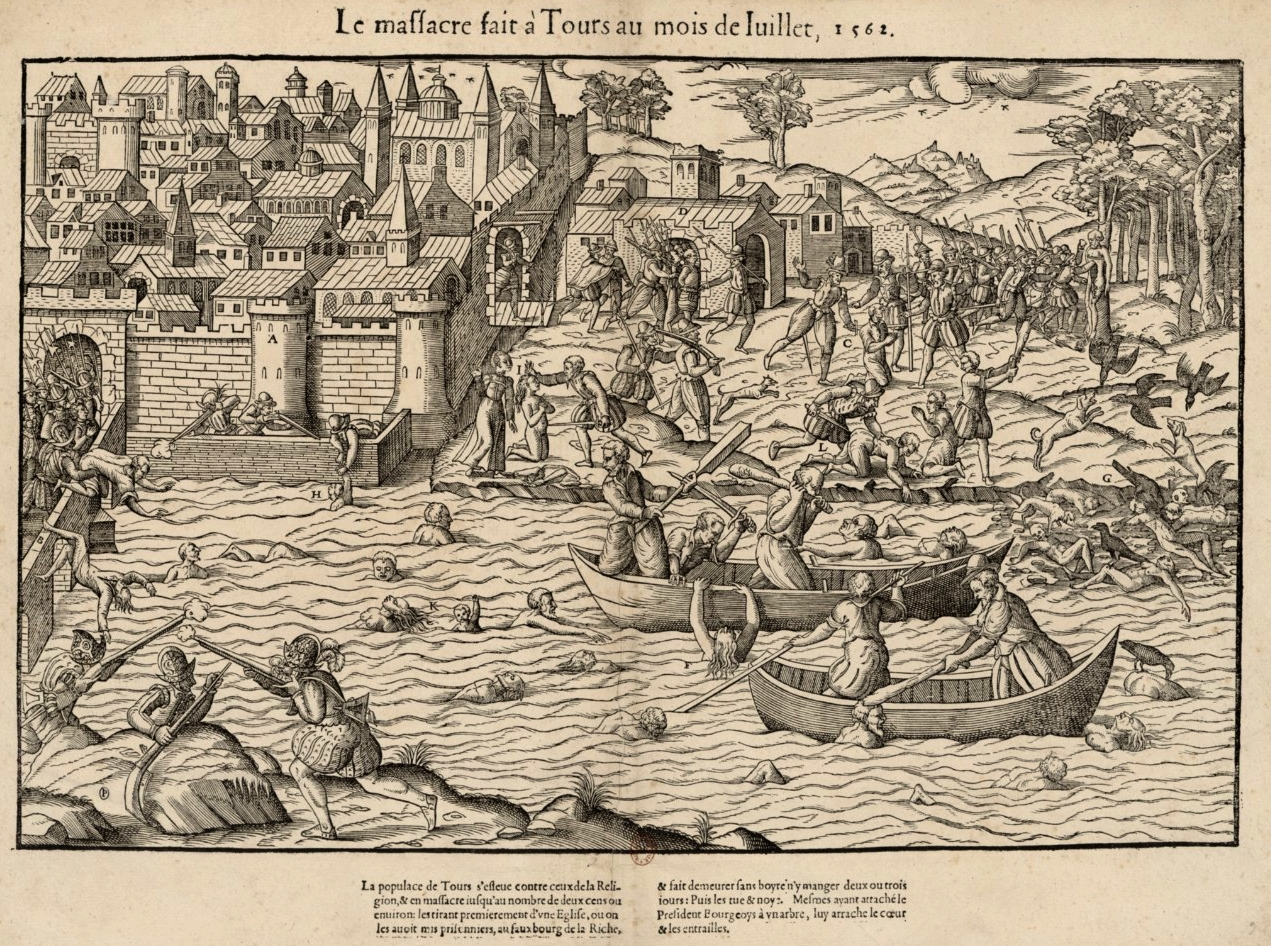
Le massacre des protestants, en juillet 1562. Gravure de Tortorel et Perrissin.

En avril 1562, les protestants s'emparent de la ville et détruisent tous les symboles à leurs yeux de dérives superstitieuses (l'art sous toutes ses formes en sera la victime). Cette victoire sera de courte durée. Les catholiques, le 10 juillet, reprennent la ville. La vengeance sera impitoyable, si l'on en croit Jean de Serres : « Le peuple égorge en si grand nombre que la Loire est colorée de leur sang. »
Le massacre de la Saint-Barthélemy, qui prend une ampleur démesurée à Paris fin août 1572, n'a pas cours en Touraine. Le responsable royal a préféré s'éloigner de la ville, plutôt que de compromettre la paix longuement négociée avec les réformés. Quelques bourgeois protestants sont emprisonnés par les échevins de Tours, par précaution pour leur éviter l’extermination.
Henri III, prudent, vient se réfugier à Tours, qui en la circonstance retrouve son rôle de capitale du royaume et entre le 6 mars 1589, suivi par le parlement qui tiendra ses séances dans l'abbaye Saint-Julien, le 30 avril ; la réconciliation entre Henri III et Henri de Navarre a lieu dans la ville. Le 8 mai, le faubourg Saint-Symphorien-des-Ponts de Tours fut le théâtre d'une sanglante et terrible bataille opposant les troupes du duc de Mayenne, le chef de la Ligue qui voulait investir la ville, à celles conjointes d'Henri III et Henri de Navarre qui venaient de signer un traité d'alliance au château de Plessis-lès-Tours. Le 1er août, Henri III est assassiné, le nouveau roi Henri IV fait son entrée solennelle à Tours, sa capitale de loyauté, le 21 novembre. Le parlement de Tours, les instances royales, le gouvernement de l'État ne quitteront la ville qu'en 1594 pour revenir à Paris, pour ne plus jamais revenir à Tours. Les grands siècles de la capitale inachevée se terminent.

#### Ville administrative et marchande

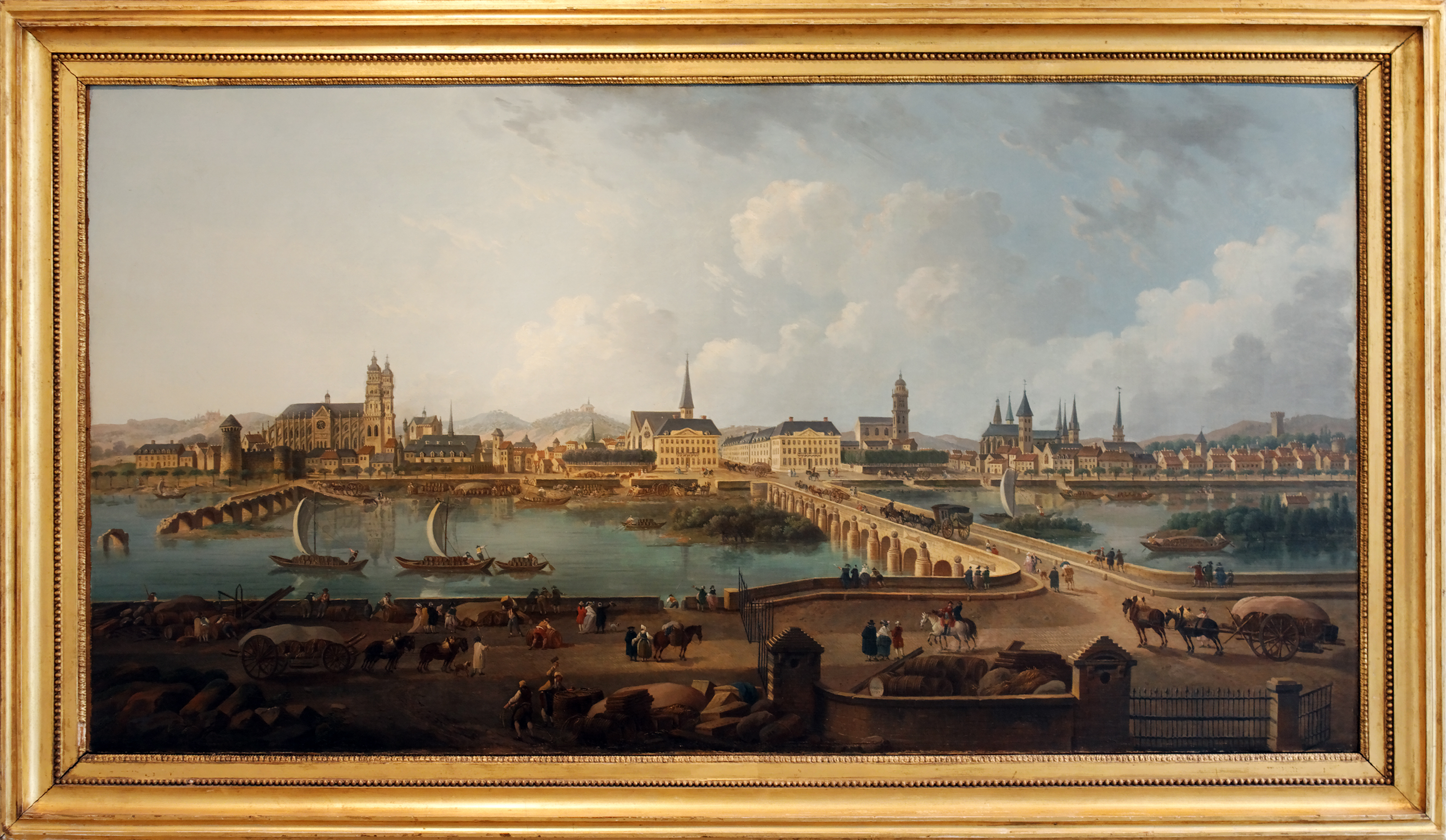
Pierre-Antoine Demachy Tours à la fin du XVIIIe siècle.

En plus d'accueillir l'intendance de la généralité de Touraine, la ville accueille le bureau des finances. La ville a donc un nombre important d'officiers royaux. Ces officiers accaparent l'essentiel des pouvoirs municipaux au détriment des autres classes sociales. Cependant, avec les réformes de Louis XIV et de Colbert, on assiste à un renversement de la sociologie à l'intérieur des institutions municipales et plus largement à l'intérieur de la ville elle-même. La classe des marchands devient plus importante à la fin du XVIIe siècle laissant de côté tous les privilèges accordés par le roi.
Avec la reprise en main autoritaire du pouvoir, la cour royale des Bourbons revient de façon permanente à Paris ou dans ses environs, en attendant de fuir à nouveau Paris pour la proche Versailles. Ce retour marque le début d'un déclin lent mais permanent. Pourtant, les intendants du Roi favorisent à nouveau Tours, en la dotant d'une route moderne, de magnifiques ponts alignés sur la nouvelle voie de passage. Tours, capitale de la subdélégation de Touraine, peut plus que jamais conserver sa prééminence de marché d'approvisionnement, redistribuant les grains, les vins, les fruits et légumes, les produits laitiers et de basse-cour.

### Révolution française et Empire
Bien avant le Consulat, la bourgeoisie tourangelle accapare le pouvoir économique. Tout au long du siècle de l'industrie, elle se montre timorée à investir dans autre chose que des biens fonciers, agricoles et viticoles, rentables. Plus que la matière première ou la voie d'eau à aménager, l'investissement, l'émulation des hommes et la concurrence des entreprises manquent.
Un homme pourtant, Armand Mame, commence en 1796 l'implantation d'une imprimerie familiale, créée par son père trente ans plus tôt. Dans le centre-ville entre la rue Royale, la rue des Halles et la rue Néricault-Destouches, une ville usine de l'imprimerie va se mettre en place, pour attendre en 1866 un chiffre d'affaires de 3,50 millions de francs-or et 1 500 employées sur place. On utilise trente machines à vapeur. L'empire Mame envoie ses fumées sur la ville, signe d'activité au XIXe siècle.

### Époque contemporaine

#### De la restauration bourbonienne à la guerre de 1870 (1815-1870)
Tours en phase avec la Touraine du Sud de la Loire, n'appartient pas tout à fait à la France septentrionale, innovante dans le respect de la qualité, audacieuse ou copiant les recettes éculées de l'Angleterre en ses productions industrielles. L'écrivain Honoré de Balzac, endetté par son aventureuse entreprise parisienne, nourrit avec un brin d'amertume ses tableaux provinciaux de ce solide comportement rentier.
Aussi la fin de la batellerie aurait pu entraver la réussite économique de Tours, d'autant que la vallée de la Loire subit les inondations de 1836, 1846 et 1856. Des levées en zones basses ont été établies et des quartiers bourgeois et ouvriers, vulnérables à une montée des eaux, s'établissent entre La Riche à l'ouest et Saint-Pierre-des-Corps à l'est. En outre, Tours, accepte tardivement la desserte ferroviaire. L'arrivée du chemin de fer en novembre 1845 (ligne Paris-Orléans puis en 1875 pour la ligne de Vendée) assure définitivement l'hégémonie de la ville chef-lieu sur son département. Tours est un carrefour ferroviaire crucial, nœud de triage pour le Grand Ouest et ses inévitables ateliers sont placés à la gare de Saint-Pierre-des-Corps. L'essor économique favorise ses imprimeries de livres comme de presse quotidienne, ses négoces variés.

#### Les débuts de laIIIerépublique (1870-1914)

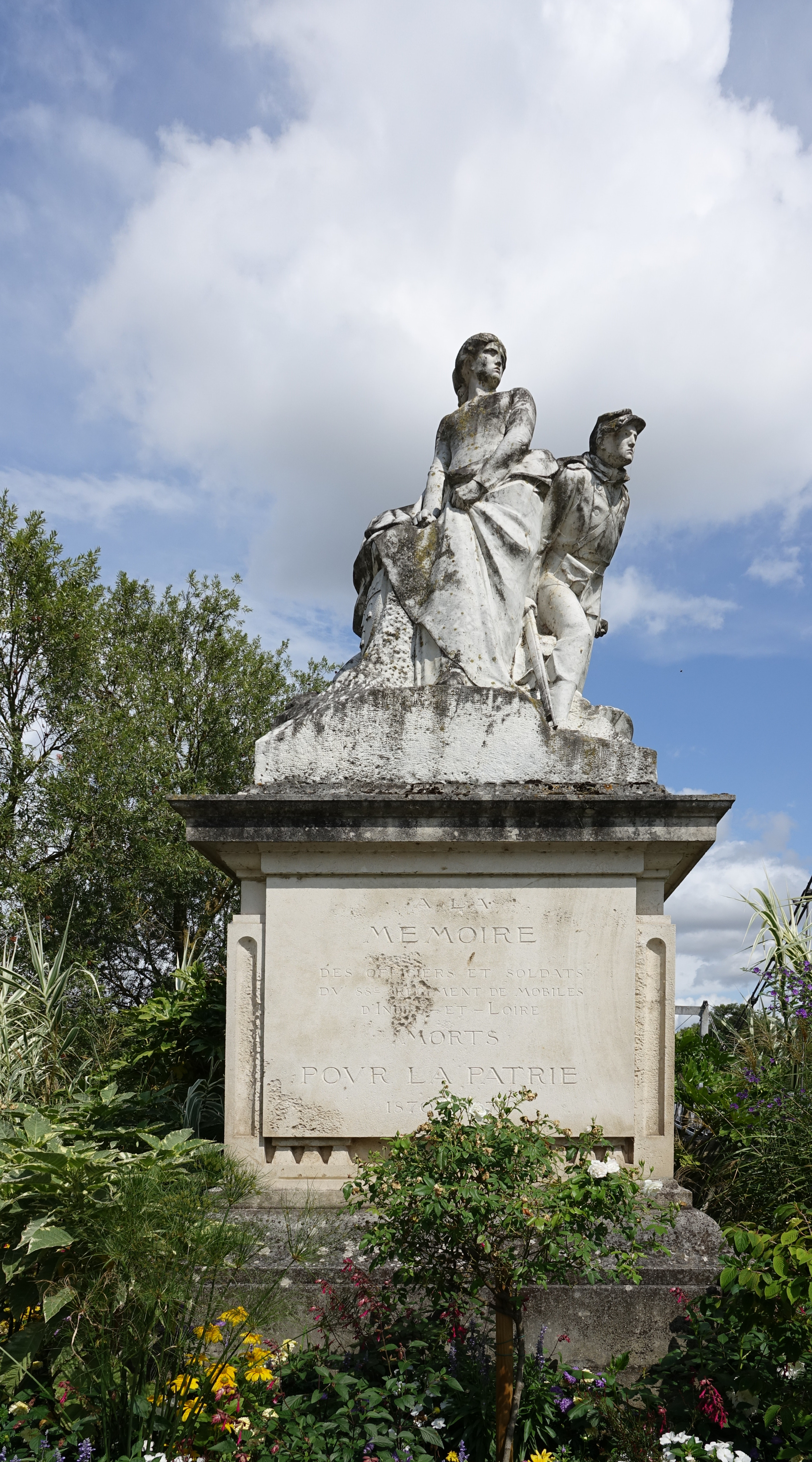
Le monument aux morts de la guerre franco-allemande de 1870.

Tours devient le siège de la délégation gouvernementale de Tours au cours de la guerre franco-allemande de 1870, entre septembre et décembre 1870. À la suite de la capture de Napoléon III par les Prussiens, la IIIe République est proclamée le 4 septembre 1870 par Gambetta et le gouvernement s'installe à Paris, qui est rapidement encerclée et totalement coupée de la province. Une délégation menée par le ministre de la Justice Adolphe Crémieux est envoyée à Tours pour coordonner l'action en province. Elle est rejointe le 9 octobre par le ministre de l'intérieur Léon Gambetta qui a quitté Paris en ballon monté, il commande les armées et est partisan d'une « guerre à outrance ». L'échec de l'armée de la Loire à libérer Paris et l'avancée des troupes prussiennes poussent la délégation à rejoindre Bordeaux le 9 décembre 1870. Entre 1896 et 1904, la gare et l'hôtel de ville actuels sont construits sous la direction de l'architecte Victor Laloux. Les premières pierres de ces bâtiments sont posées par le président Félix Faure et leur style Beaux-Arts est caractéristique de la Troisième République.
Désormais, Tours n'a plus aucune ville concurrente dans le département. Chinon et Loches sont irrémédiablement provinciales et distancées. À cette époque, Tours s'agrandit démesurément vers le sud, en particulier par le quartier des Prébendes. Cette position dès lors privilégiée marque le renouveau de la cité qui devient durant tout le XXe siècle une agglomération démographiquement dynamique et économiquement tournée vers le tertiaire. Tours, lieu de rencontre, affirme les valeurs de son grand centre compagnonnique.

#### Première Guerre mondiale

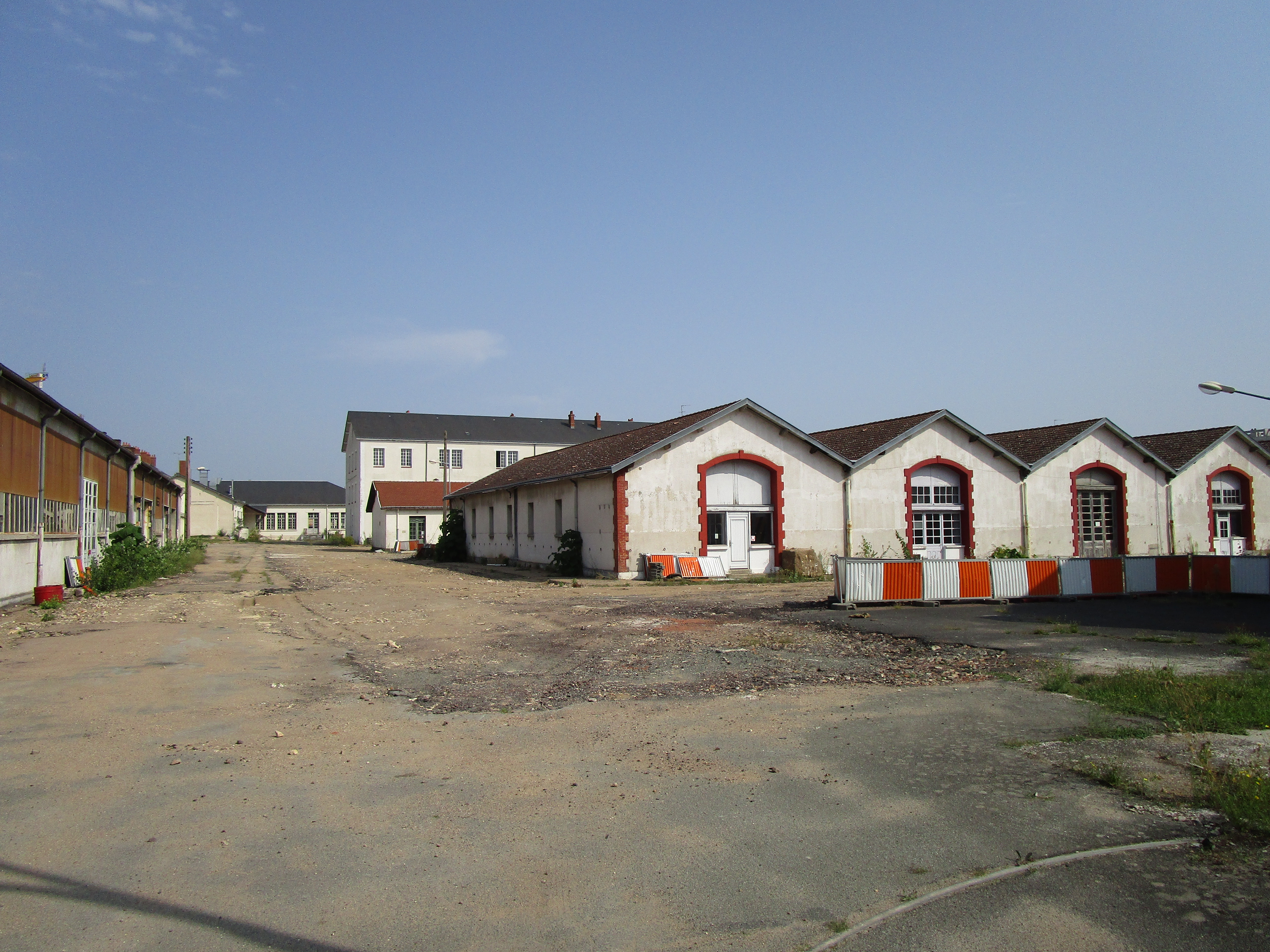
La caserne Beaumont est construite en 1913.

Tours était avant la Guerre 14-18 le centre de commandement de la 9e région militaire, et donc une ville de garnison de premier ordre avec un état-major important. Elle accueillait de nombreuses casernes, des régiments d'artillerie, d'infanterie comme les 32e régiment d'infanterie de ligne et 66e régiment d'infanterie de ligne principalement composé de Tourangeaux, mais aussi le 5e régiment de cuirassiers et le 9e régiment du génie. Tous ces régiments partis en guerre verront de nombreux Tourangeaux mourir.
La Grande Guerre vit à Tours une activité très importante, étant à la fois un nœud ferroviaire primordial et le centre de la 9e région militaire, c'est le long de ses voies de chemins de fer que seront stockées de nombreuses denrées pour les armées françaises en campagne ; uniformes, équipement, armement, munitions. La longue lutte intense favorise son négoce civil comme les vivriers et l'agriculture régionale, elle reçoit des industries privées repliées des zones de guerre, comme de la câblerie et du conditionnement métallique par exemple. Ces flux ferroviaires donnèrent aussi à la ville une activité militaire employant des civils de première importance, des ateliers de confection de vêtements, des ateliers de réparations d'engins militaires, canons, munitions, centre de tri postal et évacuation des blessés. La ville fut, par exemple, le centre de tous les approvisionnements en uniformes de l'armée française d'Afrique.
Au cours de l'année 1915, l'aviation française prit possession du champ de tir du 66e régiment d'infanterie à Parçay-Meslay pour en faire un terrain d'aviation, ce qui augmenta encore l'activité militaire dans la ville. Les Américains y installèrent en plus trois escadrilles, dont la 492e (492nd Squadron), en fin de guerre.
D'ailleurs, outre ces escadrilles, les troupes américaines débarquèrent dans la ville au nombre de 25 000 hommes à la fin 1917, ils créèrent au passage l'hôpital militaire américain des Augustins. Le Pont de Pierre sur la Loire fut baptisé en juillet 1918 du nom de Woodrow Wilson, président des États-Unis d'Amérique de 1912 à 1920. Leurs effectifs participèrent aussi à la vie tourangelle, aux manifestations comme les cérémonies (enterrements, remise de Croix de Guerre), les fêtes populaires, les spectacles YMCA et quelques soldats américains épousèrent des Tourangelles.

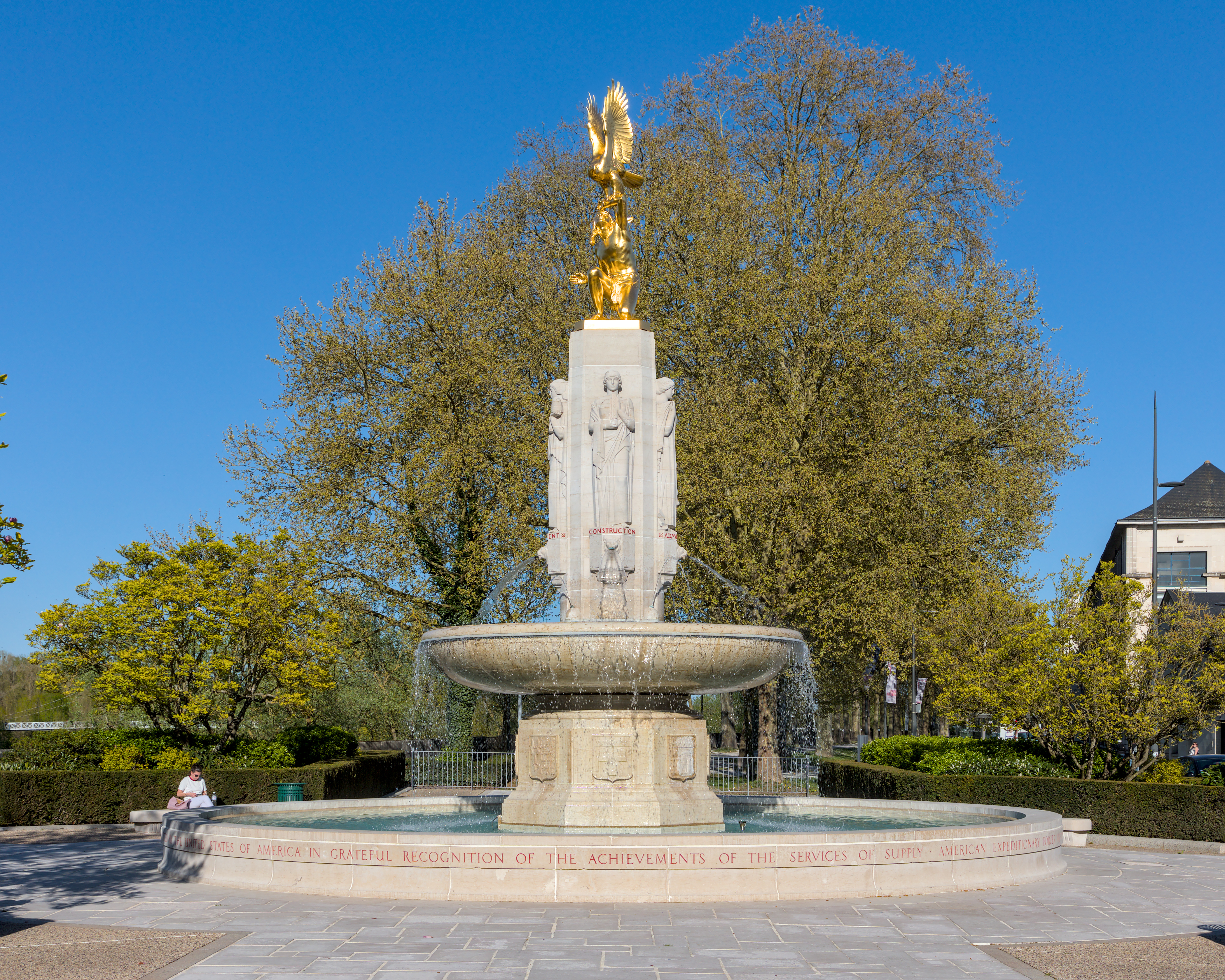
Le monument érigé après la Première Guerre mondiale en l'honneur des Services of Supply du Corps expéditionnaire américain.

#### Au lendemain de la Grande Guerre
À Tours, comme dans tout le pays, l'armistice du 11 novembre 1918 a été accueilli comme un véritable soulagement. Des cérémonies et des parades ont été organisées pour l'occasion. La nouvelle arrive à Tours aux alentours de midi. Camille Chautemps, qui faisait fonction de maire de la ville après la mort de l'ancien maire Albert Letellier, lança un appel aux Tourangeaux pour célébrer ce jour historique. La ville avait été pavoisée, les maisons décorées. La population a pu participer à une grande retraite aux flambeaux à travers les rues de la ville. Le soir, Camille Chautemps prononça un vibrant discours dans lequel ressort l'image d'une France idéalisée, forte et héroïque. D'autres actions ont été célébrées quelques jours plus tard notamment à la basilique Saint-Martin et à la cathédrale.

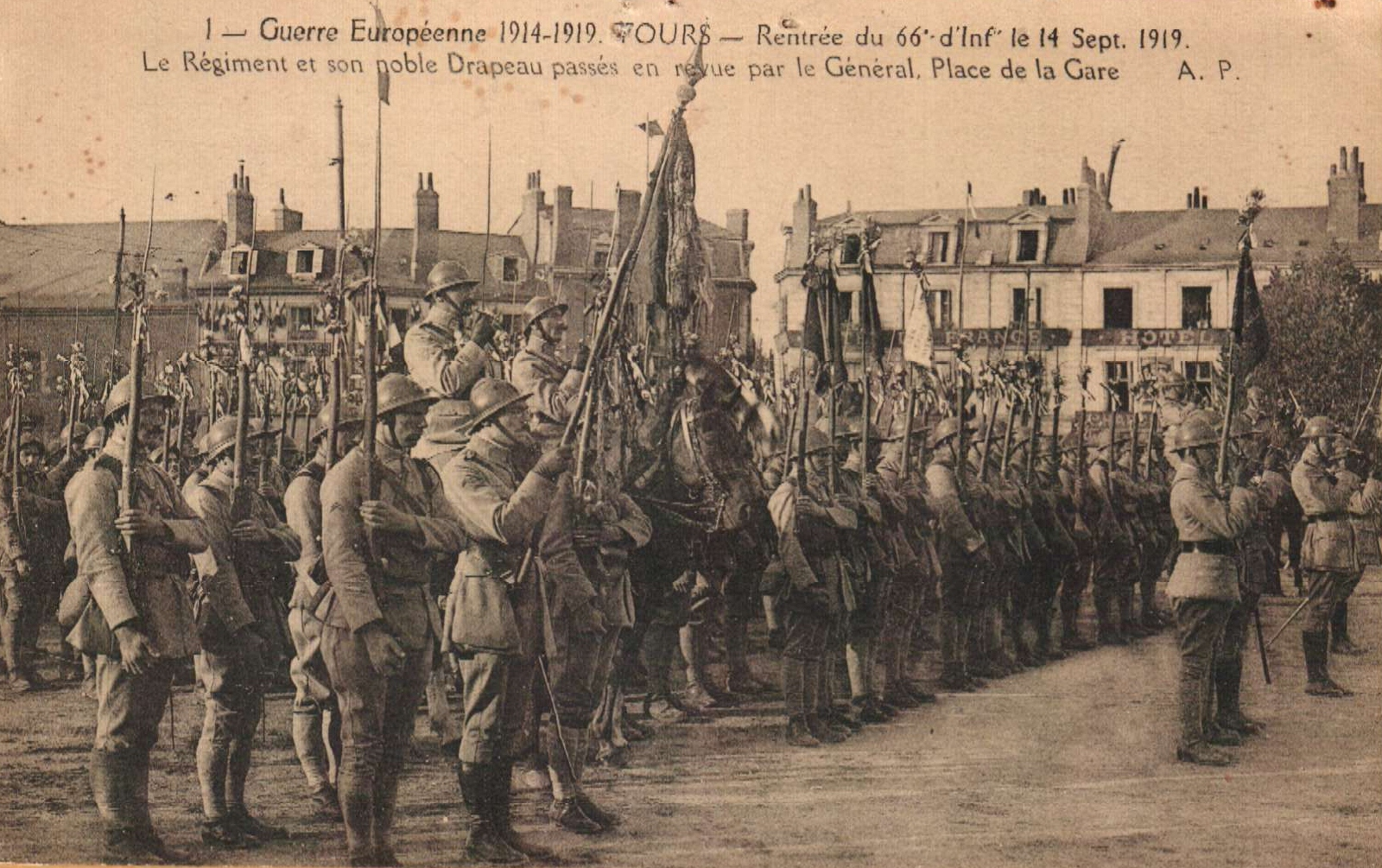
Le régiment et son noble drapeau passés en revue par le général, place de la Gare. 14 septembre 1919.

La paix du 28 juin 1919 fut également célébrée à Tours. La nouvelle de l'accord trouvé avec les Allemands concernant les conditions de paix fut connue à Tours au soir du 23 juin. À l'instar de la célébration de la signature de l'armistice, les bâtiments publics sont pavoisés et illuminés. Beaucoup de Tourangeaux assistèrent aux quelques manifestations organisées. D'ailleurs, toujours dans l'optique de célébrer ce jour historique, Camille Chautemps décida d'organiser une manifestation importante pour le 14 juillet 1919, qui prit alors le nom de « fête nationale de la Victoire ». Toute la population tourangelle se rassembla autour d’activités à la fois solennelles et festives. L'autre événement qui s'inscrit dans un temps de célébrations et d'hommages est le retour du 66e régiment d'infanterie à Tours le 14 septembre 1919. La matinée fut consacrée au défilé des soldats dans les rues de la ville. Puis dans l'après-midi, soldats, anciens combattants et mutilés de guerre furent reçus à l'Hôtel de Ville.

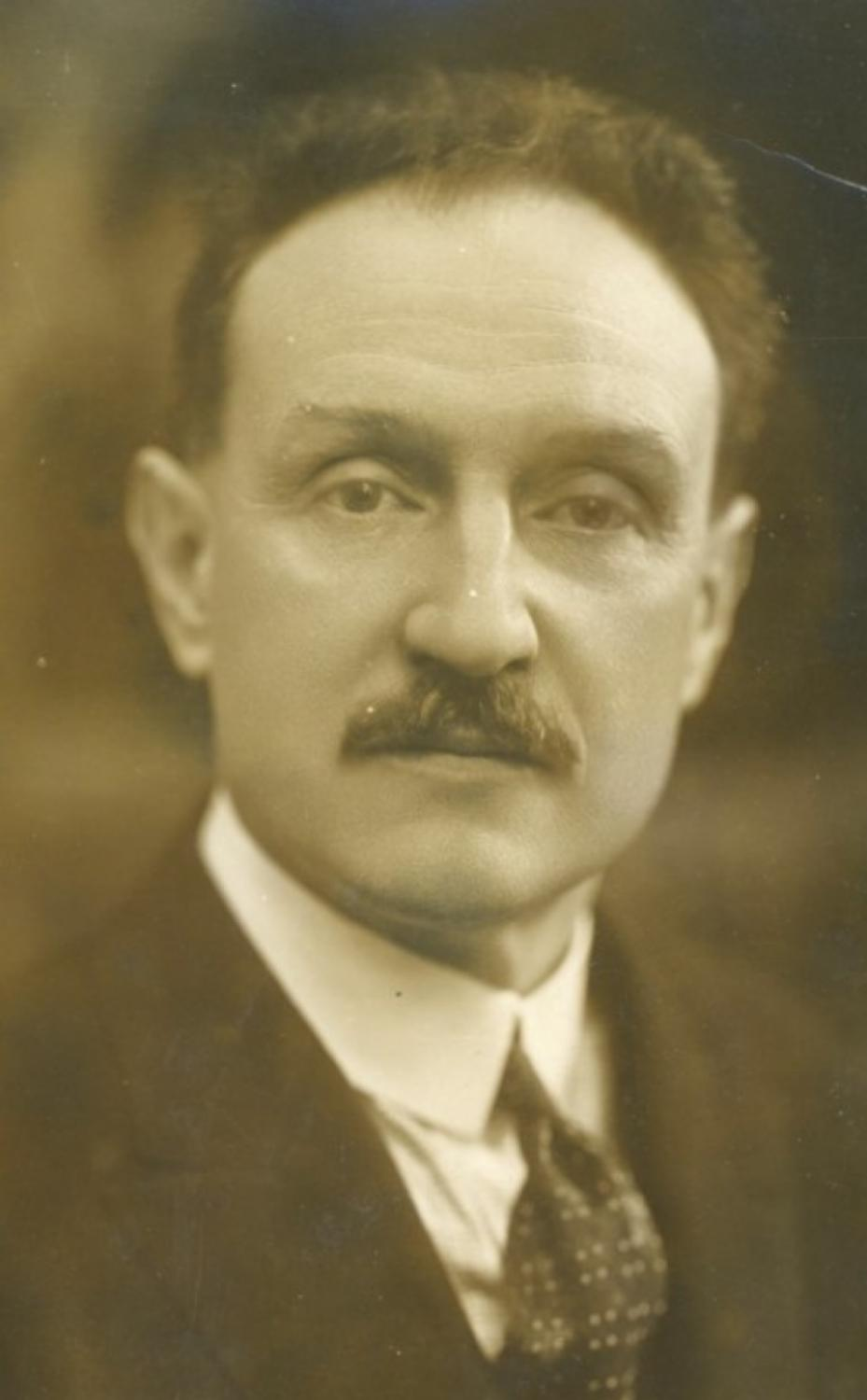
Portrait de Camille Chautemps.

L'année 1919 fut aussi une année riche sur le plan politique puisqu'elle laissait place aux élections législatives et municipales. Toute activité électorale avait été suspendue durant le conflit. Il s'agissait donc des premières élections depuis cinq ans. Pour les élections législatives du 16 novembre 1919, cinq sièges étaient à pourvoir en Indre-et-Loire. Elles virent la victoire du parti radical-socialiste avec trois élus sur cinq (Camille Chautemps, Paul Bernier et Louis Proust). Les deux sièges restants furent attribués à Ferdinand Morin (liste socialiste) et Charles Vavasseur (liste union républicaine). Si au niveau départemental, le parti radical sortit vainqueur de ces élections, ce succès fut plus nuancé pour la ville de Tours, qui vota majoritairement pour la liste socialiste. Concernant les municipales du 30 décembre 1919, la lutte fut acharnée. Camille Chautemps était en difficulté. Pour tenter de garder la mairie et barrer la route aux socialistes, Camille Chautemps mis en place une liste dite d’intérêt général dans laquelle il n'hésita pas à s'allier avec ses adversaires d'il y a deux semaines. Un choix payant puisque la liste d'intérêt général sortit vainqueur et Camille Chautemps fut élu maire de la ville.
Au lendemain de la guerre, la ville a rencontré beaucoup de problèmes. Les rues n'étaient pas en bon état, défoncées par le passage des véhicules militaires, tout comme bon nombre de jardins, dévastés. Du point de vue économique, Tours est touchée par les problèmes de la vie chère et du ravitaillement. Les difficultés de transport dus aux mauvais états des routes ont engendré des soucis dans le ravitaillement. De ce fait, la rareté des produits de première nécessité a entraîné automatiquement une hausse considérable des prix. La population était obligée de vivre avec des restrictions (rationnement du pain, régime des trois jours sans viande, etc.). Concernant l'aspect social, une forte agitation s'est fait ressentir après la guerre. L'arrêt de certaines usines ayant participé à l'effort de guerre a entraîné des licenciements et donc du chômage. Elle s'expliquait notamment par une réalité quotidienne compliquée, marquée par les problèmes de ravitaillement et de la vie chère. Mais cette agitation s'expliquait aussi par des aspirations révolutionnaires venues de l'est et la révolution bolchevique. Des conflits et grèves éclatèrent chez les ouvriers qui réclamaient divers droits (augmentation des salaires, aides pour subvenir à la cherté de la vie, etc.). Le 1er mai 1920 fut bien suivi. Sur les 7 400 ouvriers que comptaient les ateliers du Paris-Orléans à Tours, plus de 4 000 ont participé à la manifestation.

#### Entre-deux-guerres
En 1920, la ville accueille le congrès de Tours dans la salle des Manèges aujourd'hui disparue, près de l'église Saint-Julien. Ce congrès voit la dislocation du Parti socialiste et la constitution indépendante du Parti communiste français. Dès les années folles, Tours est une ville d'équipement et de services. C'est une petite capitale de la presse et de l'édition, un centre de marché d'assurance. Une école militaire du train signale la présence de l'armée. Bâtiment, confection, laiteries-fromageries répondent aux nouveaux besoins consuméristes. Le matériel de chemin de fer, les pompes hydrauliques, la petite mécanique, toutes ces activités florissantes pérennisent les secteurs industriels dominants qui s'affirmeront encore après les années cinquante, la fonderie, le travail des métaux, la construction mécanique et électrique, les pneumatiques, le textile et l'habillement.
Le plan d'aménagement, d'extension et d'embellissement, qui faisait suite à l'adoption de la loi « Cornudet » du 14 mars 1919, fut très rapidement adopté par la ville de Tours, par un projet validé par la municipalité en 1938 dit « projet Agache » qui définit une zone archéologique. Une commission fut organisée pour réaliser un inventaire archéologique et une liste de 267 monuments historiques à protéger, mais la Seconde Guerre mondiale viendra tout annuler. Ce projet préfigure la mise en place des « secteurs sauvegardés ».

#### Seconde Guerre mondiale

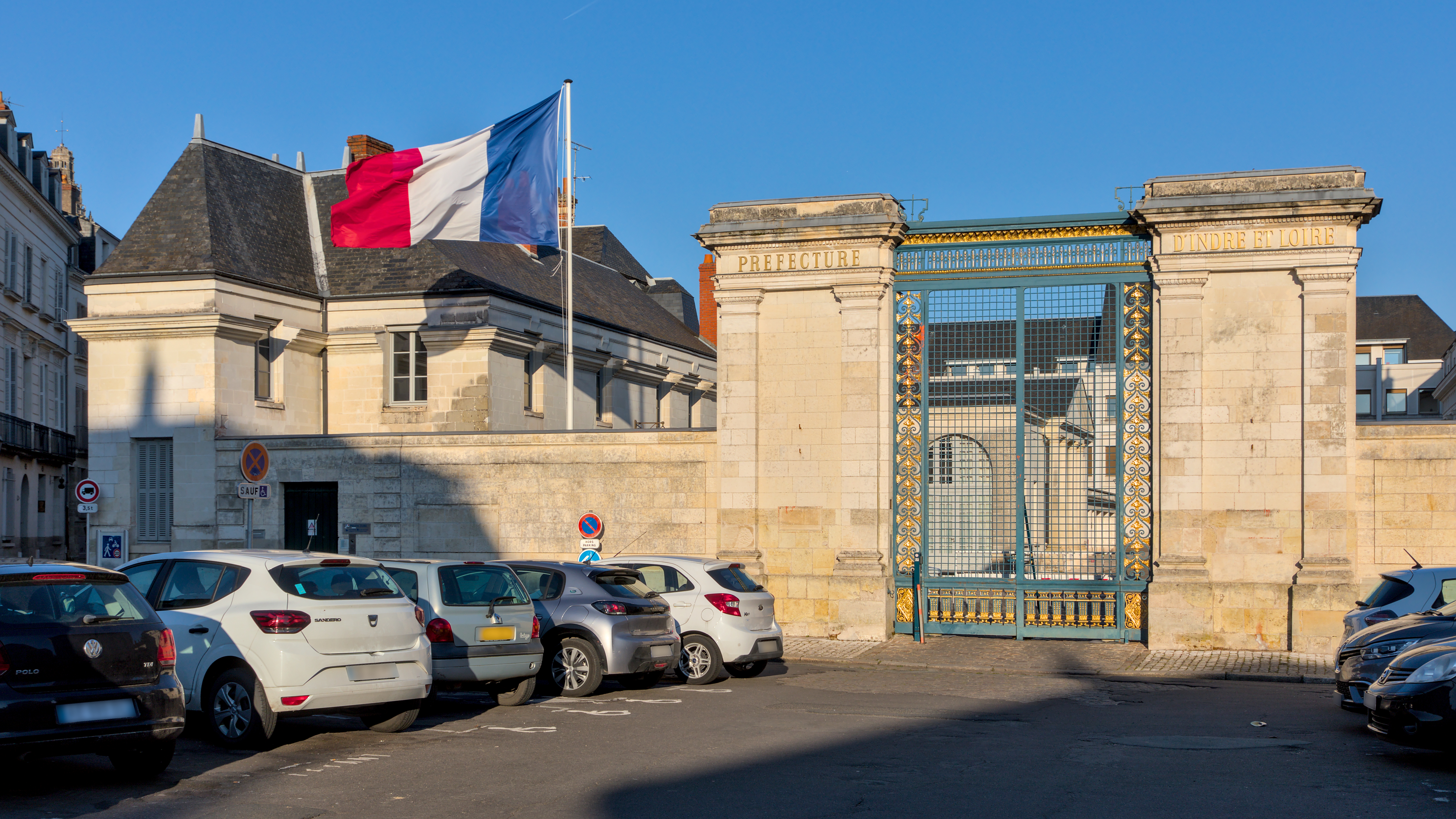
La préfecture, où se déroula la réunion du Conseil suprême interallié.

Avant 1940, elle reçoit de nouvelles industries réfugiées, roulement à billes, matériels téléphoniques, meubles. Mais la ville n'est plus mise à l'abri de la guerre par l'artillerie et de vaillants poilus tenant de lointaines lignes françaises, l'aviation de bombardement rend également l'arrière front vulnérable.

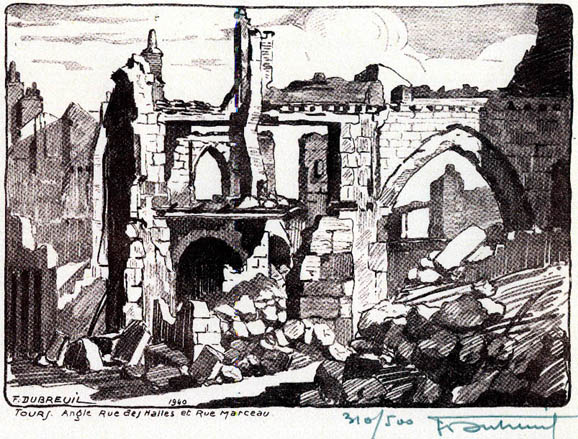
Église des Augustins, Ferdinand Dubreuil, Tours 1940.

Tours est en partie détruite précocement en 1940 et une partie de sa population connaît ensuite durant quatre années les affres de la vie en baraquements ou en casemates. Entre le 10 et le 13 juin 1940, pendant la débâcle, elle accueille le gouvernement français,. La Chambre des députés s'installe au Grand Théâtre et le Sénat à l'hôtel de ville ainsi qu'au lycée Descartes (le ministère de l'Intérieur s'est installé dans la préfecture, Albert Lebrun a installé la présidence de la République au château de Cangé à Saint-Avertin et Paul Reynaud la présidence du Conseil au château de Chissay-en-Touraine). La dernière réunion du Comité suprême interallié avec Churchill et Reynaud se tient dans la préfecture le 13 juin 1940.

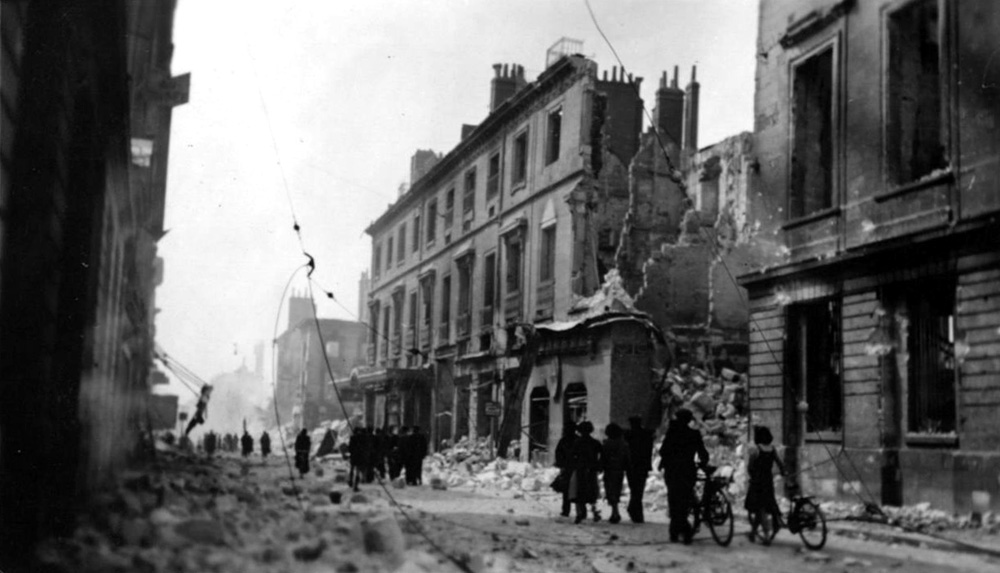
Rue nationale, Jean Chauvin 1940, palais royal neuf.

Une partie du centre de la ville est totalement détruite lors du grand incendie du 20 au 22 juin, causé par des obus incendiaires allemands. Les chefs-d'œuvre architecturaux des XVIe et XVIIIe siècles sont en partie perdus, et près de deux cents monuments historiques sont détruits par le feu, dont le couvent des Jacobins, qui sera détruit entièrement en 1944, les couvents des Augustins, des carmélites, l'église des jésuites et de très nombreux hôtels, de même que la partie Nord de la rue Nationale, et l'entrée monumentale de la ville, la place des arts. Cette dernière était constituée du palais royal neuf, du muséum d'histoire naturelle, dont toutes les collections disparaissent, et de la bibliothèque, ancien hôtel de Ville, qui perd aussi une grande partie de ses collections. Le pont Wilson (« pont de pierre »), qui approvisionne la ville en eau, a été dynamité pour freiner l'avancée de la Wehrmacht.

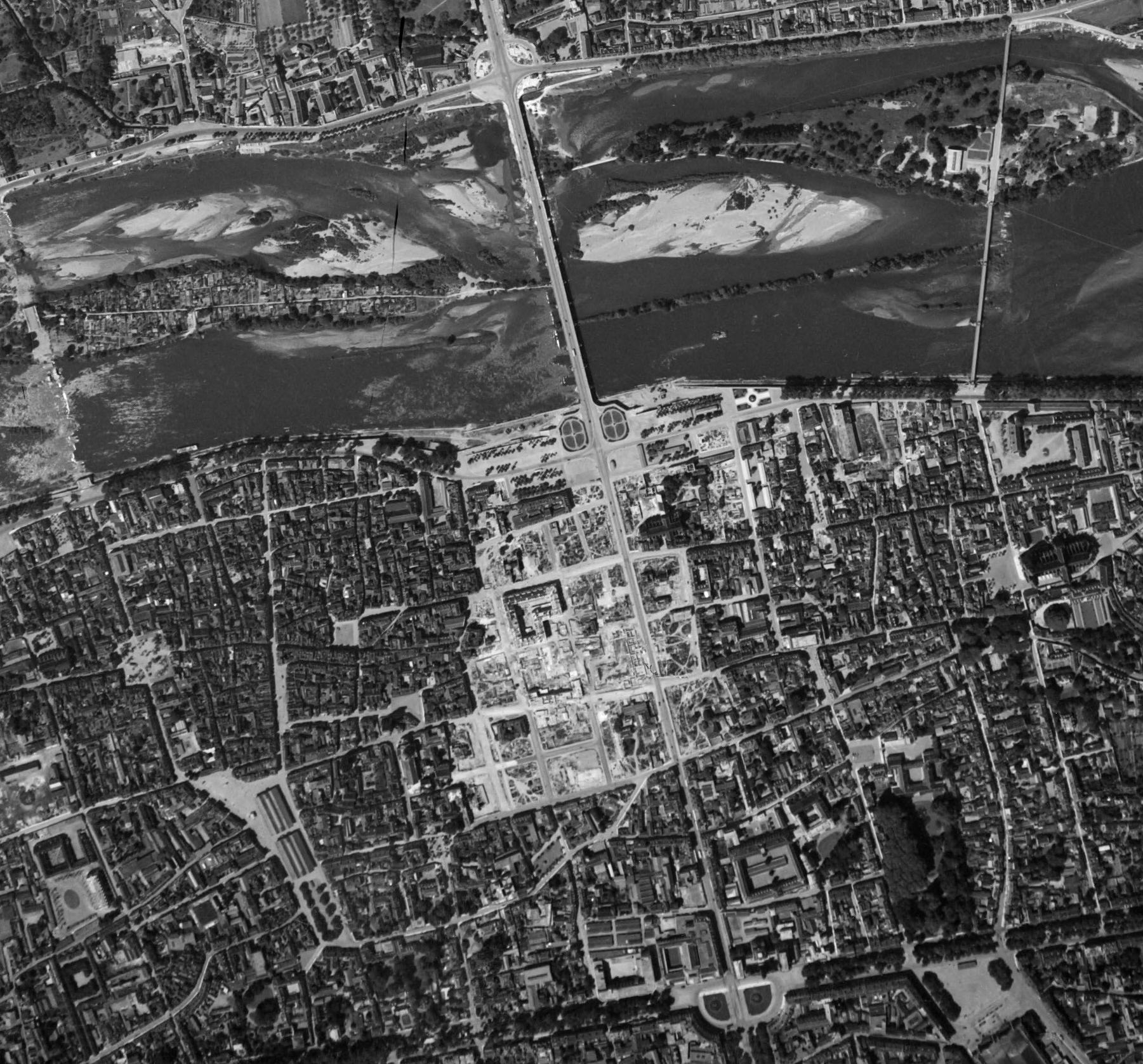
Centre ville de Tours, Photographie IGN, 1949.

Le 16 mars 1942, le dirigeant collaborationniste du RNP, Marcel Déat, est victime d'un attentat raté lors d'une conférence au théâtre de Tours, la mèche de la bombe artisanale se détachant en heurtant son pupitre, après avoir été lancée des galeries. Membres du Front national de la Résistance, les deux auteurs, Georges Bernard et Maxime Bourdon seront retrouvés et fusillés.
En mai 1944, des bombardements alliés frappent durement le complexe ferroviaire et les quartiers de Velpeau et Beaujardin, et font 137 morts. La cité tourangelle est finalement libérée le 1er septembre 1944. La commune est décorée de la croix de guerre 1939-1945 le 14 novembre 1948, distinction également attribuée à trois autres communes de l'Indre-et-Loire.
Un plan de reconstruction et d'aménagement du centre-ville, dessiné par l'architecte tourangeau Camille Lefèvre, est adopté avant même la fin de la guerre. Le plan de vingt îlots quadrangulaires est ordonné autour de la rue Nationale qui est élargie. Cette ordonnance régulière s'efforce de reprendre les thèmes de l'architecture du XVIIIe siècle en les simplifiant, mais cette nouvelle ordonnance autoritaire et moderne sacrifie à la destruction tous les éléments patrimoniaux et archéologique qui ne seront pas sauvés, comme le temple romain trouvé sous la rue Nationale et l'hôtel de Beaune Semblançay, dont l'aile ouest et l'escalier renaissance seront intégralement détruits, ainsi que l'enceinte est de Châteauneuf. Pierre Patout lui succède en tant qu'architecte en chef de la reconstruction en 1945. On envisage un temps de détruire la partie sud de la rue Nationale pour la mettre en conformité avec la nouvelle.

#### Années Royer

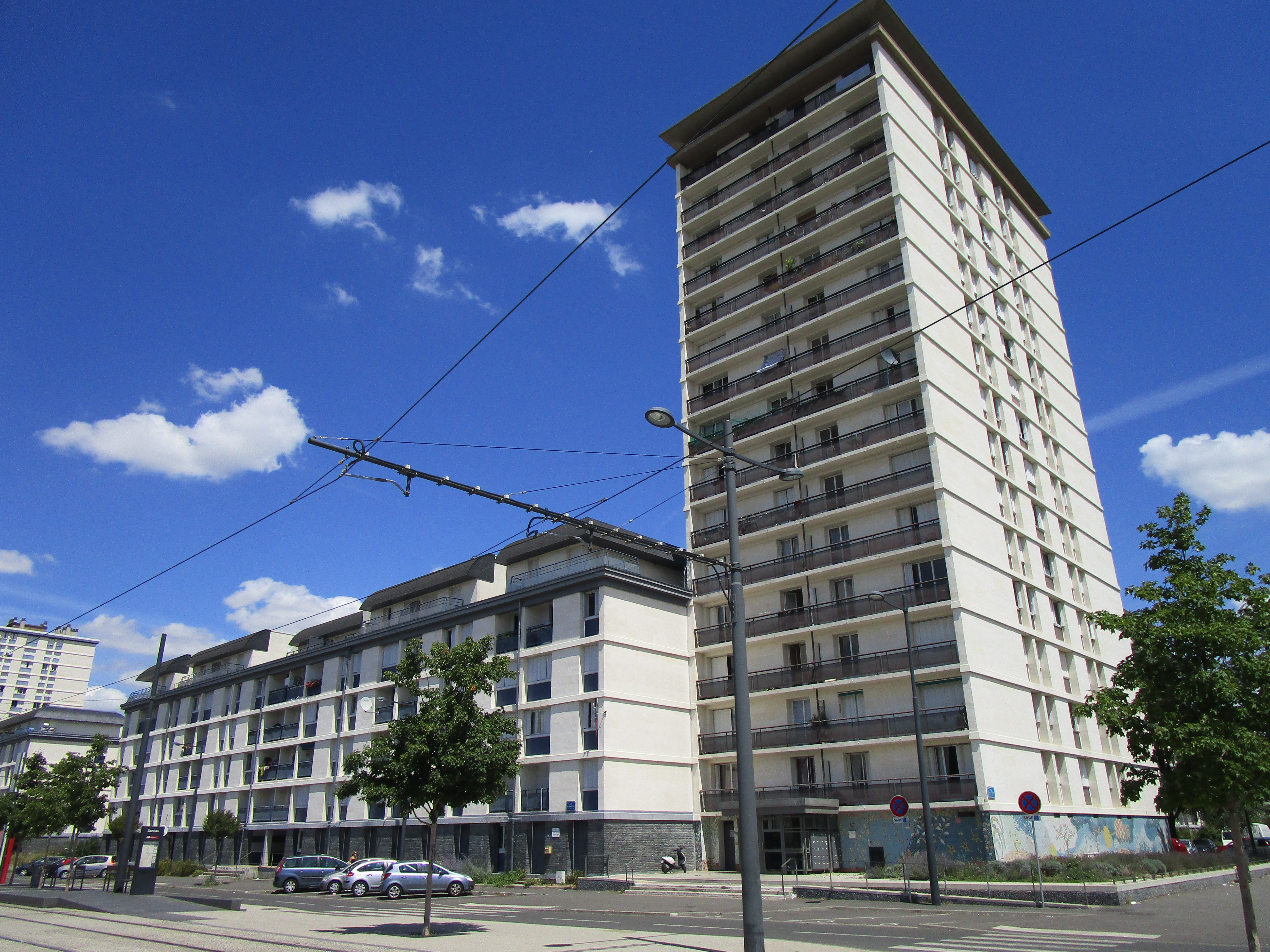
Immeubles du quartier du Sanitas.

Dans le contexte des Trente Glorieuses, Jean Royer devient maire de Tours le 18 mars 1959 et restera en poste 36 ans. Alors que la ville connait de grands travaux, il obtient ainsi la réputation de « maire bâtisseur ». Le maire se tourne d'abord vers les espaces disponibles au sud des boulevards Béranger et Heurteloup. À la fin des années 1950, les premiers grands ensembles de la ville sont construits par l'organisme d'habitations à loyer modéré dans les quartiers Maryse Bastié et Sanitas. Ce dernier s'installe sur d'anciens terrains de la SNCF et deviendra le plus grand quartier de logements sociaux de la ville, avec des travaux se poursuivant jusqu'en 1978.
À partir de 1964, Tours va poursuivre son extension vers le nord grâce à la fusion avec les communes de Saint-Symphorien et Sainte-Radegonde-en-Touraine qui fait gagner 14 000 habitants à la ville et permet l'aménagement du quartier Europe entre 1966 et 1976. Jean Royer tente d'obtenir la fusion de Saint-Cyr-sur-Loire et présente une liste dans ce but lors des élections municipales, mais celle-ci est défaite dans les urnes.
Entre 1966 et 1968, la ville entreprend l'aménagement du Cher afin de rendre constructibles des terres inondables ou marécageuses. En attendant, les quartiers Montjoyeux et Bergeonnerie sont bâtis sur des terrains surélevés de Tours-Sud au milieu des années 1960. Les travaux du Cher aboutissent à un changement notable de sa géographie sur quatre kilomètres, alors que le tracé du cours d'eau est modifié, son lit élargi, une double rangée de digues érigées et des îles artificielles installées. Le chantier immobilier qui s'ensuit est l'un des plus importants d'Europe : les quartiers Rives du Cher, Rochepinard et Fontaines sont bâtis entre 1968 et 1978 et ajoutent plus de 7 000 logements à la ville.
La période est marquée par une fulgurante croissance démographique, avec une population passant de 80 000 habitants en 1946 à 140 000 en 1975, du fait de l'explosion des naissances, de l'exode rural, du rapatriement des Français d'Algérie en 1962 ainsi que de l'arrivée de travailleurs immigrés, notamment originaires du Maghreb et plus particulièrement de Mostaganem. Toutefois, les choc pétroliers ainsi que le ralentissement économique et démographique ont raison de la demande incessante de nouveaux logements : l'urbanisation des Deux-Lions est repoussée et celle de la Gloriette abandonnée. Les dernières années de Jean Royer sont difficiles alors que la ville est surendettée et que le chômage grimpe à 15 %. Il est battu par Jean Germain le 18 juin 1995.

## Politique et administration

### Découpage territorial
Siègent à Tours :
- le conseil municipal de la commune de Tours ;
- le conseil métropolitain de Tours Métropole Val de Loire ;
- le conseil départemental d'Indre-et-Loire ;
- des services régionaux de la région Centre-Val de Loire y sont également situés (en partage avec Orléans où siège le conseil régional) ;
- des services de l'État français pour le département d'Indre-et-Loire (préfecture).

### Liste des maires de Tours
| Période        | Période        | Identité           | Étiquette       | Qualité |
| -------------- | -------------- | ------------------ | --------------- | --- |
| 1945           | 1947           | Jean Meunier       | SFIO            | Député d'Indre-et-Loire (1936-1942 ; 1945-1958)                                                                                        |
| 1947           | 1959           | Marcel Tribut      | UDSR            | |
| 1959           | 1995           | Jean Royer         | DVD             | Ministre de Pierre Messmer (1973-1974) Député d'Indre-et-Loire (1958-1973 ; 1976-1997) Conseiller général d'Indre-et-Loire (1961-1988) |
| 1995           | 2014           | Jean Germain       | PS              | Sénateur d'Indre-et-Loire (2011-2015)                                                                                                  |
| 2014           | 2017           | Serge Babary       | UMP puis LR     | Conseiller général d'Indre-et-Loire (2001-2015)                                                                                        |
| 2017           | 3 juillet 2020 | Christophe Bouchet | UDI-PRV puis MR | Journaliste |
| 3 juillet 2020 | En cours       | Emmanuel Denis     | EÉLV            | Ingénieur en électronique |

### Élections municipales
|                                                          |                          |                                 |              |              |             |             |        |        |  |
| Tête de liste                                            | Tête de liste            | Liste                           | Premier tour | Premier tour | Second tour | Second tour | Sièges | Sièges |  |
| Tête de liste                                            | Tête de liste            | Liste                           | Voix         | %            | Voix        | %           | CM     | CC     |  |
|                                                          | Emmanuel Denis           | EELV-LFI-PS-PCF E!-G.s-GE-ND-PP | 8 983        | 35,45        | 14 476      | 54,94       | 43     | 29     |  |
| Pour demain Tours 2020                                   |                          |                                 | 8 983        | 35,45        | 14 476      | 54,94       | 43     | 29     |  |
|                                                          | Christophe Bouchet       | MR-LR-UDI                       | 6 492        | 25,62        | 11 872      | 45,05       | 12     | 9      |  |
| Tours nous rassemble                                     |                          |                                 | 6 492        | 25,62        | 11 872      | 45,05       | 12     | 9      |  |
|                                                          | Benoist Pierre           | LREM                            | 3 210        | 12,67        | 11 872      | 45,05       | 12     | 9      |  |
| C'est votre Tours !                                      |                          |                                 | 3 210        | 12,67        | 11 872      | 45,05       | 12     | 9      |  |
|                                                          | Gilles Godefroy          | RN                              | 1 439        | 5,67         |             |             | 0      | 0      |  |
| Alliance et rassemblement pour Tours                     |                          |                                 | 1 439        | 5,67         |             |             | 0      | 0      |  |
|                                                          | Claude Bourdin           | LFI diss.-NPA                   | 1 404        | 5,54         | 0           | 0           |        |        |  |
| C'est au Tour(s) du peuple 2020                          |                          |                                 | 1 404        | 5,54         | 0           | 0           |        |        |  |
|                                                          | Xavier Dateu             | LR diss.                        | 1 221        | 4,81         | 0           | 0           |        |        |  |
| Vous+Nous=Tours                                          |                          |                                 | 1 221        | 4,81         | 0           | 0           |        |        |  |
|                                                          | Nicolas Gautreau         | DVG                             | 1 200        | 4,73         | 0           | 0           |        |        |  |
| Les indépendants Tours 2020                              |                          |                                 | 1 200        | 4,73         | 0           | 0           |        |        |  |
|                                                          | Mickaël Cortot           | LREM diss.-PS diss.             | 582          | 2,29         | 0           | 0           |        |        |  |
| Projet citoyen pour Tours                                |                          |                                 | 582          | 2,29         | 0           | 0           |        |        |  |
|                                                          | Philippe Lacaile         | DVG                             | 378          | 1,49         | 0           | 0           |        |        |  |
| Tours en mouvement                                       |                          |                                 | 378          | 1,49         | 0           | 0           |        |        |  |
|                                                          | Thomas Jouhannaud        | LO                              | 269          | 1,06         | 0           | 0           |        |        |  |
| Lutte ouvrière – Faire entendre le camp des travailleurs |                          |                                 | 269          | 1,06         | 0           | 0           |        |        |  |
|                                                          | Carole Charrier          | DIV                             | 157          | 0,61         | 0           | 0           |        |        |  |
| Nous ne battrons pas en retraite à Tours                 |                          |                                 | 157          | 0,61         | 0           | 0           |        |        |  |
|                                                          |                          |                                 |              |              |             |             |        |        |  |
| Votes valides                                            | Votes valides            | Votes valides                   | 25 335       | 97,11        | 26 348      | 97,00       |        |        |  |
| Votes blancs                                             | Votes blancs             | Votes blancs                    | 225          | 0,86         | 445         | 1,64        |        |        |  |
| Votes nuls                                               | Votes nuls               | Votes nuls                      | 529          | 2,03         | 369         | 1,36        |        |        |  |
| Total                                                    | Total                    | Total                           | 26 089       | 100          | 27 162      | 100         | 55     | 38     |  |
| Abstention                                               | Abstention               | Abstention                      | 53 472       | 67,21        | 52 518      | 65,91       |        |        |  |
| Inscrits / participation                                 | Inscrits / participation | Inscrits / participation        | 79 561       | 32,79        | 79 680      | 34,09       |        |        |  |

### Autres élections

#### Récapitulatif de résultats électoraux récents
| Scrutin             | Scrutin             | 1er tour | 1er tour   | 1er tour | 1er tour | 1er tour  | 1er tour | 1er tour | 1er tour  | 1er tour | 1er tour | 1er tour  | 1er tour | 2d tour     | 2d tour     | 2d tour     | 2d tour     | 2d tour     | 2d tour     | 2d tour     | 2d tour     | 2d tour     |
| Scrutin             | Scrutin             | 1er      | 1er        | %        | 2e       | 2e        | %        | 3e       | 3e        | %        | 4e       | 4e        | %        | 1er         | 1er         | %           | 2e          | 2e          | %           | 3e          | 3e          | %           |
| ------------------- | ------------------- | -------- | ---------- | -------- | -------- | --------- | -------- | -------- | --------- | -------- | -------- | --------- | -------- | ----------- | ----------- | ----------- | ----------- | ----------- | ----------- | ----------- | ----------- | ----------- |
| Européennes 2014    | Européennes 2014    |          | UMP        | 19,01    |          | FN        | 16,47    |          | PS        | 16,09    |          | UDI-MoDem | 15,14    | Tour unique | Tour unique | Tour unique | Tour unique | Tour unique | Tour unique | Tour unique | Tour unique | Tour unique |
| Régionales 2015     | Régionales 2015     |          | PS         | 31,19    |          | UCD       | 25,77    |          | FN        | 19,20    |          | EELV      | 11,17    |             | PS          | 48,82       |             | UCD         | 32,61       |             | FN          | 18,56       |
| Présidentielle 2017 | Présidentielle 2017 |          | EM         | 26,70    |          | LFI       | 23,48    |          | LR        | 21,25    |          | FN        | 12,38    |             | EM          | 78,82       |             | FN          | 21,18       | Pas de 3e   | Pas de 3e   | Pas de 3e   |
| Législatives 2017   | 1è                  |          | LREM       | 36,29    |          | PS        | 15,14    |          | LFI       | 14,32    |          | LR        | 13,10    |             | LREM        | 53,93       |             | PS          | 46,07       | Pas de 3e   | Pas de 3e   | Pas de 3e   |
| Législatives 2017   | 5è                  |          | LREM       | 36,78    |          | LFI       | 16,32    |          | LR        | 12,92    |          | FN        | 10,08    |             | LREM        | 61,55       |             | LR          | 38,45       | Pas de 3e   | Pas de 3e   | Pas de 3e   |
| Européennes 2019    | Européennes 2019    |          | LREM       | 25,66    |          | EELV      | 18,18    |          | RN        | 14,26    |          | LR        | 9,15     | Tour unique | Tour unique | Tour unique | Tour unique | Tour unique | Tour unique | Tour unique | Tour unique | Tour unique |
| Régionales 2021     | Régionales 2021     |          | PS         | 25,86    |          | EELV      | 21,30    |          | MoDem     | 15,83    |          | LR        | 15,6     |             | UGE         | 51,04       |             | LR          | 19,67       |             | MoDem       | 15,33       |
| Présidentielle 2022 | Présidentielle 2022 |          | LREM       | 30,11    |          | LFI       | 29,91    |          | RN        | 13,22    |          | REC       | 6,63     |             | EM          | 73,00       |             | RN          | 27,00       | Pas de 3e   | Pas de 3e   | Pas de 3e   |
| Législatives 2022   | 1è                  |          | EELV-NUPES | 39,60    |          | LREM-Ens  | 27,38    |          | LR        | 11,85    |          | RN        | 9,33     |             | EELV-NUPES  | 53,50       |             | LREM        | 46,50       | Pas de 3e   | Pas de 3e   | Pas de 3e   |
| Législatives 2022   | 5è                  |          | MoDem-Ens  | 27,05    |          | PCF-NUPES | 25,05    |          | RN        | 20,85    |          | LR        | 8,98     |             | MoDem-Ens   | 59,05       |             | RN          | 40,95       | Pas de 3e   | Pas de 3e   | Pas de 3e   |
| Européennes 2024    | Européennes 2024    |          | PS-PP      | 19,29    |          | RN        | 17,88    |          | RE        | 15,59    |          | LFI       | 14,68    | Tour unique | Tour unique | Tour unique | Tour unique | Tour unique | Tour unique | Tour unique | Tour unique | Tour unique |
| Législatives 2024   | 1è                  |          | EELV-NFP   | 45,32    |          | RE-Ens    | 24,17    |          | RN        | 18,92    |          | LR        | 5,92     |             | EELV-NFP    | 57,91       |             | RE-Ens      | 42,09       | Pas de 3e   | Pas de 3e   | Pas de 3e   |
| Législatives 2024   | 5è                  |          | PCF-NFP    | 33,47    |          | RN        | 30,65    |          | MoDem-Ens | 23,92    |          | LR        | 9,08     |             | MoDem-Ens   | 64,06       |             | RN          | 35,94       | Pas de 3e   | Pas de 3e   | Pas de 3e   |

##### Élections présidentielles
En 2002, les électeurs se sont déplacés à 68,03 % pour le 1er tour et ont placé en tête le candidat du RPR et Président sortant, Jacques Chirac, avec 21,84 % des voix, soit 10 896 personnes. Au second tour, la participation au scrutin a augmenté (+ 8,18 %) et la population tourangelle a voté à 87,41 % la réélection de Jacques Chirac, Jean-Marie Le Pen n'ayant obtenu que 12,59 % des voix (contre 12,97 % au 1er tour).
En 2007, la population tourangelle s'est rendue aux urnes à 83,54 % pour le 1er tour et a placé en tête des suffrages le candidat UMP Nicolas Sarkozy avec 30,76 % des voix, devant la candidate PS Ségolène Royal, qui a obtenu 28,76 %. Au second tour, la participation a été de 84,16 % (+ 0,62 %) et c'est cette fois Ségolène Royal qui avait été préférée (50,83 %) face à Nicolas Sarkozy (49,17 %).
En 2012, la participation s'est élevée à 78,49 %. Les électeurs choisissent fermement leur position, puisque le candidat PS et Président de la République française, François Hollande, est placé en tête dès le premier tour avec 32,18 % des voix contre 27,02 % pour le Président sortant et candidat UMP Nicolas Sarkozy. Le second tour confirme la prise de position de la population, puisque 56,57 % des personnes votent pour François Hollande face aux 43,43 % du Président sortant. Le taux de participation de ce second tour est de 78,88 % à Tours.
En 2017, lors du second tour des élections présidentielles, Emmanuel Macron (En marche !), élu, a recueilli 78,82 % des suffrages exprimés et Marine Le Pen (FN), 21,18 %. Le taux de participation, concernant cette élection, s'est alors élevé à 71,10 % sur l'ensemble des 80 032 habitants de Tours inscrits sur les listes.

##### Élections cantonales et départementales
- Cantonales 2008 : la majorité présidentielle l'emporte (UMP) au second tour devant le candidat PS dans un canton. L'autre est remporté par le candidat socialiste, loin devant le candidat divers droite72.
- Cantonales 2011 : la gauche l'emporte dans tous les cantons (4 PS, 1 EELV)73.
- Départementales 2015 : la liste d'Union de la droite arrive en tête à l'issue du premier tour dans les 4 cantons de ces départementales74.

### Finances communales
- Évolution de l'endettement (en millions d’€)[125] :

Évolution de l'endettement par habitant (en €) :

### Jumelages
Tours est jumelée avec neuf villes étrangères :
- Mülheim an der Ruhr (Allemagne) depuis 1962 (170 000 habitants) ;
- Ségovie (Espagne) depuis 1972 (56 000 habitants) ;
- Trois-Rivières (Canada) depuis 1973 (137 000 habitants) ;
- Parme (Italie) depuis 1976 (176 000 habitants) ;
- Luoyang (Chine) depuis 1982 (6 383 900 habitants) ;
- Springfield (États-Unis) depuis 1984 (151 000 habitants) ;
- Takamatsu (Japon) depuis 1988 (426 000 habitants) ;
- Brașov (Roumanie) depuis 1990 (329 000 habitants) ;
- Minneapolis (États-Unis) depuis 1991 (373 000 habitants).

Elle a également un accord de coopération avec :
- Saratov (Russie) depuis 2003 (836 100 habitants) ;
- Szombathely (Hongrie) depuis 2003 (80 000 habitants) ;
- Settat (Maroc) depuis 2002 (116 570 habitants) ;
- Marrakech (Maroc) depuis 2003 (1 600 000 habitants).

## Équipements et services publics

### Enseignement

#### Post-secondaire public

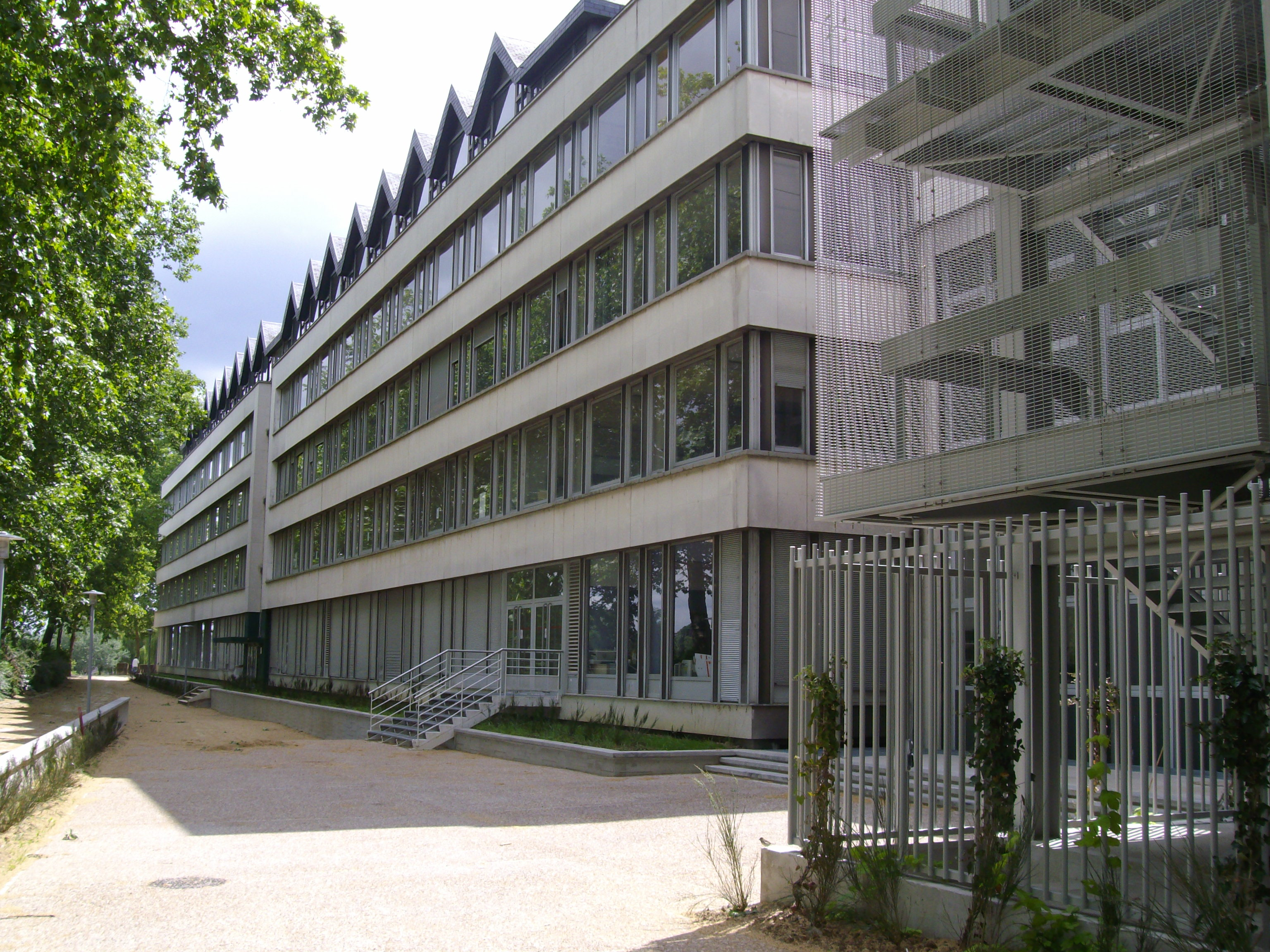
Site des Tanneurs - UFR Lettres et Langues.

L’université de Tours est une université autonome qui rassemble près de 28 000 étudiants et propose 35 licences (bac +3) et 90 masters (bac +4 et +5). Elle est divisée en sept unités de formation et de recherche qui sont réparties sur la ville :
- UFR Arts et Sciences humaines (site des Tanneurs)
- UFR de Droit, d'Économie et des Sciences sociales (site Portalis / Deux-Lions)
- UFR Lettres et Langues (site des Tanneurs)
- UFR d’études supérieures de la Renaissance (site Tanneurs)
- UFR Médecine (Site Tonnellé et site du Plat d’Étain)
- UFR Pharmacie (site de Grandmont)
- UFR Sciences et Techniques (site de Grandmont)

Dépendent aussi de l'université :
- l'Institut universitaire de technologie de Tours.
- l'École polytechnique de l'université de Tours (Polytech Tours).
- Le centre d'études supérieures de la Renaissance (CESR) ;
- L'École publique de journalisme de Tours (EPJT) ;
- L'Institut d'administration des entreprises de Tours (IAE) ;
- L'Institut européen d'histoire et des cultures de l'alimentation (IEHCA) ;
- La Maison des sciences de l'homme de Tours (MSH).
- L'institut de formation en professionnels de santé (IFPS) comprenant entre autres l'institut de formation en soins infirmiers (IFSI), la formation des aides-soignants, des manipulateurs radion, etc.

Enfin, depuis 2009, le siège de l'université Centre Val-de-Loire (Pôle de recherche et d'enseignement supérieur) est implanté à Tours sur le campus du Plat d'Étain.
- Conservatoire à rayonnement régional de Tours
- L'École supérieure des Beaux-Arts de Tours
- Centre de Formation d'Apprentis des Douets (Ville de Tours)
- Centre de Formation d'Apprentis des compagnons du devoir (Tours-Nord)

#### Post-secondaire privé
- Excelia Business School, anciennement École supérieure de commerce et de management (ESCEM)
- L'École Brassart de Tours (Arts graphiques) ;
- L'Institut des métiers et des technologies (IMT) des industries pharmaceutiques et cosmétiques ;
- École internationale Tunon ;
- École de musique Jazz à Tours ;
- ESG Tours[127] ;
- Digital Campus Tours[128] ;
- École Pigier ;
- École Supérieure de Cinéma et d'Audiovisuel de Tours (EscaT) ;
- Efesup et Concours-sup (Préparations aux concours de médecine et de pharmacie ainsi qu'aux diplômes paramédicaux) ;
- SUPINFO, campus de Tours.

### Santé
La ville de Tours compte six établissements publics qui forment le Centre hospitalier régional et universitaire de Tours (le plus gros employeur de la région Centre-Val de Loire) : l'hôpital Bretonneau, l'hôpital Trousseau, l'hôpital Clocheville, l'hôpital de l'Ermitage, le Centre psychothérapique de Tours-Sud, la Clinique psychiatrique universitaire. Le CHRU dispose de laboratoires de recherche en collaboration avec l’université de Tours. Ils ont permis entre autres de découvrir le vaccin contre l’hépatite B et d'avancer dans les recherches sur l’autisme.
- Centre hospitalier universitaire de Tours
  - Hôpital Bretonneau (ouest de Tours, quartier Tonnellé)
  - Hôpital Trousseau (sur la commune de Chambray-lès-Tours)
  - Hôpital pédiatrique Clocheville (centre-ville)
  - Hôpital de l'Ermitage (Tours-Nord)
  - Centre psychothérapique de Tours-Sud (commune de Saint-Avertin)
  - Clinique psychiatrique universitaire (commune de Saint-Cyr-sur-Loire)

Parallèlement il existe trois cliniques privées importantes, issues des regroupements récents de nombreuses anciennes cliniques réparties dans toute la ville:
- Polyclinique Pôle Sud - Léonard-de-Vinci (commune de Chambray-lès-Tours)
- Clinique de l'Alliance (commune de Saint-Cyr-sur-Loire)
- Clinique Saint-Gatien (Tours Centre)

### Justice, sécurité, secours et défense
Tours et Orléans (comme Nancy et Metz ou Lille et Douai) ont été rivales pour accueillir les entités administratives régionales. Finalement, en 1972 bien qu'étant la ville la plus peuplée Tours n'obtint pas la préfecture de la région Centre-Val de Loire. Une rivalité entre le maire de l'époque Jean Royer et Michel Debré serait un facteur majeur de cette rivalité. Un partage s'est néanmoins effectué entre les deux villes pour les structures administratives et même pour la dénomination du rectorat.

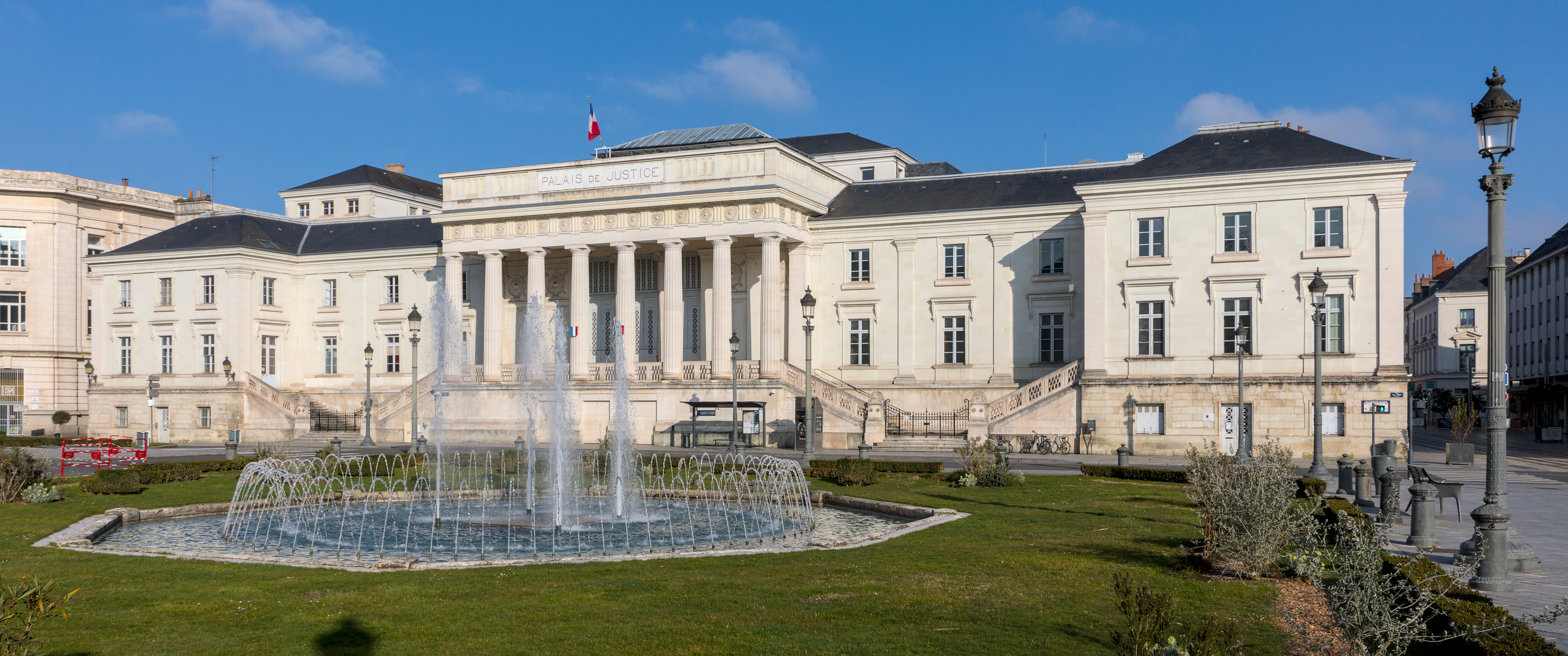
Le Palais de Justice de Tours.

Tours est donc le siège de plusieurs administrations publiques d'échelles départementale, régionales et nationale (voir plus bas la section "Ministère de la Défense"). Non exhaustivement:
- pour l'Éducation nationale : l'Inspection académique du département d'Indre-et-Loire,
- pour l'enseignement supérieur : le PRES Centre - Val de Loire Université, le centre hospitalier universitaire,
- pour les transports, l'équipement : la direction départementale de l'Équipement, la direction régionale de la SNCF,
- pour l'économie et les finances : l'unité départementale d'Indre-et-Loire de la direction générale de la concurrence, de la consommation et de la répression des fraudes.
- pour la justice: la ville de Tours possède un tribunal judiciaire, un tribunal correctionnel, un tribunal de police, une cour d'assises, un tribunal des affaires de sécurité sociale, un tribunal de commerce et un conseil de prud'hommes.
- La ville dispose de plus d'une centaine de caméras de vidéosurveillance. Les premières ont été installées sous le mandat de Jean Germain en 2010. En 2017, la ville se dote d'un CSU (centre de surpervision urbain) qui est situé dans les locaux de la police municipale (à côté du Château de Tours). Depuis 2020, sous le mandat d'E. Denis, 45 caméras ont été installées  et ce, malgré ses promesses de campagne: "Nous ferons ces dépenses [d'améliorations techniques du parc existant] mais on ne rajoutera pas de caméras"[130]. La police municipale est également dotée de caméras piétons.

#### Forces armées
Tours-Nord accueille un site majeur de la base aérienne 705, avec comme équipement phare la piste utilisée notamment par l'école des pilotes de chasses. La direction de cette base aérienne, comprenant des sites répartis dans tout l'ouest du pays - entre autres : Brest (Finistère) et Cinq-Mars-La-Pile (Indre-et-Loire) - est présente à Tours. La BA 705 était aussi hôte à Tours depuis 2009 de l'intégralité des services de ressources humaines de l'armée de l'air avant qu'ils rejoignent Tours-Sud (infra). Au total ce sont près de 1 600 militaires qui y exercent. Le devenir de la base, notamment le transfert de l'école de chasse, est cependant régulièrement soulevé dans les dernières restructurations annoncées, notamment le livre blanc de la Défense pour 2014-2019,.

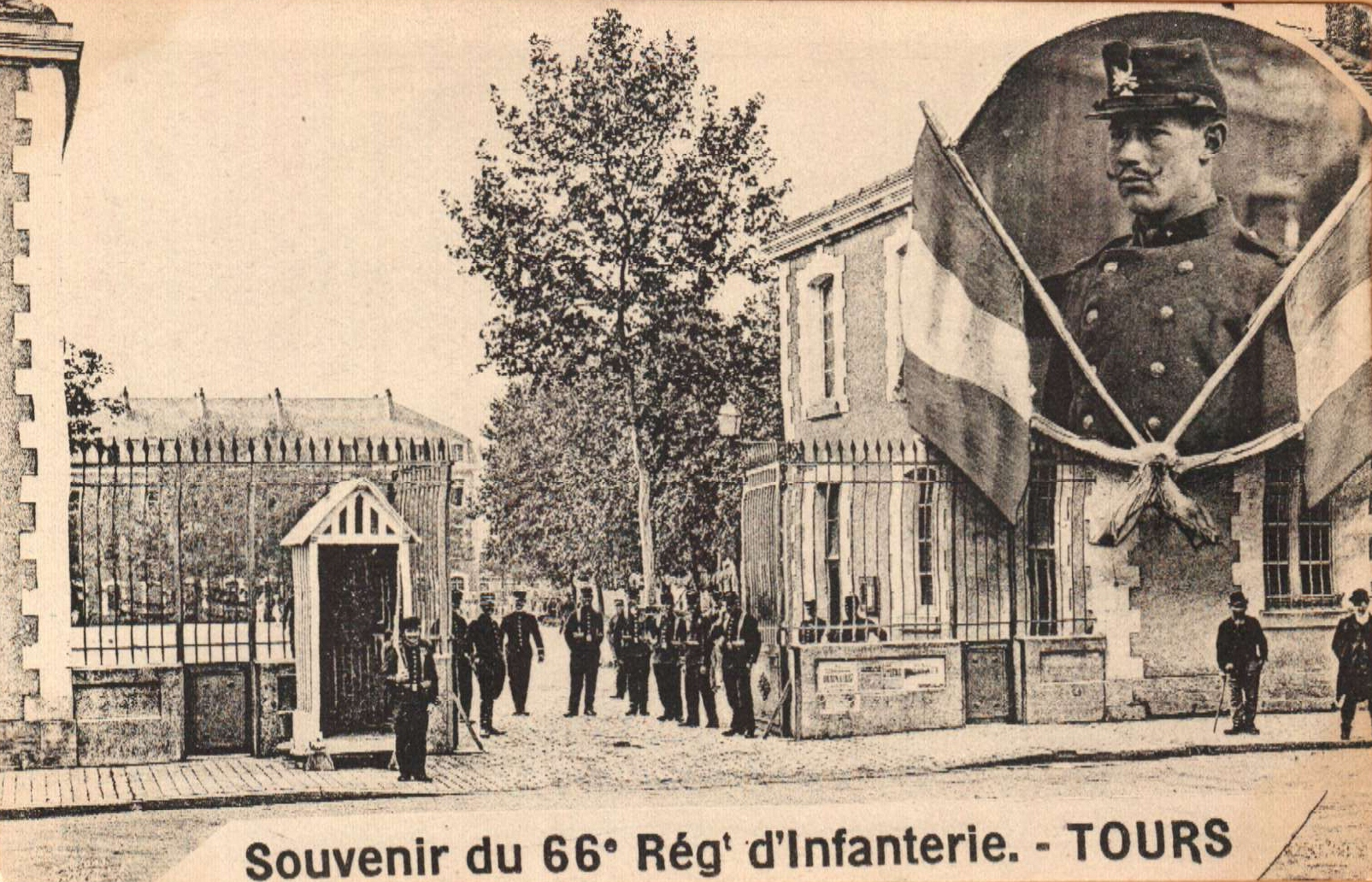
La caserne Baraguey, du temps du d'infanterie, dans les années 1920.

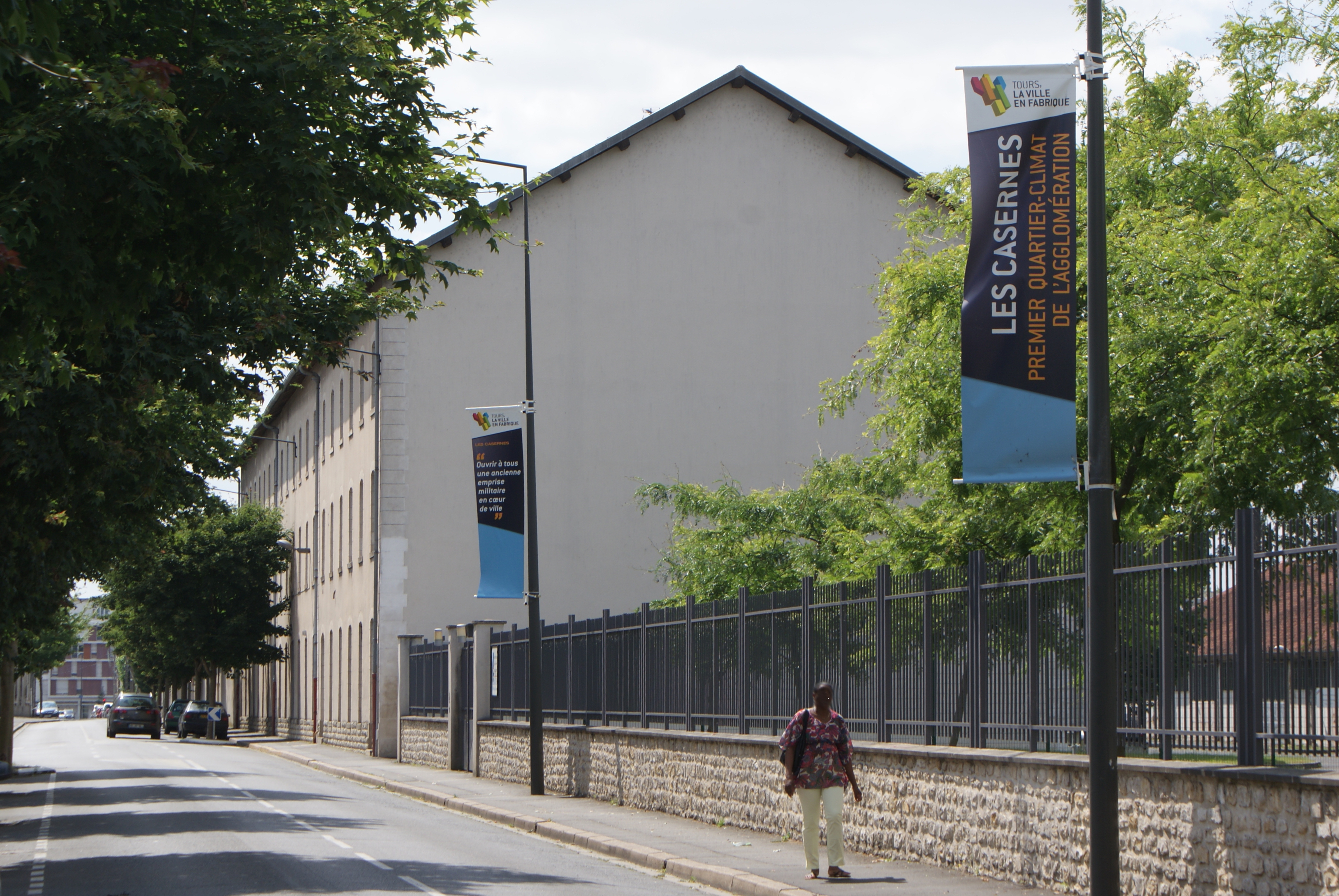
Les casernes Beaumont-Chauveau du quartier Giraudeau, en projet de réaménagement.

Tours a par ailleurs un long passé de casernement militaire. Deux sites majeurs seulement restent aujourd'hui en activité boulevard Jean Royer, assurant néanmoins une présence très importante en effectifs, mais la ville compta jusqu'à huit casernes au XIXe siècle, jusqu'au milieu du XXe siècle,.
La caserne de passage, fermée - créée dans le voisinage de l'église Saint-Julien - et la caserne d'infanterie Marescot - rue Georges Delperier - devenue collège des Recollets. Le quartier Lasalle (caserne Morier) - implanté au Champ-de-Mars - où s'installa un régiment de cavalerie en 1845 (8e RC), a notamment laissé place au lycée Albert Bayet. La caserne Meusnier (anc. de Guise), cédée à la ville en 1968 - sur le site du château de Tours - connu successivement la cavalerie (inauguré par le 3e Régiment des gardes d'honneur) et l'infanterie (32e RI par exemple), abrite des activités muséographiques et patrimoniales. L'École du train dans la ville depuis 1945 - installée au quartier Beaumont (anc. caserne d'artillerie), rue du Plat d'Étain, face au quartier Chauveau - déménage pour Bourges en 2009 à l'occasion d'un rapprochement de plusieurs écoles militaires (Écoles Militaires de Bourges). Le musée des équipages militaires et du Train - situé rue Walvein - est également transféré à Bourges. Le site Beaumont-Chauveau, rendu à la vie civile, fait l'objet d'un vaste plan de réaménagement à l'horizon des années 2016-2018,. Elles servent déjà d'annexe pour l'UFR de médecine, abritent les services de la présidence de l'université et le siège du pôle de recherche et d'enseignement supérieur (PRES) : le Centre - Val de Loire Université et divers autres organismes de recherche.
En activité, sur l'actuel boulevard Jean Royer (anc. Thiers) : le quartier Rannes a été notamment la garnison du 5e RC. Il abrite désormais le tout récent cercle-mess depuis 2012 ; la caserne Baraguey d'Hilliers, réaffectée, a été notamment la garnison du 66e RI dans les années 1920 (auquel succédera le 32e RI) et le siège de l'État-Major de la 13e division militaire territoriale dans les années 1960-1980. Désormais les locaux abritent plusieurs services de la direction des ressources humaines de l'armée de l'air (450 personnes). En 2012, c'est au tour d'une partie du service des ressources humaines de l'Armée de terre de prendre place à Tours depuis l'Île-de-France (huit cents personnes). En 2014, la marine installe également ses services de ressources humaines (quatre cents personnes). Enfin, la même année, ce sont les services informatiques de l'armée qui emménage à Tours (cent personnes).
Tours a en son sein aussi la délégation militaire départementale (DMD) ainsi que des centres de recrurement et d'information de chaque armée.

## Population et société

### Démographie
Les données concernant la population de Tours dans l'Ancien Régime sont rares et souvent sujettes à caution ; la ville connut un apogée démographique vers le XVIe siècle, avec une population estimée entre 30 000 et 65 000 habitants vers 1600.

#### Évolution de la population depuis la Révolution
L'évolution du nombre d'habitants est connue à travers les recensements de la population effectués dans la commune depuis 1793. Pour les communes de plus de 10 000 habitants les recensements ont lieu chaque année à la suite d'une enquête par sondage auprès d'un échantillon d'adresses représentant 8 % de leurs logements, contrairement aux autres communes qui ont un recensement réel tous les cinq ans,.

En 2022, la commune comptait 138 668 habitants, en évolution de +1,54 % par rapport à 2016 (Indre-et-Loire : +1,67 %, France hors Mayotte : +2,11 %).
| 1793   | 1800   | 1806   | 1821   | 1831   | 1836   | 1841   | 1846   | 1851   |
| ------ | ------ | ------ | ------ | ------ | ------ | ------ | ------ | ------ |
| 21 000 | 20 240 | 21 703 | 21 928 | 23 235 | 26 669 | 30 072 | 30 766 | 33 530 |

| 1856   | 1861   | 1866   | 1872   | 1876   | 1881   | 1886   | 1891   | 1896   |
| ------ | ------ | ------ | ------ | ------ | ------ | ------ | ------ | ------ |
| 38 055 | 41 061 | 42 450 | 43 368 | 48 325 | 52 209 | 59 585 | 60 335 | 63 267 |

| 1901   | 1906   | 1911   | 1921   | 1926   | 1931   | 1936   | 1946   | 1954   |
| ------ | ------ | ------ | ------ | ------ | ------ | ------ | ------ | ------ |
| 64 695 | 67 601 | 73 398 | 75 096 | 77 192 | 78 585 | 83 753 | 80 044 | 83 618 |

| 1962   | 1968    | 1975    | 1982    | 1990    | 1999    | 2006    | 2011    | 2016    |
| ------ | ------- | ------- | ------- | ------- | ------- | ------- | ------- | ------- |
| 92 944 | 128 120 | 140 686 | 132 209 | 129 509 | 132 820 | 136 942 | 134 633 | 136 565 |

| 2021    | 2022    | - | - | - | - | - | - | - |
| ------- | ------- | - | - | - | - | - | - | - |
| 137 658 | 138 668 | - | - | - | - | - | - | - |

La ville de Tours a annexé la commune de Saint-Étienne-Extra en 1845. La population de la ville fait un bond de 14 000 habitants en 1964 avec l'absorption des communes de Sainte-Radegonde-en-Touraine et Saint-Symphorien et d'une petite partie de Joué-lès-Tours en bord de Cher.
Depuis 1975, la population de Tours reste globalement stable entre 130 000 et 140 000 habitants.

#### Pyramide des âges
La population de la commune est relativement jeune. En 2020, le taux de personnes d'un âge inférieur à 30 ans s'élève à 43,4 %, soit un taux supérieur à la moyenne départementale (34,7 %). Le taux de personnes d'un âge supérieur à 60 ans (23,3 %) est inférieur au taux départemental (28 %).
En 2020, la commune comptait 63 881 hommes pour 73 969 femmes, soit un taux de 53,66 % de femmes, supérieur au taux départemental (51,9 %).
Les pyramides des âges de la commune et du département s'établissent comme suit :
| Hommes | Classe d’âge | Femmes |
| ------ | ------------ | ------ |
| 0,9    | 90 ou +      | 2,3    |
| 6,4    | 75-89 ans    | 10,1   |
| 11,9   | 60-74 ans    | 14,4   |
| 16     | 45-59 ans    | 15,1   |
| 19,6   | 30-44 ans    | 16,4   |
| 29,8   | 15-29 ans    | 28,6   |
| 15,5   | 0-14 ans     | 13,1   |

| Hommes | Classe d’âge | Femmes |
| ------ | ------------ | ------ |
| 0,9    | 90 ou +      | 2,2    |
| 7,9    | 75-89 ans    | 10,2   |
| 17,3   | 60-74 ans    | 18,1   |
| 19,8   | 45-59 ans    | 19,1   |
| 17,9   | 30-44 ans    | 17,2   |
| 18,5   | 15-29 ans    | 17,5   |
| 17,6   | 0-14 ans     | 15,6   |

### Manifestations culturelles et festivités
On peut citer parmi les manifestations :
- Cinéma :
  - Festival Désir... Désirs, chaque année en mai depuis 1994 au cinéma des Studios.
  - Mauvais Genre, festival international de cinéma de Tours, chaque année de 2006 à 2016.
  - Tours-Métrages, festival du court métrage de Tours depuis 2006.
  - Journées internationales du film de court métrage de Tours de 1955 à 1968.
- Spectacle vivant :
  - Le festival Rayons Frais (« les arts et la ville ») depuis l'été 2003.
  - Le festival international du cirque de Tours depuis septembre 2007.
- Musique :
  - Le festival de musique de chambre, le Printemps musical de Saint-Cosme, en mars de chaque année.
  - Le festival de musique de chambre des Fêtes musicales à la Grange de Meslay, en juin de chaque année.
  - Le festival Émergences (jazz) en novembre, coproduit par Jazz à Tours et Le Petit Faucheux (SMAC jazz).
  - Le festival de musiques libres Superflux, organisé par le Petit Faucheux en partenariat avec le Temps Machine.
  - Le festival Potager Électronique (gratuit), chaque année à la fin-juin et depuis 2007.
  - Le festival Aucard de Tours (musique actuelle), organisé chaque début juin par Radio Béton. L'île Aucard, lieu d'origine de la manifestation, ne permettant plus l'accueil du nombre grandissant de festivaliers, la manifestation occupe aujourd'hui le parc de la Gloriette.
- Bande dessinée :
  - Le festival À Tours de bulles, au mois de septembre.

- Autres :

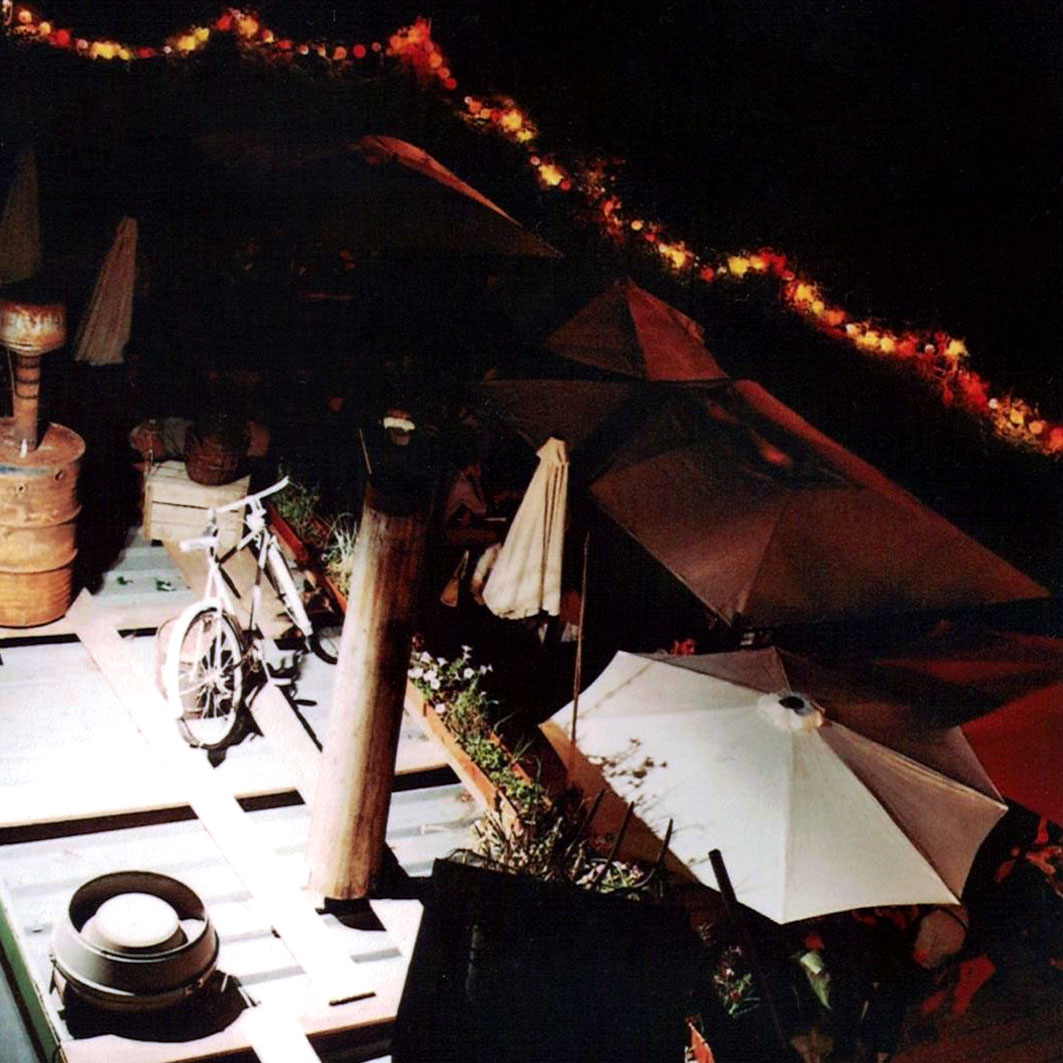
Guinguette de Tours à l'été 2011.

  - Vitiloire, salon des vins de Loire, chaque année en mai sur le boulevard Heurteloup, depuis 2003
  - Tours sur Loire, guinguette et animations variées en bords de Loire tout le long de l'été.
  - American Tours Festival, festival américain, concentration de Harley-Davidson, musique country et rock, courses Nascar, Parc des expositions (début juillet)[145].
  - La fête foraine et la foire, au parc des expositions de Rochepinard, courant mai.
  - Le « Free Market » de Tours, expo-vente collective de créateurs, ponctuée de concerts et performances artistiques. Chaque année, début décembre depuis 2004, au premier étage des Halles de Tours.
  - Foire à l'ail et au basilic de Tours, le 26 juillet.
  - Le Japan Tours Festival[146], au parc des expositions début juillet, qui accueille les fans du Japon et de la pop culture, depuis 2014.

### Sports et loisirs

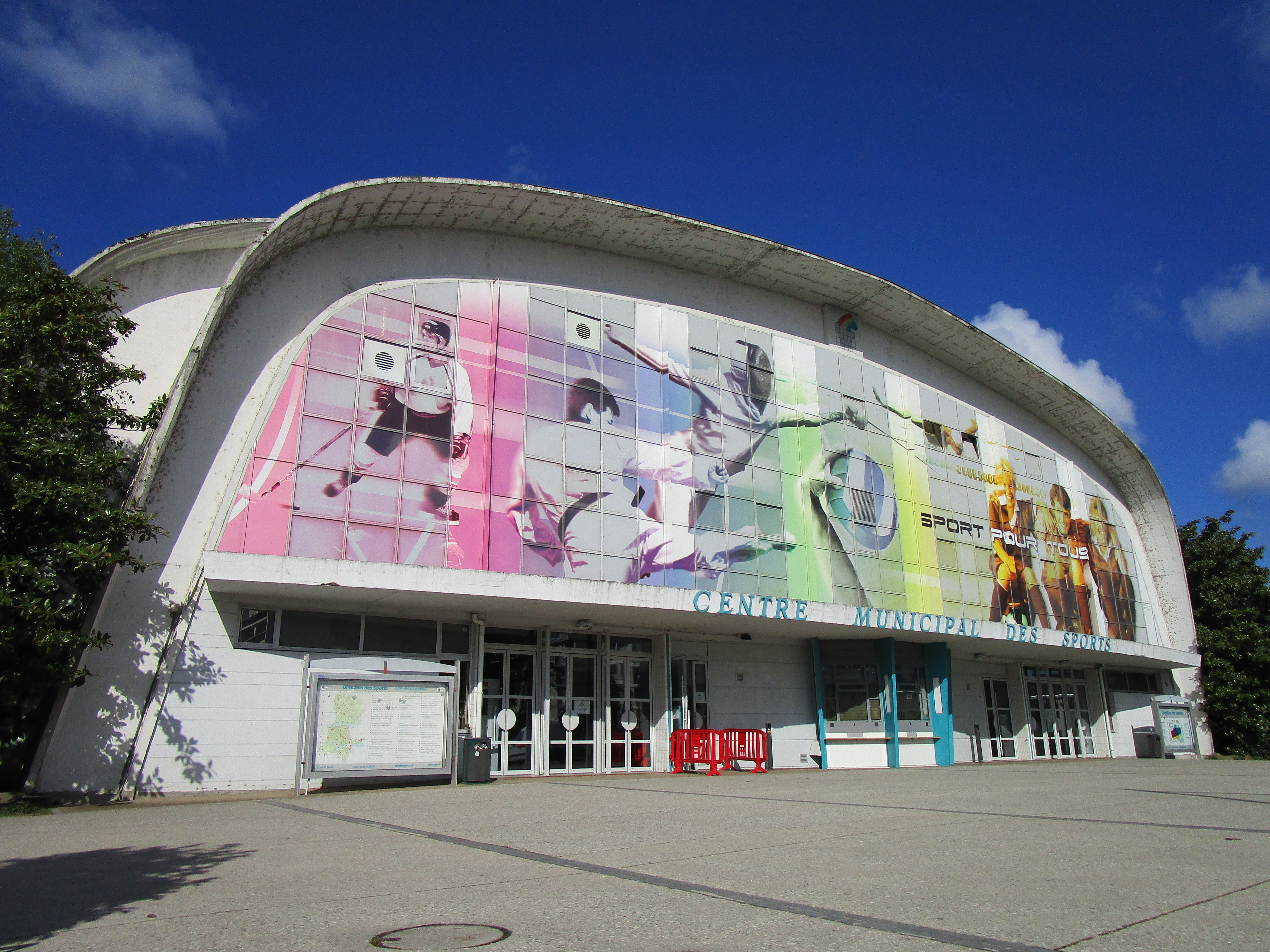
Le Palais des sports de Tours, dans le quartier du Sanitas.

Dans le domaine des sports, Tours se distingue en volley, son club le Tours Volley-Ball faisant partie des meilleurs européens. On peut citer qu'en 1980, Tours a été classée par le journal L'Équipe « ville la plus sportive de France ». Plus récemment, la saison 2010-2011, fut particulièrement difficile, voyant le dépôt de bilan de l’ASGT, le dépôt de bilan du Tours Val De Loire Basket (Championnat de France de basket-ball de Nationale féminine 1), et la relégation de l’Union sportive Tours rugby en Fédérale 3 pour raisons financières.
La ville est labélisée Terre de Jeux 2024 depuis novembre 2019 dans l'optique des Jeux Olympiques et Paralympiques de Paris 2024.

### Manifestations sportives
Depuis 1896, la course cycliste Paris-Tours est une manifestation sportive majeure pour la ville. Parfois appelée « classique des lévriers » ou « classique des feuilles mortes » (ce deuxième surnom est partagé avec le tour de Lombardie), elle a ancré Tours dans la tradition du vélo. Jusqu'en 2010 elle proposait le plus long sprint du Monde sur les 2,5 km de l'avenue de Grammont. Avec le retour du tramway et ses rails menaçantes pour les roues des vélos, la portion finale sur l'avenue de Grammont est réduite à 800 m. Les cyclistes y entrent au niveau de la place de la Liberté pour franchir la ligne d'arrivée un peu avant la place Jean-Jaurès.
Par ailleurs, les 10 et 20 km de Tours se déroulent chaque année en septembre depuis 1981. Il s'agit de la deuxième plus grande course sur route de France de cette distance après les 20 km de Paris, selon la Fédération Française d'Athlétisme. Elle fait également partie des 10 plus grandes courses sur route de France en termes de participants. La course emprunte les rues de la partie entre Loire et Cher de la ville. Cette épreuve est complétée en 2014 d'un marathon appelé Marathon Touraine Loire Valley qui, pour sa première édition, voit concourir plus de 3 000 participants.
On peut aussi noter, la tenue tous les deux ans sur le Cher (au niveau du parc des expositions) d'une course de motonautisme comptant pour le championnat de France.

#### Clubs

##### Volley-ball

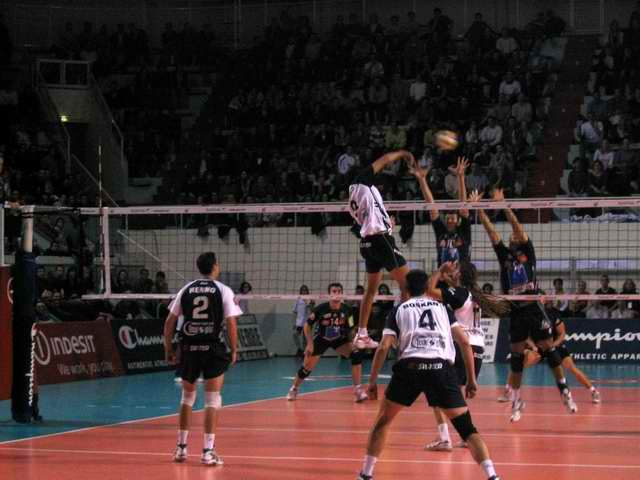
Match du TVB au palais des sports.

Le Tours Volley-Ball est le club majeur de la ville, présent dans l'élite depuis 1994 et fort de quatorze titres : Ligue des champions 2005, coupe CEV 2017, championnats de France 2004, 2010, 2012, 2013, 2014, 2015, 2018, 2019 et coupes de France 2003, 2005, 2006, 2009, 2010, 2011, 2013, 2014, 2015 et 2019. Le club dispute régulièrement des finales nationales et internationales. Il évolue au Centre municipal des sports, salle Grenon, dans le cadre de la Ligue A. Il est présidé par Yves Bouget et entraîné par Marcelo Fronckowiak qui a succédé à Hubert Henno depuis 2021. Le club a compté dans ses rangs de nombreux internationaux, français comme étrangers.

###### Football
Le Tours FC (ex FC Tours) est le club phare de la ville de Tours et de la Touraine. Après une période faste au tournant des années 1970-1980 avec quatre saisons dans l'élite et deux demi-finales de Coupe de France (1982 et 1983), le club évolue en Ligue 2 jusqu'en 2018. Le Tours FC est rétrogradé en 2018-2019 de National, puis en National 3 pour la saison 2019-2020, après avoir été relégué sportivement puis rétrogradé financièrement durant la même saison. Après un passage en Régional 1 lors de la saison 2021-2022, le club évolue en National 3 pour la saison 2022-2023. La montée en National 2 est l'objectif visé par le club cette année-là, mais le club terminera finalement à la seconde place du championnat et évoluera donc de nouveau en National 3 pour la saison 2023-2024. Le Tours FC est présidé par Jean-Marc Ettori, l'équipe quant à elle est entraînée par Nourredine El Ouardani. Le club évolue au Stade de la Vallée du Cher depuis sa création en 1978.

###### Hockey sur glace
Le club de hockey sur glace de l'ASG Tours, champion de France en 1980 et double vainqueur de la Coupe de France (1975 et 1978), a connu un renouveau en atteignant la finale de la Ligue Magnus lors de la saison 2004-2005, mais des problèmes financiers l'ont fait rétrograder en D2 pour la saison 2005-2006. Toutefois, le club est remonté aussitôt d'une division en remportant son championnat en étant invaincu de la saison. Même chose en D1 où le titre de champion est acquis alors qu'il reste trois matchs de play-off à jouer. Le club a retrouvé la Ligue Magnus lors de la saison 2007-2008. À la suite de la liquidation judiciaire du club durant l'été 2010, un nouveau club est créé répondant au nom des Remparts de Tours.

###### Rugby
Le club de rugby de la ville, l'Union sportive Tours rugby (UST), âgé de plus de cent ans, est le premier club régional et accueille un Pôle Espoirs depuis 2006. Après une courte expérience en Pro D2, lors de la saison 2001-2002, il retourne directement à l'échelon inférieur. Mais lors de l'été 2006, le club est rétrogradé en Fédérale 2 pour raisons financières puis en Fédérale 3 pour les mêmes raisons. L'US Tours évolue actuellement en Fédérale 2.

###### Basket-ball
En basket-ball, le Tours Joué Basket, champion de France en 1976 et 1980, finaliste de la coupe des Coupes en 1976 sous la dénomination de l'ASPO Tours, évolue désormais en Nationale 2 et joue ses rencontres salle Marcel Cerdan. Ce club a depuis déposé le bilan.
Le nouveau club de basket-ball à Tours se nomme l'Union Tours Basket Metropole. C'est la fusion entre le TBC et le PLLL Tours. Cette équipe évolue en Ligue Pro B pour la saison 2021-2022, avant de redescendre en National 1 pour la saison 2022-2023.

###### Natation

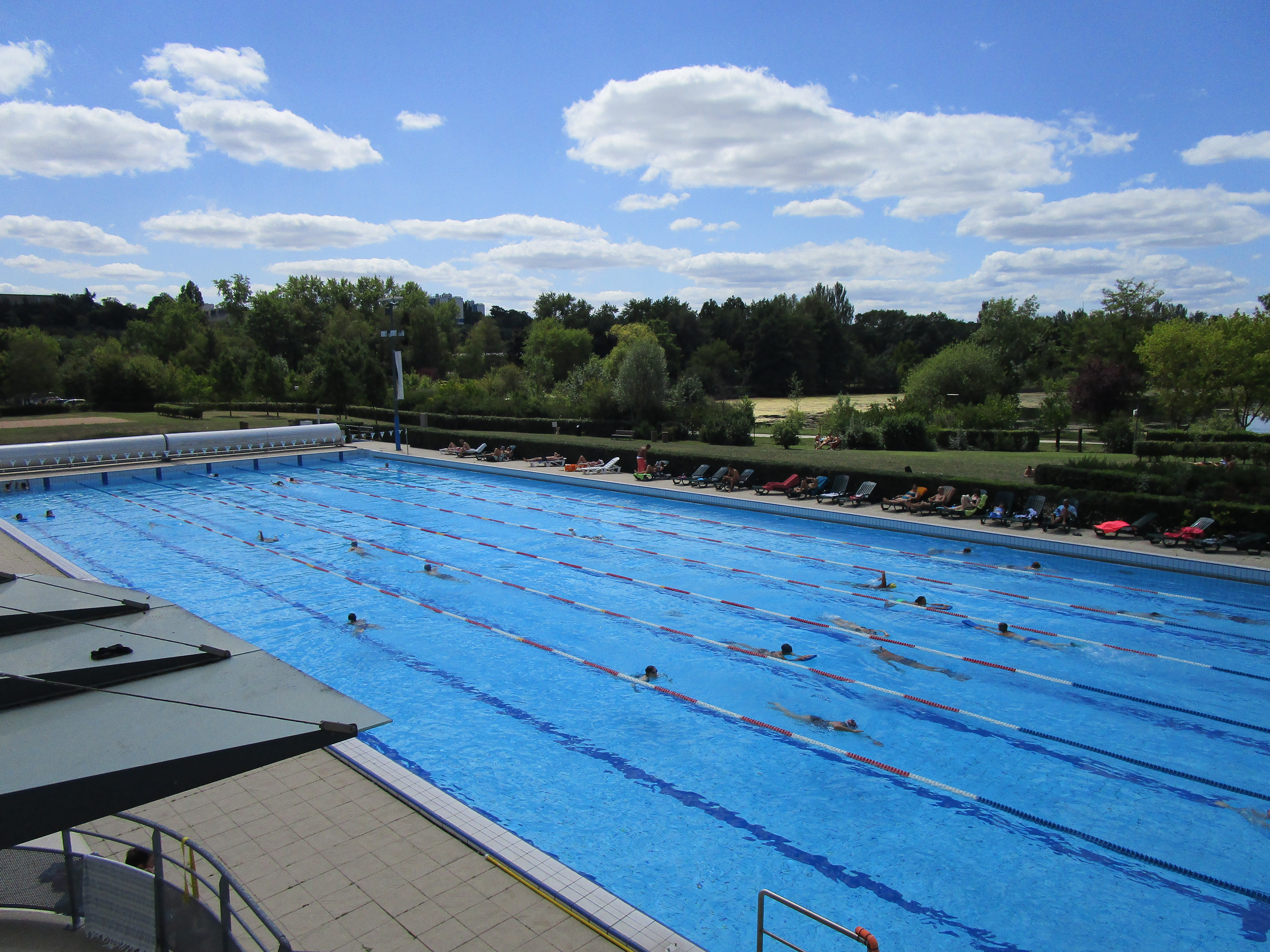
Le centre aquatique du Lac (de la Bergeonnerie).

Les Enfants de Neptune de Tours (ENT) est l'un des meilleurs clubs de natation de la région avec quelques internationaux. La ville a organisé les Championnats de France 2006 durant lesquels Laure Manaudou a battu le record du monde du 400 mètres nage libre dans la piscine Gilbert Bozon du Palais des sports. La ville compte trois autres piscines, à savoir le Mortier reconstruit en 2008 et les vieillissantes Tourrettes, à Tours-Nord. Enfin, le centre aquatique du Lac, situé à Tours-Sud et inauguré en 2006, accueille de loin le plus de monde au sein de la métropole.

###### Tennis
Le tennis est également représenté par le Tennis Club de Tours, connu pour avoir formé Thierry Tulasne et joué quelques saisons en première division nationale. Il figure parmi les meilleurs et les plus appréciés de la région du fait d'un cadre exceptionnel en bord de Loire.

###### Arts martiaux

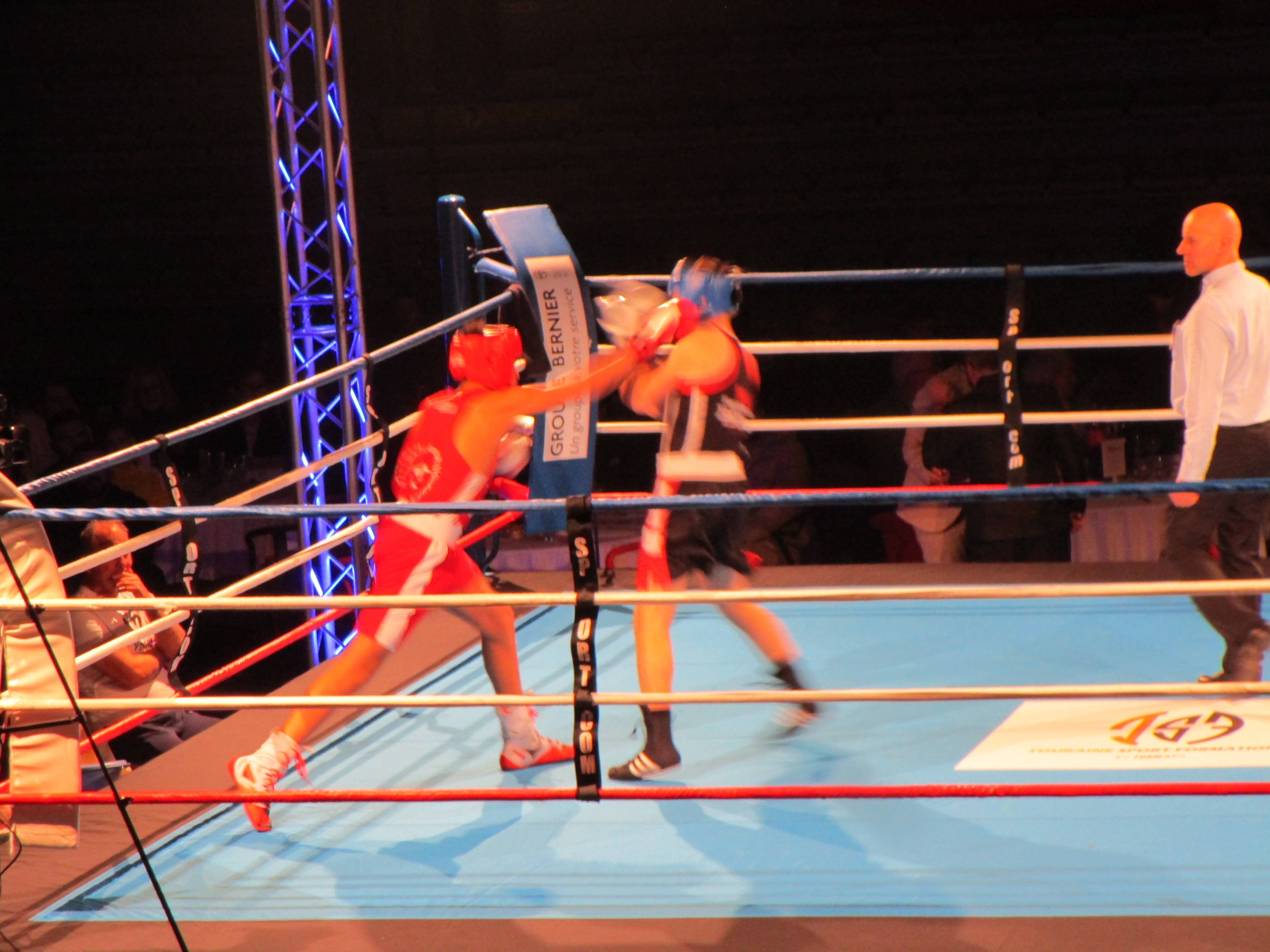
Les Princes du Ring 2025, organisé par ElBaja Boxing Academy, club des Fontaines.

La ville de Tours compte de nombreuses associations sportives dont l'objet est la pratique des arts martiaux. On dénombre ainsi pas moins de 4 clubs de judo (Judo Club de Touraine, Espoir Sportif du Beffroi, CEST - Section Judo et le club départemental Union Judo Touraine Métropole dont le siège se situe à Tours), ainsi que plusieurs clubs de boxe, dont le ElBaja Boxing Academy du quartier des Fontaines, fondé en 1999.

###### Autres sports
Le premier club de floorball d'Indre-et-Loire, appelé Touraine Floorball ou également Impacts de Tours, a été créé en avril 2013 à Tours. Il évolue actuellement en D2.
Le roller in line hockey, nouvelle discipline très vite adoptée des Tourangeaux, est particulièrement développé grâce au club des Apaches de Tours qui fut très souvent située dans les hauteurs du classement de Division 1. Plusieurs de ses joueurs ont joué en équipe de France. La ville de Tours compte aussi un club de football américain avec les Pionniers, vieux club provincial fondé en 1987, actuellement en D2.
Les Pionniers de Touraine, club de football américain est promu en première division nationale en 2022.

### Cultes

#### Christianisme

##### Catholicisme

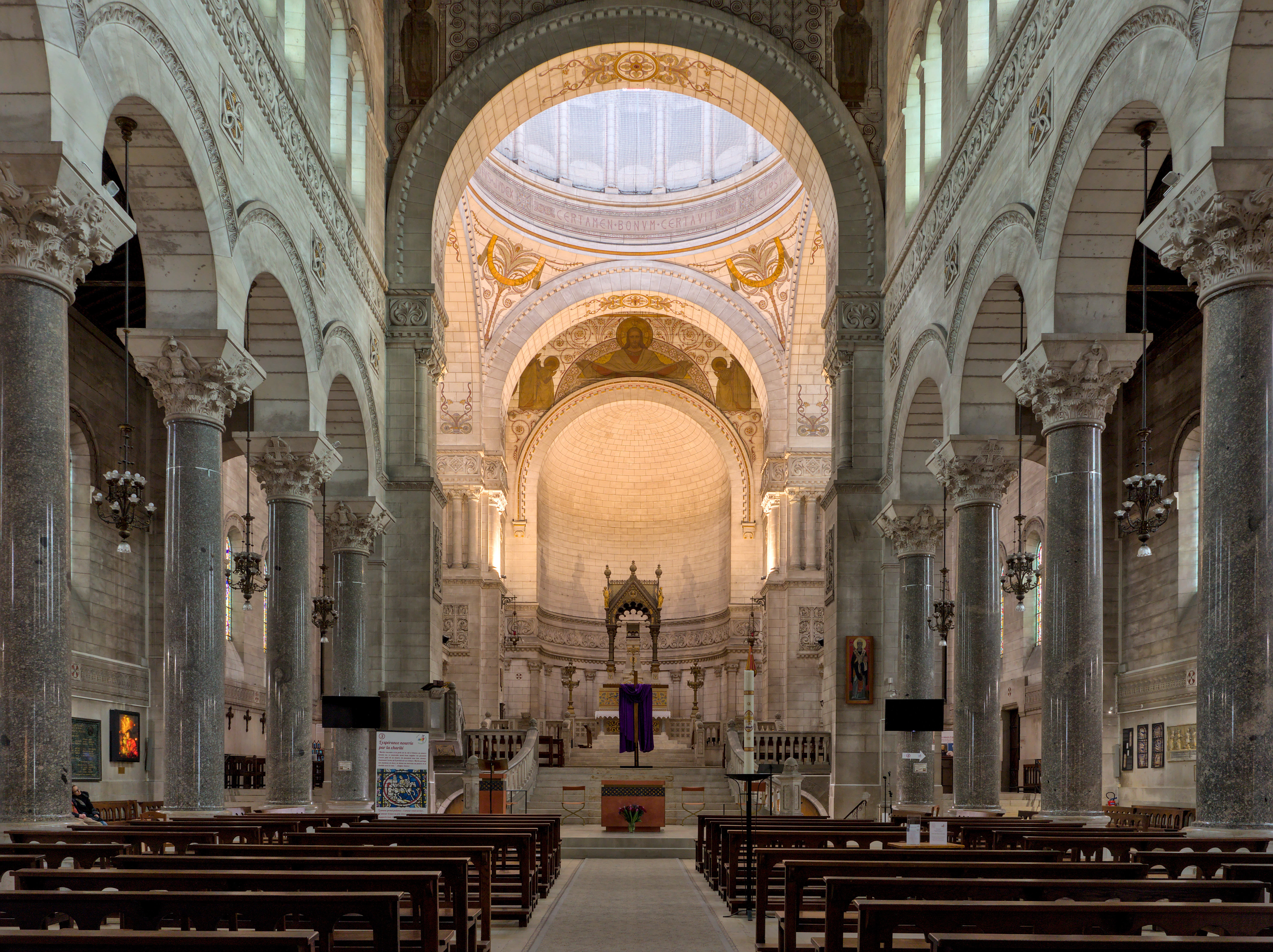
Nef de la basilique Saint-Martin de Tours.

L'archevêque métropolitain de la ville est à la tête de la province ecclésiastique de Tours, qui comprend cinq diocèses dont celui de Tours même.
Les deux édifices majeurs sont :
- la basilique Saint-Martin, rue Descartes, construite au XIXe siècle par Victor Laloux, de style néo-byzantin.
- la cathédrale Saint-Gatien, place de la Cathédrale, siège de l'archevêque de Tours et cœur de la province ecclésiastique de Tours.

La cathédrale et les églises de Saint-Pierre et Sacré-Cœur forment la paroisse Saint-Maurice.

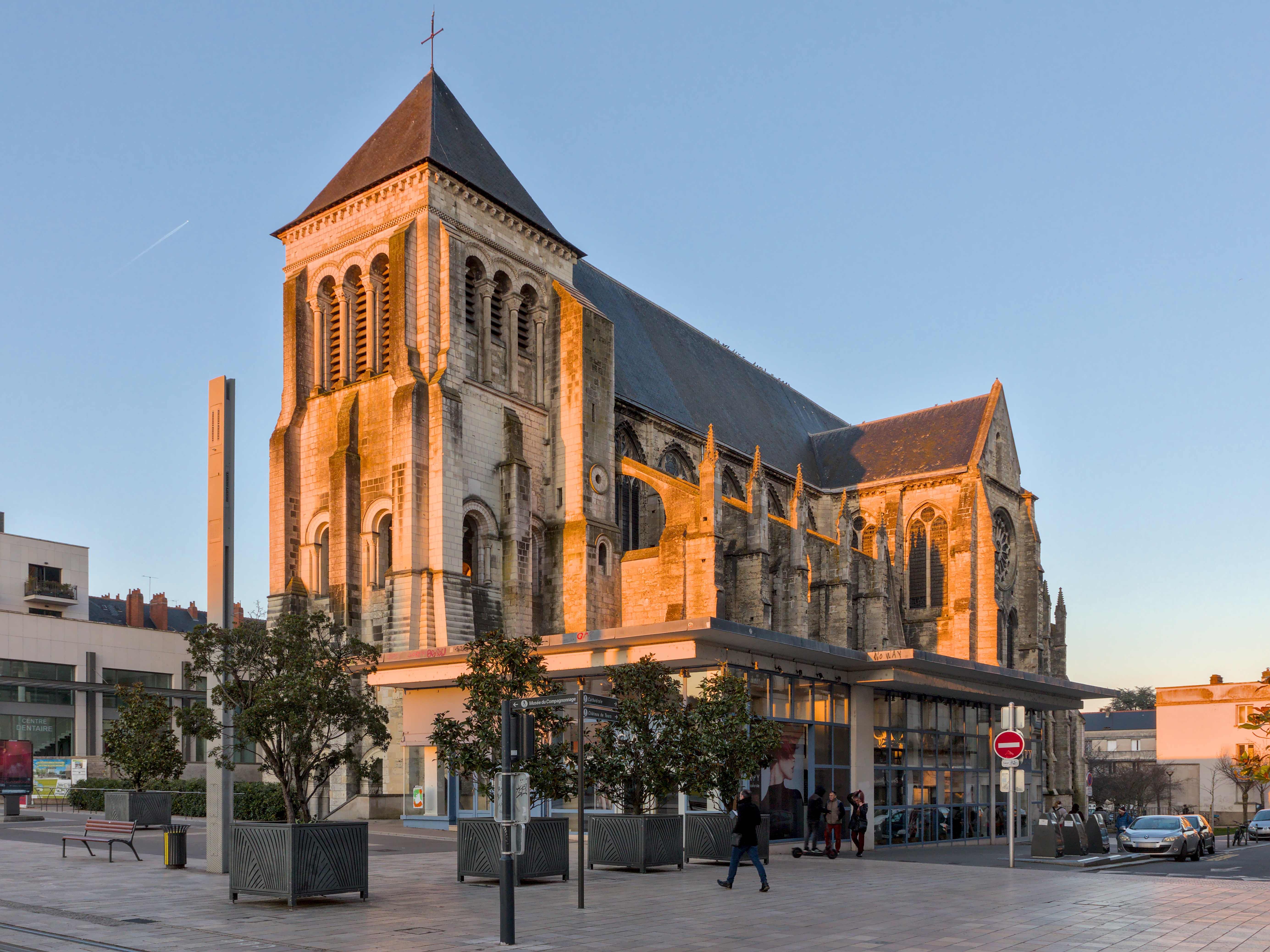
L'église Saint-Julien au coucher du soleil.

Outre l'ancienne abbaye Saint-Martin, deux grandes abbayes ont existé à Tours; des lieux de cultes y sont liés.
- l'église Saint-Julien, rue Nationale, qui est donc une ancienne abbatiale bénédictine dont l'origine remonte au VIe siècle mais dont la plus grande partie date du XIIIe siècle. Bien que très peu utilisée, elle est parfois exceptionnellement ouverte pour l'eucharistie.
- la chapelle de l'ancienne abbaye de Marmoutier, quai de Marmoutier, près de laquelle est installée l'Institution Marmoutier, un établissement catholique et privé, sous la tutelle de la Congrégation du Sacré-Cœur.

Il existe quatre couvents tourangeaux. Tout d'abord le couvent des clarisses, situé rue Pas Notre Dame ; le couvent dominicain, fondé en 1222, il est situé rue Palissy. Il y a aussi le couvent des sœurs dominicaines de la Présentation, fondé au début XVIIIe siècle par Marie Poussepin, il est situé quai Portillon dans La Grande Bretèche (c'est la "maison-mère" de la congrégation depuis 1813). Là bas, les sœurs œuvrent socialement pour les plus défavorisés et participent à l'édification humaine et spirituelle de ceux qui viennent à elles. Un couvent est situé rue de la Source, il s'agit du couvent des franciscaines servantes de Marie. Enfin le couvent des Petites Sœurs des Pauvres se tient boulevard Preuilly. Il y eut également un couvent d'Ursulines où entra, en 1631, Marie Guyart, dite la Bienheureuse Marie de l'Incarnation.
Un foyer de la Mission Étudiante est situé rue Delpérier. Il dispose de facilités destinées à permettre à des étudiants souhaitant s'investir davantage dans la communauté catholique locale. C'est aussi un lieu d'échanges, avec des prêtres et des laïcs, placé sous la responsabilité d'un aumônier.
L'oratoire de la Sainte Face a été érigé en 1876 dans la maison de Léon Papin Dupont, un homme pieux de l'époque. Relançant alors l'intérêt pour les pèlerinages relatifs à saint Martin, il a ainsi contribué au renouveau spirituel de la Touraine au milieu du XIXe siècle. Actuellement, ce sont les dominicains qui en ont la charge.

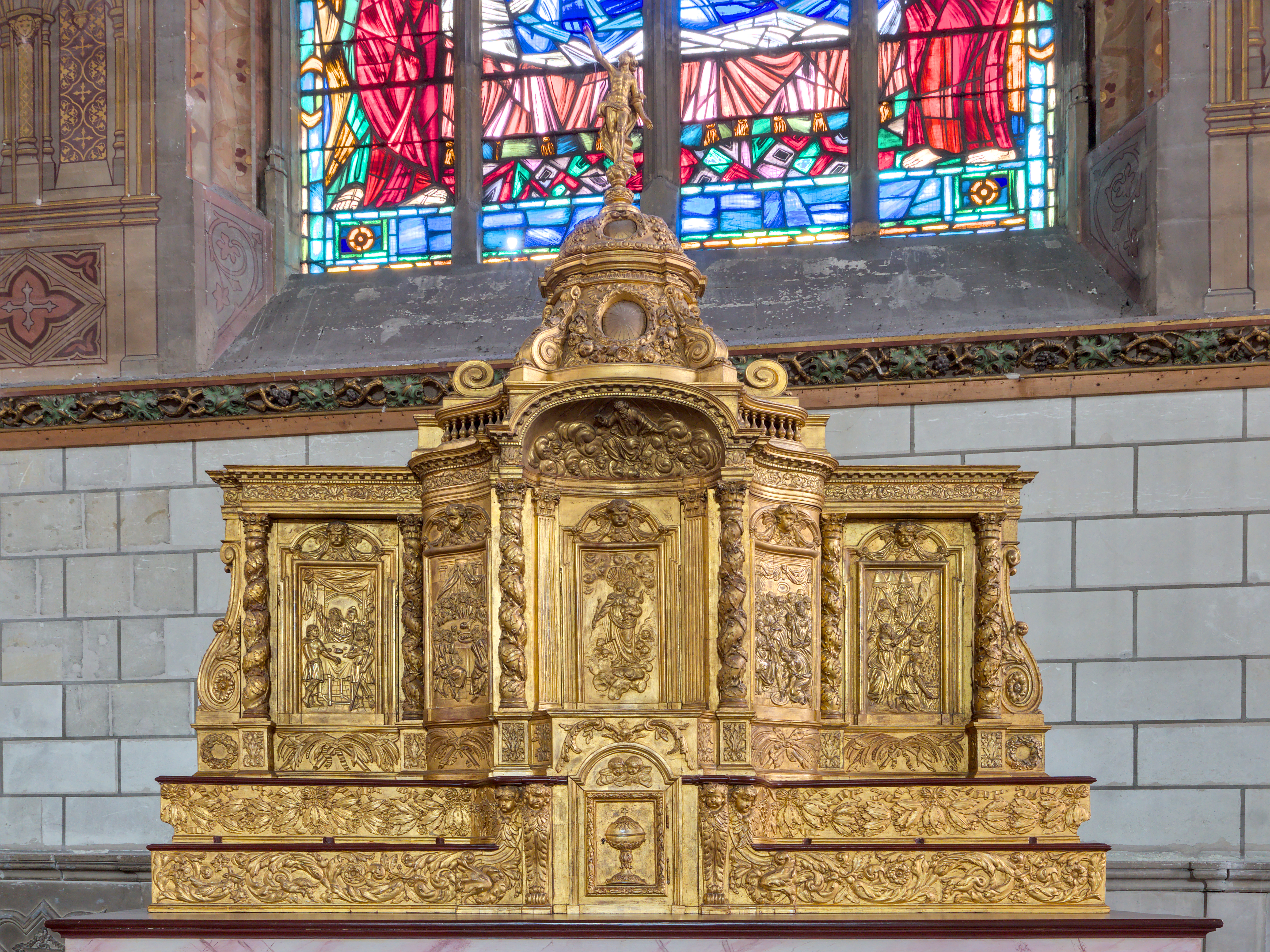
Tabernacle doré du XVIIe siècle dans l'église Notre-Dame-la-Riche.

De nombreuses églises sont réparties sur le territoire de Tours :
- l'église Notre-Dame-la-Riche, rue de Courteline ;
- l'églises Saint-Étienne, place Michelet ;
- l'église Sainte-Jeanne d'Arc, rue Roger Salengro, forment une même paroisse ;
- l'église Saint-Paul, place Saint Paul
- l'église de la Sainte Famille, rue beaujardin, composent la paroisse Saint-Luc ;
- l'église Saint-François de Paule, rue Marat
- l'église Sainte-Thérèse de l’Enfant-Jésus, rue Plat d'Étain forment la paroisse Saint-Jean de Beaumont ;
- l'église Notre-Dame de l'Europe, rue du Maine ;
- l'église Saint-Libert, clos Saint Libert ;
- l'église Saint-Jean de Montjoyeux, allée Laurence Berluchon ;
- l'église Saint-Éloi, place Saint-Éloi actuellement (archives historique municipales) qui appartiennent à des paroisses partagées avec des communes adjacentes à Tours ;
- l'église Christ Roi, avenue André Malraux ;
- l'église Bienheureux Charles Foucauld, Avenue Mozard ;
- l'église Saint-Jean de Beaumont, rue Stéphane Pitard ;
- l'église Saint-Saturnin, rue Littré ;
- l'église Saint-Symphorien, place Paul Bert ;
- l'église Sainte-Radegonde, rue Saint-Gatien ;
- l'église du Sacré Cœur, rue de la Fuye.

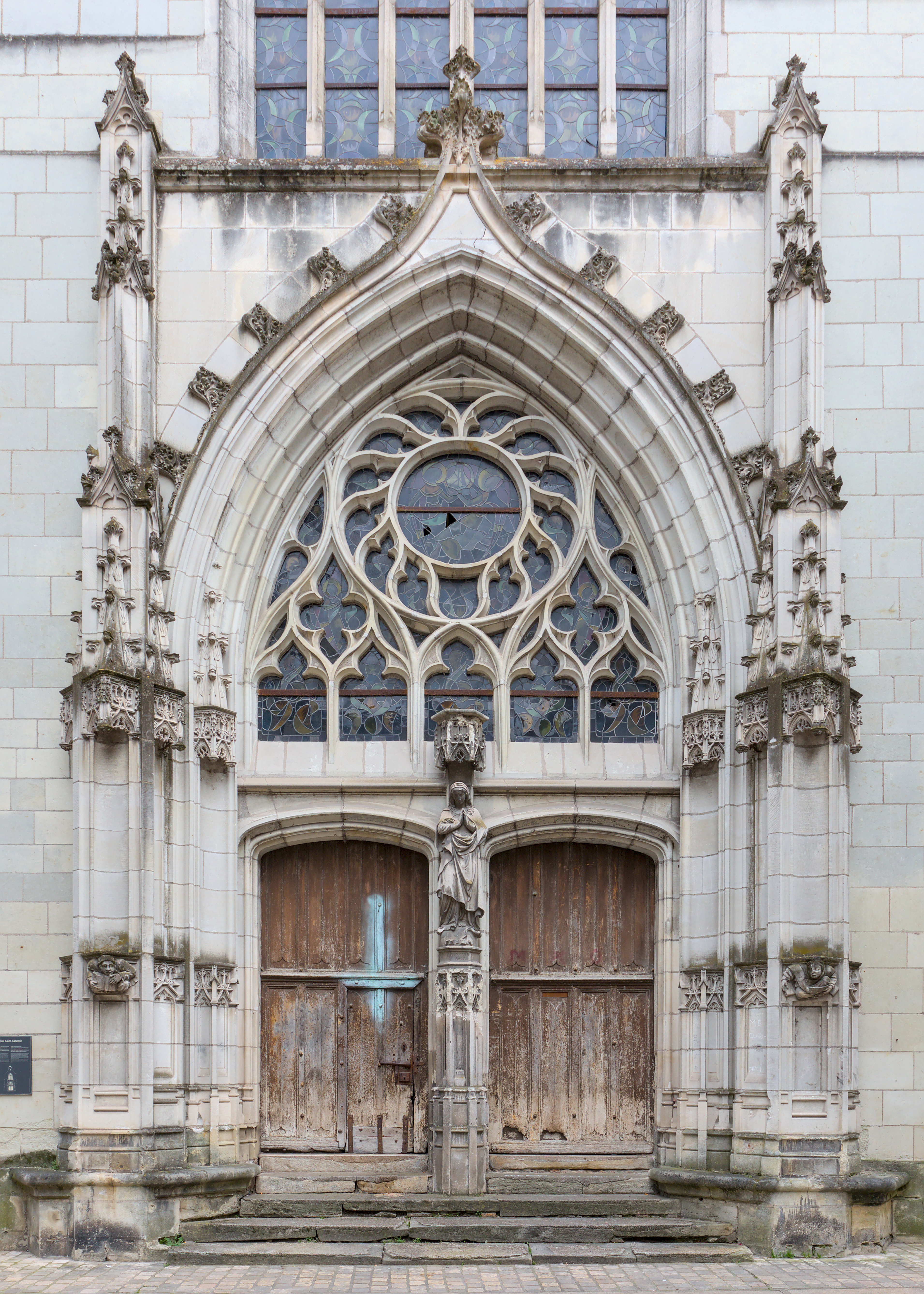
Portail de l'église Saint-Saturnin.

Célébration selon la forme tridentine du rite romain :
- l'église Saint-Pierre-Ville, rue Avisseau, mise à disposition[150] de la Fraternité sacerdotale Saint-Pierre.
- l'église Saint-Grégoire des Minimes, rue de la Préfecture, construite en 1627, desservie par la Fraternité sacerdotale Saint-Pie-X
- Chapelle Saint Michel-Archange, rue d'Amboise, relevant du sédévacantisme.

D'anciennes églises en vestiges, ruines ou désaffectées :
- l'église Sainte-Croix, rue du Châteauneuf ;
- l'église Saint-Denis, place du Châteauneuf ;
- l'ancienne église Saint-Jean de Beaumont, rue Walvein ;
- l'église Saint-Pierre Puellier, place Plumereau ;
- la tour de l'Horloge, rue des Halles ;
- la tour Charlemagne, rue Descartes ;
- l'église Saint-François, rue Berthelot.

Enfin de nombreuses chapelles:
- la chapelle Saint-Jean, rue Rapin ;
- la chapelle de la caserne Beaumont, rue du Capitaine Pougnon ;
- la chapelle des Ursulines (actuellement conservatoire), rue des Ursulines ;
- la chapelle de la maison diocésaine, rue des Ursulines, avec chapelle dans les jardins ;
- la chapelle de la bibliothèque musicale, rue des Ursulines ;
- la chapelle des Sœurs Dominicaines, quai du Portillon ;
- la chapelle des capucins des Frères Mineurs, rue de la Pierre ;
- la chapelle de l'hospice de la Charité, boulevard Tonnellé ;
- la chapelle de la maison canoniale, rue Manceau ;
- la chapelle Saint-Lazare de la maladerie, rue Blaise Pascal ;
- la chapelle Saint-Libert, avenue André Malraux ;
- la chapelle Saint-Martin, rue du Petit Saint-Martin ;
- la chapelle Saint-Martin, rue de la Chapelle (moderne) ;
- la chapelle Saint-Michel, rue Petit Pré ;
- la chapelle Sainte-Ursule, rue Émile Zola ;
- la chapelle des Clarisses, rue Pas Notre-Dame ;
- la chapelle de l'ogec, rue Camp de Molle ;
- la chapelle de l'institut Saint-Martin rue Néricault Destouches.

##### Orthodoxe etchrétiens d'Orient
- La communauté orthodoxe dispose de trois paroisses
- L'église Saint-Grégoire-de-Tours, 15 rue Simier rattachée au patriarcat d'Antioche
- la paroisse orthodoxe Saint-Martin-le-Miséricordieux, rue Eupatoria
- L'église Saint-Nectaire-d'Égine, rue Meusnier rattachée au Patriarcat de Roumanie.
- Communauté[151] de l'Église catholique syriaque originaire d'Irak.

##### Protestantisme
- Tours possède un temple, rue de la Préfecture, affilié à l'Église Réformée de France. La ville est aussi le siège de la région Ouest de l'Église Réformée de France.
- Le temple protestant, rue du docteur Ledouble.
- Plusieurs églises évangéliques y sont présentes également. Parmi ces églises évangéliques, on dénombre deux églises du courant baptiste et deux églises du courant pentecôtiste[152].
- L'église adventiste du septième jour, rue Léon Boyer
- L'église, évangélique baptiste, rue Lakanal
- L'église évangélique ciel ouvert, place Guido Arezzo
- L'église évangélique protestante, rue de Narvik.
- L'église évangélique protestante, rue George Sand.

#### Judaïsme

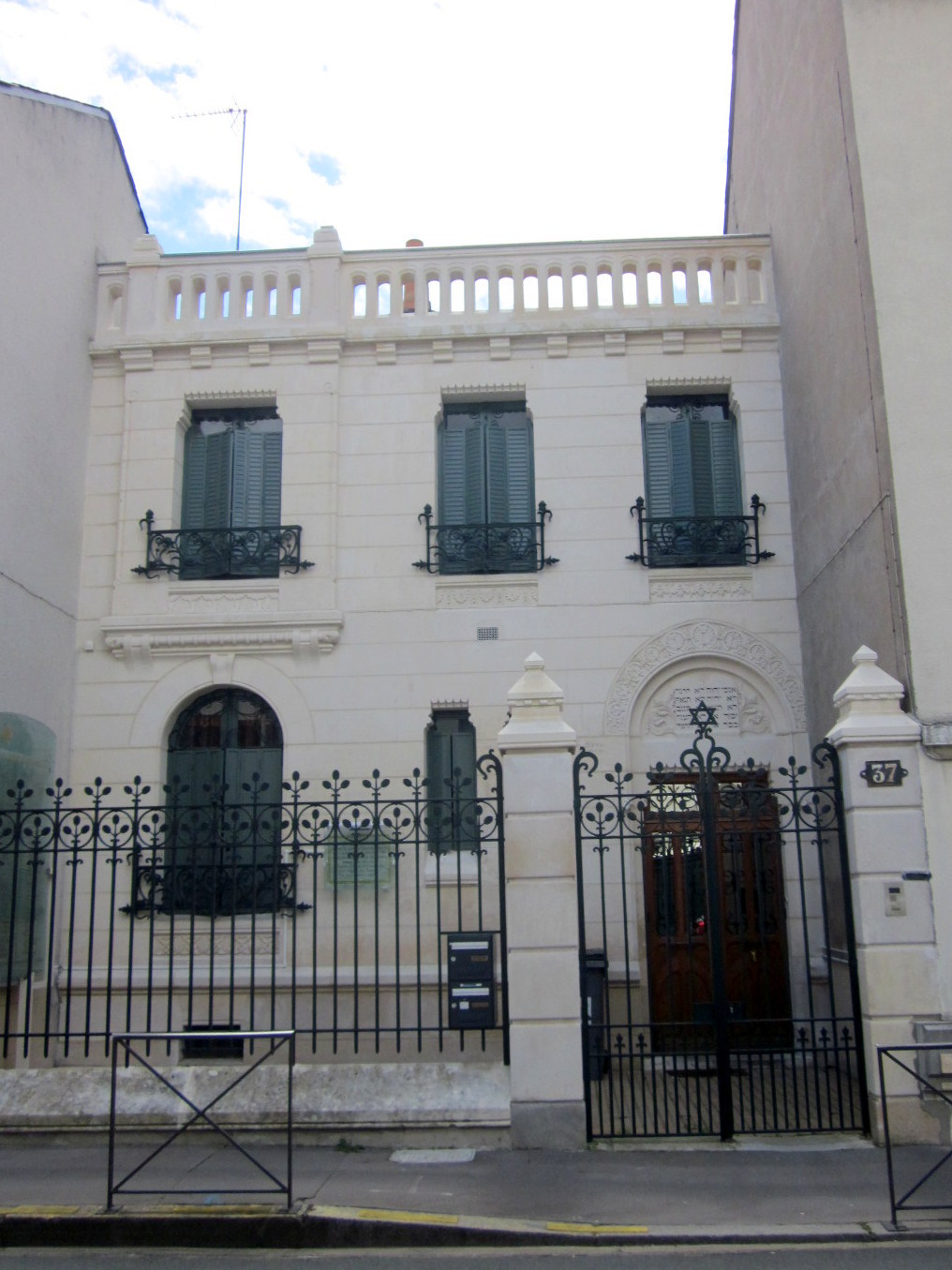
L'entrée de la Synagogue de Tours.

La communauté juive célèbre le culte israélite selon le rite séfarade à la synagogue de Tours, rue Parmentier. La ville possède également ainsi une antenne régionale du CRIF.

#### Islam
La ville compte trois lieux de culte musulman qui sont des salles de prières. Une grande mosquée à Tours est actuellement en construction dans le quartier du Menneton, au sud de la ville.

#### Bouddhisme
Tours possède un centre Zen Josen affilié à l'Association Zen internationale et un centre KTT (Karma Teksoum Tcheuling), centre de méditation et d'étude du bouddhisme tibétain.

#### Culte antoiniste
Un temple du culte antoiniste, dédicacé le 21 août 1921, est situé 75 rue d'Amboise,.

#### Autre
- Salle du royaume des témoins de jehovah, rue de la Tour d'Auvergne.

### Médias

#### Presse locale
Écrite :
- - La Nouvelle République du Centre-Ouest est un quotidien local qui parait du lundi au dimanche. Le siège est place de Verdun.
  - 37 degrés (magazine culturel)
  - La Tribune de Tours (journal hebdomadaire gratuit)
  - Tours Madame
  - PROG! Agenda des sorties Tours et agglo (mensuel gratuit sur la culture et les sorties)
  - Le ptit Zappeur (magazine TV gratuit bihebdomadaire)
  - TMV (journal hebdomadaire gratuit Groupe NRCO)
  - Ailleursmag (magazine gratuit mensuel)
  - Tours&Moi (magazine municipal gratuit mensuel)
  - Tour(s)plus le mag (magazine de l'agglo gratuit trimensuel)
  - Le Canard du coin (journal bimestriel d'enquêtes politiques et sociales)
  - Les Bons Plans de Tours (magazine bihebdomadaire gratuit)
  - Tourang'l (magazine féminin de la Touraine).
  - Oazar[157] (magazine culture et gastronomie depuis 2012)

#### Télévisuelle
- - TV Tours Val de Loire est la télévision locale de Tours (sur le canal Hertzien 37), ses studios sont installés place Verdun, au sein des locaux de la Nouvelle République.
  - France 3 Tours implantée place des Halles de Tours, est le premier décrochage info de dimension locale créé par la chaîne en 1989. M6 lui emboîtait le pas pour le premier décrochage info local de la chaîne dans le courant de la même année, mais l'expérience se termina en 2007.

#### Radio
Les radios locales tourangelles :
- - 87.7 NRJ Tours : réseau national ayant un studio à Saint-Avertin.
  - 88.2 RTL2 Touraine : réseau national émettant un programme local sur l'Indre-et-Loire.
  - 89.3 CITERADIO : radio associative locale
  - 90.1 Alouette : grande radio locale des régions Poitou-Charentes, Centre-Val de Loire, Limousin et Pays de la Loire. Ses studios se trouvent aux Herbiers, en Vendée.
  - 90.9 Radio Antenne Portugaise : radio associative basée à Ballan-Miré, elle est la radio de la communauté portugaise tourangelle.
  - 91.6 Chérie Centre-Val de Loire : réseau national ayant des studios à Saint-Avertin (même groupe qu'NRJ). Elle émet son programme local à Tours, Orléans et Blois.
  - 93.6 Radio Béton : radio associative née en 1986, membre de la Férarock.
  - 95.6 Forum : grande radio locale des régions Centre-Val de Loire, Poitou-Charentes et Limousin.
  - 96.1 Virgin Radio Tours : réseau national émettant un décrochage local à Tours et quelques villes en Centre-Val de Loire.
  - 98.7 France Bleu Touraine : radio locale publique. Elle émet aussi sur 105.0 sur tout le département d'Indre-et-Loire grâce au site TDF de Chissay-en-Touraine, en Loir-et-Cher (où émettent aussi les chaînes de la TNT).
  - 99.5 Radio Campus Tours, radio associative jeune, basée sur l'actualité culturelle, politique et musicale.
  - 100.4 RCF Touraine Saint-Martin : radio locale appartenant au réseau national RCF.
  - 101.0 RFL 101 : radio associative basée à Luynes.
  - 101.7 Vibration : grande radio régionale basée à Orléans, elle appartient au groupe 1981, tout comme Forum.
  - Radio Antigone : radio associative émettant en numérique sur les bassins de Tours, Bourges et la Sologne.

## Économie

### Entreprises et commerces
|  | Employeur                              | Nombre de salariés | Ville(s)                                         | Domaine                                                           |
|  | -------------------------------------- | ------------------ | ------------------------------------------------ | ----------------------------------------------------------------- |
|  | CHRU de Tours                          | 8 007              | Tours                                            | Santé et soins médicaux : Hôpital régional                        |
|  | SNCF                                   | 3 641              | Tours et Saint-Pierre-dès-Corps                  | Transport ferroviaire et établissement de maintenance du matériel |
|  | Ville de Tours                         | 2 897              | Tours                                            | Collectivité territoriale : commune                               |
|  | Conseil départemental d'Indre-et-Loire | 2 832              | Tours                                            | Collectivité territoriale : département                           |
|  | Université de Tours                    | 2 455              | Tours                                            | Enseignement supérieur                                            |
|  | Électricité de France                  | 1500               | Tours / Saint-Avertin                            | Nucléaire, fournisseur d'énergie                                  |
|  | STMicroelectronics                     | 1 443              | Tours                                            | Fabricant de semi-conducteurs                                     |
|  | Auchan                                 | 1 210              | Tours / Chambray-lès-Tours / Saint-Cyr-sur-Loire | Grande Distribution                                               |
|  | Orange                                 | 778                | Tours                                            | Télécommunications                                                |
|  | Fil bleu                               | 640                | Tours et Saint-Pierre-dès-Corps                  | Réseau de transport en commun                                     |
|  | La Nouvelle République                 | 502                | Tours                                            | Presse quotidienne régionale                                      |
|  | Bouygues Télécom                       | 429                | Tours                                            | Opérateur téléphonique                                            |
|  | Tours Métropole Val de Loire           | 421                | Tours                                            | Collectivité territoriale : métropole                             |
|  | Sanofi Winthrop Industrie              | 330                | Tours                                            | Fabricant de produits pharmaceutiques                             |
|  | Banque populaire Val de France         | 400                | Tours                                            | Banque et assurances                                              |
|  | Fidelia Assistance                     | 400                | Tours                                            | Société d'Assistance                                              |

## Culture locale et patrimoine

### Lieux et monuments

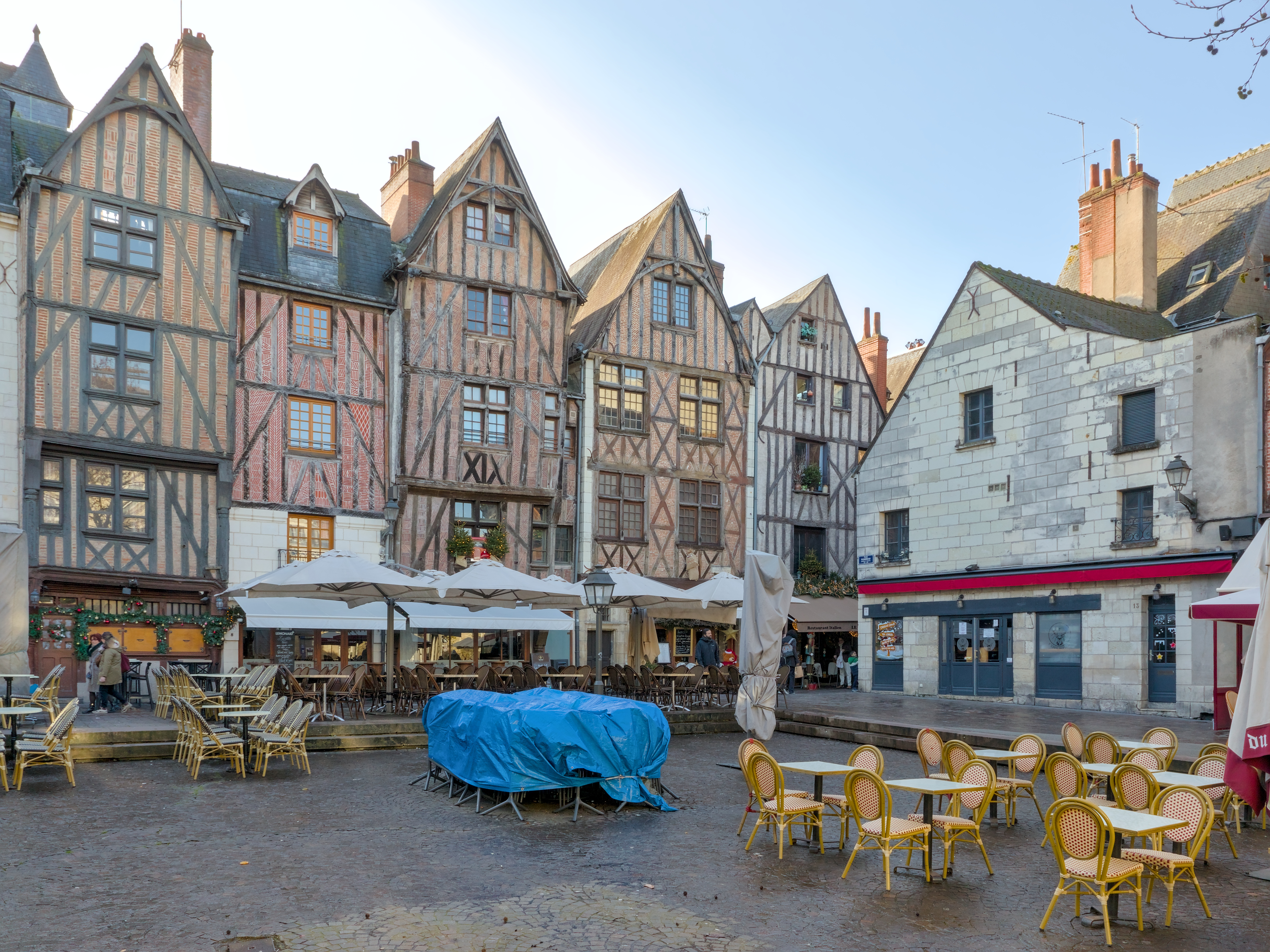
La place Plumereau, un ensemble exceptionnel de maisons médiévales à pans de bois dans le Vieux-Tours.

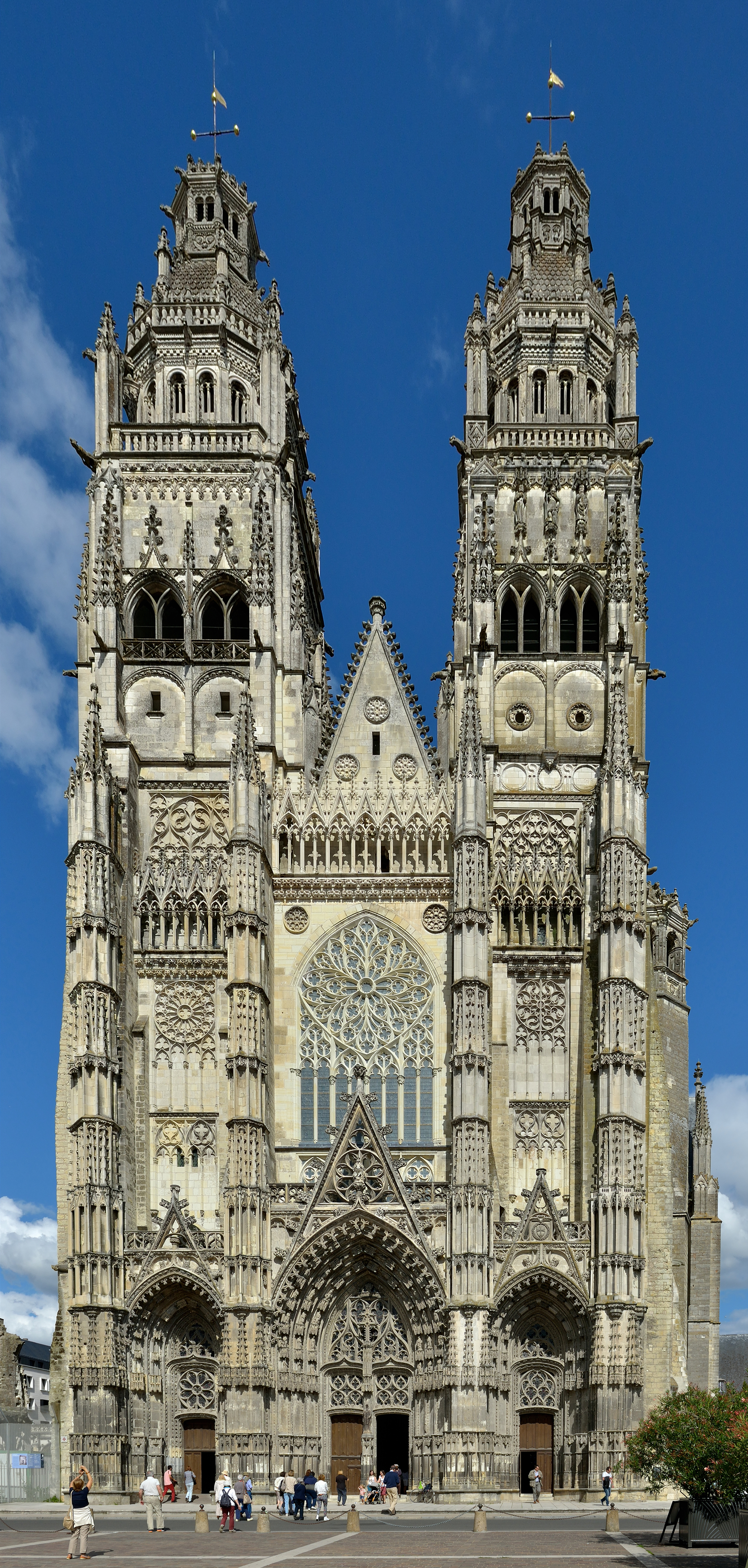
La cathédrale Saint-Gatien.

La ville de Tours est classée ville d'art et d'histoire. De manière anecdotique, Tours est parfois appelée « le petit Paris » par les étrangers, peut-être du fait de son histoire, de l'aménagement des boulevards de l'hypercentre et de l'architecture de certains monuments du centre historique.[réf. nécessaire]
Malgré les bombardements, et l'incendie du centre-ville en juin 1940, la ville de Tours conserve un patrimoine historique de premier plan. Plus de 160 monuments inscrits ou classées, 10 sites classées ou inscrits et un secteur sauvegardé de 150 hectares donc plusieurs ensembles architecturaux comprenant près de deux mille maisons médiévales,, principalement à pan de bois, donc le trait le plus remarquable du XVe, XVIe et XVIIe siècles, est le système de distribution par galeries ouvertes et escaliers ouverts dans les cours, traités encore totalement en bois, et formant un style standardisé et unique en France à cette échelle dans le Vieux-Tours. Le centre historique de la ville devient lauréat du palmarès Procos des grandes agglomérations pour l’année 2018,avec plus de 900 commerces, le cœur historique et marchand de la ville rayonne sur tout un bassin de consommation de plus de 600 000 habitants. L ’hyper-centre compte un nombre très élevé de points de vente au regard du nombre d’habitants. La ville rejoint le rang des grandes métropoles françaises pour renforcer son attractivité des centres-villes marchands les plus dynamiques dans la catégorie des grandes agglomérations. le vieux tours profite d’une attractivité de tradition d’arts et d’histoire et représente une destination majeure de la Touraine, avec plus de un million de visiteurs.
Le centre historique de Tours est l'un des mieux conservés de France et possède une grande quantité d'édifices de qualité, souvent en rapport avec le développement économique de cette ville qui fut une capitale religieuse avant de devenir capitale royale. Les quartiers anciens de Tours sont parsemés de maisons et d'hôtels particuliers qui offrent divers aspects de la construction médiévale. On note de très nombreuses constructions en pierre, plus rarement en brique mais surtout à pans de bois, mais bien des maisons de la ville ancienne posent des problèmes de datation du fait de l'ajout de façade sur rue plus moderne sur une base ancienne. La plupart des monuments historiques sont concentrés dans ses quartiers historiques à proximité de l'axe ouest-est formé par les rues Georges Courteline, du Grand-Marché, du Commerce, Colbert, Albert Thomas et Blanqui). La place Plumereau regroupe de nombreuses constructions de la fin du Moyen-Âge.
À la fin du XIXe siècle, l'architecte tourangeau Victor Laloux est à l'origine de plusieurs constructions emblématiques : la basilique Saint-Martin, édifiée dans un style néo-byzantin en remplacement de l'ancienne collégiale Saint-Martin, l'hôtel de ville et la gare de Tours.
Le patrimoine architectural de la ville de Tours peut se diviser en trois groupes : le patrimoine religieux, militaire et civil.

#### Patrimoine religieux
Le patrimoine religieux représentait plus de 70 églises et chapelles dont il ne reste aujourd'hui qu'une partie. Des 7 principaux établissements religieux, seuls sont conservés la cathédrale Saint-Gatien (XIIe au XVIe siècle, dont le premier état remonte au IVe siècle, siège de l'archevêque de Tours et cœur de la province ecclésiastique de Tours) et son quartier canonial (dont le palais des Archevêques, actuel musée des Beaux-Arts de Tours), l'abbaye de Saint-Julien (ancienne abbaye bénédictine dont l'origine remonte au VIe siècle), une grande partie du prieuré de Saint-Cosme et deux tours (la tour Charlemagne et la tour de l'Horloge), un cloitre et le quartier canonial de la basilique Saint-Martin. Il ne reste presque rien de l'abbaye de Marmoutier (fondée au IVe siècle par saint Martin, évêque de Tours, aujourd'hui un collège-lycée privé), de l'abbaye de Beaumont et du couvent des grands minimes du Plessis. Des quatre couvents mendiants du XIIIe siècle et XIVe siècle, il ne reste presque rien des Jacobins, des Cordeliers et des Augustins : seule reste l'église Saint-Saturnin (XVe siècle), vestige du couvent des Carmes.
Les églises disparues sont les Feuillants, les Capucins, les Visitandines, les Carmélites, l'hôtel-Dieu, le couvent des Capucines, le Prieuré Saint-Sauveur, Le Couvent Notre-Dame de la Charité du Refuge, le Grand Séminaire Saint-Charles, Saint-Vincent, Saint-Saturnin, Saint-Hilaire, Saint-Jean-Descous, Saint-Clément, Saint-Simple, Notre-Dame-de-l'Éclignole, le prieuré Saint-Loup, Saint-Pierre-du-Boille, Église Saint-François , Saint-Étienne, Saint-Venant, Saint-Michel-de-la-Guerche, Saint-Martin-de-la-Bazoche, Saint-Pierre-du-Chardonnet, la Sainte-Chapelle, Saint-Jean du Plessis-lez-Tours, Saint-Marthias, la chapelle Saint-André, la chapelle Notre-Dame-de-Pitié, la chapelle de Rougemont, l'église Saint-Benoit, l'église Saint-Jacques, l'église Saint-Aubin, le couvent de la Madeleine, la chapelle royale du château de Tours, le couvent des Calvairiennes.
Les églises conservées sont, outre celles citées précédemment, l'église Saint-Denis, l'église Notre-Dame-la-Riche, l'église Sainte-Croix, l'église Saint-Symphorien, l'église Saint-Jean de Beaumont, l’église Saint-Pierre-des-Corps, l’église Sainte-Radegonde, le prieuré Saint-Éloi (ou prioratus S. Jacobi de Ulmo Roberti, mentionné dès le Xe siècle, et dont la chapelle (fin du XIIe) est actuellement le siège des archives municipales de Tours), le prieuré Sainte-Anne, la chapelle du Petit-Saint-Martin, la chapelle Saint-Libert, la chapelle Saint-Roch, l'église Saint-Grégoire des Minimes, la Chapelle des Filles de l'Union Chrétienne, la chapelle Saint-Jean, le couvent des Ursulines, le couvent des Récollets, la maladrerie Saint-Lazare, la chapelle Saint-Médard, la chapelle Saint-Michel, la chapelle des Sept-Dormants, Saint-Nicolas-des-quatre-coins, la chapelle de Beaune-Semblancay, la chapelle de Jean Briçonnet et il reste une partie de Saint-Pierre-le-Puellier et Saint-Pierre-et-Saint-Paul, Saint-Gervais-et-Saint-Portais.
La synagogue de Tours date de 1907.

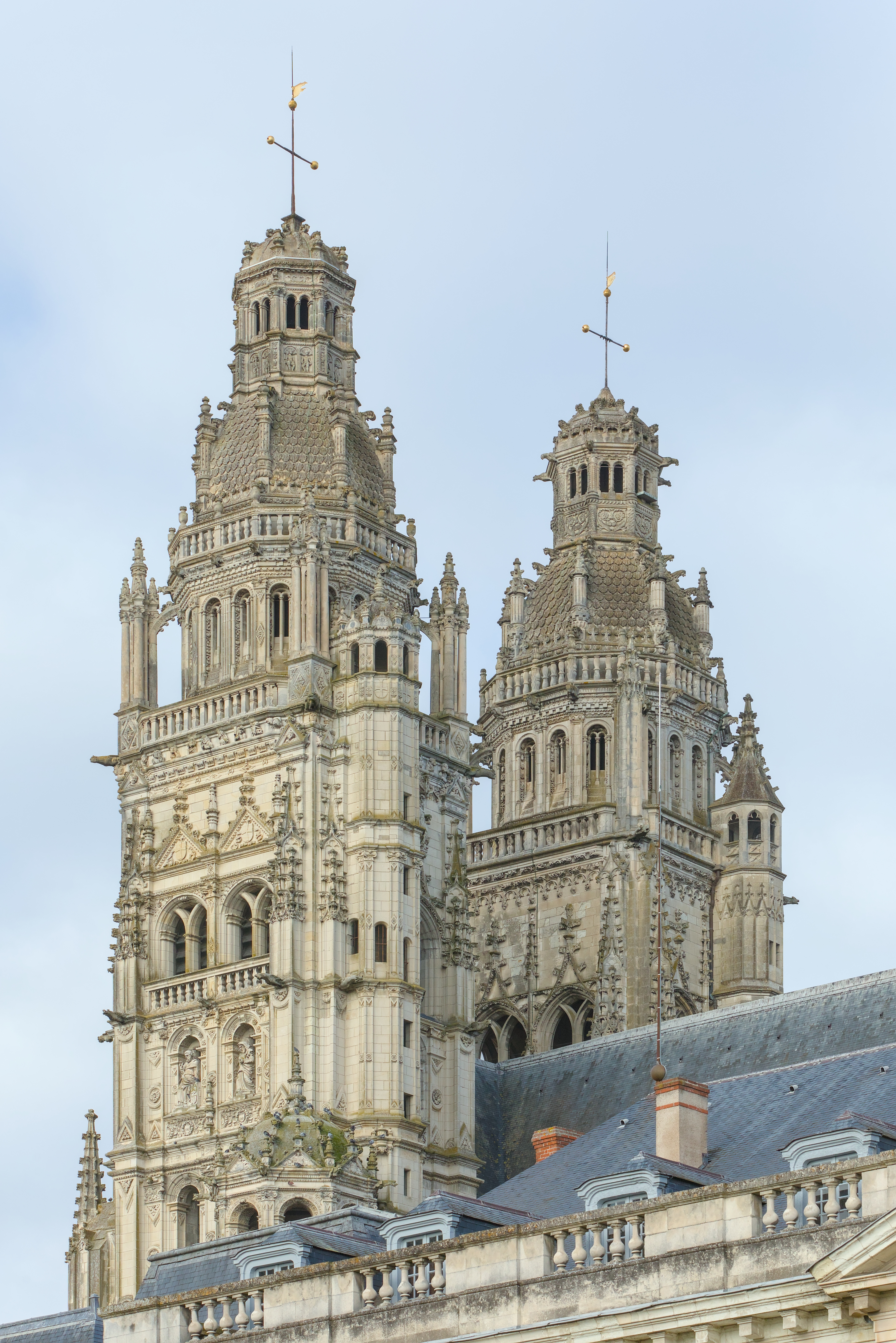
Les tours de la cathédrale Saint-Gatien.
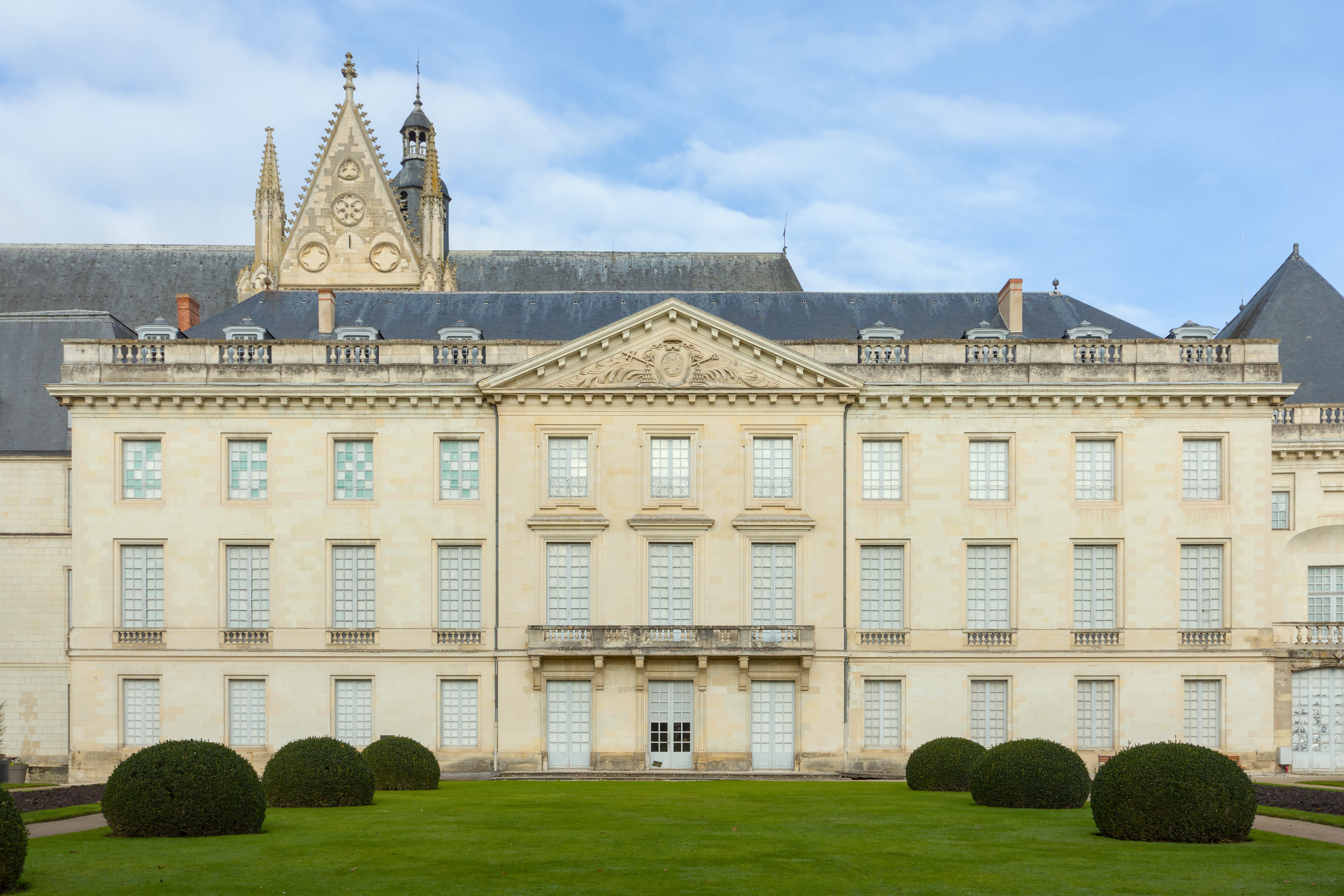
Le Palais des Archevêques, actuel musée des Beaux-Arts.
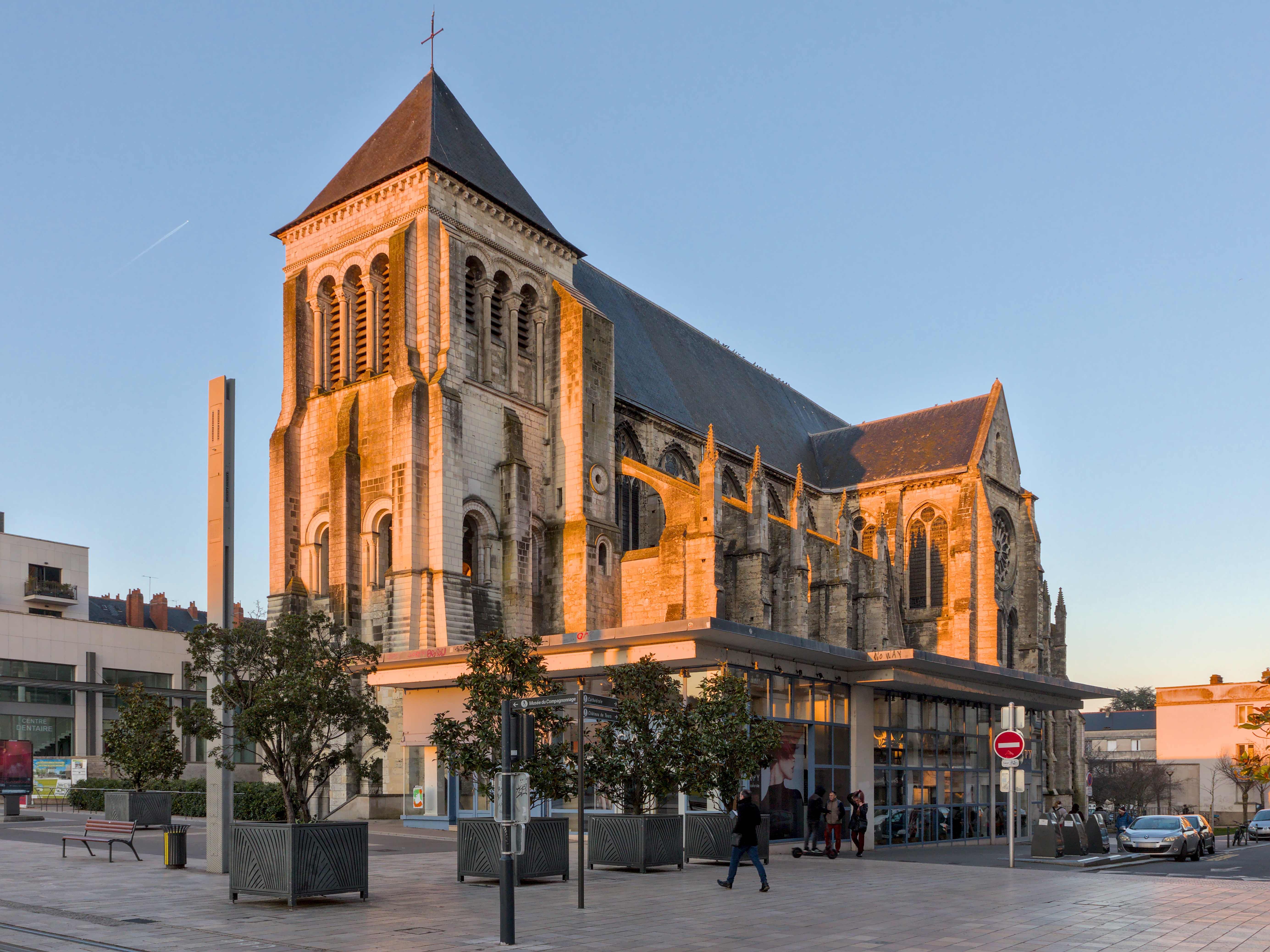
L'église Saint-Julien.
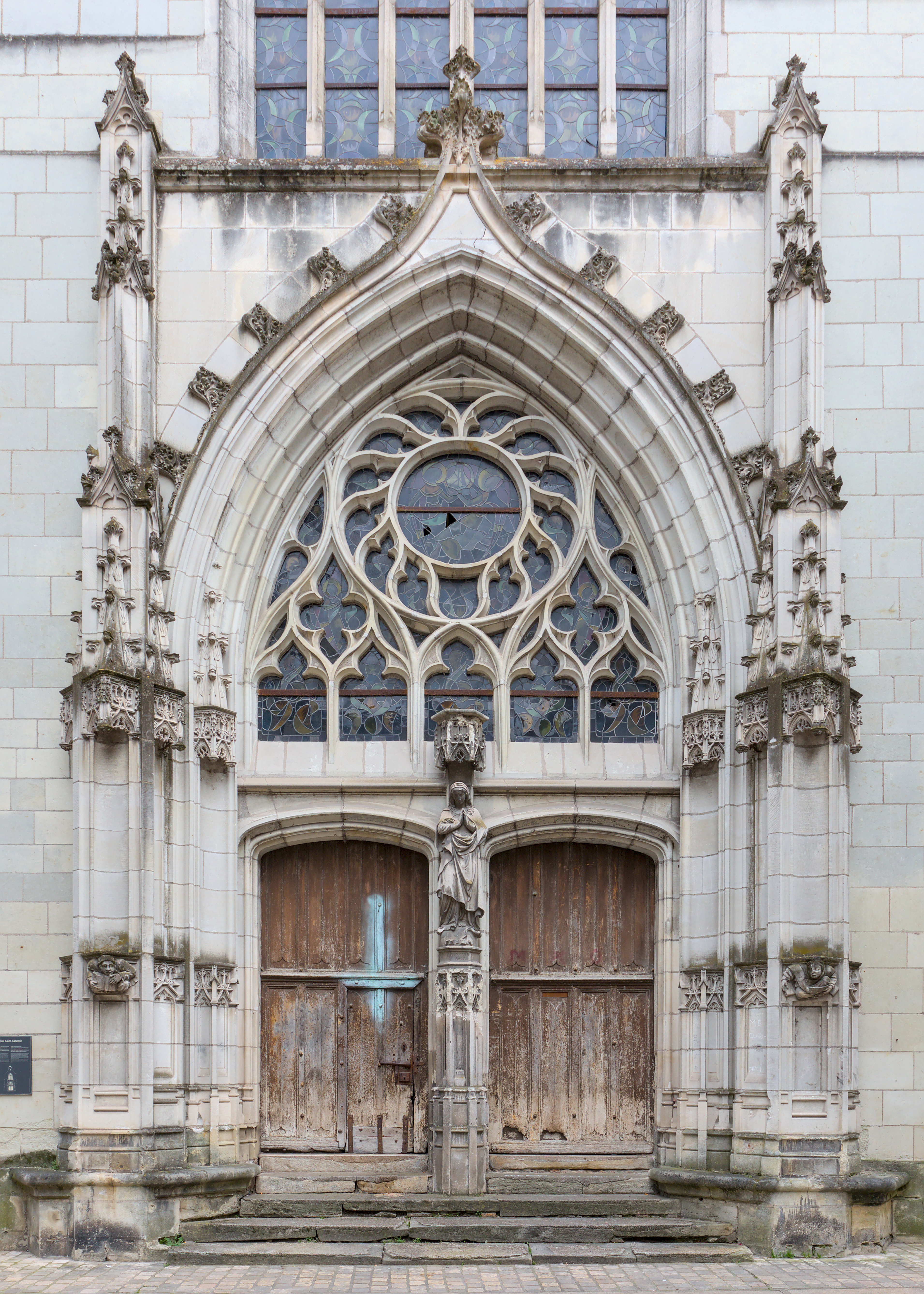
Le portail de l'église Saint-Saturnin.
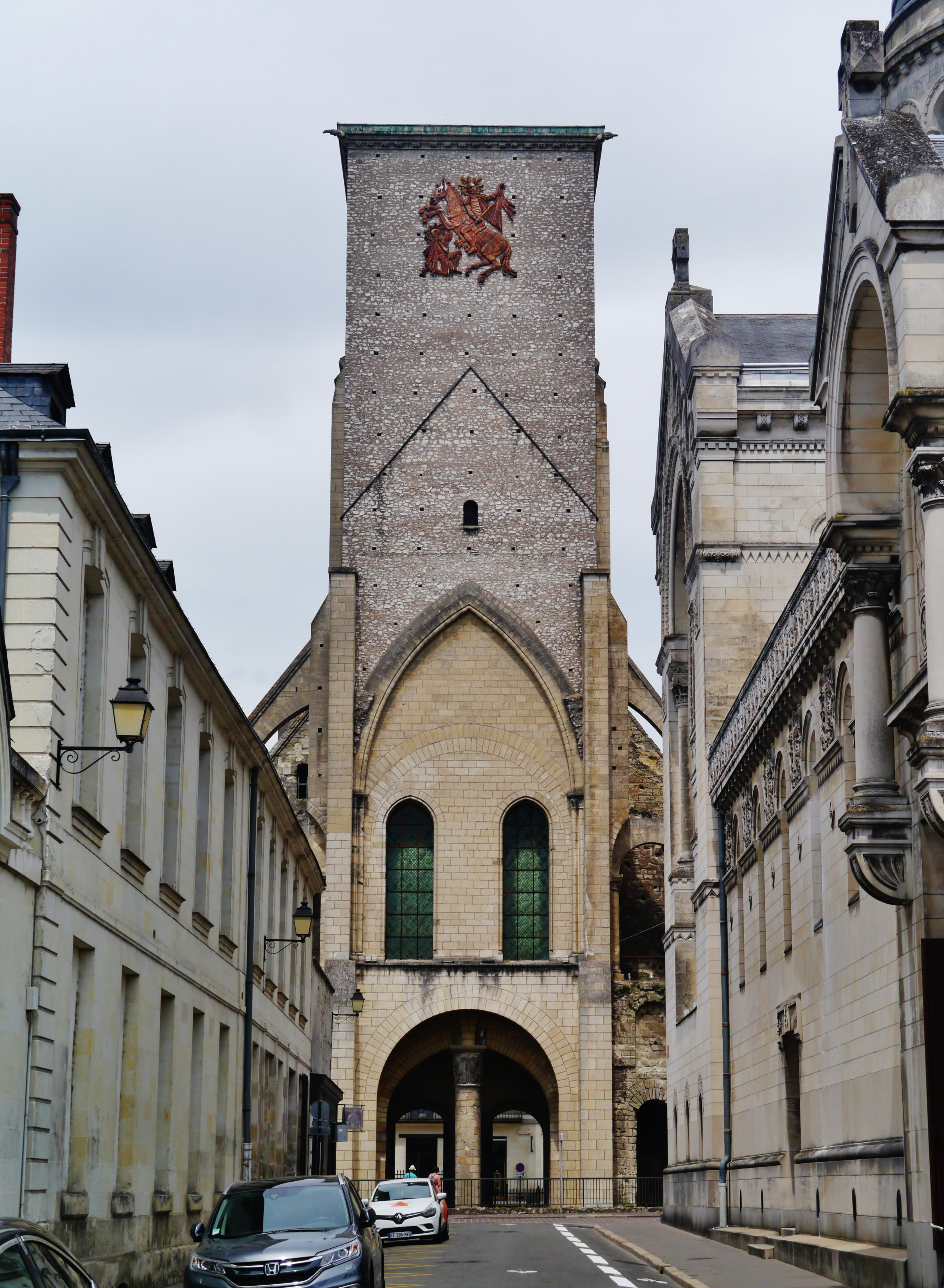
La tour Charlemagne, vestige de l'ancienne basilique Saint-Martin.
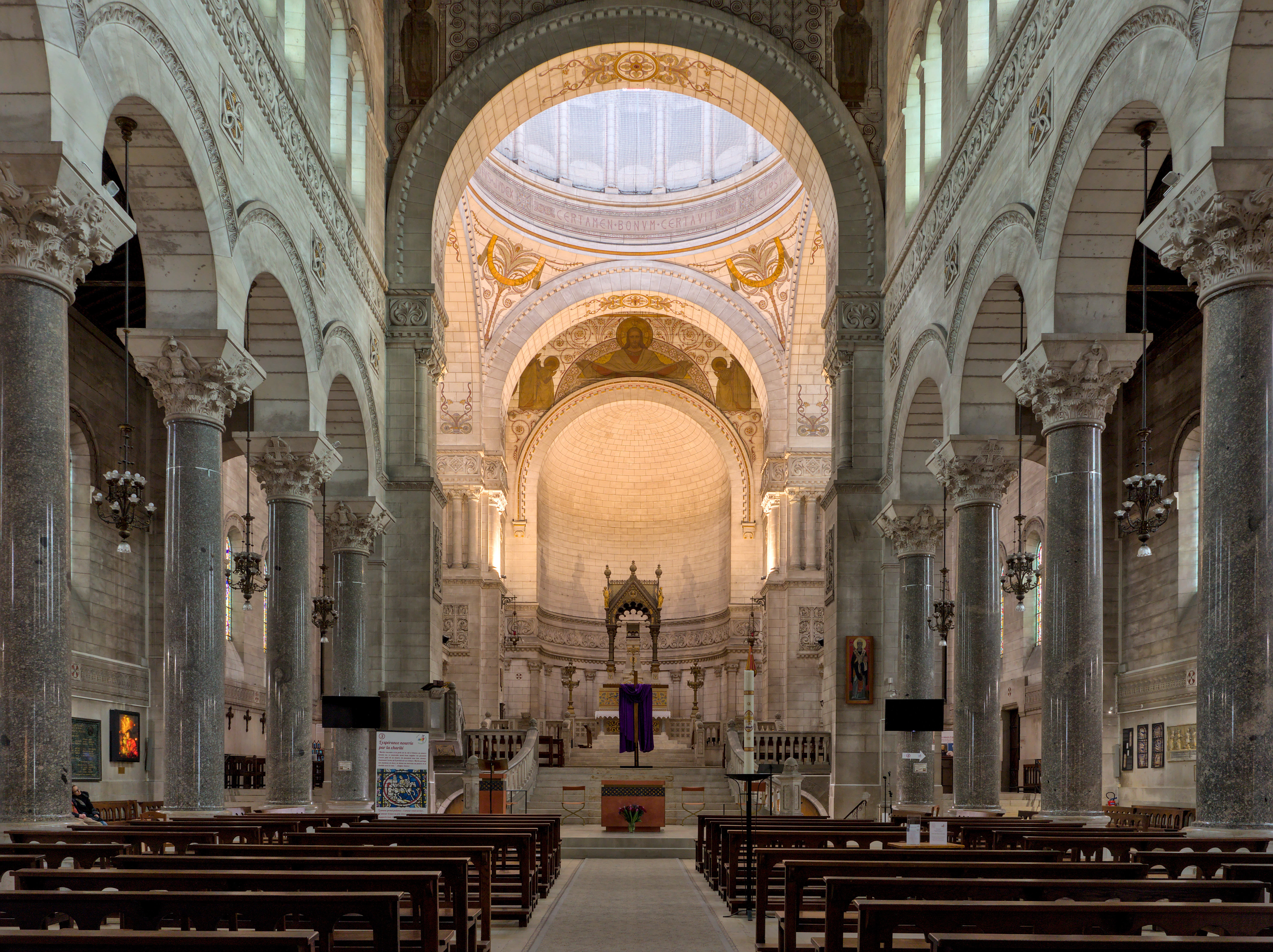
La nef de l'actuelle basilique Saint-Martin, reconstruite au XIXe siècle dans un style néo-byzantin.
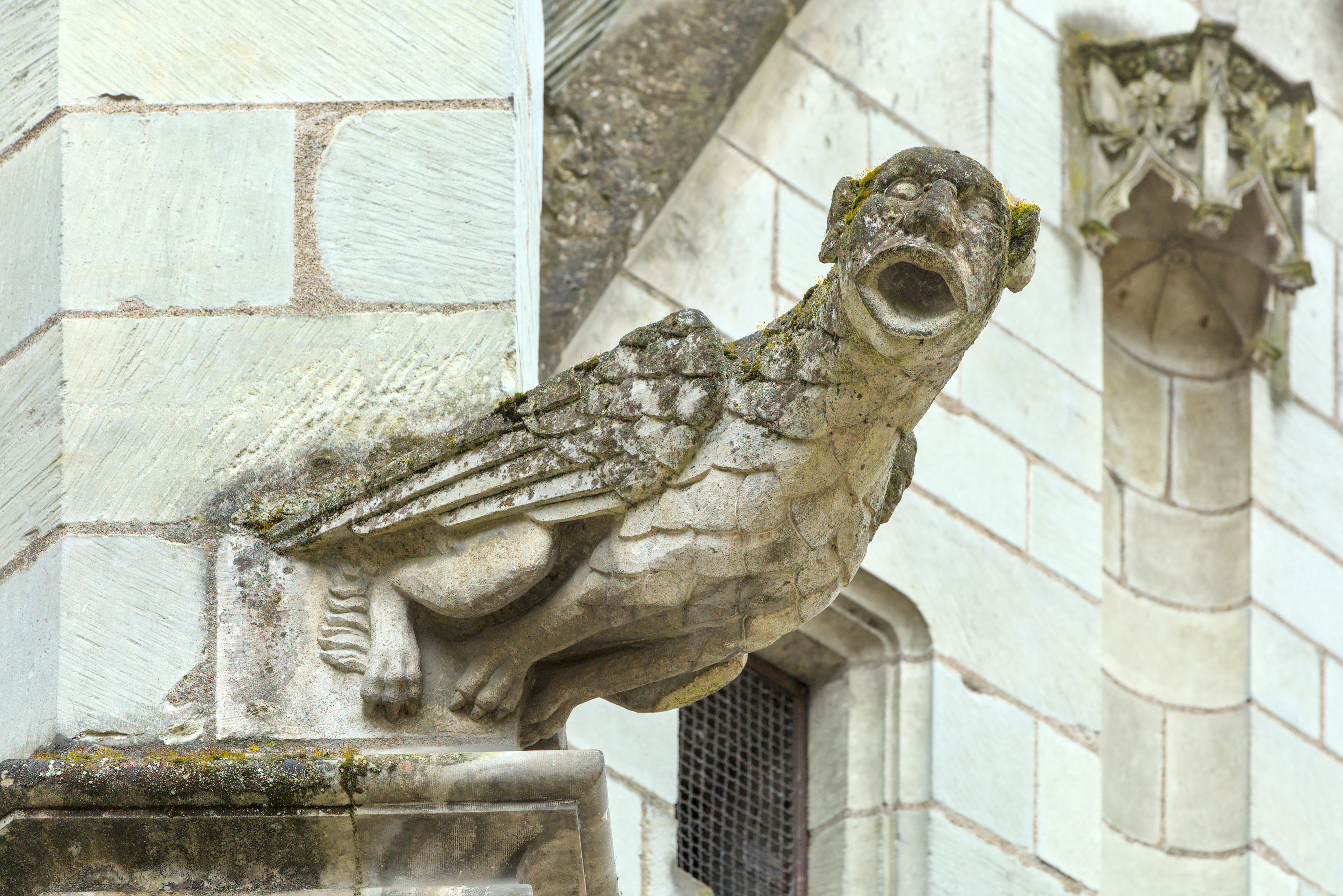
Gargouille sur la façade de l'église Notre-Dame-la-Riche.

#### Patrimoine militaire

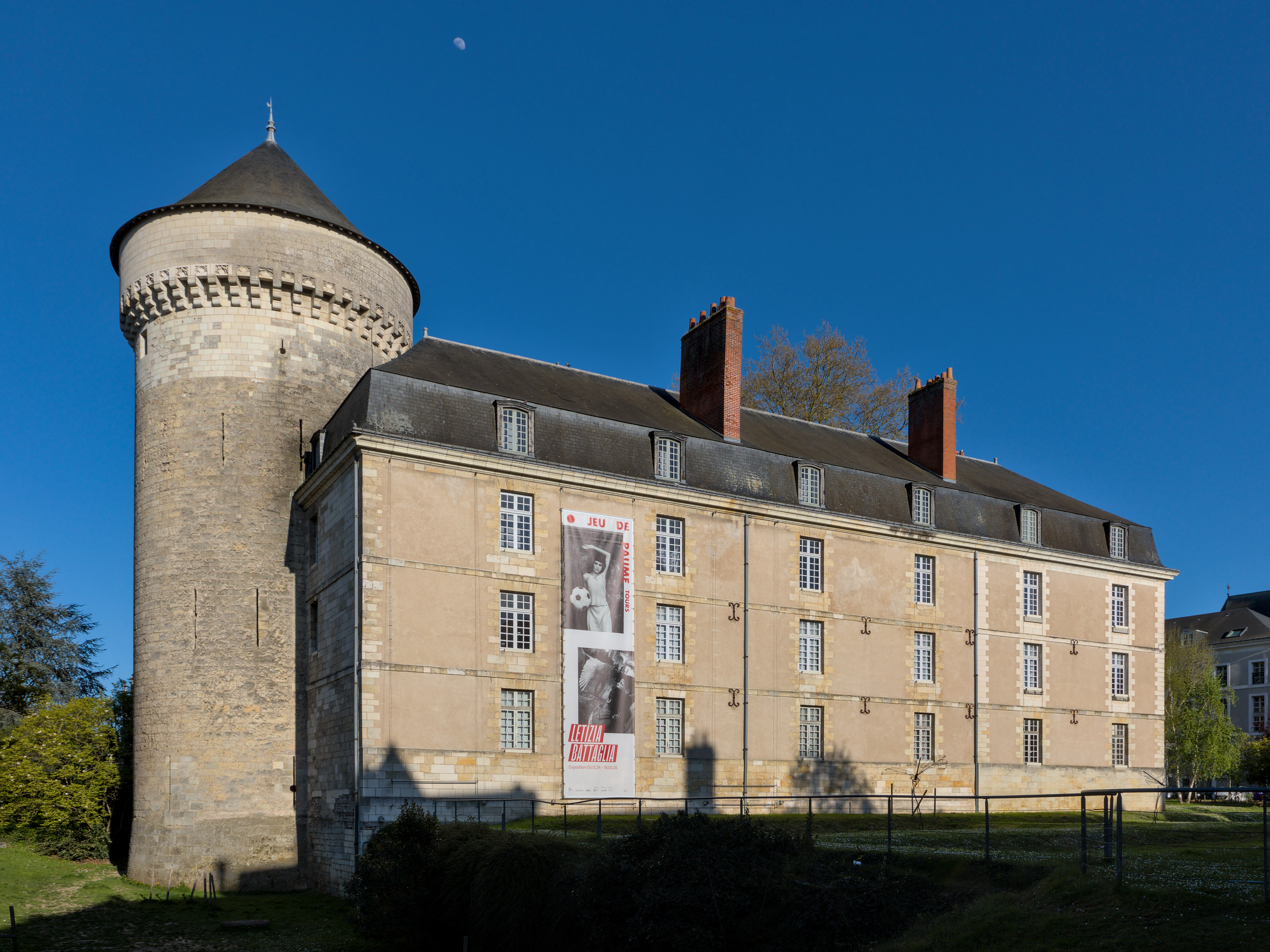
Le château de Tours.

Le patrimoine militaire comportait quatre enceintes successives et trois châteaux dont il reste encore aujourd'hui des vestiges bien visibles.
L'enceinte gallo-romaine et son extension l'enceinte des Arcis du XIe siècle, reste celle qui a conservé le plus d'éléments visibles, suivie par l'enceinte de Châteauneuf qui conserve quelques tours encore visibles, l'enceinte du XIVe siècle dite la clouaison et l'enceinte du XVIIe siècle n'ont laissé que quelques éléments et pans de murs.
Le château de Tours (ancienne résidence des comtes d'Anjou, érigé sur les vestiges des remparts du castrum gallo-romain) et le château de Plessis-lèz-Tours ont été en partie détruits vers la fin du XVIIIe siècle. La tour Feu Hugon a presque complètement disparu.

#### Patrimoine civil

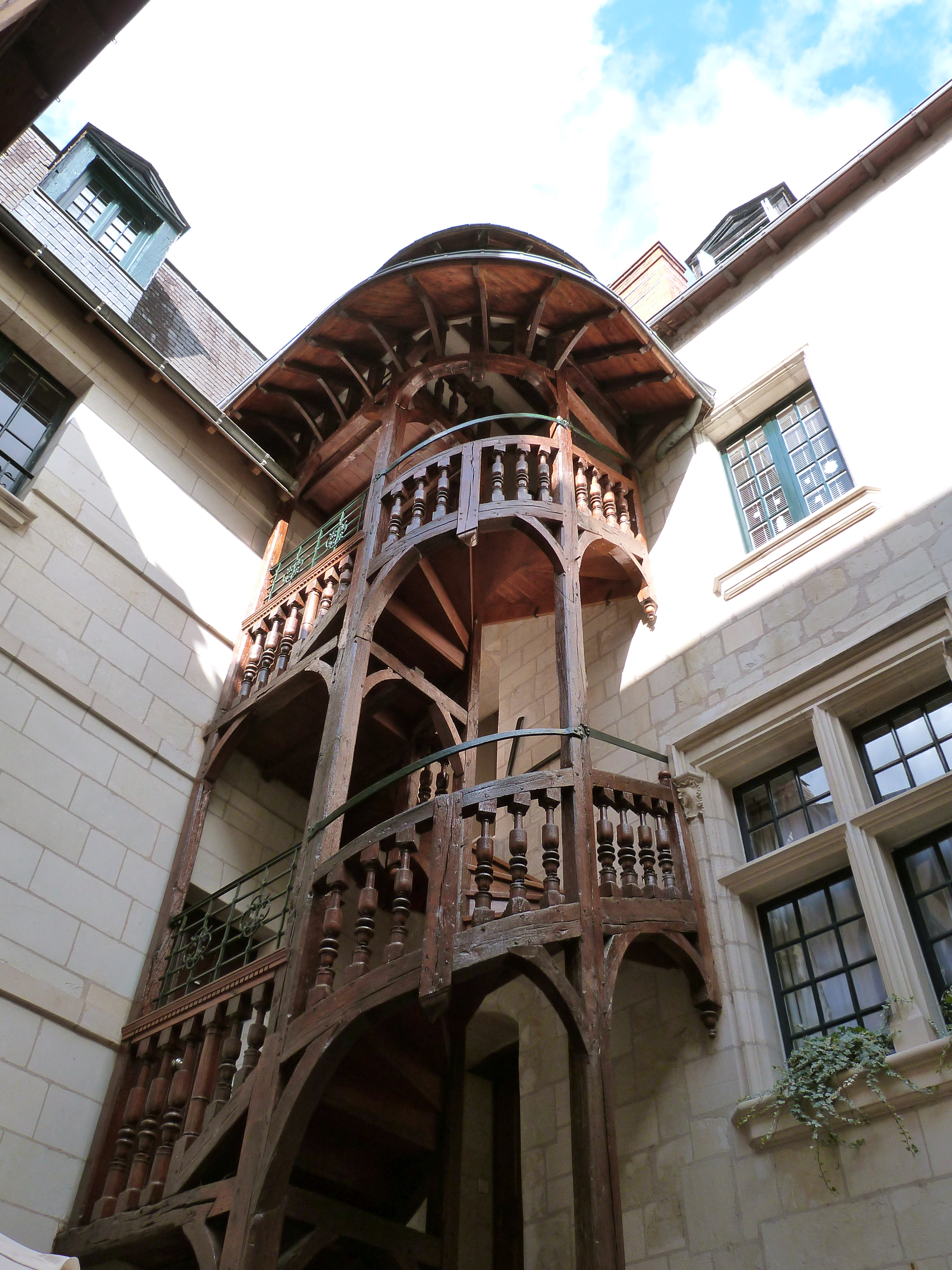
Escalier-galerie, rue du Panier-Fleurie.

Le patrimoine civil repéré et inscrit dans le PSMV du 21 mai 2013 comptabilise 2607 édifices civils dont 337 du XIIe siècle au XIVe siècle en pierre et principalement présents dans le quartier Saint-Martin et le quartier Saint-Gatien, 2017 édifices du XVe siècle au XVIIe siècle et 253 du XVIIIe siècle, qui se décomposent par 1 302 maisons à boutique et atelier en structure à colombages, 127 hôtels ou logis nobles du XVe siècle au XVIe siècle, 79 hôtels ou logis nobles du XVIIIe siècle et 1 099 maisons résidentielles .
L'emplacement de l'amphithéâtre de Tours, près de la cathédrale, reste visible dans le tracé des rues.
On trouve des hôtels particuliers médiévaux et Renaissance, comme les hôtels de Beaune-Semblançay, Goüin, de Jean Briçonnet, des Ducs de Touraine, la maison de Tristant l'Hermite, les hôtels Robin Quantin et de Jean Galland ; ainsi que de nombreuses maisons anciennes.
La ville a été à partir de 1450 reconstruite et le parc de maisons sur rue en grande partie renouvelé, ces maisons dites du Moyen Âge que l'on peut voir dans la cité ancienne datent pour la plupart de la deuxième partie du XVe siècle et du premier quart du XVIe siècle, la ville de Tours ne conservant pas de maison en bois antérieure au XVe siècle. Elle concentre dans son secteur sauvegardé, 1 302 maisons à boutiques ou ateliers, la majorité de ces maisons sur rue ont été construites en structure à pans de bois, avec un remplissage en torchis ou en brique, ces maisons à boutiques sont implantées sur des parcelles d’origine médiévale.
Elle se caractérisent par deux traits principaux, la prépondérance du pignon sur rue et la proportion très importante de maison à la structure entièrement construite en bois sur ses quatre côtés, à la différence de ce que l’on observe dans les villes ligériennes voisines d’Orléans, Blois ou Angers ou la plus grande partie des maisons de cette période sont mixtes, c'est-à-dire avec façade sur rue en Mur gouttereau en pans de bois, entre deux Murs en maçonnerie. Les maisons en bois à Tours du XVe siècle et XVIe siècle sont étroites et très profondes, leur répétition le long de ces rues constitue un ensemble significatif du paysage urbain du Moyen Âge. Les maisons en pierre de cette période sont des transformations de maison résidentielle civil des périodes antérieures, pour les mettre au gout du jour. Un nombre important d'édifices civils des XVe siècle et XVIe siècle en pierre ne sont bien souvent que des maisons ou édifices plus anciens remanié, comme la maison du no 47 place du Grand-Marché du XIVe siècle ou l'exemple de la grande maison du no 17 rue des cerisiers du XIIe siècle qui en est un très bonne exemple et le constat flagrant des caves médiévales du XIIe siècle au XIVe siècle en très grand nombre dans le vieux Tours en apporte une preuve évidente.
Les caves de ces maisons qui peuvent être plus ancienne, ont jusqu’à 3 niveaux voûtées dans certains cas, mais la majorité comporte 2 niveaux de caves, elles sont accessibles par un escalier qui se trouve dans le prolongement de celui desservant les étages. Les caves sont construites en pierres, l’axe de la voûte est perpendiculaire à la rue, des soupiraux éclairent et ventilent ces volumes. Le rez-de-chaussée est réalisé en pierre, afin d’isoler la structure en bois des maisons de l’humidité du sol, les éléments de structure des pans de bois des étages sont visibles. La façade peut également être revêtue totalement ou partiellement d’un essentage, terme dialectal de Touraine ou bardage, en ardoise. Ces maison étaient destinées dès leur origine à recevoir une activité commerciale ou artisanale en rez-de-chaussée, les étages étant affectés au logement de l’usager du rez-de-chaussée, de ses éventuels employés ou locataires. Ces maisons vont faire l’objet de restructurations profondes du XVIIIe siècle au XIXe siècle, en particulier pour les façades sur rue, qui seront reconstruites en pierre de tuffeau, les pignons donnant sur rue étant remplacés par des croupes.

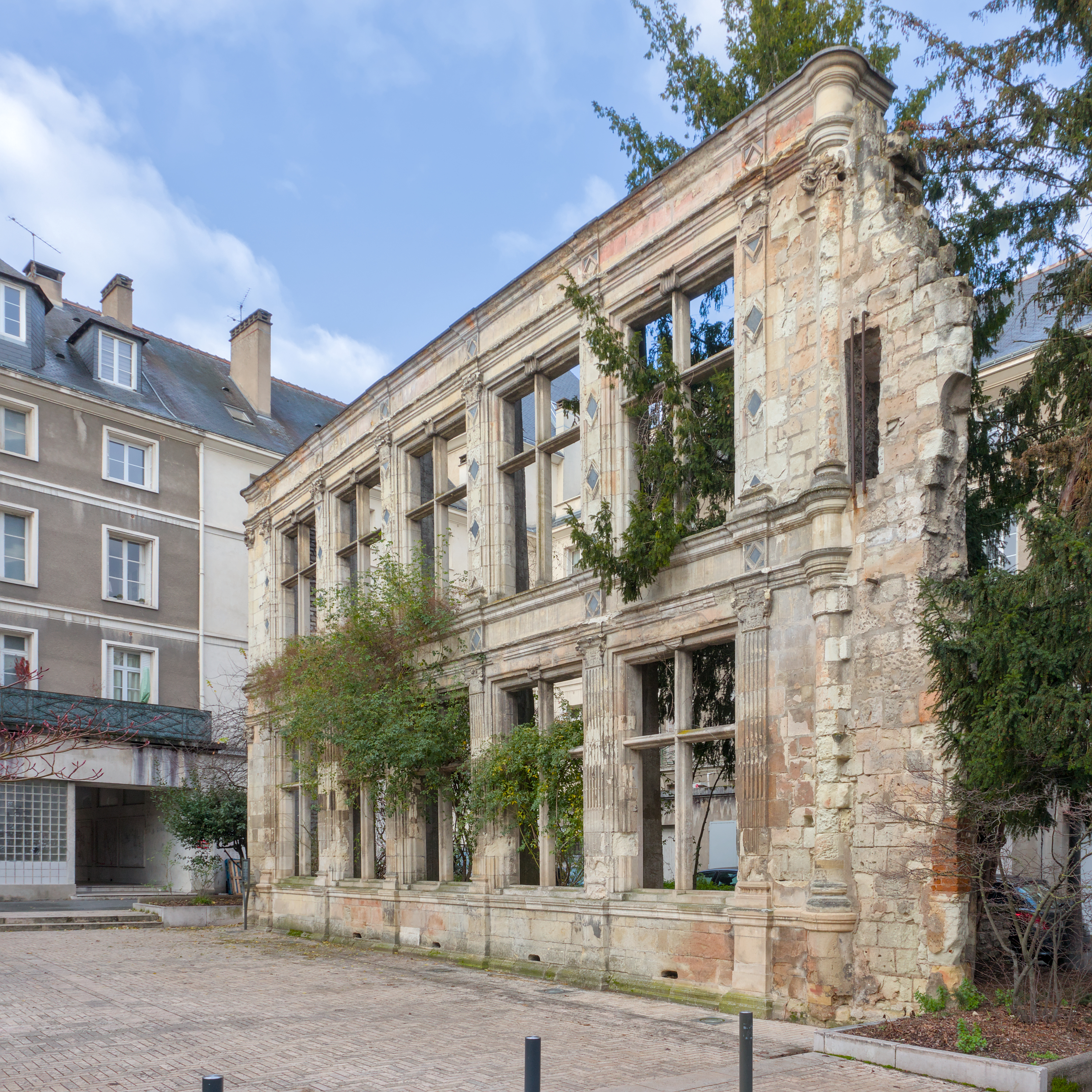
Façade subsistante de l'ancien hôtel de Beaune-Semblançay.
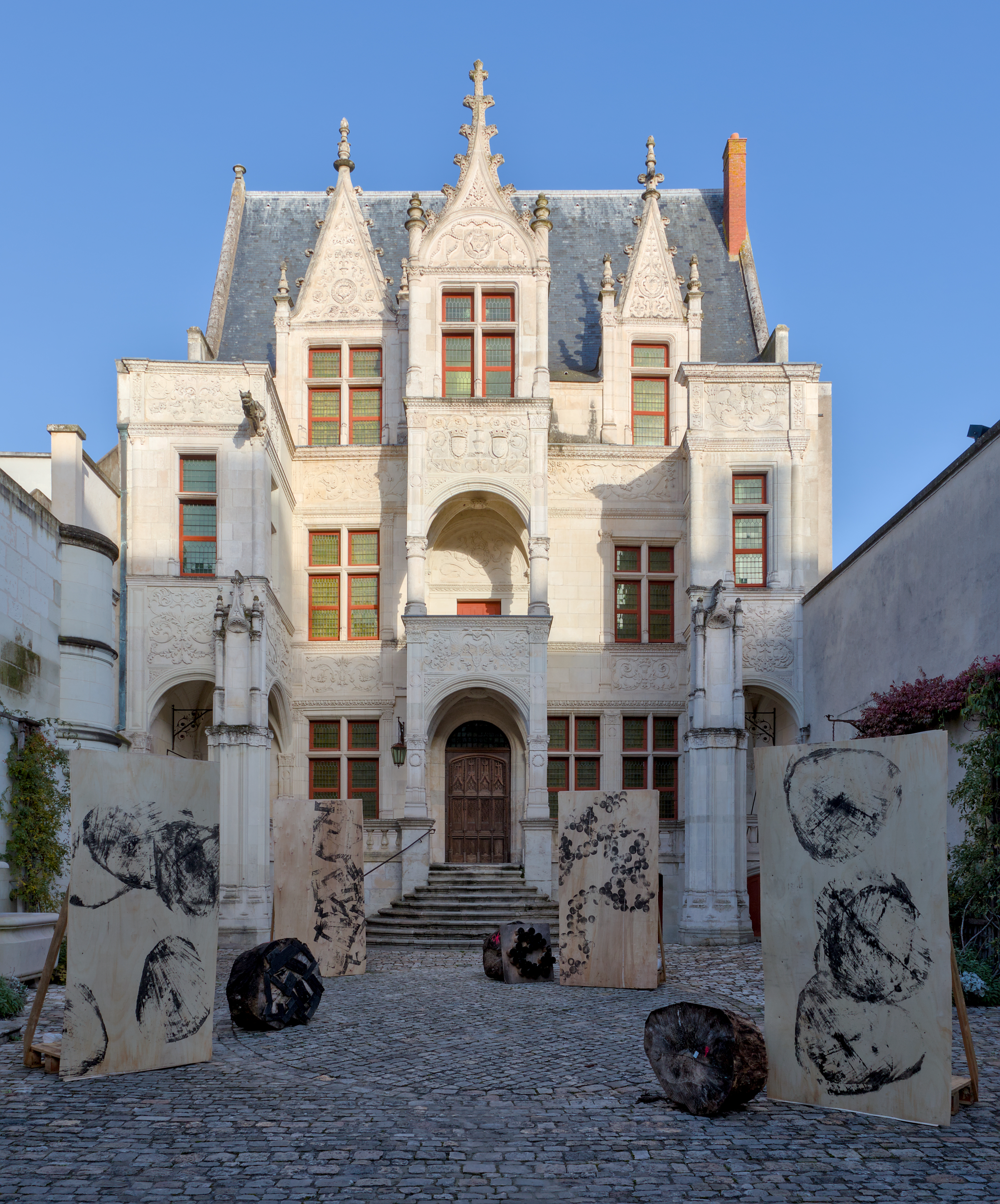
L'hôtel Goüin.
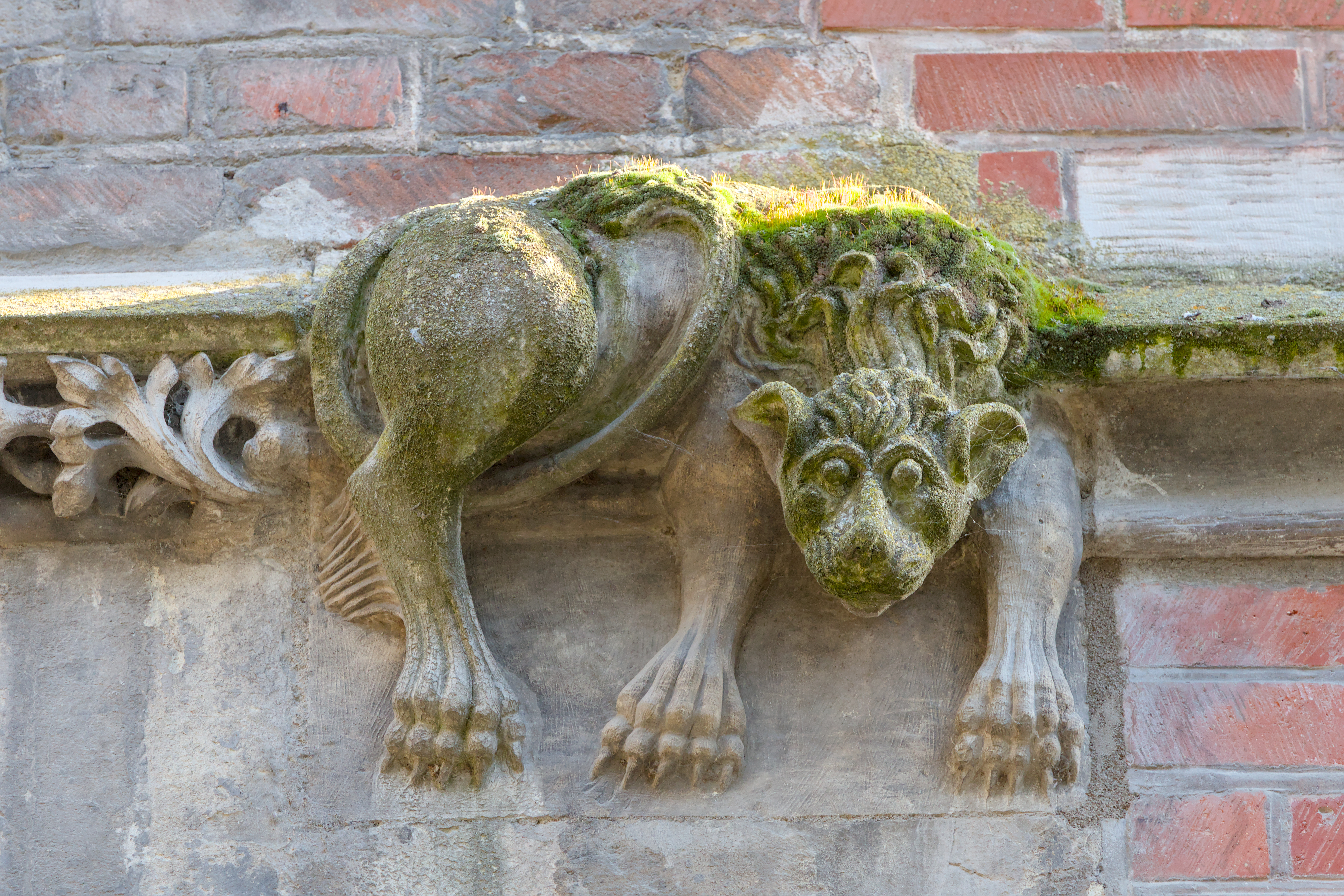
Détail de la façade de la maison de Tristant l'Hermite.
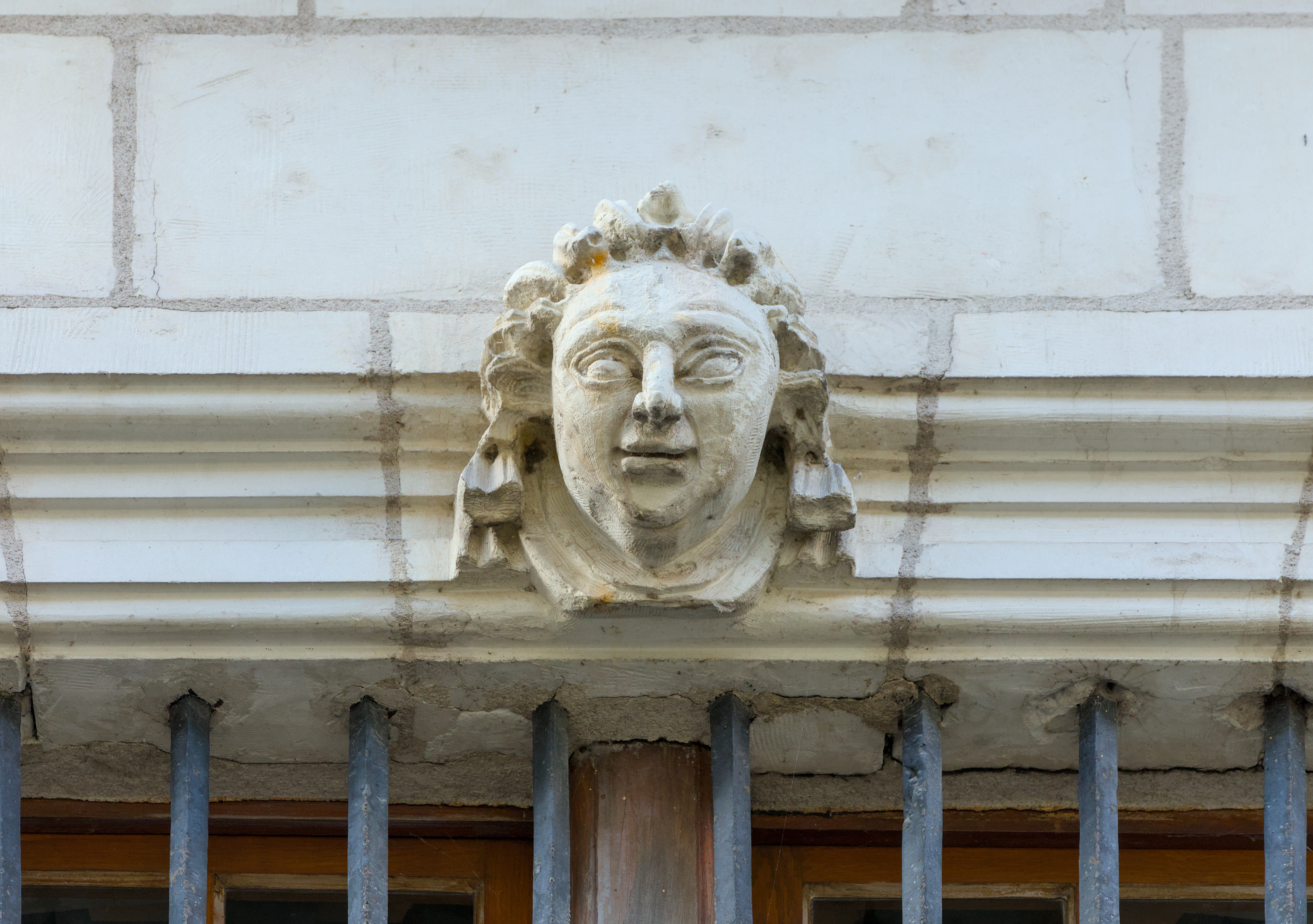
Détail de la façade de l'hôtel Robin Quantin.
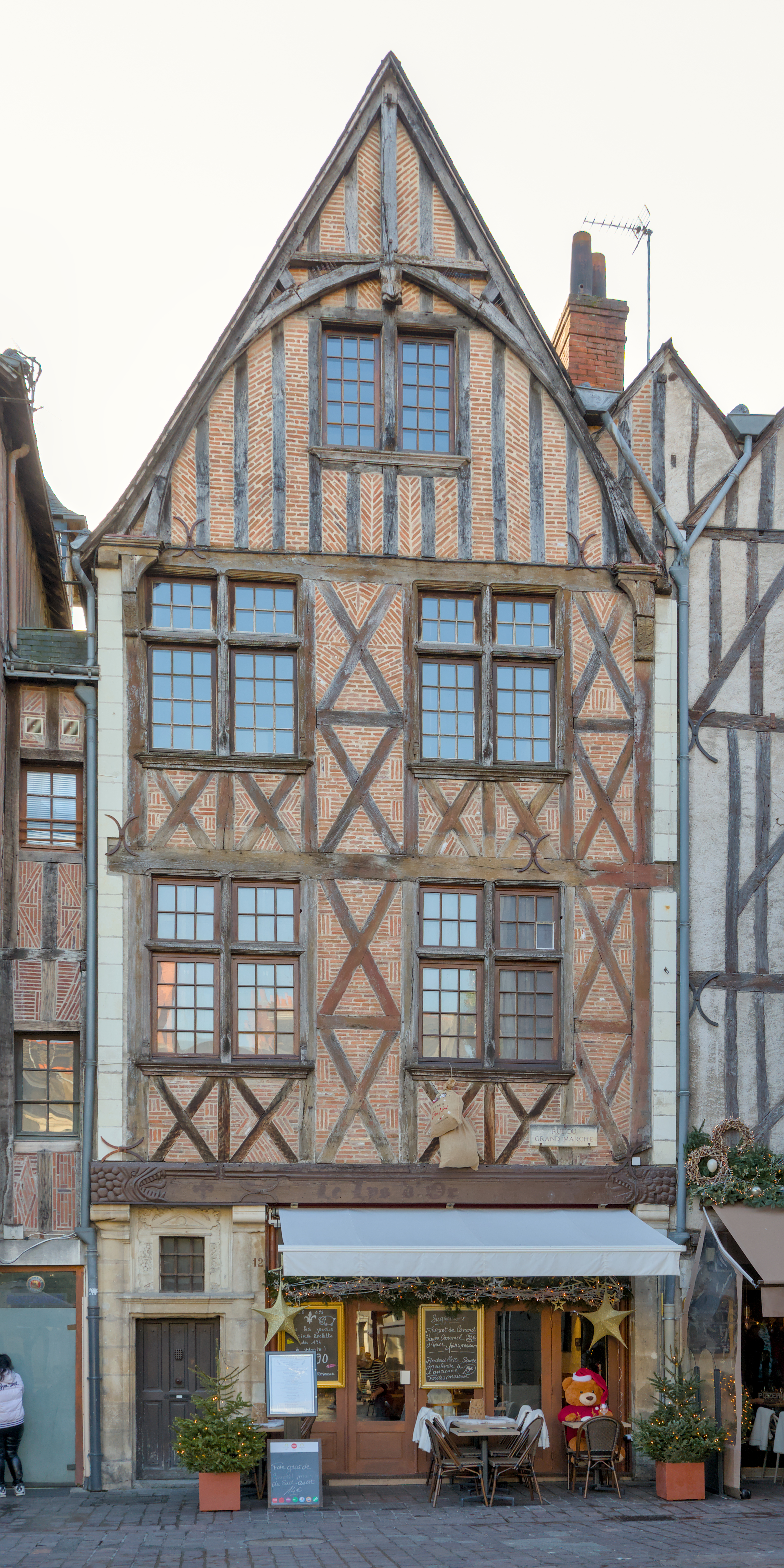
Maison médiévale au 12 rue du Grand-Marché (place Plumereau).
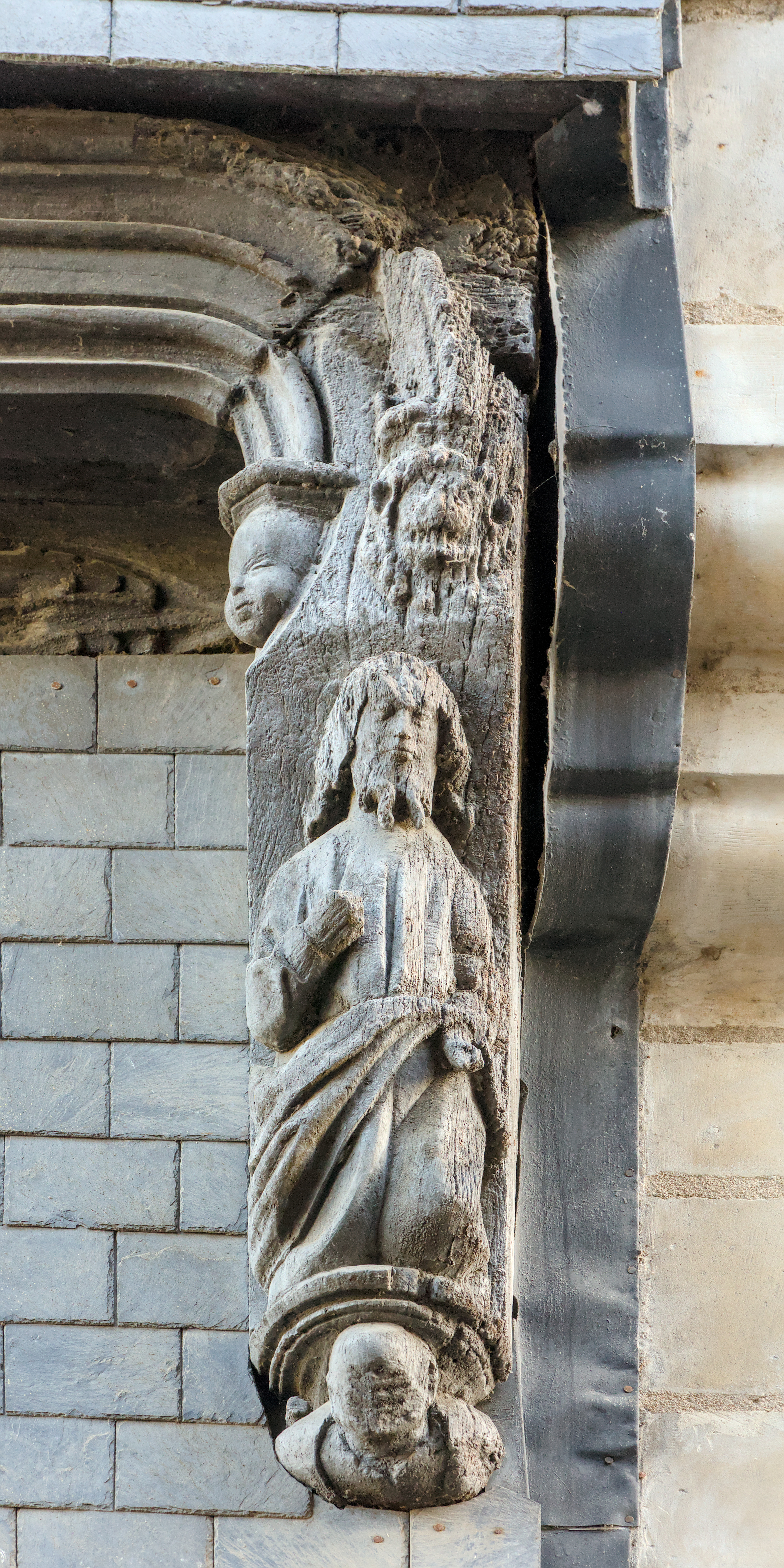
Détail de la façade d'une maison médiévale place Plumereau.
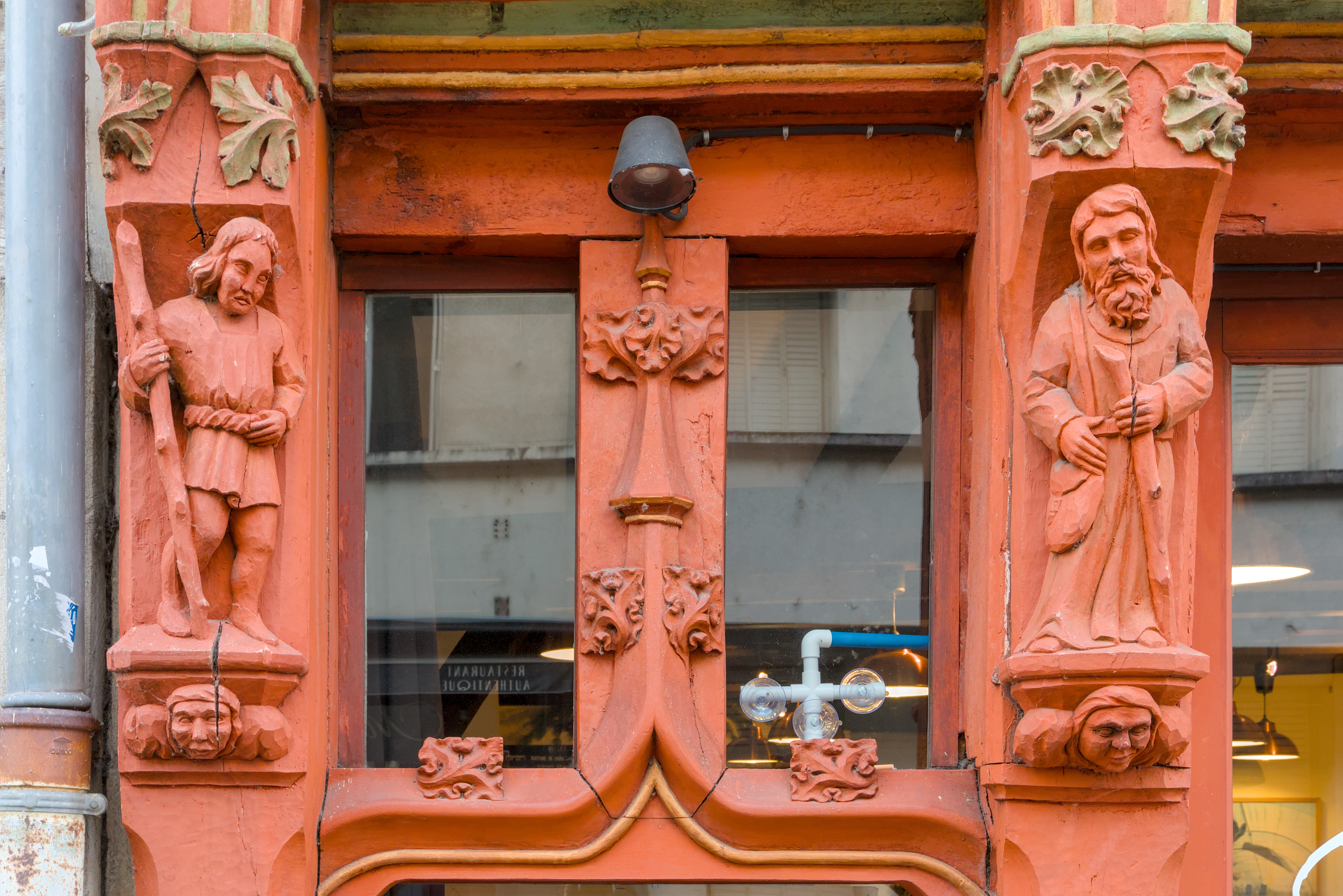
Sculptures au-dessus de la porte du 27 rue Colbert.
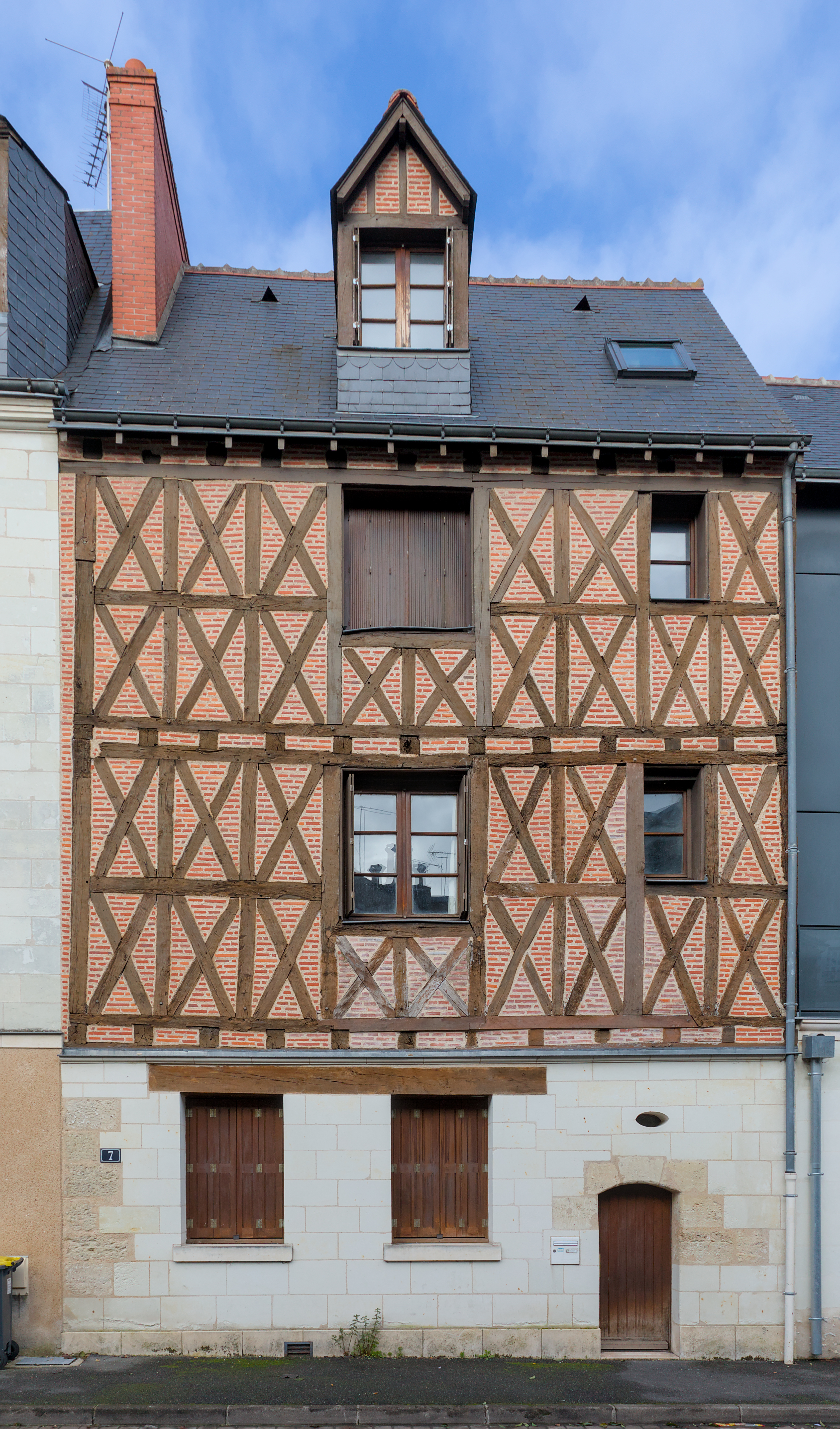
Maison à pans de bois au 7 rue Auber.

Aux XVIIIe et XIXe siècle, le patrimoine civil est enrichi de plusieurs constructions monumentales, comme l'hôtel de la CCI, le palais de Justice ; l'hôtel de préfecture d'Indre-et-Loire, l'hôtel de ville et la gare de Tours. Noter aussi l'Étoile bleue, ancienne maison close.
Des constructions plus récentes comme l'imprimerie Mame (conçue par Bernard Zehrfuss et Jean Prouvé), la bibliothèque municipale, les halles de Tours, et le Palais des congrès Vinci (conçu par Jean Nouvel) sont aussi à remarquer.

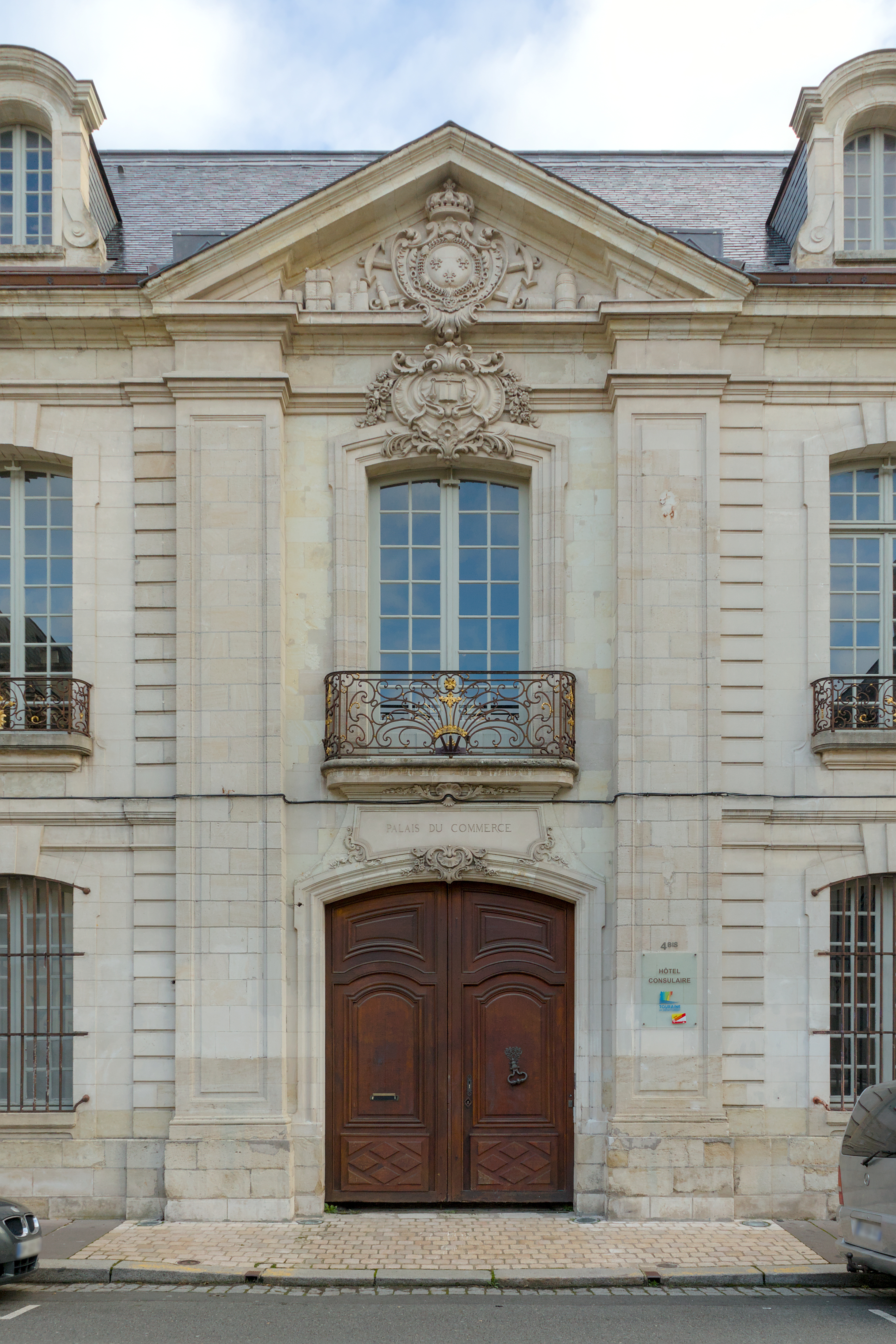
Façade de l'hôtel de la Chambre de commerce et d'industrie.
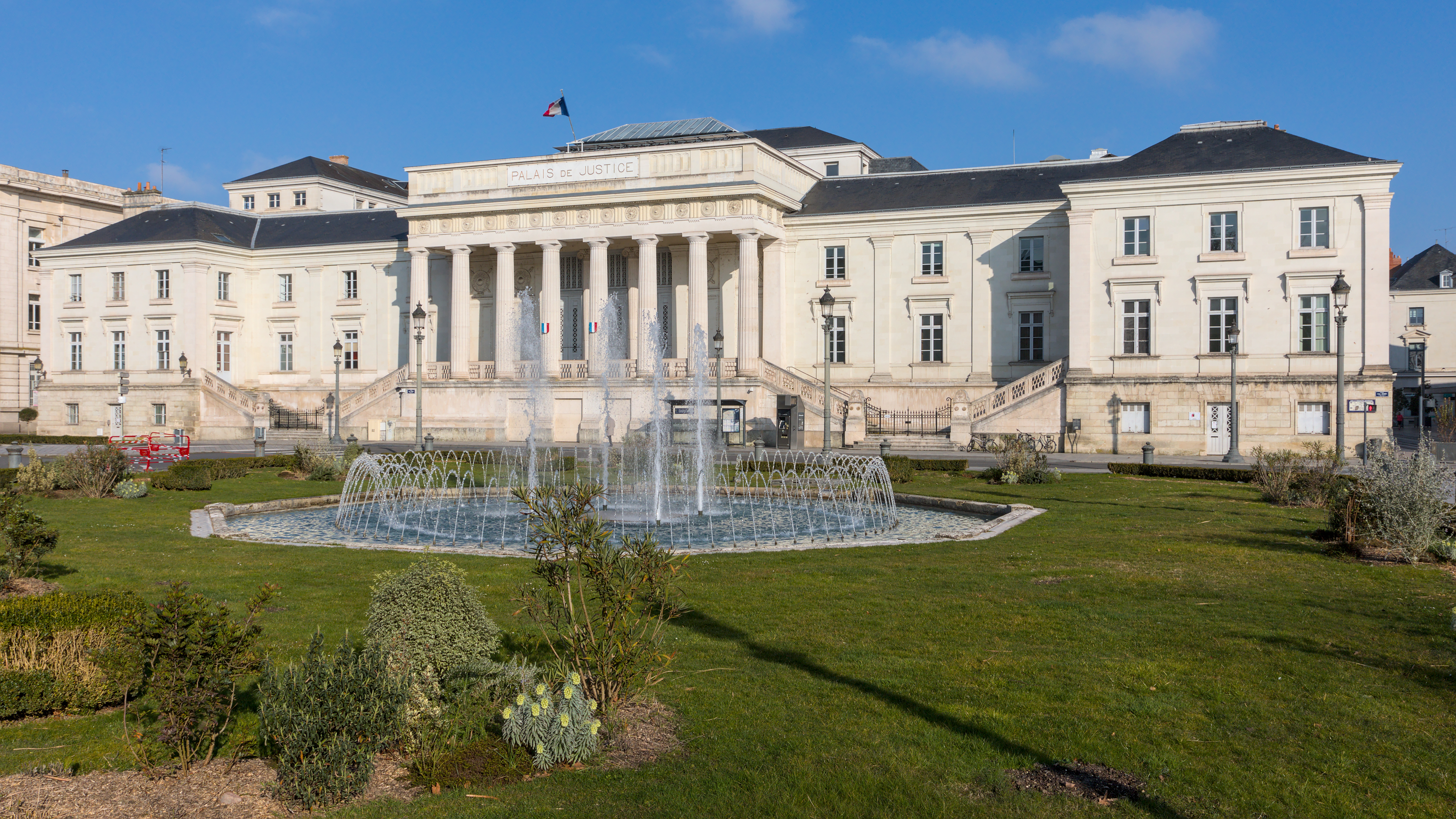
Le palais de Justice.
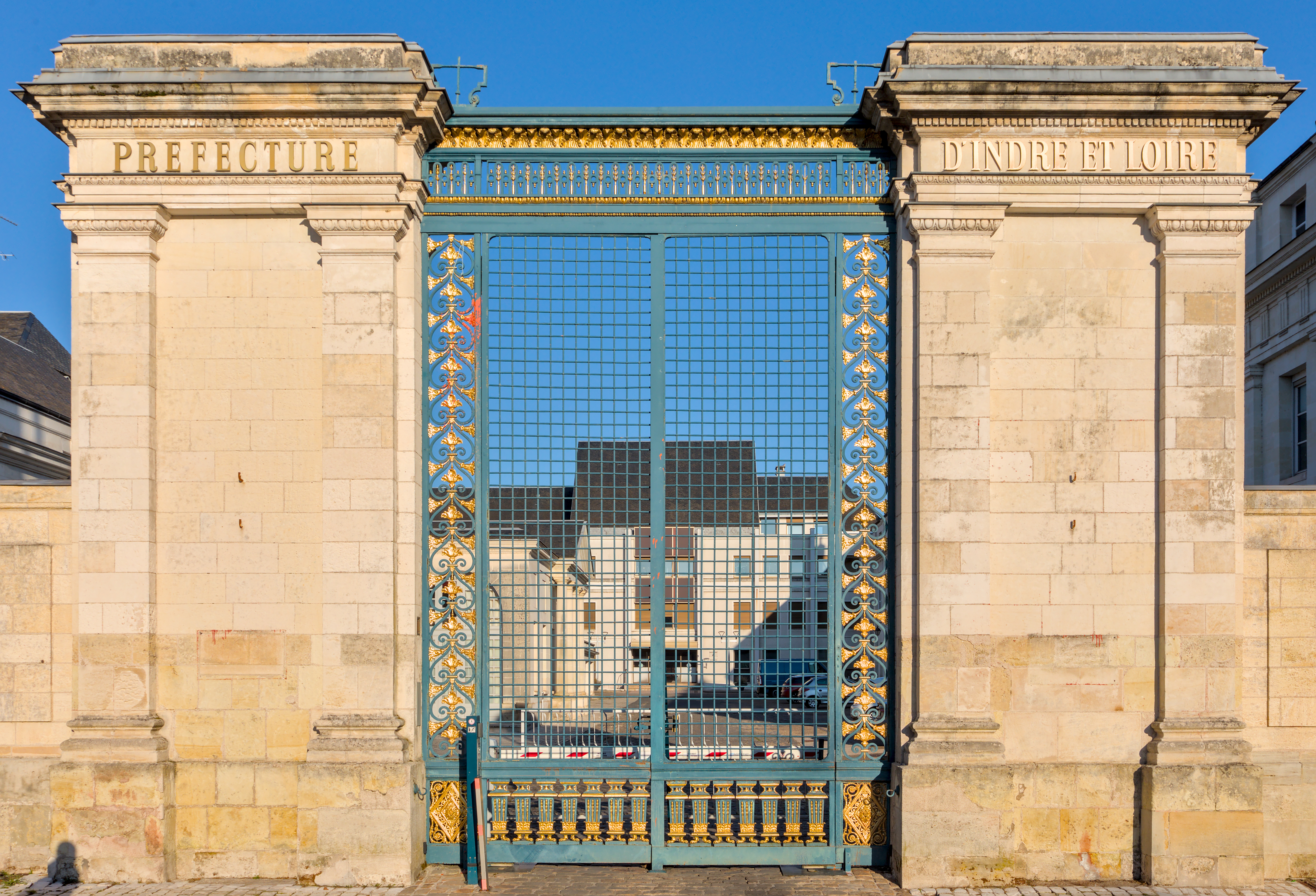
Portail de l'hôtel de préfecture d'Indre-et-Loire.
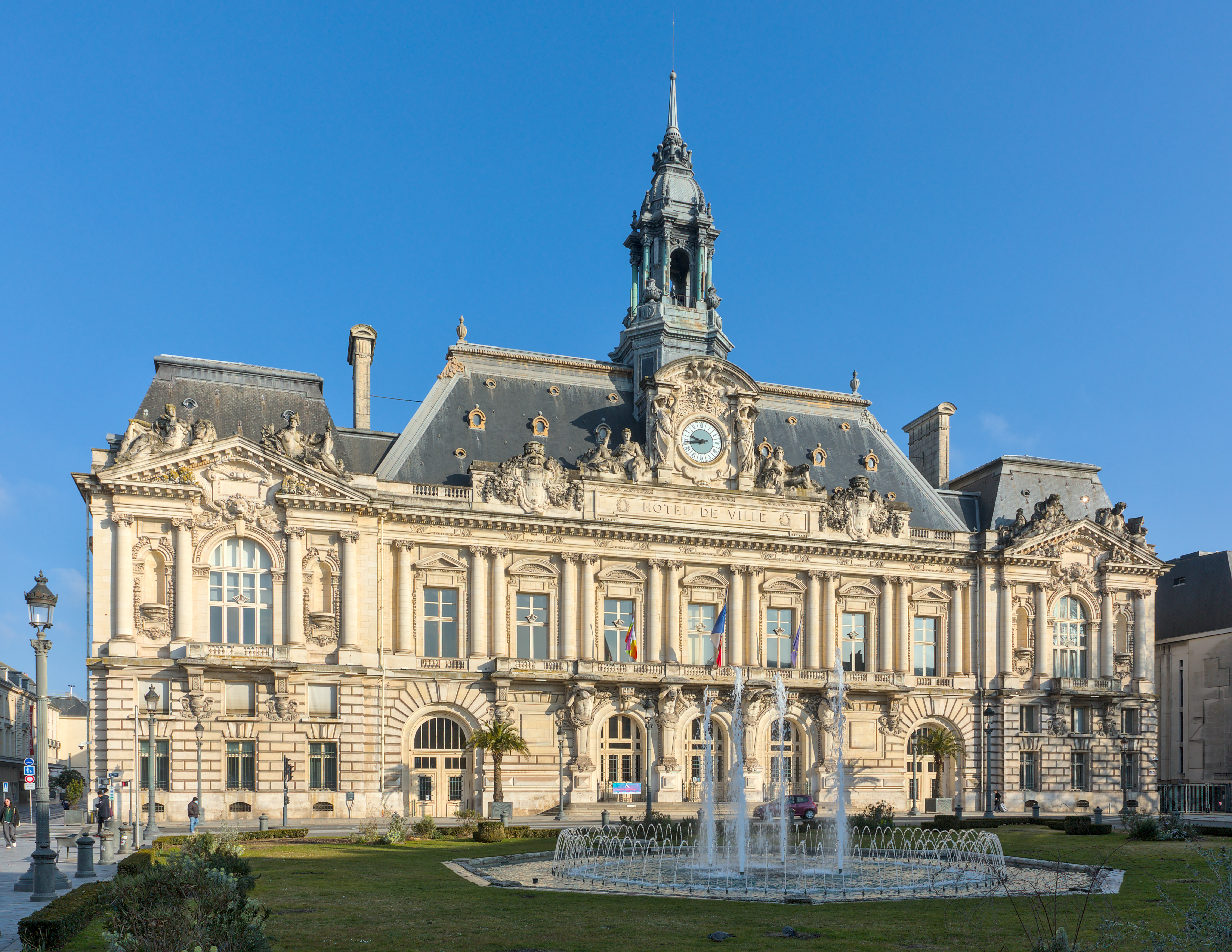
L'Hôtel de ville.
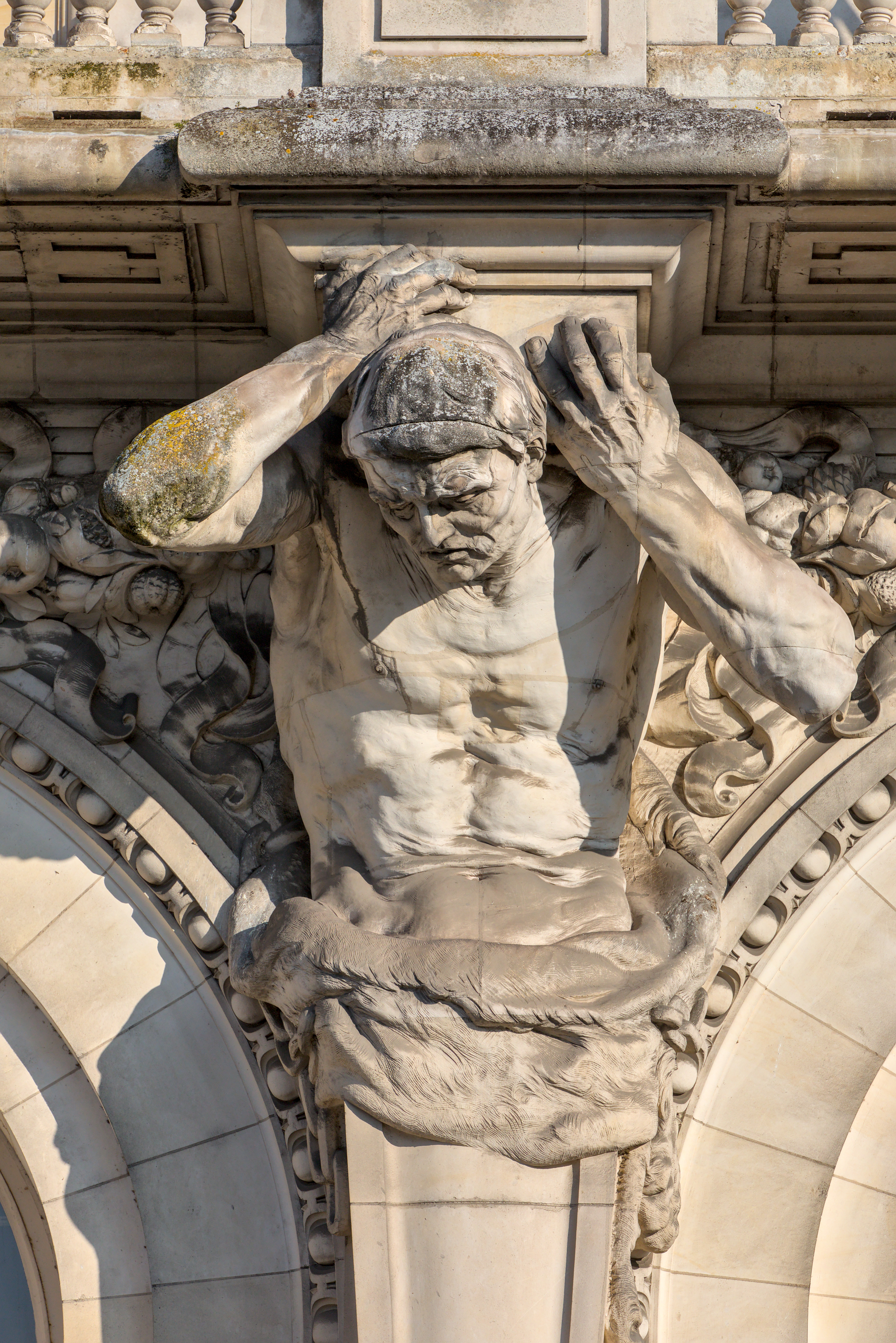
Un des atlantes de la façade de l'Hôtel de ville.
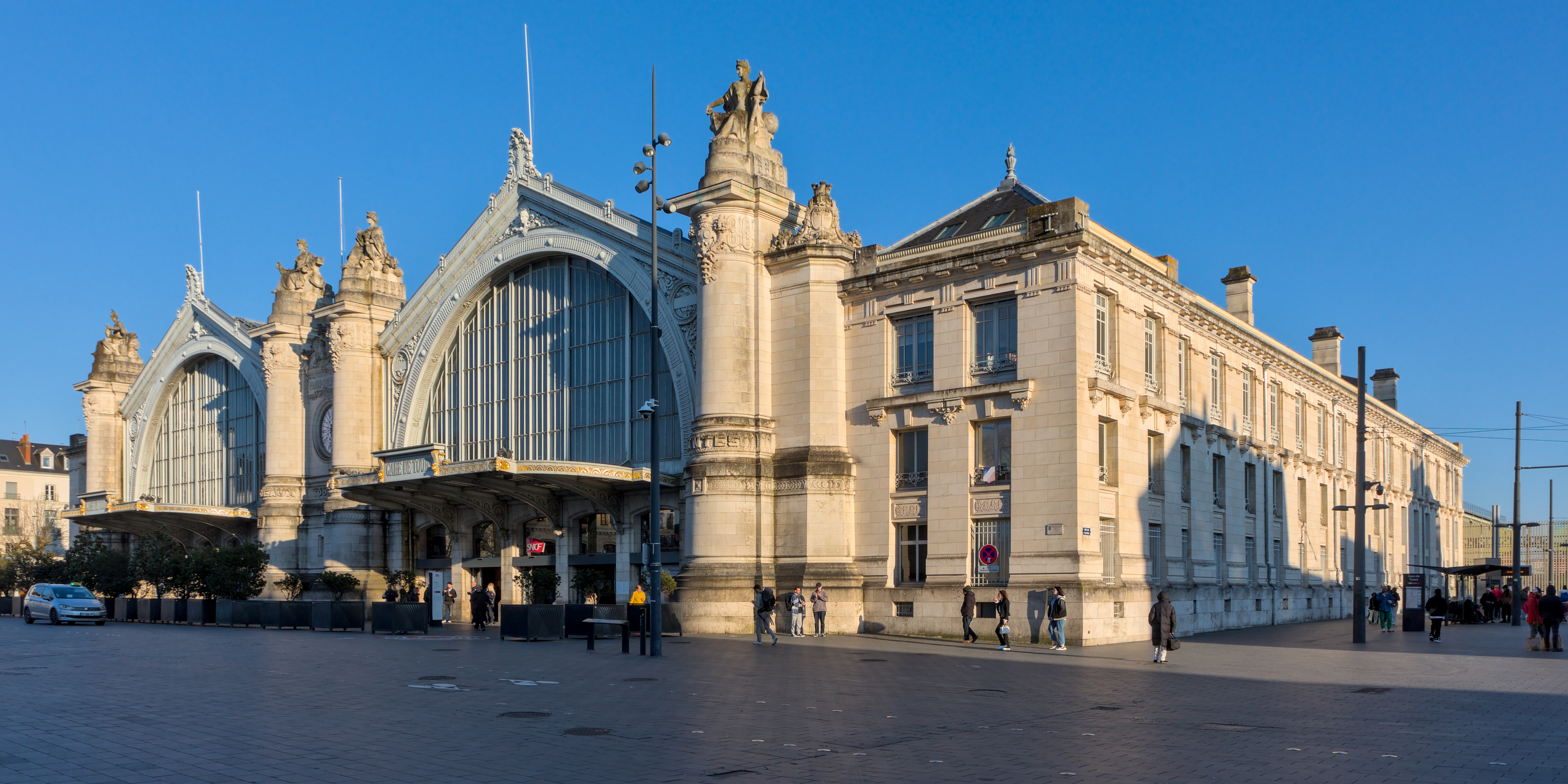
La gare de Tours.
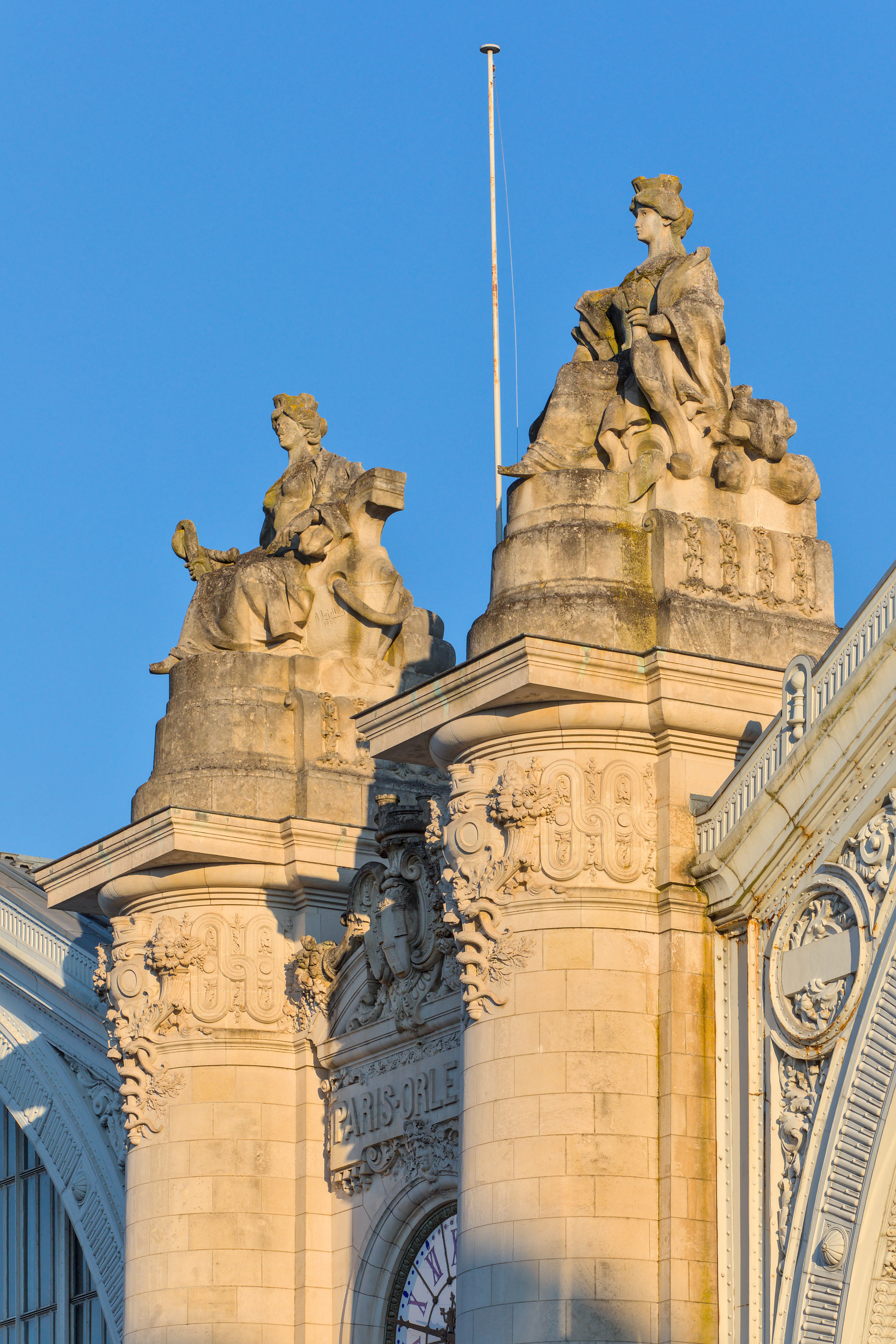
Allégories de Bordeaux et Toulouse sur la façade de la gare de Tours.

#### Ponts
Sise entre Loire et Cher, la cité tourangelle est reliée aux plateaux tourangeaux nord et sud par de nombreux ouvrages d'art d'époques diverses:
- Sur la Loire, d'ouest en est (sur les communes de la Riche et Saint-Cyr-sur-Loire) :
  - Double pont de Saint-Cosme (pont du périphérique - 1991, (élargissement en 2008 à 2x2 voies à l'occasion de l'extension du périphérique vers le nord sur un nouveau tronçon La Riche-La Membrolle sur Choisille)
  - Viaduc de Saint-Cosme (pont ferroviaire - XIXe siècle)
  - Pont Napoléon (pont route - 1957)
  - Pont Wilson
  - Passerelle Saint-Symphorien (pont suspendu pour piéton et cyclistes - 1847) dit « Pont de fil », à l'emplacement de l'ancien pont médiéval, le Pont d'Eudes
  - Pont Mirabeau (pont route - 1973)
  - Pont sur la Loire A10 (Viaduc autoroutier - 1973)
- Sur le Cher, d'ouest en est :
  - Pont de Saint-Sauveur reliant les quartiers ouest de Tours aux Deux-Lions
  - Passerelle le Fil d'Ariane (Pont suspendu pour piéton et cyclistes - 2001)
  - Pont du tramway sur le Cher, (tramway, bus et véhicules d'urgence, piétons et cyclistes - 2012)
  - Pont du Sanitas (avenue de Grammont reliant le centre de Tours au quartier des Fontaines, Joué-lès-Tours)
  - Passerelle piétonne nord vers l'île Balzac
  - Passerelle piétonne sud ouest vers l'île Balzac
  - Passerelle piétonne sud est vers l'île Balzac
  - Viaduc autoroutier (A10) de Rochepinard
  - Pont d'Arcole, accolé au viaduc autoroutier, supportant le trafic urbain de l'est de Tours vers le sud de l'agglomération (Saint Avertin, quartier des Fontaines, etc.)

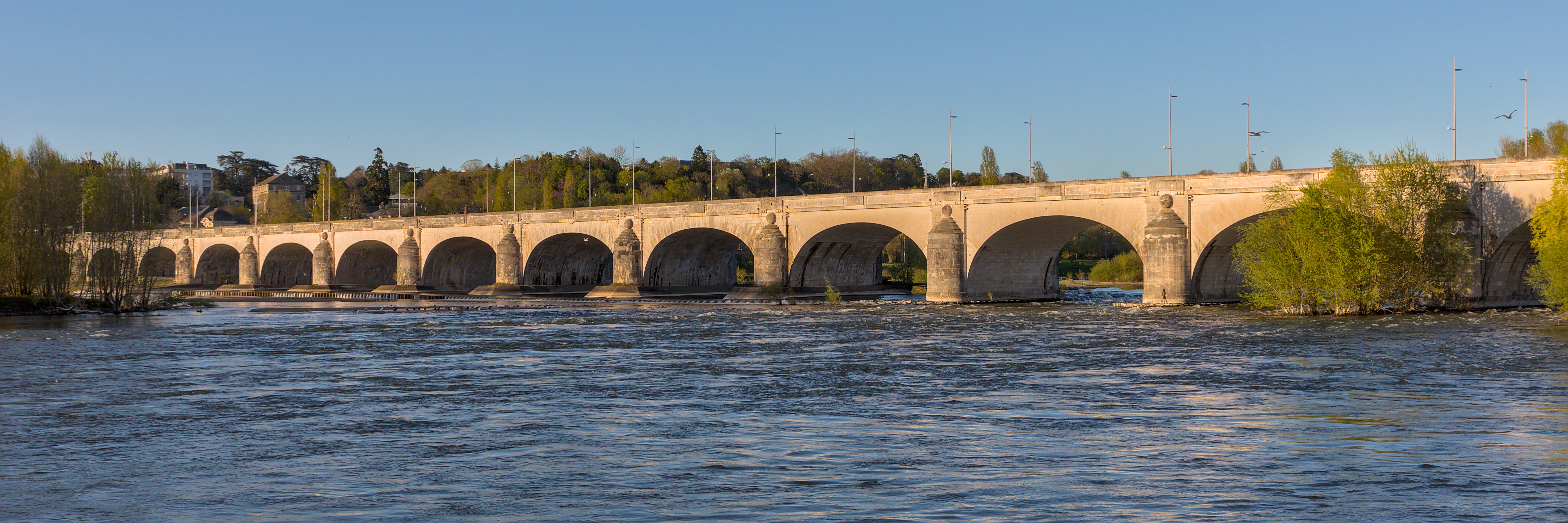
Le pont Wilson.
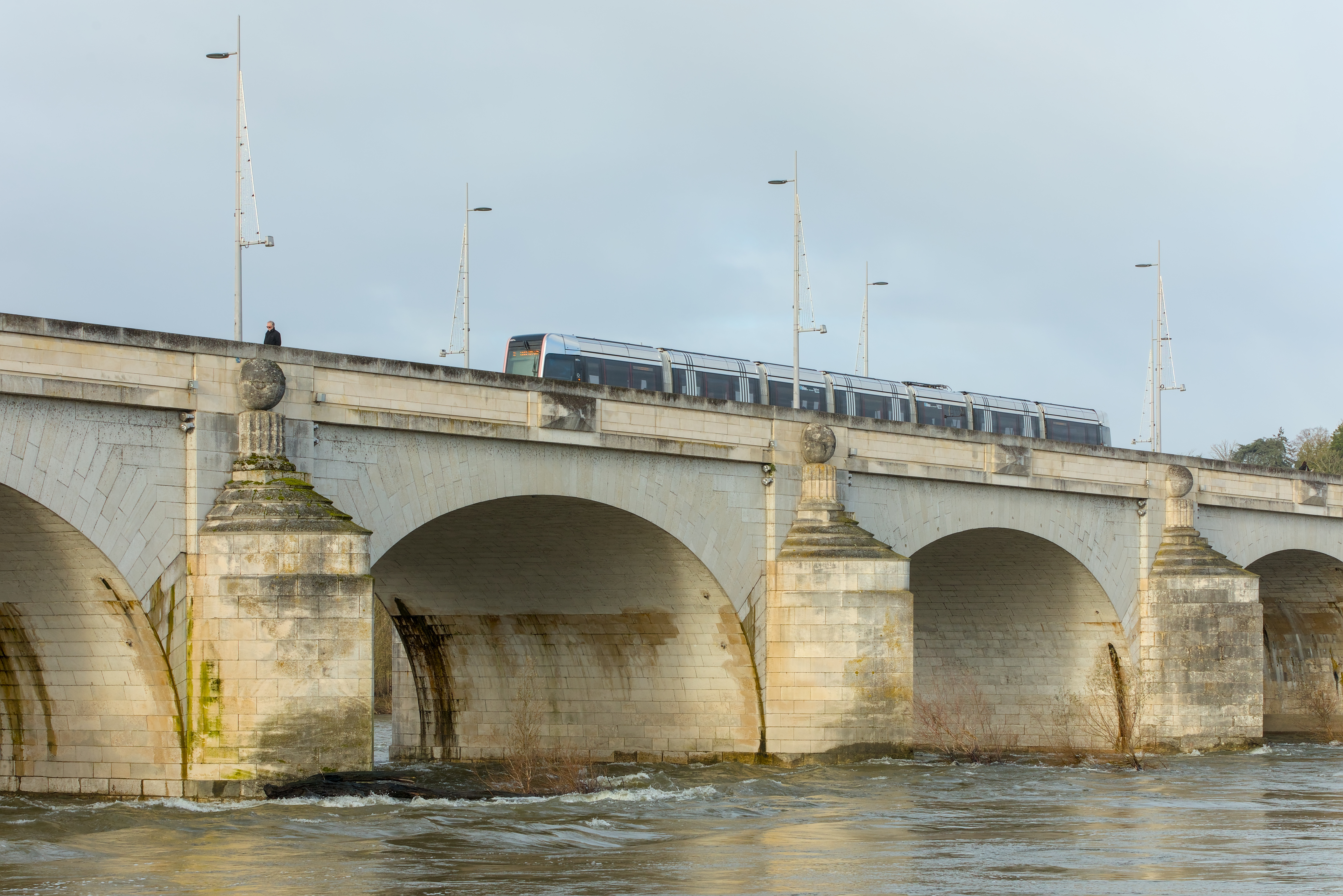
Un tramway sur le pont Wilson.
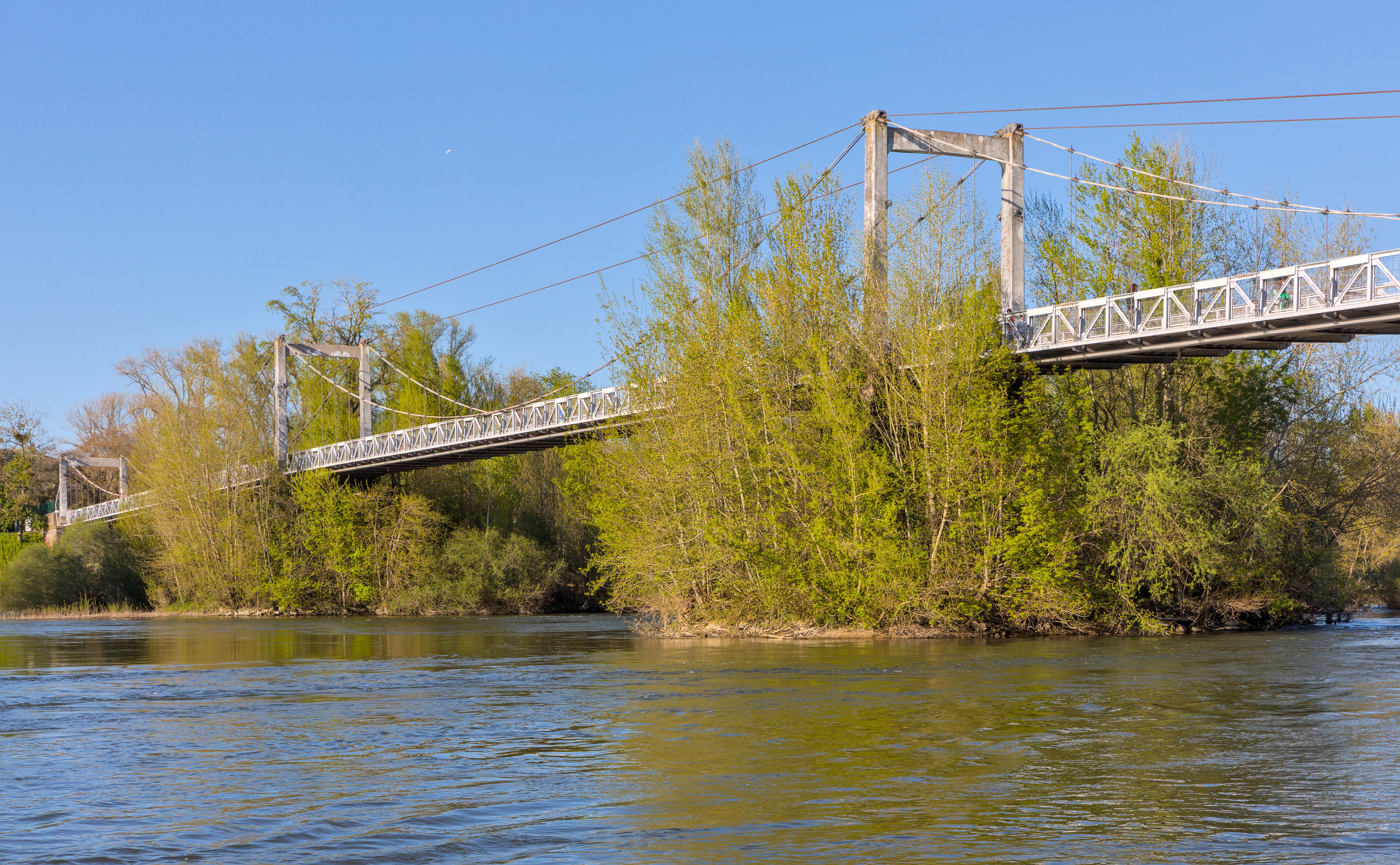
La passerelle Saint-Symphorien dite « Pont de fil »
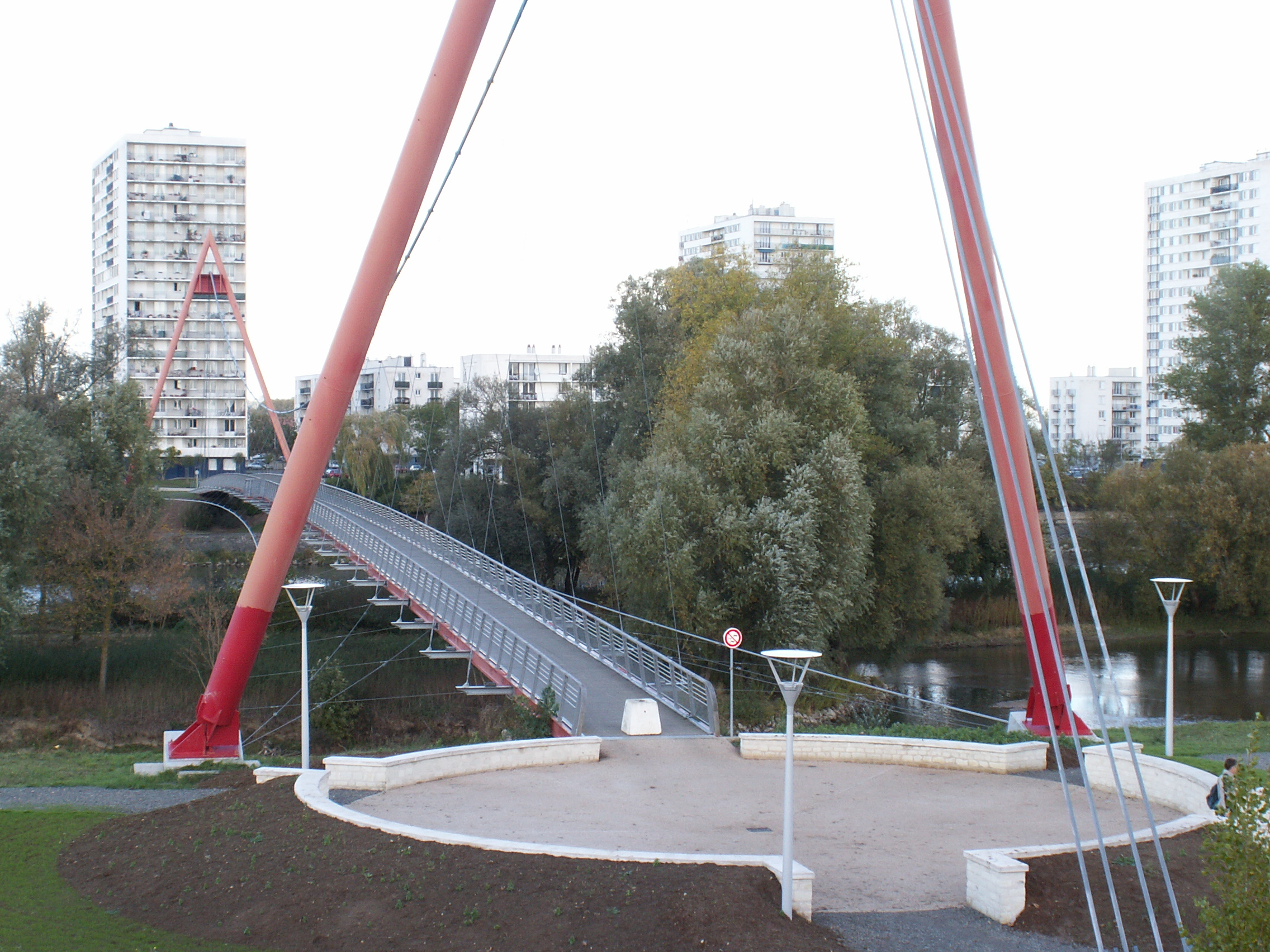
La passerelle Le Fil-d'Ariane.

#### Parcs, jardins, et aménagements paysagers
La ville dispose d'environ 50 parcs et jardins. Les plus réputés sont le Jardin botanique de Tours (1843) face à l'hôpital Bretonneau et le Jardin des Prébendes d'Oé (1872). Le dernier en date est le jardin de la Grenouillère, créé en 2009 et situé au cœur de l'écoquartier Monconseil : il fait à lui seul un hectare. Tours est régulièrement en tête du classement du concours des villes et villages fleuris (2000, 2003, 2006 et 2009).
Tours est désignée ville fleurie avec quatre fleurs et la distinction Grand prix depuis 1997 et a reçu en 2008 une médaille d'or au concours européen « Entente florale » pour la qualité de ses espaces verts.
De plus, la ville de Tours a été récompensé du trophée « Fleur d'Or » en 2014 pour 3 ans.
Elle possède plusieurs arbres remarquables, le plus admiré est sans doute le Cèdre du Liban, classé Arbre Remarquable de France, placé dans l'enceinte du musée des Beaux-Arts de Tours et le Ginkgo Biloba du jardin botanique qui a remporté le prix Coup de cœur du jury de l'édition 2020 de l'Arbre de l'année.
Enfin, après avoir tourné le dos à son fleuve pendant plus de cinquante ans, la ville le célèbre une fois par an avec « Les Jours de Loire », les habitants redécouvrant sa grande diversité de faune et de flore depuis son classement au patrimoine mondial de l'UNESCO.

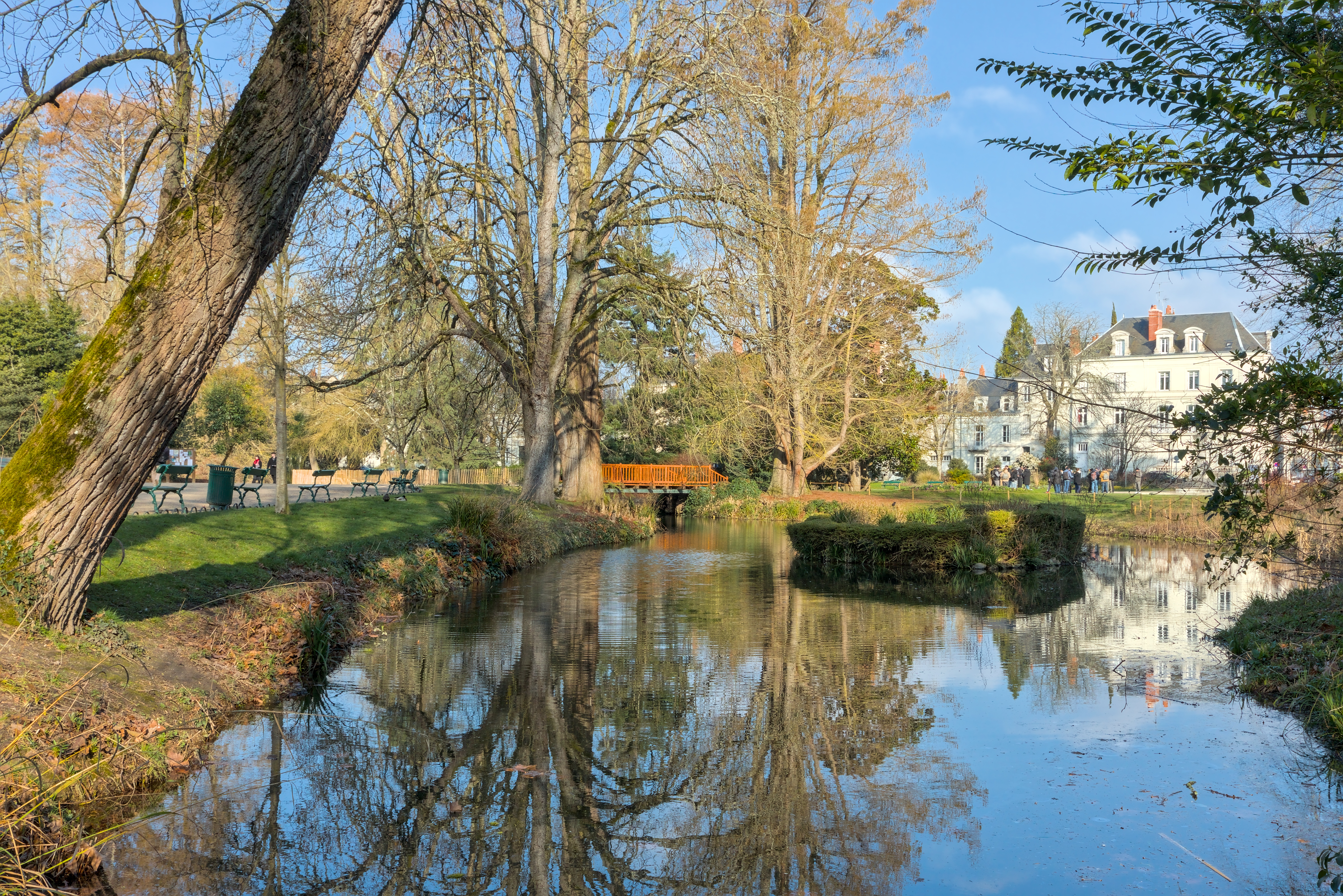
Le jardin des Prébendes d'Oé.
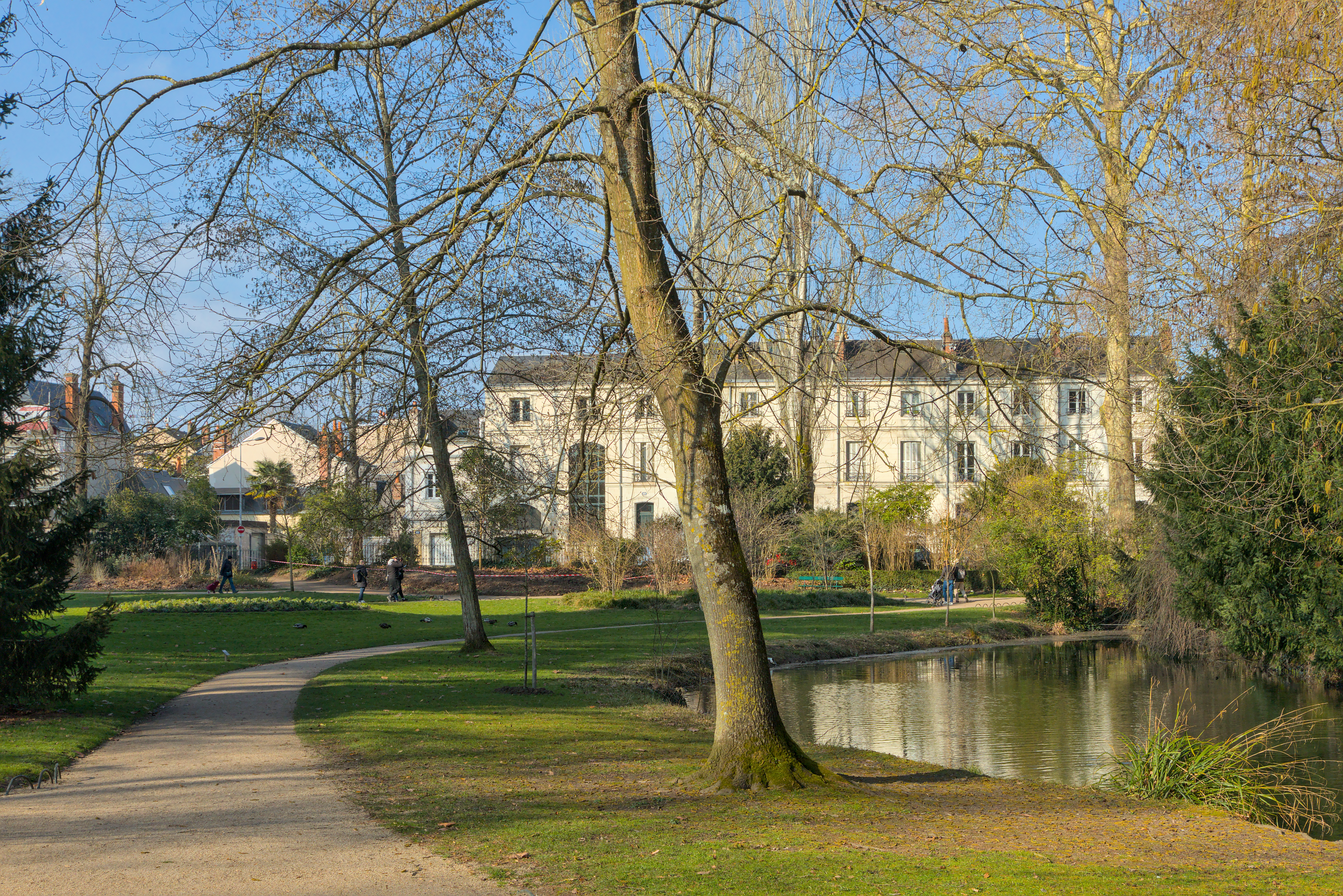
Le jardin des Prébendes d'Oé.
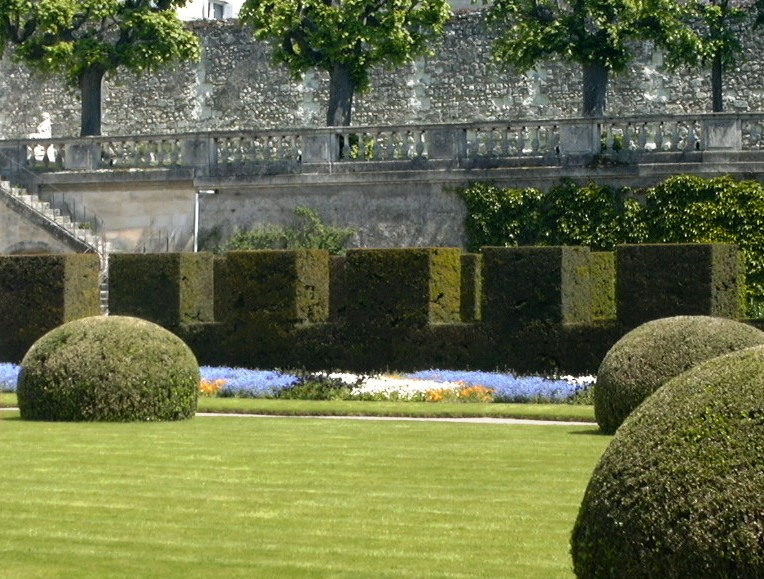
Art topiaire à Tours.
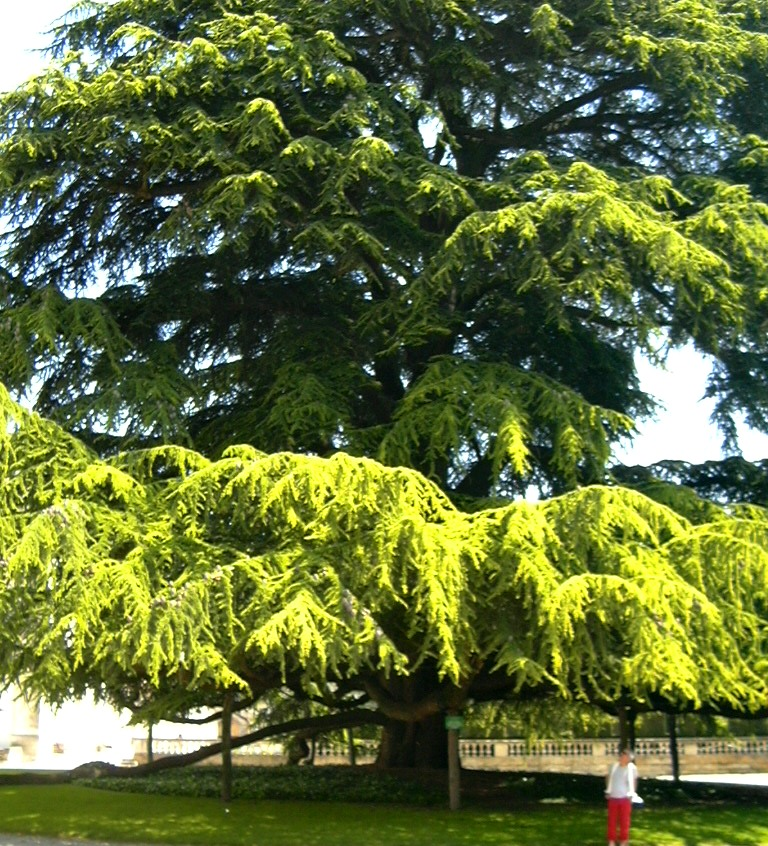
Cèdre du Liban du musée des Beaux-Arts de Tours.
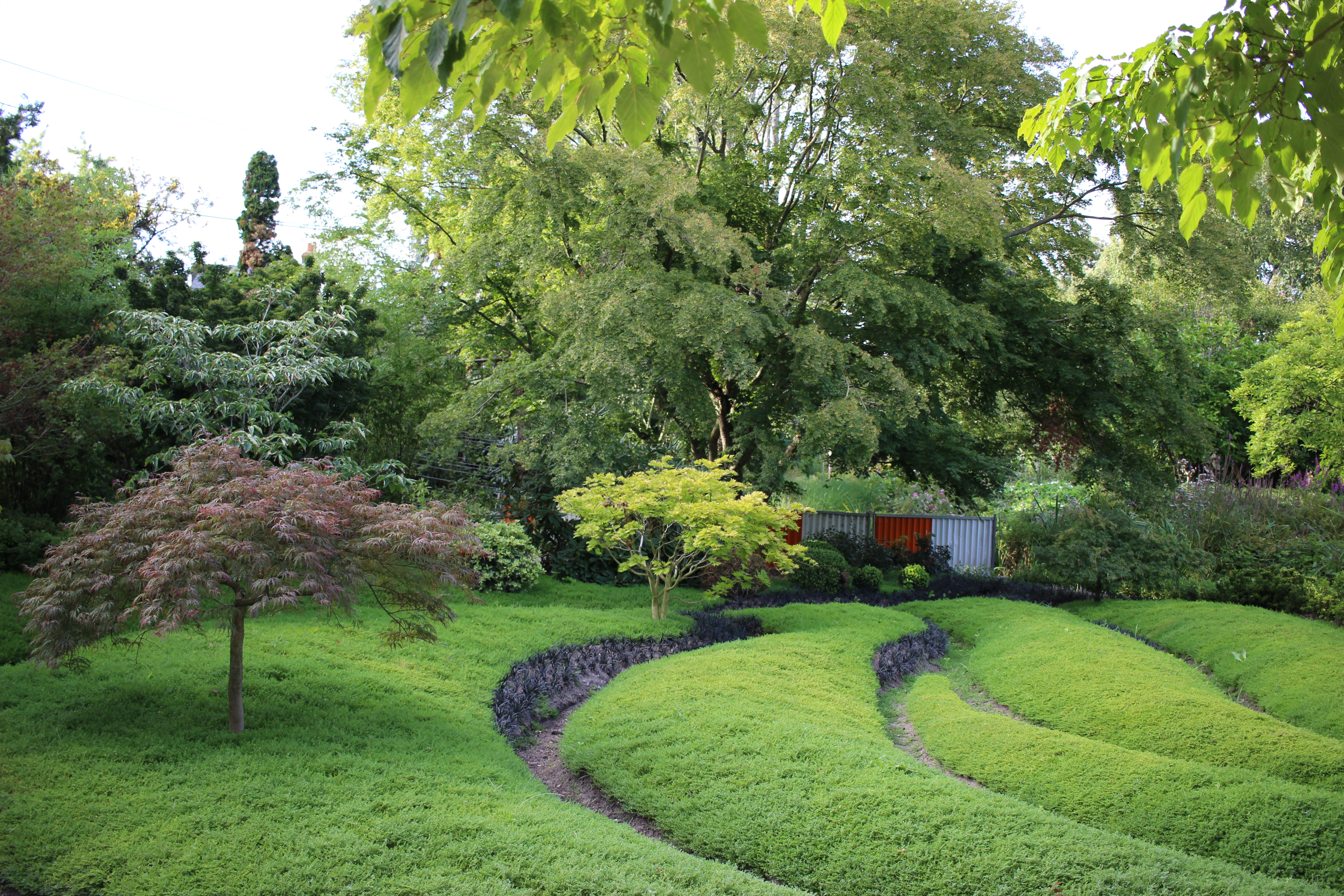
Le jardin botanique.
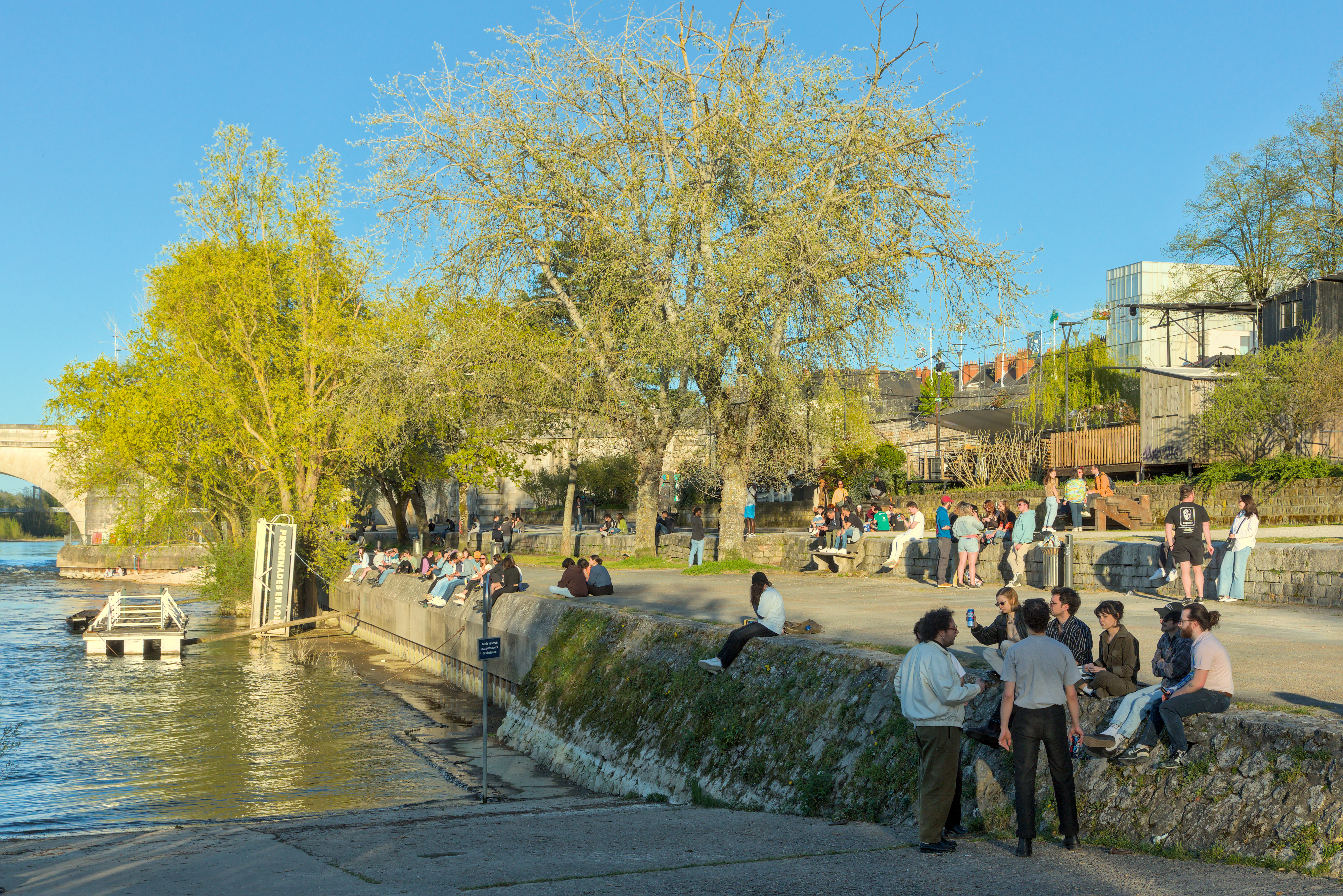
Les quais de Loire en fin d'après-midi, avec une foule d'étudiants du campus des Tanneurs tout proche.

### Patrimoine culturel

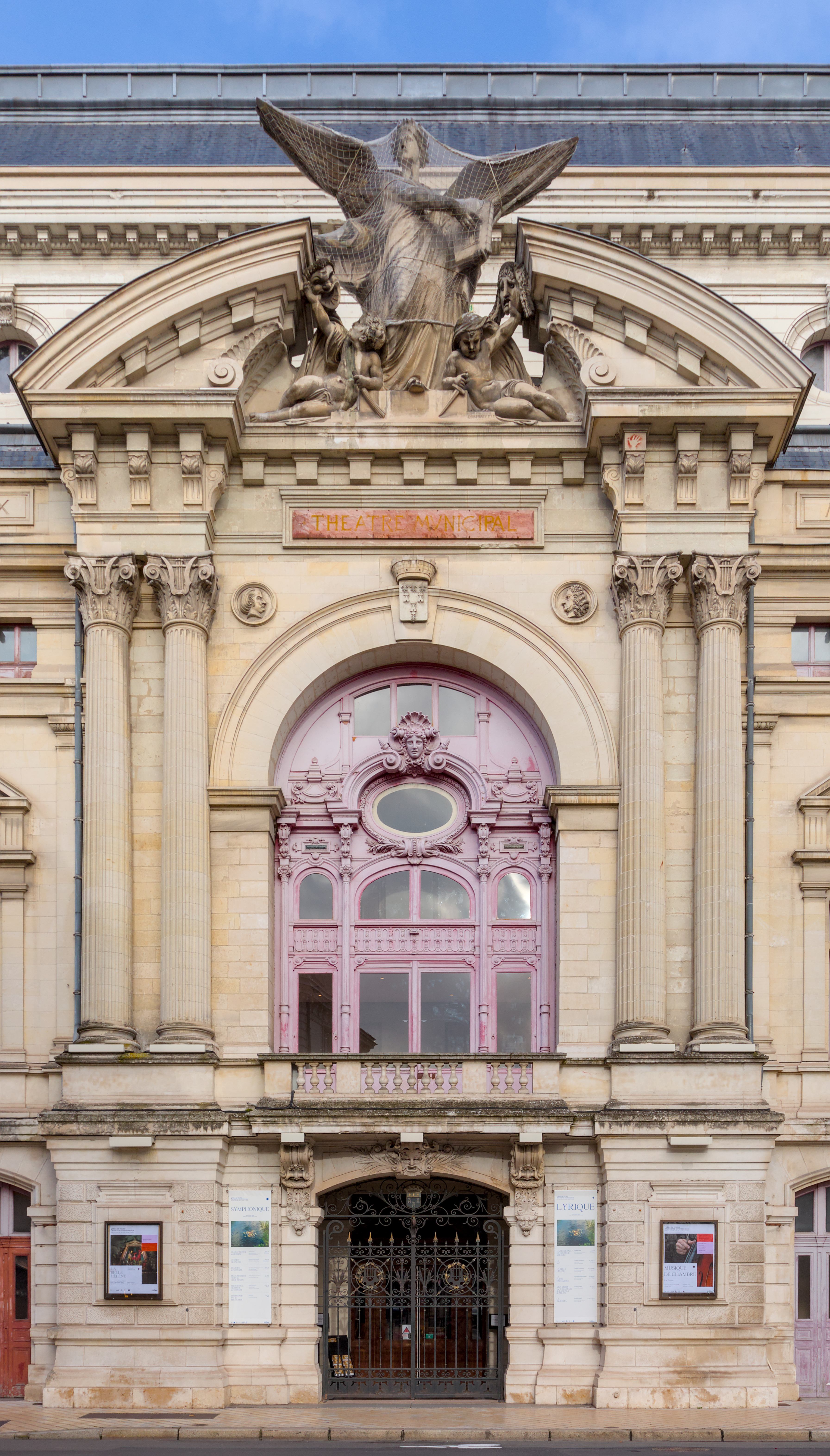
Façade du Grand Théâtre, qui accueille l'Opéra de Tours.

L'Opéra (dirigé par Laurent Campellone) a son siège au Grand Théâtre tandis que le Centre dramatique national (dirigé par Jacques Vincey) a élu domicile au Nouvel Olympia.
L'orchestre symphonique de la région Centre-Val de Loire est basé à Tours ; ses principaux membres sont issus du lycée musical Francis-Poulenc et du conservatoire à rayonnement régional de Tours (dirigé par Stéphane Béchy) Les Fêtes musicales de Touraine se déroulent dans le cadre de la grange de Meslay tandis que le Florilège vocal, festival international de chant choral, investit salles de concerts et rues piétonnes.
Depuis 1986, moment où Marcelline Langlois-Berthelot (arrière petite-fille du diplomate et juriste Philippe Berthelot) a commencé à la diriger la librairie, La Boîte à Livres, rue Nationale, s'est fortement agrandie et a joué un rôle important dans la vie culturelle de Tours, c'est la plus grande librairie de la région centre et l'une des plus grandes librairie indépendante de France. Cette librairie indépendante, est aussi un centre culturel avec des d'expositions artistiques régulières et de rencontres avec des auteurs. Afin de favoriser la sensibilisation à la littérature chez les enfants, Langlois-Berthelot a notamment mis en place le Prix Lecture de la Boîte à Livres.
Le Centre chorégraphique national dirigé par Thomas Lebrun est à l'initiative d'un festival de danse annuel.
Tours est un pôle important de la musique ancienne en France. De nombreux ensembles reconnus au niveau international y résident : Diabolus in Musica, Ensemble Doulce Mémoire, Ensemble Jacques Moderne dirigé par Joël Suhubiette, Ensemble Marini dirigé par James Jennings, Ensemble PhilidOr, Ensemble Consonance… Une saison de musique ancienne permet à ces ensembles de se produire régulièrement à Tours et son agglomération en mai/juin et en septembre/octobre.

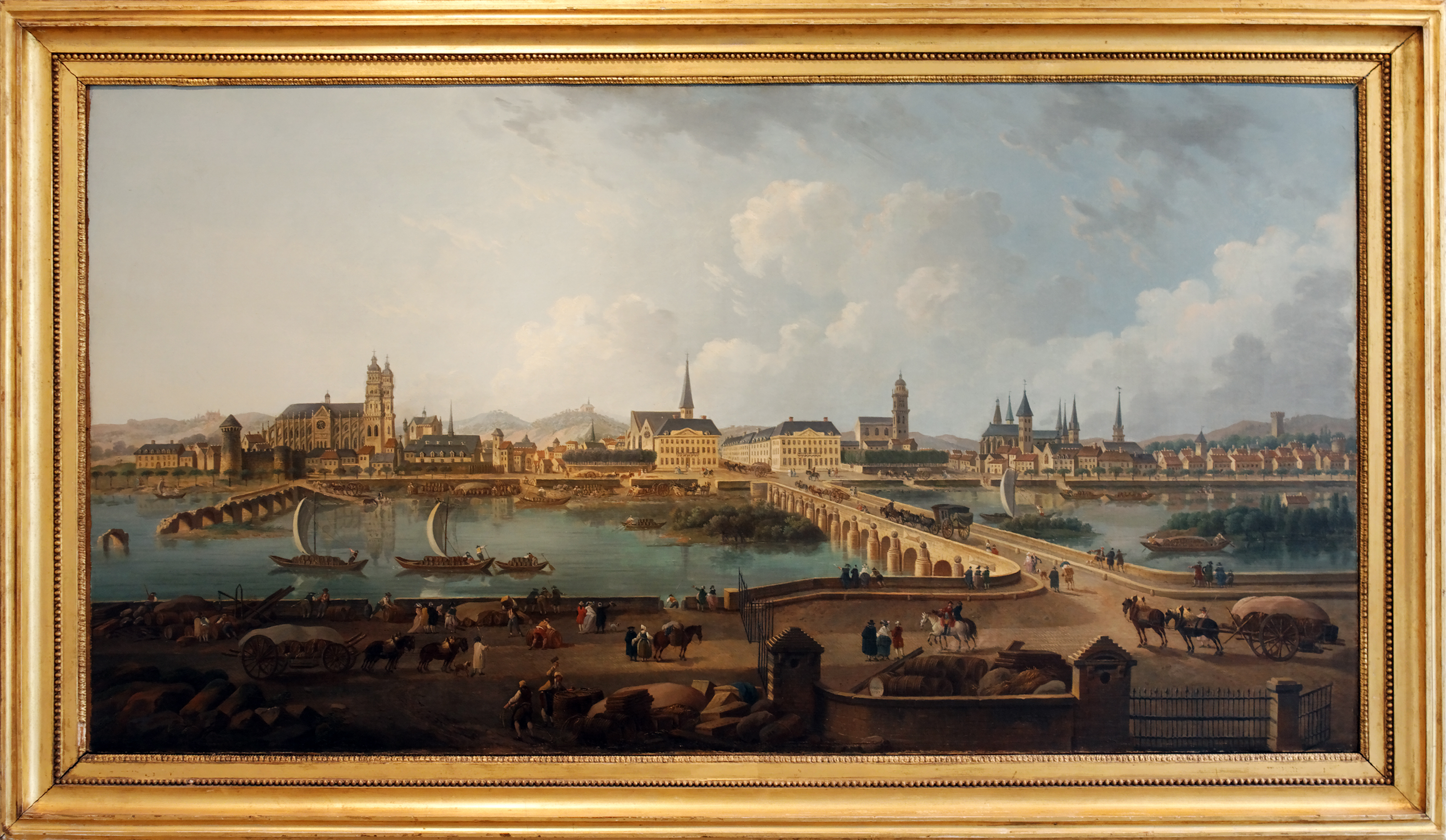
Pierre-Antoine Demachy, Vue panoramique de Tours (1787), dans les collections du musée des Beaux-Arts de Tours.

De nombreux musées sont offerts aux visiteurs : musée des Beaux-Arts de Tours (palais des Archevêques), musée du Compagnonnage (dortoir des moines de l'abbaye Saint-Julien), Centre de Création Contemporaine Olivier Debré (CCCOD), muséum d'Histoire naturelle, musée Saint-Martin, etc.
Des expositions d'envergure nationale sont organisées régulièrement au Musée d'art contemporain du château de Tours sur les bords de Loire : Joan Miro (2001), le Franc-Maçon dans son Habit de Lumière (2002), Daniel Buren (2005) ou Calder en Touraine (2008).
Dans le quartier de la Fuye, rue du docteur Fournier, le plasticien Armand Langlois a réalisé une fresque en trompe-l'œil illustrant le travail de compagnons couvreurs.
De nombreux illustrateurs comme Nico Nu et auteurs-dessinateurs de Bande dessinée, à l'instar de l'atelier Cachalot fondé par Christopher ou de l'atelier POP sont installés à Tours, notamment dans le quartier artisan du Petit Saint-Martin (Ouest du Vieux Tours). Un festival de Bande dessinée « A Tours de Bulles » a lieu en outre chaque année.
Tous les ans à la fin mars, le carnaval de Tours accueille plus de 10 000 personnes au long de son défilé, et en été à l'occasion de Tours sur Loire s'installent des animations autour du fleuve royal.
La Société archéologique de Touraine, fondée en 1840 par Alexandre Giraudet, Henry Goüin, Noël Champoiseau et l’abbé Manceau, œuvre pour la promotion du patrimoine local et anime une bibliothèque d'étude au Logis des Gouverneurs (château de Tours). On y trouve également un musée consacré à l'histoire de la Touraine.
L'Académie des sciences, arts et belles-lettres de Touraine, créée en 1761 regroupe des personnalités intellectuelles ou artistiques de Touraine.
La ville de Tours fut aussi le cadre de tournages de films comme Douches froides, Nos vies heureuses, Les Revenants ou Le Grand amour de Pierre Étaix.
Depuis 1996, l'association Boutavant tente de faire vivre la mémoire de la batellerie tourangelle en préservant des bateaux de Loire traditionnels (chalands, gabares, toues cabanées, etc.) visibles aux alentours du pont Wilson et en contrebas du château de Tours où se trouve un embarcadère pour de courtes promenades permettant de découvrir la faune et la flore de la Loire sauvage,.

#### Bibliothèques

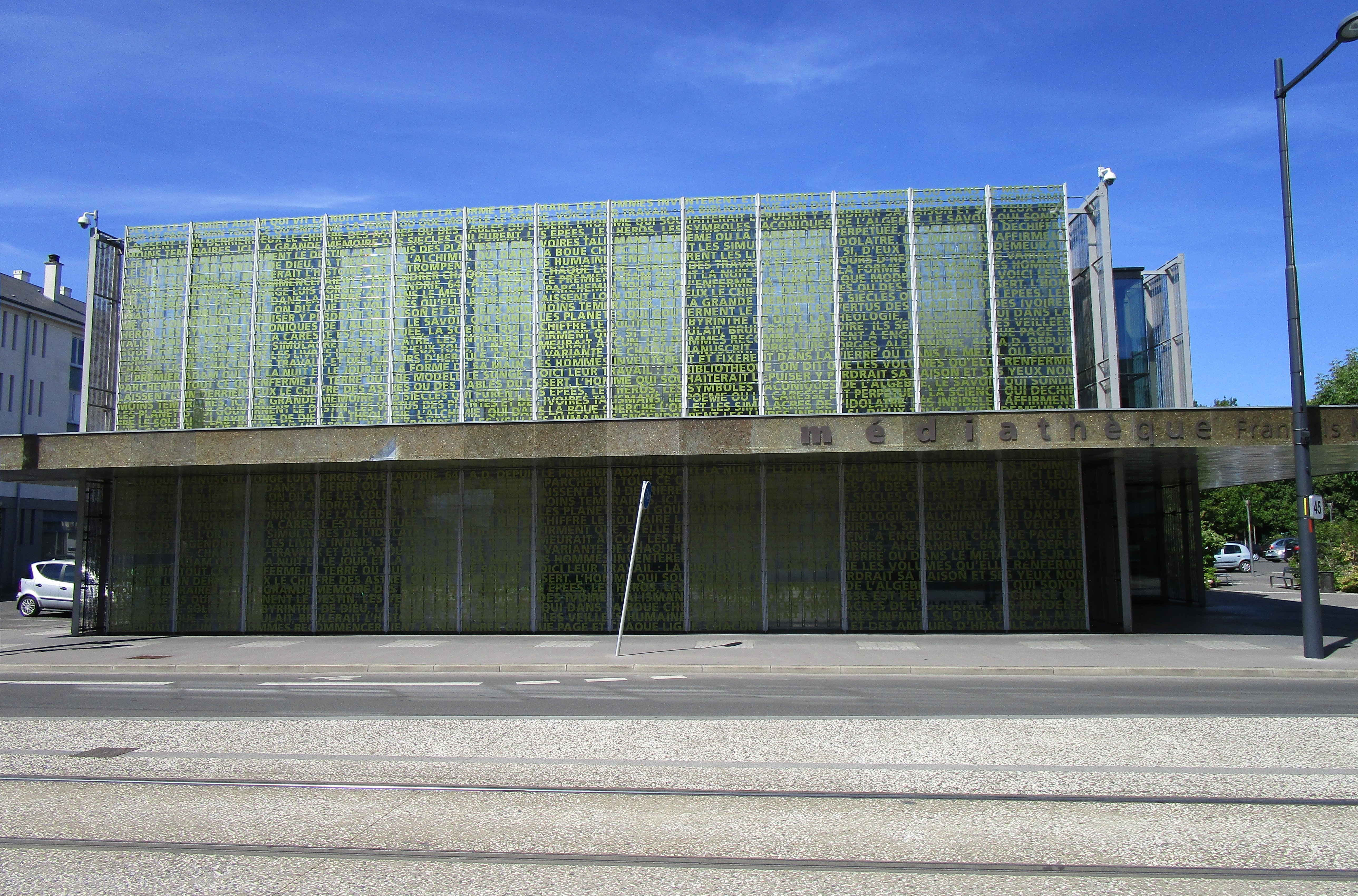
Médiathèque François-Mitterrand du quartier Europe.

La ville de Tours possède neuf bibliothèques, la plus grande est la bibliothèque municipale de Tours qui est classée. Elle est située place Anatole-France. Ouverte au public en 1793, les fonds sont tout d'abord constitués des ouvrages provenant des abbayes de Saint-Martin et Marmoutier, et du chapitre de la cathédrale Saint-Gatien.
La bibliothèque a occupé différents lieux, comme l'Hôtel de la Préfecture, l'Hôtel Papion du Château en janvier 1863 (à l'emplacement de l'actuelle mairie, aujourd'hui disparu), l'ancien hôtel de ville en 1907 (au niveau de l'actuelle place Anatole-France, aujourd'hui disparu) avant d'occuper un nouveau bâtiment, sur les bords de Loire, après sa destruction en juin 1940.
Les bombardements, en même temps que l'édifice, ont détruit près de 250 000 volumes et une grande partie des fonds anciens : sur les 2 042 manuscrits et 451 incunables, 815 manuscrits, 56 incunables, ainsi que les archives municipales anciennes, sont sauvés, grâce au conservateur de l'époque, Georges Collon.
La nouvelle bibliothèque est reconstruite en 1957 sur les plans de l'architecte Patout. Une partie de la collection sauvée est maintenant conservée dans un coffre souterrain.
En plus de ces fonds de livres, la bibliothèque municipale de Tours dispose d'un fonds musical et d'un fonds vidéo.
Elle ferme ses portes en avril 2012 pour la réalisation de travaux de mise aux normes.
Par ailleurs, depuis 2007, Tours dispose aussi d'une nouvelle médiathèque à Tours-Nord appelée médiathèque François-Mitterrand. D'une architecture contemporaine, elle participe à la restructuration du quartier de l'Europe, et à la rénovation de la place du Beffroi désormais Esplanade François-Mitterrand.
Au-delà de ces deux édifices, Tours dispose des bibliothèques suivantes :
- la bibliothèque Paul-Carlat (centre de vie du Sanitas) ;
- la bibliothèque de la Rotonde ;
- la bibliothèque de la Bergeonnerie ;
- la bibliothèque des Rives-du-Cher ;
- la médiathèque des Fontaines espace Jacques Villeret ;
- La bibliothèque des cinémas Studio[175].

Il faut y ajouter deux bibliothèques spécialisées, situées sur le site du château de Tours, au Logis des Gouverneurs :
- la bibliothèque d'archéologie urbaine de Tours ;
- la bibliothèque d'étude de la Société archéologique de Touraine.

#### Salles de spectacle

Le centre international Vinci.

- Le Parc des Expositions de Tours ;
- Le Grand Hall de Tours ;
- Le Grand Théâtre de Tours ;
- Le Nouvel Olympia ;
- Le Centre international de congrès Vinci ;
- Le Centre chorégraphique national de Tours (CCNT) ;
- Le Petit Faucheux (la grande « scène de jazz » de la région) ;
- La Salle polyvalente des Halles ;
- Le Bateau Ivre ;
- L'auditorium Jean-de-Ockeghem (ancien palais des Ducs de Touraine) ;
- La Salle Thélème ;

#### Cinémas
Dans les années 1950-60, il existait à Tours un grand nombre de salles de cinéma (Le Caméo, Le Palace et le Cyrano, Le Majestic, Le Mexico, Le Rex, L'ABC, L'Olympia, le Vox, le Gallia, le CinéLux, etc.) qui ont toutes disparu. Elles ont, comme dans nombre de villes, été remplacées par des complexes. Dans le quartier de la cathédrale, les salles associatives des « Studio Cinémas » (7 salles) offrent une programmation variée, préférant la projection des films en version originale. Par le nombre des entrées, c'est l'un des premiers cinémas Art et Essai de France. L'association accueille également le CNP (cinéma national populaire) et la Cinémathèque de Tours.
Il existe trois autres cinémas à Tours, dont deux de la chaîne CGR : un en centre-ville (8 salles) et le second au quartier des Deux-Lions (13 salles) ouvert en 1998. De plus, le CinéLoire de 9 salles du groupe Davoine avec une capacité d'environ 2 000 places s'installe en octobre 2018 à Tours-Nord, en face du terminus du tramway, avec une salle en IMAX. L'arrivée de ce dernier fait craindre une saturation du marché, alors que le cinéma CGR du Centre est déjà fragile avec des entrées en baisse, malgré une tentative de diversification grâce à des films en versions originales ou la rediffusion de vieux succès. Le CGR des Deux-Lions réplique avec ajoutant une treizième salle haut-de-gamme en 2019.

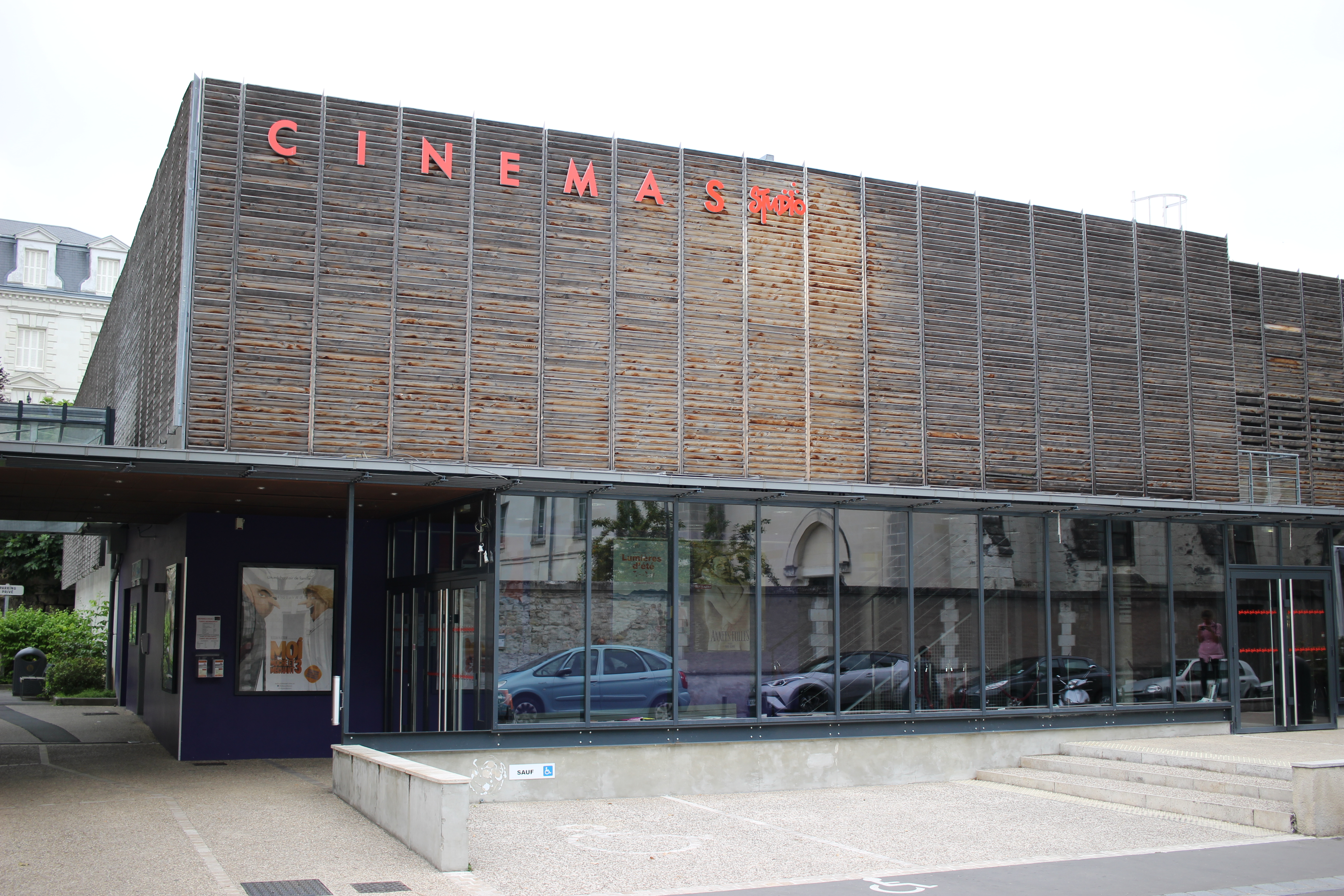
Le cinéma des Studios.

- CGR Tours-Centre, 8 salles et 210 000 entrées en 2019 ;
- CGR Deux-Lions, 13 salles et 900 000 entrées ;
- Les Studios, 7 salles et 358 000 entrées ;
- Ciné Loire, 9 salles et 240 000 entrées[178].

### Langue
Tours a été très réputée pour son français supposé sans accent et étant le plus « pur », cette réputation peut encore subsister de nos jours en particulier à l'étranger. Par exemple, Alfred de Vigny a écrit au XIXe à propos du tourangeau : « Leur langage est le plus pur français, sans lenteur, sans vitesse, sans accent ; le berceau de la langue est là, près du berceau de la monarchie. ».
Cette réputation s'explique par le fait que le français s'est progressivement imposé comme la langue officielle du royaume à l'époque où la Cour résidait principalement en Touraine, c'est-à-dire la période 1430-1530. L'accent de la Cour était bien entendu perçu comme le meilleur français. Une suite de décisions royales ont progressivement remplacé le latin par les langues maternelles dans les actes du droit. Puis le français a été imposé comme la langue officielle du droit et de l'administration par François Ier avec l'ordonnance de Villers-Cotterêts.
On peut considérer que l'acte de naissance du français est le concile de Tours de 813, qui prône l'abandon du latin classique dans les homélies en faveur d'une « langue romane rustique » (entre autres langues) plus compréhensible par le peuple. Mais le véritable tournant est l'ordonnance de Montils-lès-Tours prise par Charles VII en 1455 qui rend obligatoire la rédaction en langue maternelle des coutumes orales ayant force de loi. L'ordonnance de 1490 prise par Charles VIII et celle prise par Louis XII en 1510 renforcent l'importance donnée aux langues maternelles pour les écrits officiels. L'ordonnance de Villiers-Cotterêts impose en 1539 le français au détriment du latin mais également des langues régionales.
Il est remarquable que les rois de Charles VII à François Ier vivent essentiellement en Touraine (à Amboise, Blois, Chinon et Tours) et surtout y sont élevés, le château d'Amboise (à 25 km de Tours) servant de pouponnière aux enfants royaux. Par l'entremise de la Cour, l'accent de Touraine s'impose comme l'accent de référence à mesure que le français est adopté dans tout le royaume.

#### Gastronomie

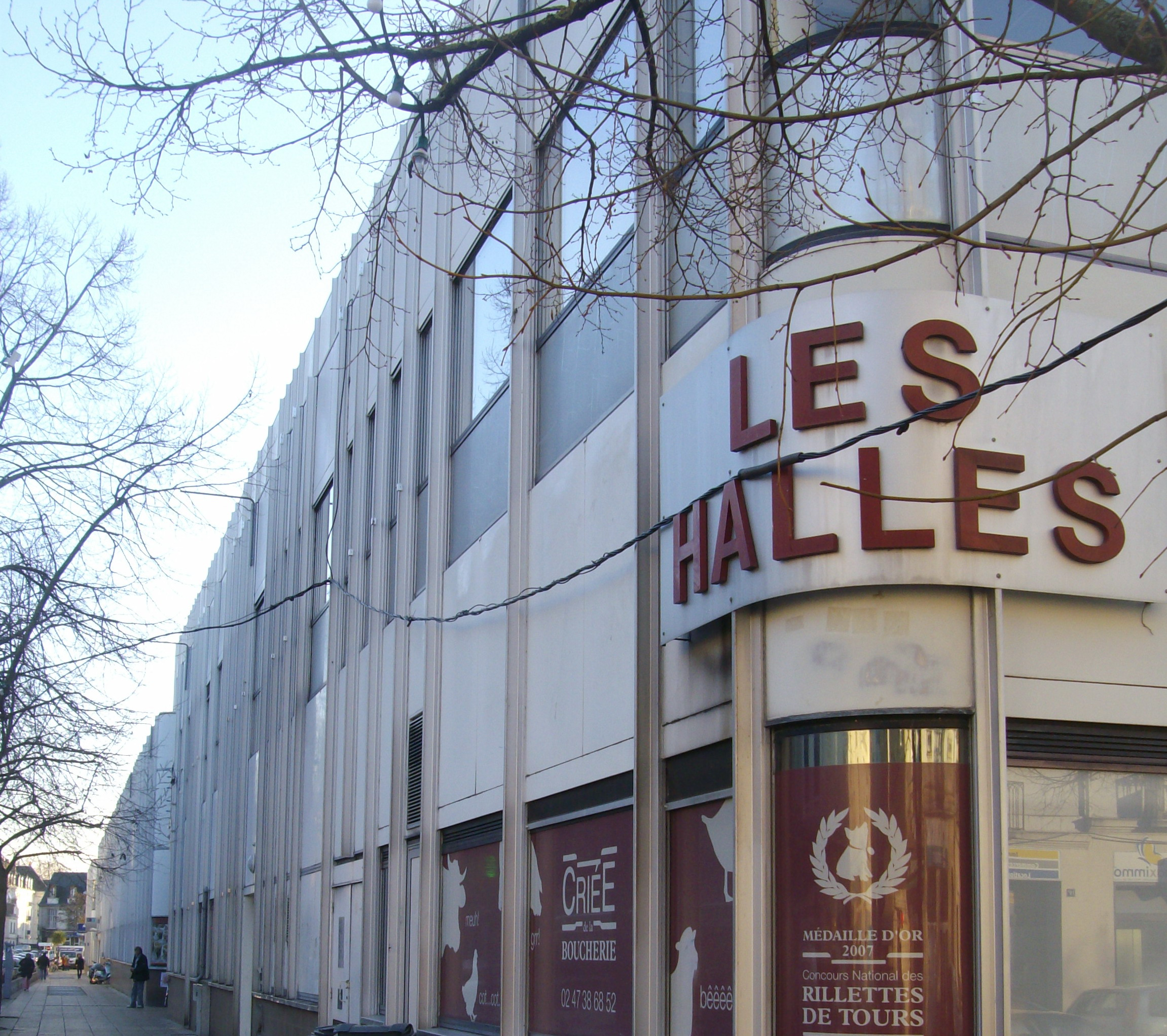
Halles de Tours actuelles.

Tours est une terre d'art culinaire et d'auteurs culinaires. Terre viticole (Touraine (AOC), Touraine-noble-joué (AOC), Touraine-amboise (AOC), Montlouis (AOC), Vouvray (AOC), Chinon (AOC), Bourgueil (AOC), Saint-nicolas-de-bourgueil (AOC)…), on trouve dans les vignobles tourangeaux du Val de Loire des vins blancs (moelleux, secs ou pétillants : Vouvray, Montlouis), rosés (Noble-joué, Chinon rosé) et rouges (Chinon, Bourgueil, Saint-nicolas-de-bourgueil) très réputés.
Les Halles de Tours abritent de nombreux produits culinaires frais et gastronomiques.
On connait Tours aussi pour ses rillettes (Indication géographique protégée), qu'on distingue de celles du Mans par le fait qu'elles sont généralement moins grasses, mais également pour ses rillons, morceaux de poitrine de porc rissolés et confits dans la graisse. La crémerie et les pâtisseries tiennent une place importante dans la gastronomie locale, avec respectivement les chèvres de l'AOC Sainte-Maure-de-Touraine et les nougats de Tours.
De nombreux chefs se sont installés à Tours. Plusieurs établissements ont été étoilés Michelin.
L’université de Tours et l’Institut européen d'histoire et des cultures de l'alimentation qui sont à l'origine de l'inscription, par l'UNESCO, du « Repas gastronomique des Français », organisent chaque année le Forum Alimentation et Culture.
Le salon Euro Gusto est organisé tous les deux ans au parc des expositions.

#### Personnalités liées à la commune

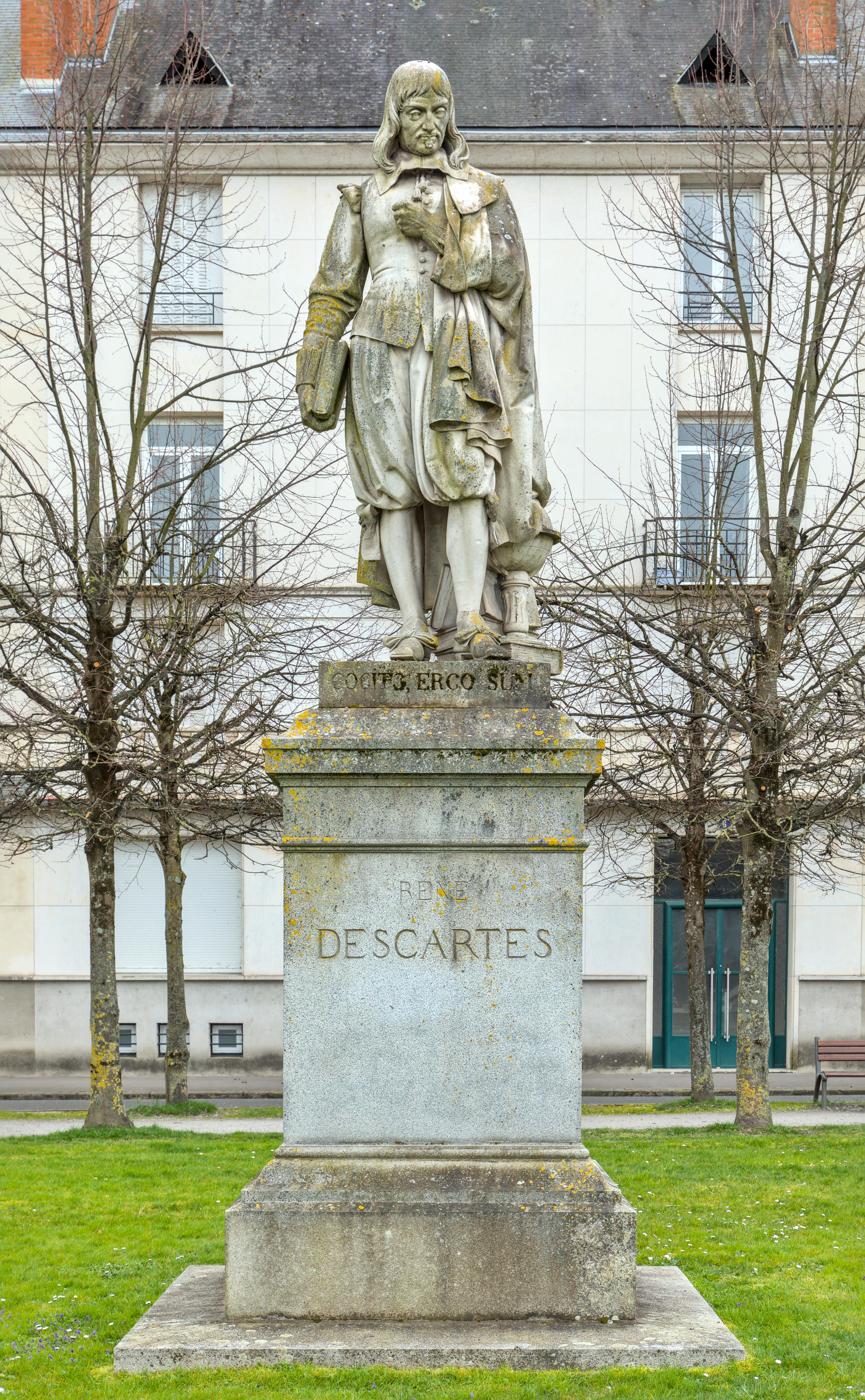
Statue de René Descartes, place Anatole-France.

Tours et la Touraine ont été la terre d'accueil, de passage ou de naissance de nombreuses personnalités, telles que Alcuin, François Rabelais, René Descartes, Philippe Musard, Marie de l'Incarnation, Honoré de Balzac, Honorat de Racan, Anatole France, Georges Courteline, Pierre de Ronsard, René Boylesve, Léopold Sédar Senghor, Yves Bonnefoy, Saint Martin, Pierre Bretonneau, Alfred Velpeau, Armand Trousseau, Charles Bordes,Francis Poulenc, Jehan Fouquet, François Clouet, Michel Colombe, Abraham Bosse, Claude Vignon, Louis-François Cassas, Léon Rohard, Victor Laloux, Édouard Debat-Ponsan, François Sicard, Max Ernst, Pierre Boille, Alexander Calder, Olivier Debré, Paul Jeuffrain, Marinette Mathieu, Jacques Voyet, Coco Téxèdre, le danseur et chorégraphe Abderzak Houmi, le metteur en scène de théâtre Jacques Vincey, la dramaturge de scène Vanasay Khamphommala, les réalisateurs Bernard Deyriès et Patrice Leconte, les comédiens Jacques Villeret, Jean Carmet, Jean-Hugues Anglade, Bernard Campan, les dessinateurs de BD Jean-Marc Lelong et Piem, le dessinateur de presse Luz, et dans un registre médiatique et contemporain les journalistes Marie-Laure Augry et Harry Roselmack, les footballeurs Bernard Lama, Xavier Gravelaine, Jean-Marc Furlan, Olivier Giroud, Patrick Vieira, Fatih Atik, Serge Gakpé, Peter Jehle, Laurent Koscielny, Claudiu Keserü, Christophe Mandanne, Jin-Hyung Song et Tony Vairelles, les sportifs Raphaël et Pierre-Gilles Lakafia, les chanteurs Nâdiya, ZAZ, Ben l'Oncle Soul et Brahim, originaires de Tours également.
Gouverneur d'Acadie Nicolas Denys baptisé à Tours le 2 juin 1603. Stéphane Béchy, claveciniste, concertiste international, vécut à Tours de 1976 à 1992. Monique Olivier, femme de Michel Fourniret, est née à Tours. Damien Laguionie

#### Héraldique et devise
La devise de Tours est : « sustentant lilia turres » (les tours soutiennent les lys).
Les armes de Tours se blasonnent ainsi :
| Blason de Tours | Armes parlantes (« De sable, à trois tours couvertes d'argent ; au chef d'azur chargé de trois fleurs de lis d'or »). . * Il y a là non-respect de la règle de contrariété des couleurs : ces armes sont fautives (gueules sur sable). On en connaît une version alternative : « De sable à trois tours d'argent, 2 et 1, ouvertes et maçonnées de sable, pavillonnées et girouettées de gueules ; au chef cousu d'azur chargé de trois fleurs de lys d'or ». |

| Blason de Tours pendant le Premier Empire | Pendant le Premier Empire, Tours fut au nombre des bonnes villes et autorisée à ce titre à demander des armoiries au nouveau pouvoir : D'or à trois tours crénelées de sable, au chef de gueules chargé de trois abeilles d'or qui est le signe des bonnes villes de l'Empire. |

#### Logotype
| Logo de la ville | Entre 1987 et 2015, le logotype de la ville de Tours représente une tour grise à deux créneaux de laquelle s'élance un arc-en-ciel. Le nom en lui-même de Tours n'a aucun rapport avec une tour, mais le symbole est utilisé par homophonie. C'est de l'héraldique parlante. |

| Logo de la ville | Entre novembre 2015 et avril 2024, le logo de la ville de Tours représente de manière stylisée une tour à travers la lettre U et les trois éléments colorés situés au-dessus. Le bleu incarne la Loire et l’ardoise, le jaune/marron symbolisant la pierre de tuffeau et le sable tandis que le vert évoque les jardins tourangeaux. De plus, les couleurs bleue et noire sont issues du blason de la ville. |

| Logo de la ville | Depuis avril 2024, le logo de la ville de Tours est monochrome et bleu par défaut. La nouvelle charte graphique reprend les couleurs historiques de la ville en couleurs principales : le bleu, le noir et le rouge. |

#### Représentations de Tours

##### Philatélie
Tours est représentée en arrière-plan sur un timbre de 1962 célébrant le centenaire de la mort du Docteur Pierre Bretonneau, valeur faciale 0,50 F.
En 1967, l'hôtel Goüin est représenté à l'occasion du 40e congrès des sociétés philatéliques, valeur faciale 0,40 F.
En 1985, la cathédrale est représentée à l'occasion du 58e congrès de la Fédération des Sociétés philatéliques françaises, valeur faciale 2,10 F.
En 2001, la statuette de compagnon (œuvre de Jean Bourreau), avec en arrière-plan le pont et la cathédrale sont représentés à l'occasion du 74e congrès de la Fédération française des associations philatéliques, valeur faciale 3 F ou 0,46 euro.